# Museo nazionale romano di palazzo Massimo
Il Palazzo Massimo alle Terme è la principale delle quattro sedi del Museo nazionale romano, assieme alla sede originaria delle Terme di Diocleziano, che ospita attualmente la sezione epigrafica e protostorica, a Palazzo Altemps, sede delle collezioni rinascimentali di scultura antica, e alla Crypta Balbi, sede della collezione altomedievale.
È sito nel rione Esquilino, nei pressi della stazione Termini.

## Visitatori
Nel 2013 il circuito museale del Museo nazionale romano è stato il ventunesimo sito statale italiano più visitato, con 247.795 visitatori e un introito lordo totale di 909.016,50 Euro.

## Storia
Palazzo Massimo fu ricostruito tra il 1883 e il 1886 dall'architetto Camillo Pistrucci sulla villa Montalto-Peretti, come sede di un collegio per i Gesuiti, che qui rimase fino al 1960.
Dopo alterne vicende fu acquistato dallo Stato nel 1981 e restaurato, su progetto dell'architetto Costantino Dardi. Tutto ciò fu reso possibile grazie al finanziamento di una legge speciale per la tutela del patrimonio archeologico romano.
Il palazzo si sviluppa su quattro piani e uno sotterraneo, in buona parte destinati all'esposizione delle collezioni, oltre a prevedere una serie di uffici, una biblioteca e una sala conferenze.
La sede museale venne inaugurata nel 1995 (quando fu aperto il solo pian terreno) e completata nel 1998 con l'apertura del primo e secondo piano oltre a quello interrato.

## Il Museo e le collezioni esposte

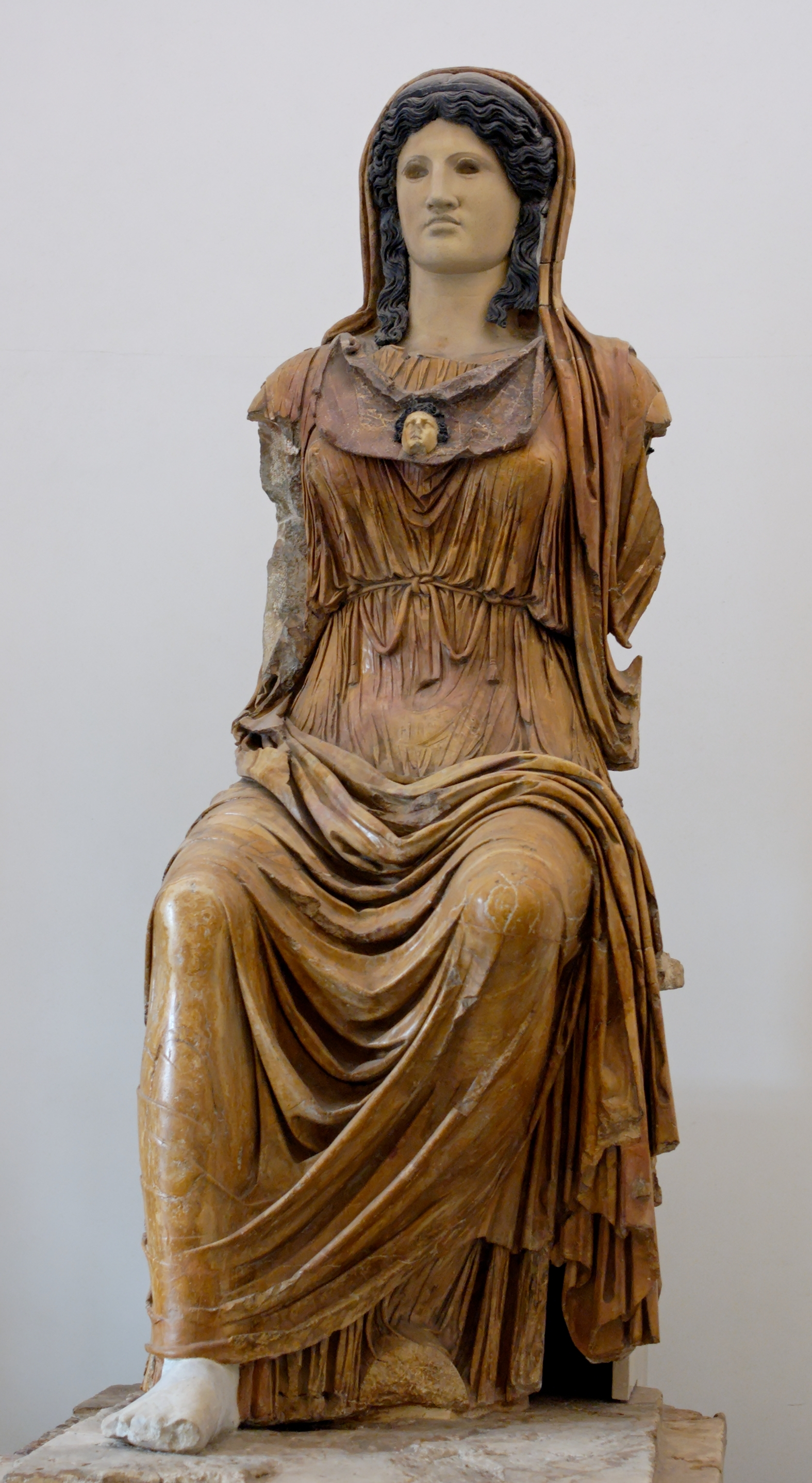
Colossale statua di Minerva, il cui viso rifatto in gesso ha le sembianze dell'Atena Carpegna (entrata di Palazzo Massimo, subito dopo la biglietteria).

L'area espositiva occupa quattro dei piani da cui è costituito il palazzo, essendo gli altri ambienti riservati ad uffici della Soprintendenza Speciale Archeologia Belle Arti e Paesaggio di Roma.
L'allestimento museale è articolato in sottosezioni che illustrano i momenti più importanti della produzione artistica di Roma antica.
Il Museo ospita la "sezione di arte antica" con opere figurative di epoca tardo-repubblicana, imperiale e tardo-antica al pianterreno, primo e secondo piano (tra cui le opere d'arte delle grandi residenze dell'ordine senatorio, con originali greci portati a Roma in epoca antica) oltre ad una "sezione di numismatica e oreficeria" sugli aspetti dell'economia romana al piano interrato.

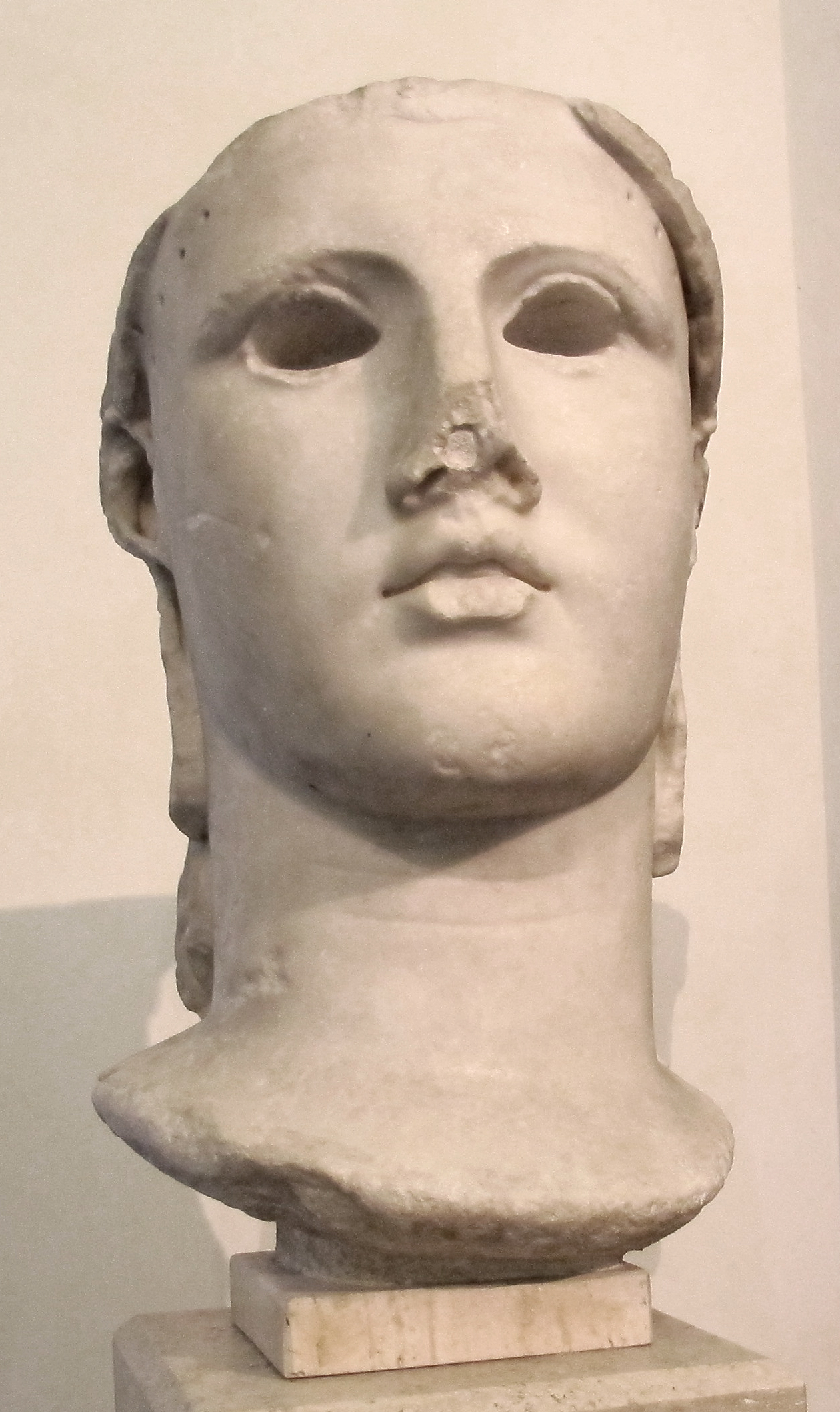
Athena, da villa Carpegna sull'Aurelia (copia romana da originale greco classico)

## Piano terra
Il pianterreno ospita capolavori dell'arte romana, dalla tarda età repubblicana (con opere appartenute alle classi dirigenti del II-I secolo a.C.), all'epoca della dinastia Giulio-Claudia. Subito dopo la biglietteria si incontra una colossale statua di divinità femminile seduta. Essa proviene dalle pendici dell'Aventino ed è composta da numerose tipologie di marmi colorati antichi, secondo una tecnica molto apprezzata dagli scultori romani.
Questa statua è di età augustea ed è stata restaurata come Minerva, dove il viso è stato rifatto in gesso con le sembianze di dell'Atena Carpegna. Secondo recenti studi sembra però che la statua raffigurasse Magna Mater-Cibele, un'antica divinità anatolica, il cui centro principale del suo culto era Pessinunte in Frigia e che, a partire dalla seconda guerra punica, iniziò a proteggere i Romani.
Secondo gli oracoli dei Libri Sibillini, l'introduzione del culto della Magna Mater fu una condizione indispensabile per raggiungere finalmente la cacciata del nemico cartaginese dall'Italia. Nell'aprile 204 a.C. la pietra nera di Pessinunte giunse a Ostia e venne consegnata a Publio Cornelio Scipione Nasica, cugino di Publio Scipione e figlio di Gneo Scipione.
| Planimetria del piano terra del Museo nazionale romano di palazzo Massimo                                  |
| --- |
| Galleria I Sala I Sala II Sala III Sala IV Sala V G a ll e ri a II Galleria III Sala VI Sala VII Sala VIII |

### Galleria I (piano terra)
Nella "galleria I" sono esposti numerosi ritratti maschili e femminili anonimi. La disposizione evoca una galleria di antenati, sulla base di quanto realmente accadeva nelle abitazioni e monumenti funerari dell'antica Roma. Tra questi ritratti si ricorda quello di una donna anziana (da Palombara Sabina) e di un sacerdote di Iside della metà del I secolo a.C. (rinvenuto nel Tevere), caratterizzato da una testa rasata e una tipica cicatrice verticale. Il ritratto, severo e volitivo, prova la diffusione del culto egizio a Roma, contrastato spesso dalla nobilitas, alla fine impostosi nella capitale per l'associazione di Iside alla dea Fortuna.

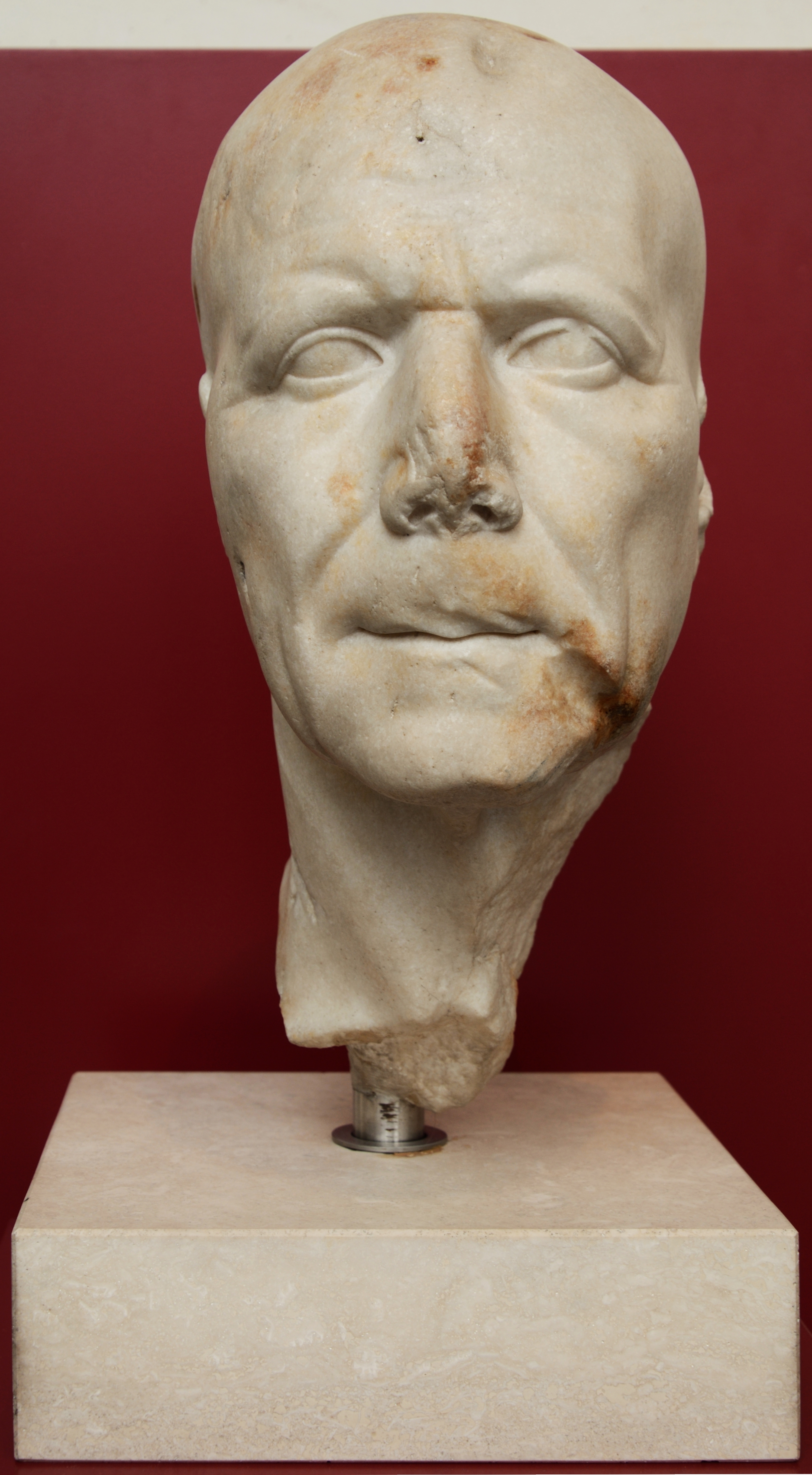
Busto di un sacerdote di Iside (h. 33 cm; databile ai primi decenni del I secolo a.C.)
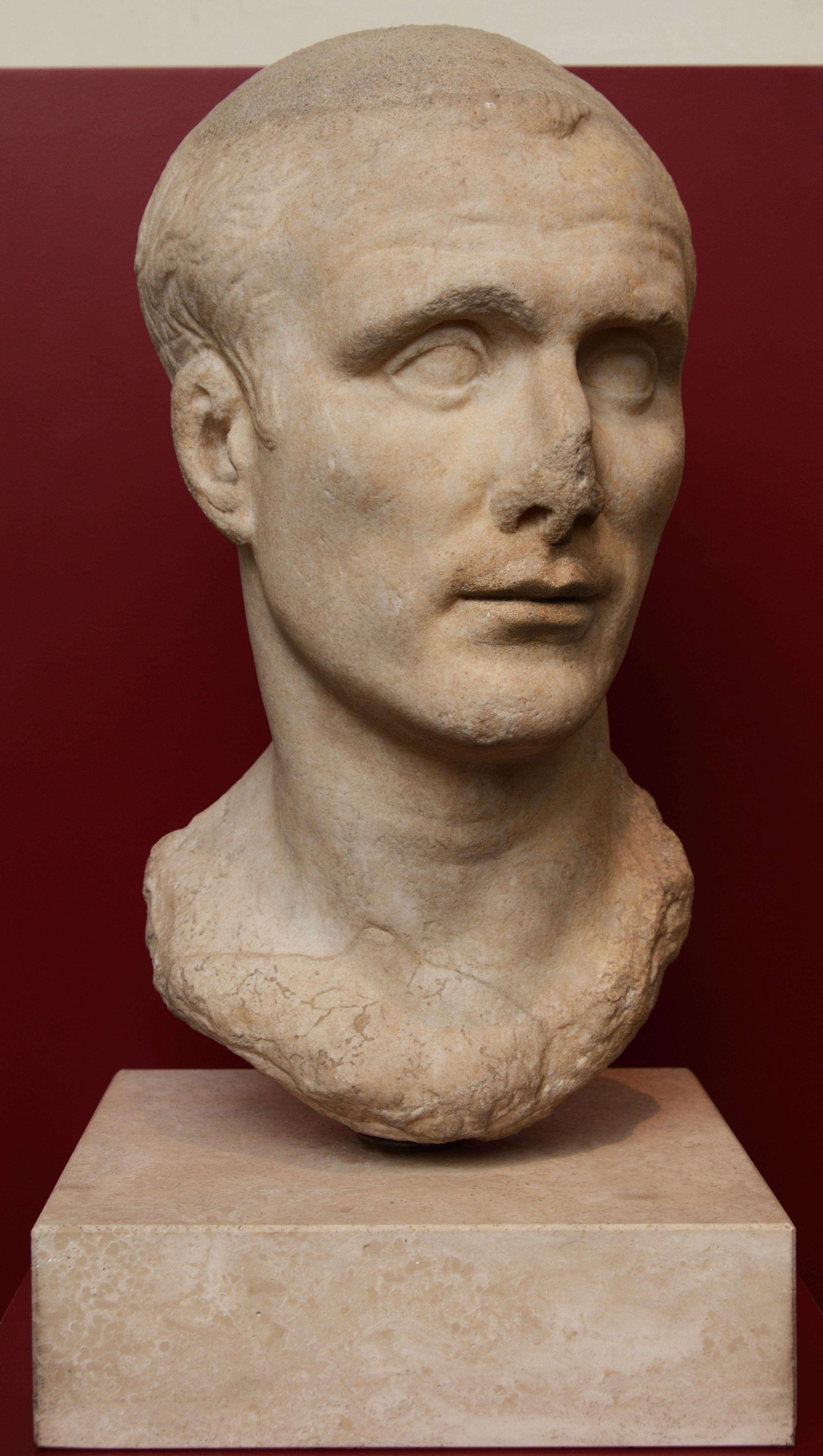
Ritratto virile del 75-50 a.C. da Palestrina
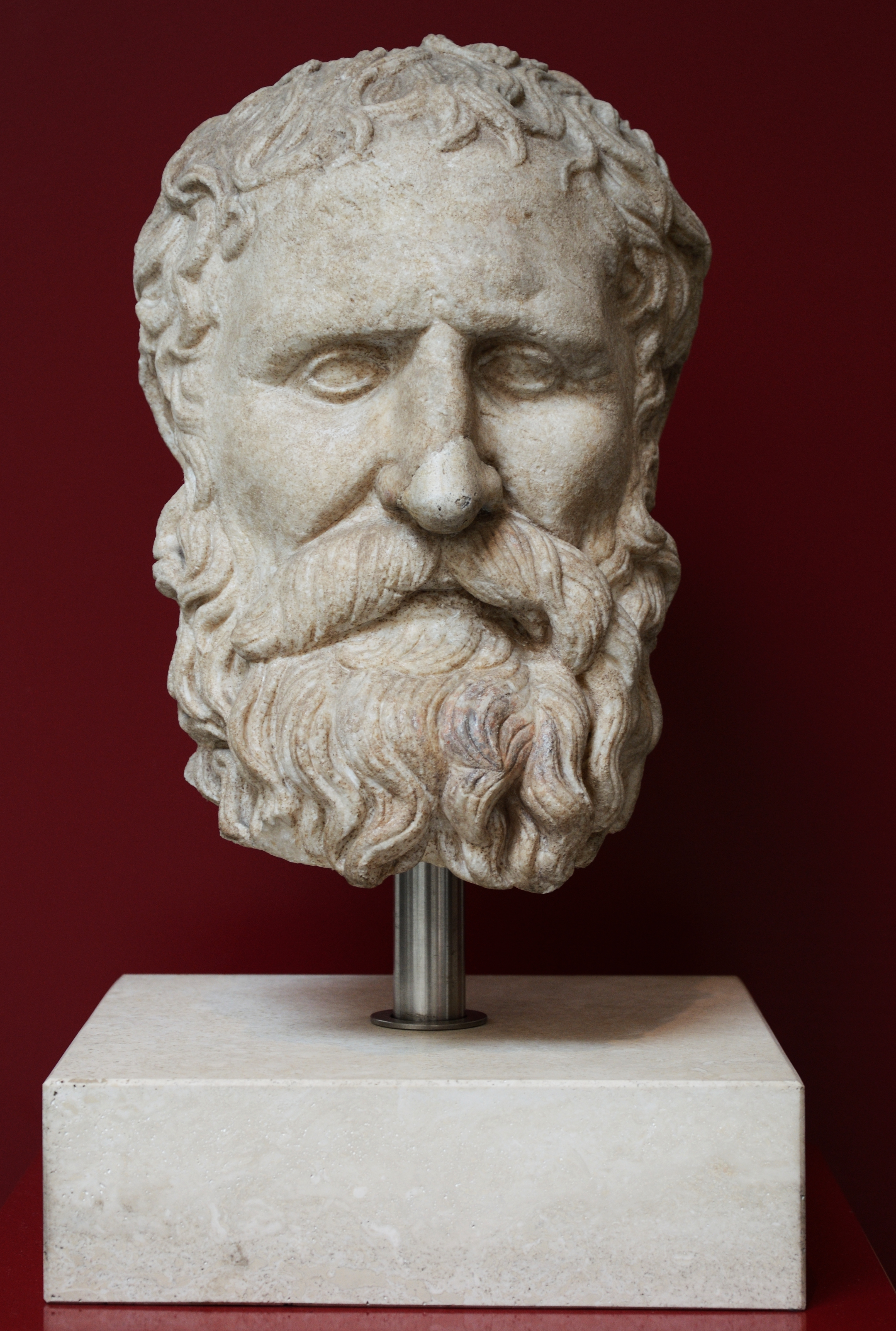
Ritratto di uomo barbuto
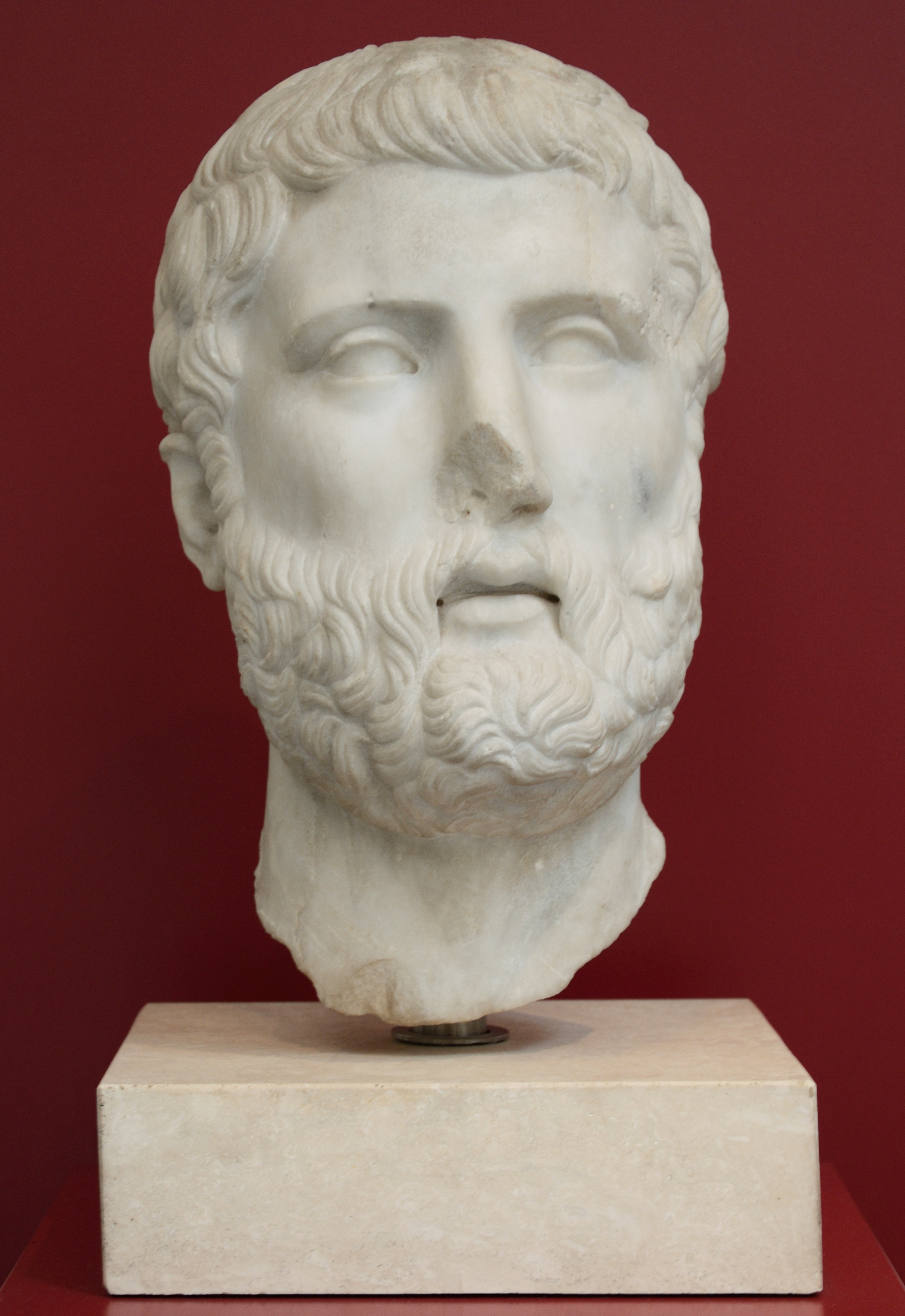
Ritratto di giovane uomo barbuto
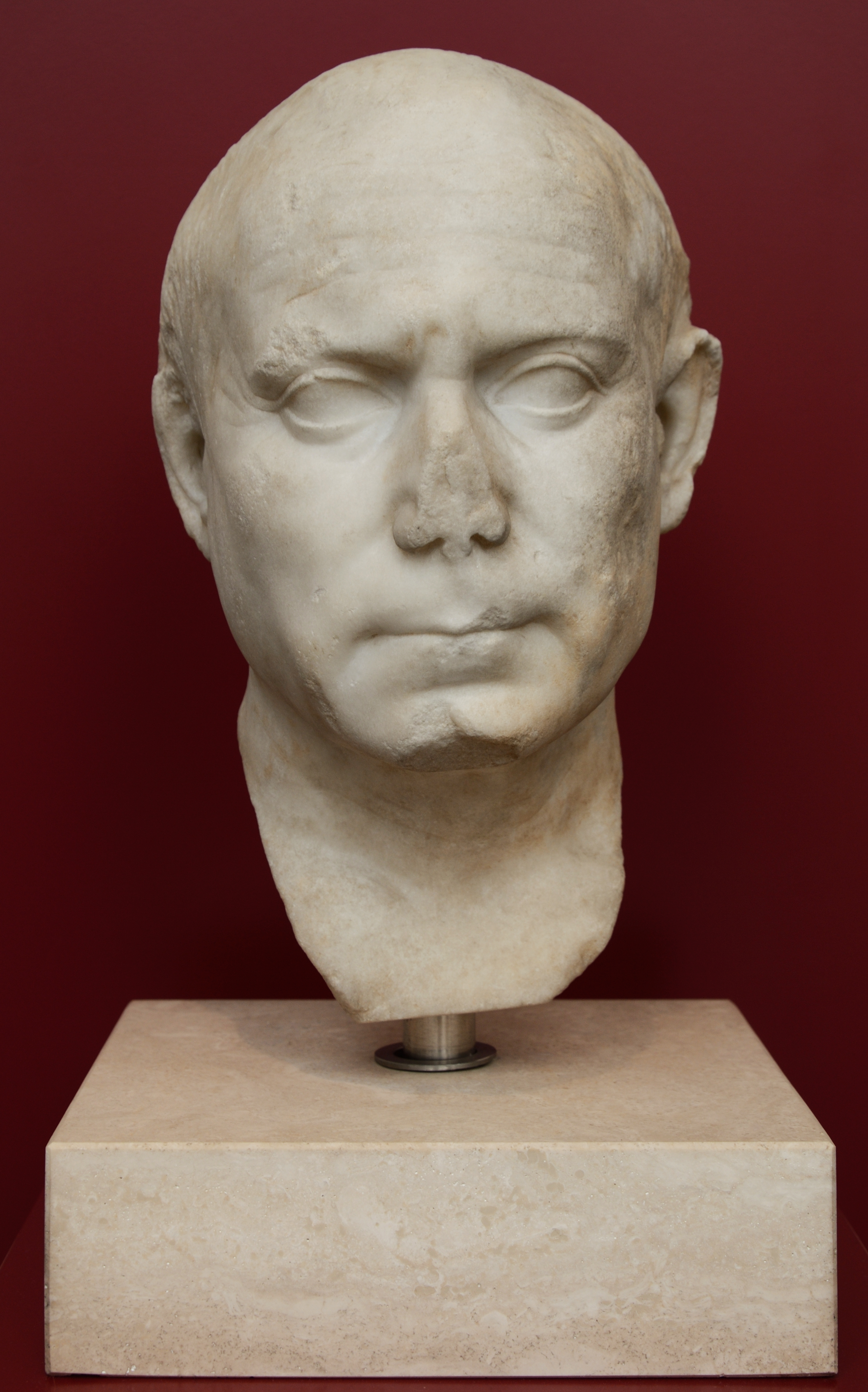
Ritratto di uomo di mezza età
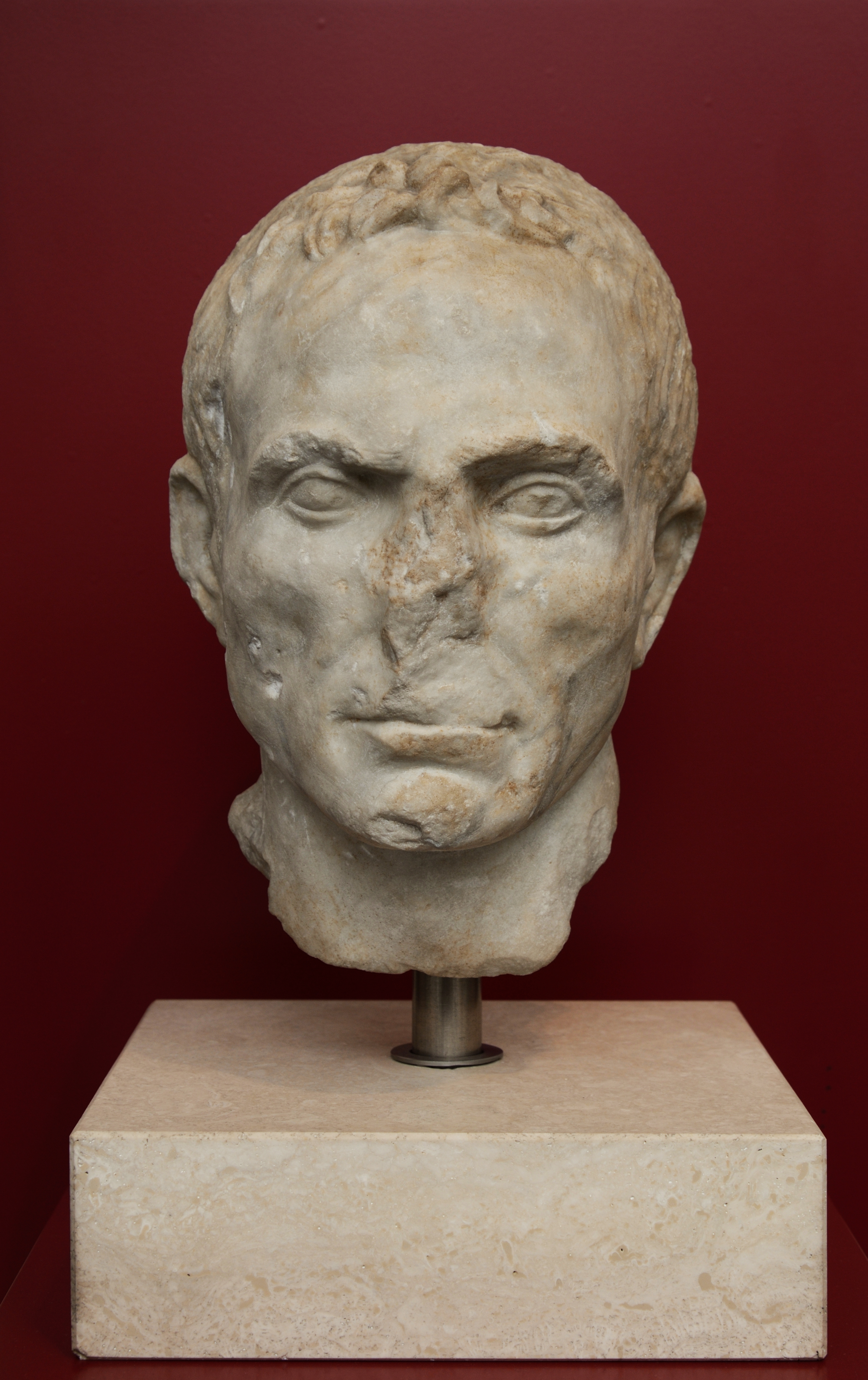
Ritratto virile databile al 40 a.C.
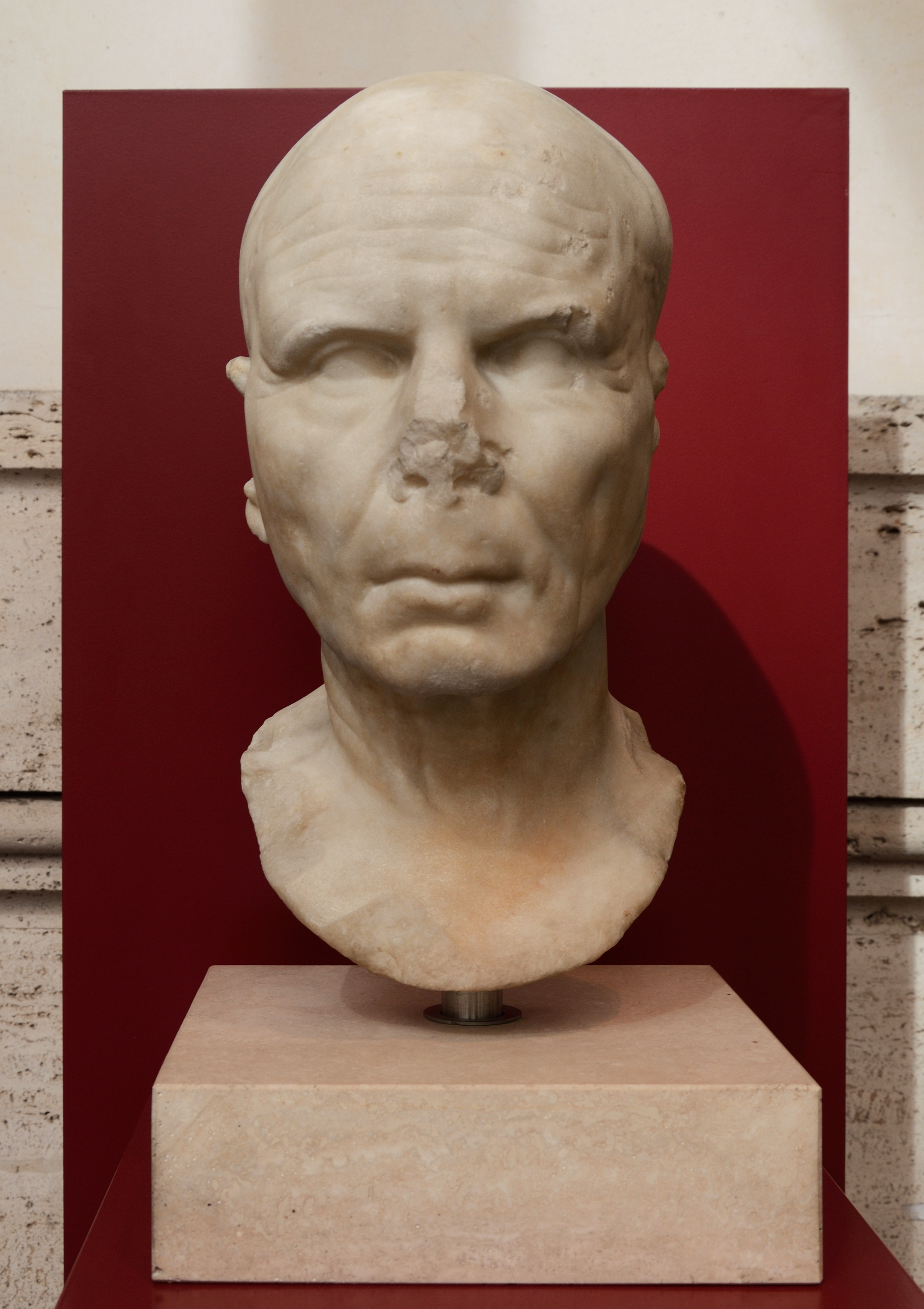
Ritratto virile della fine del I secolo a.C.
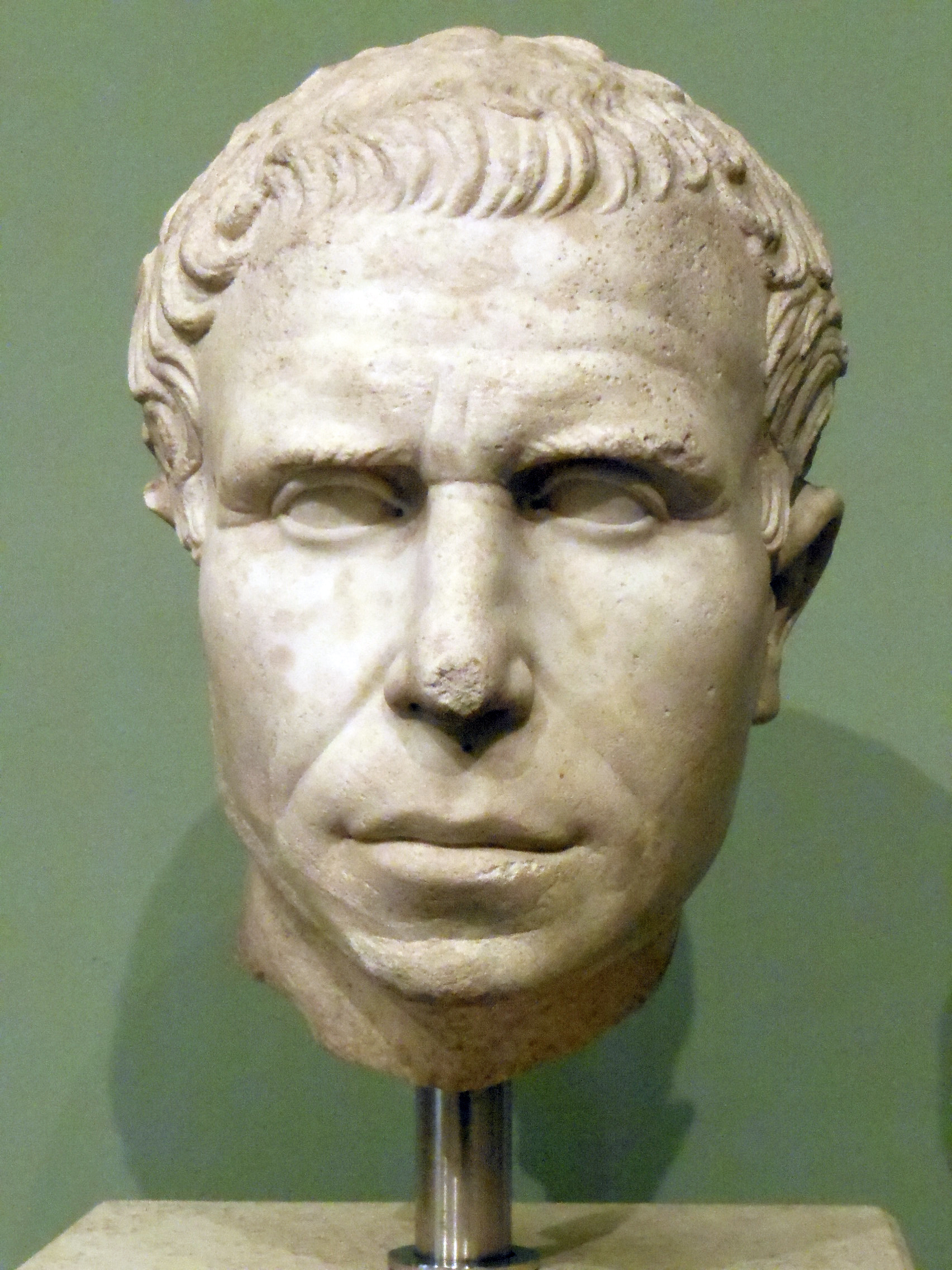
Ritratto virile da Nemi (Valle Giardino), in marmo lunense, (30 a.C.)
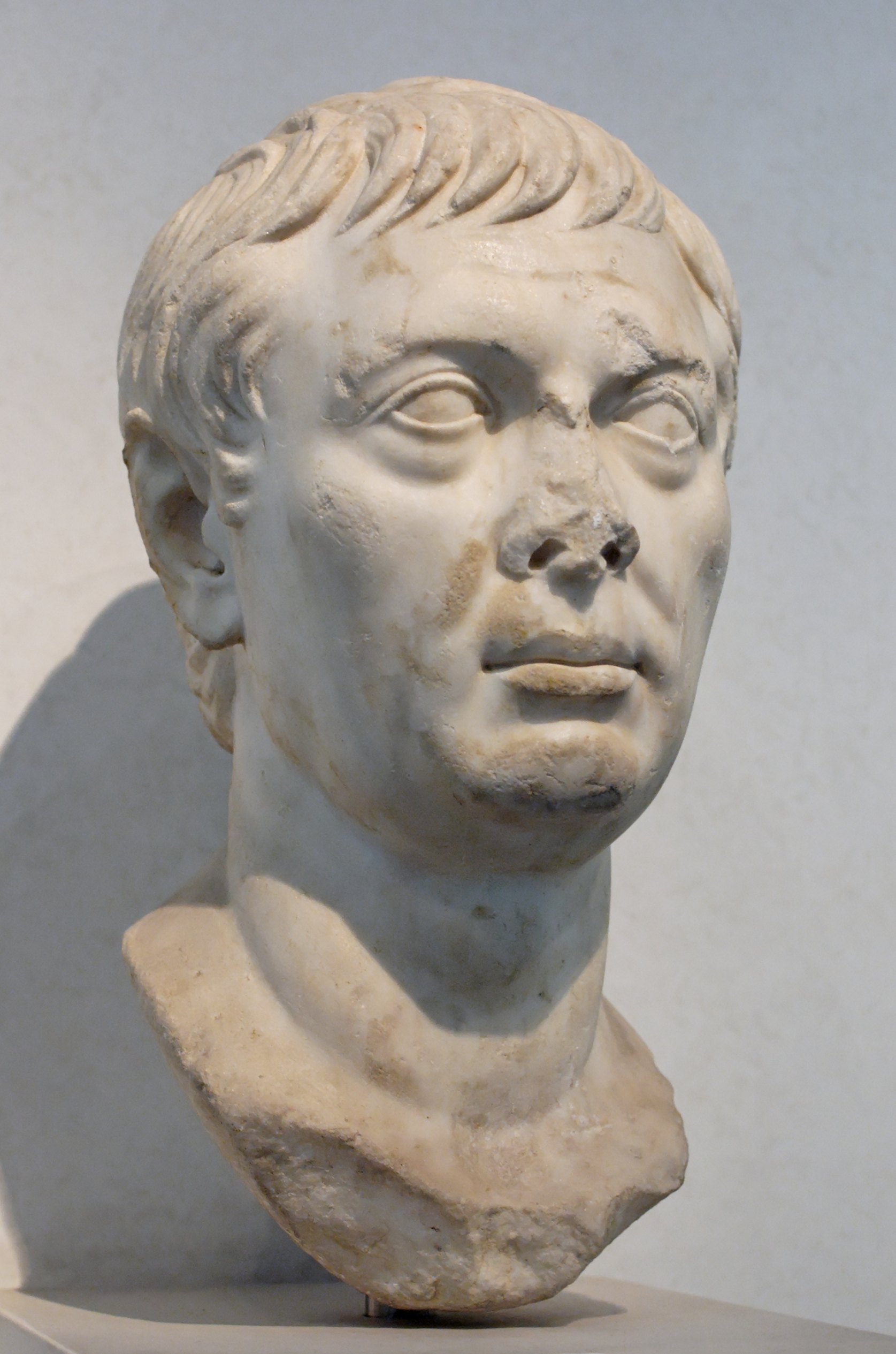
Ritratto virile (seconda metà del I secolo a.C.)

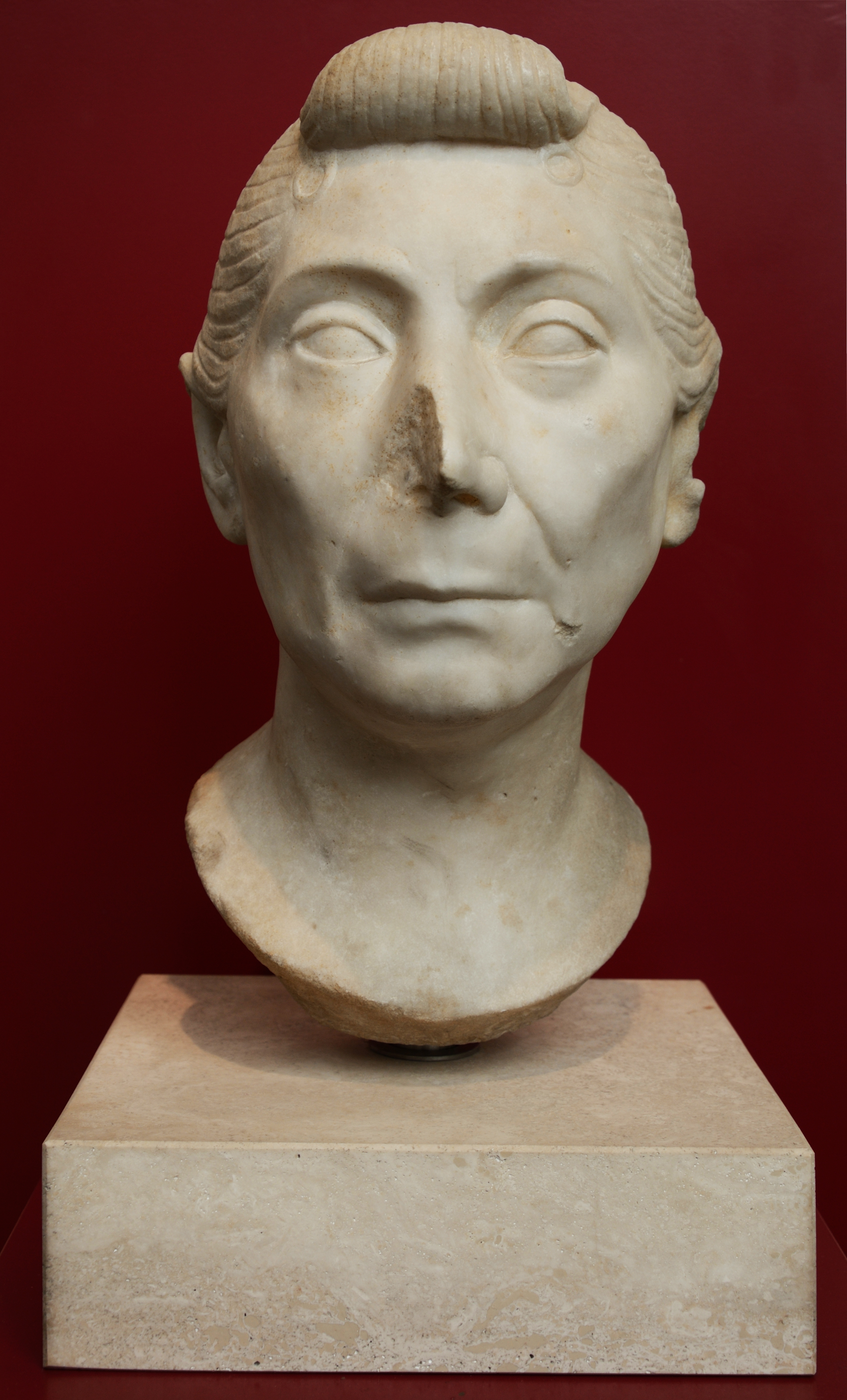
Ritratto di donna anziana (da Palombara Sabina; h. 32 cm; fine del I secolo a.C.)
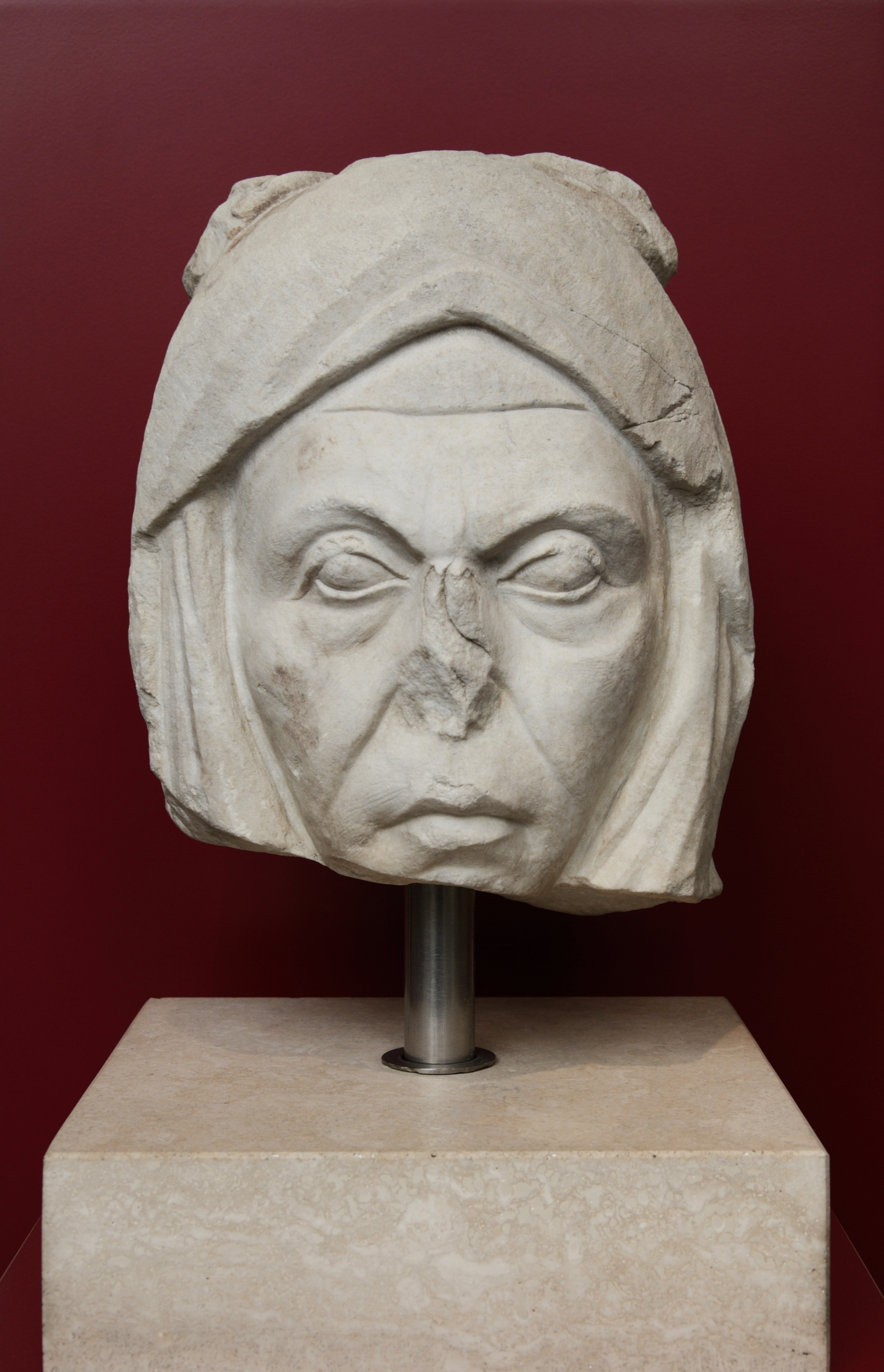
Ritratto di donna anziana
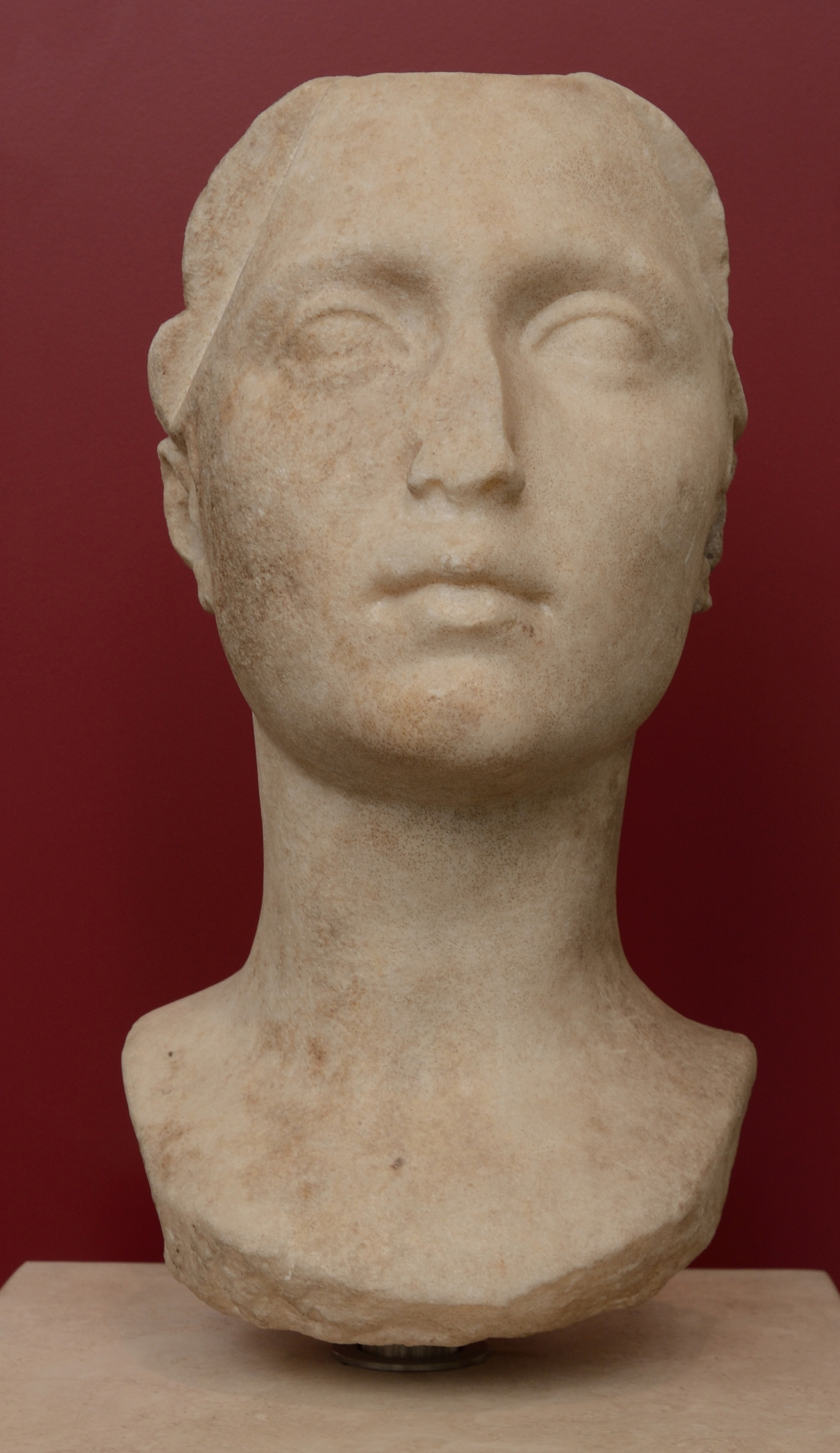
Ritratto di giovane donna
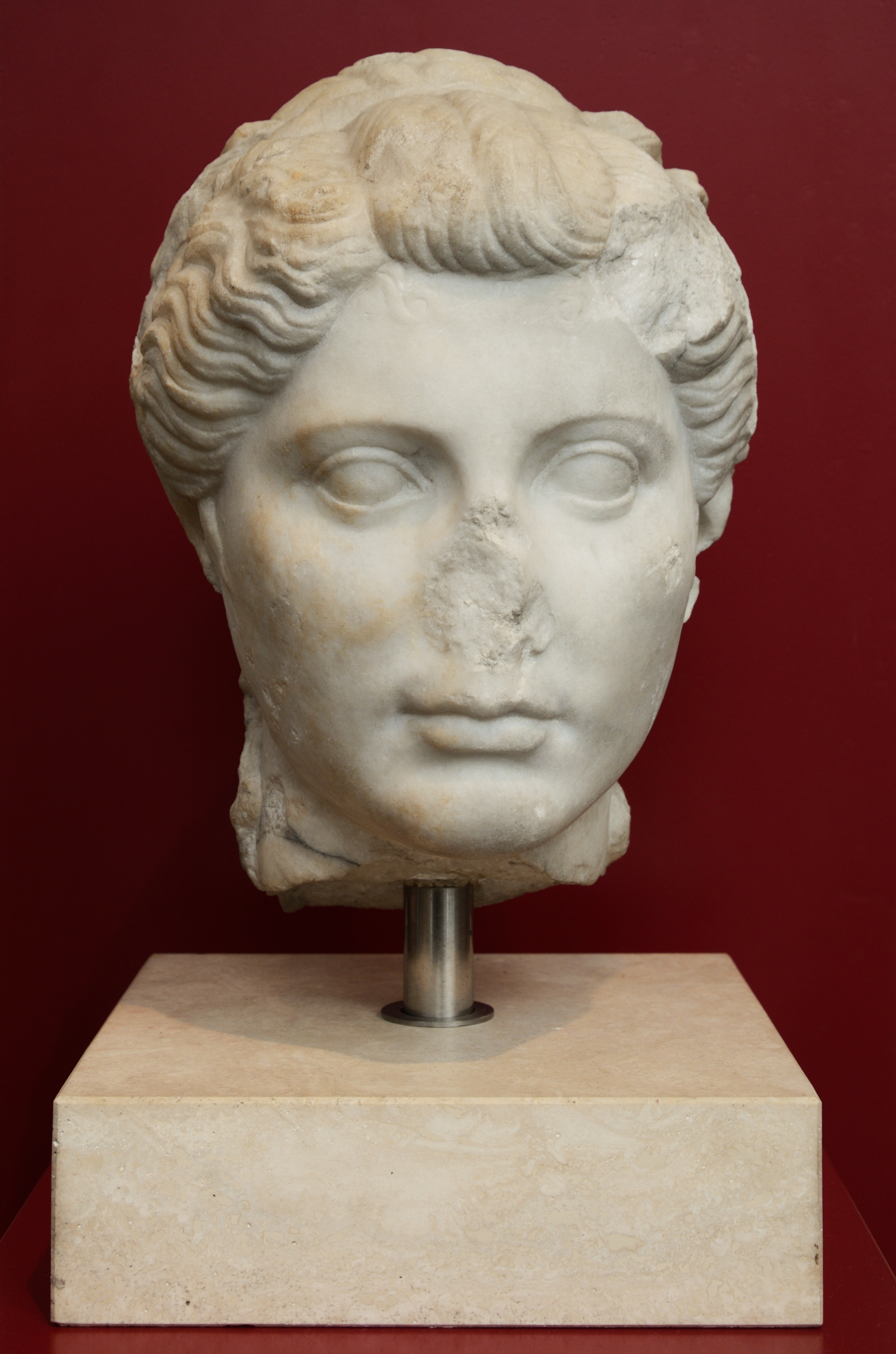
Ritratto di ragazza
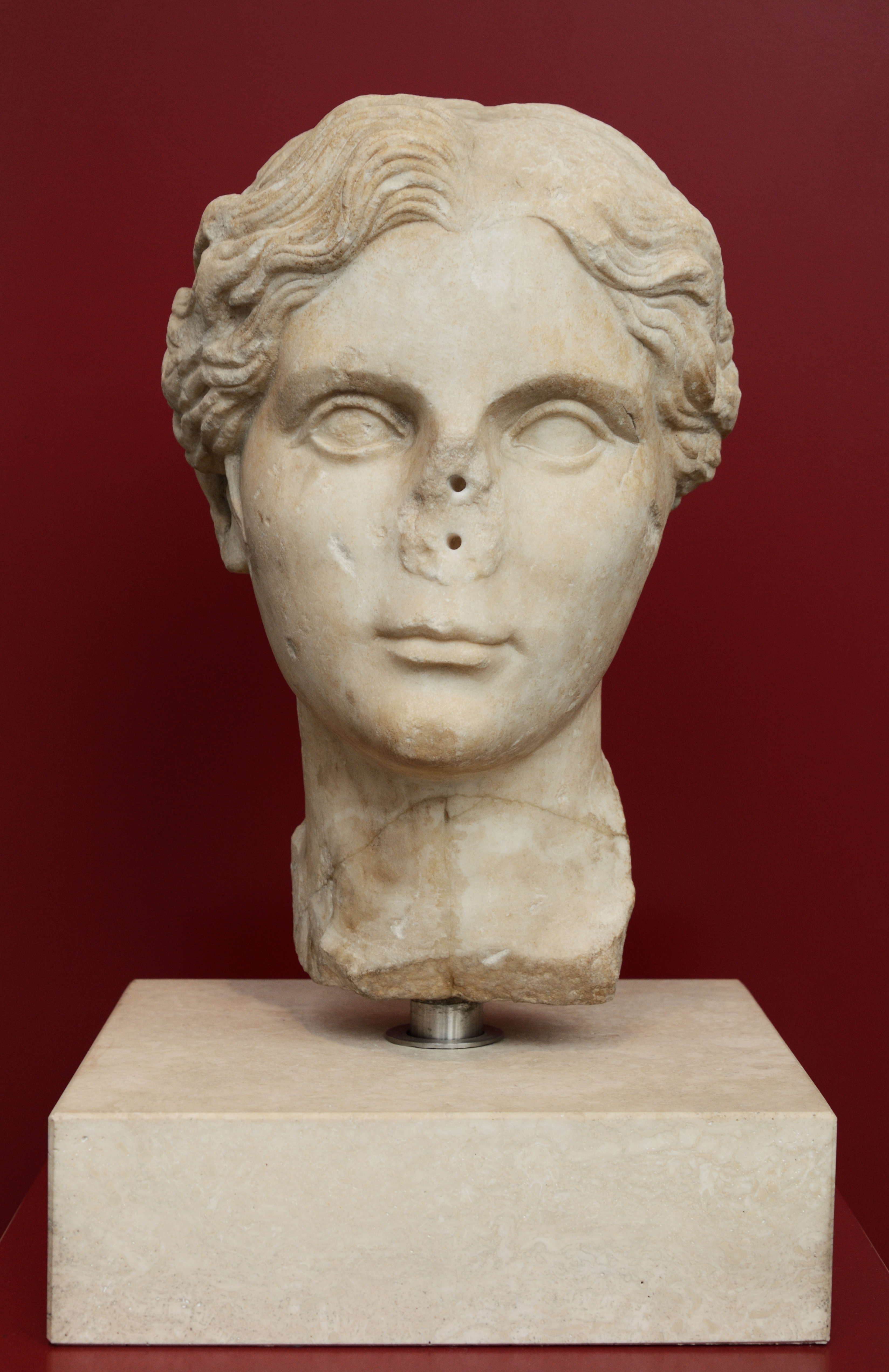
Ritratto di giovane donna
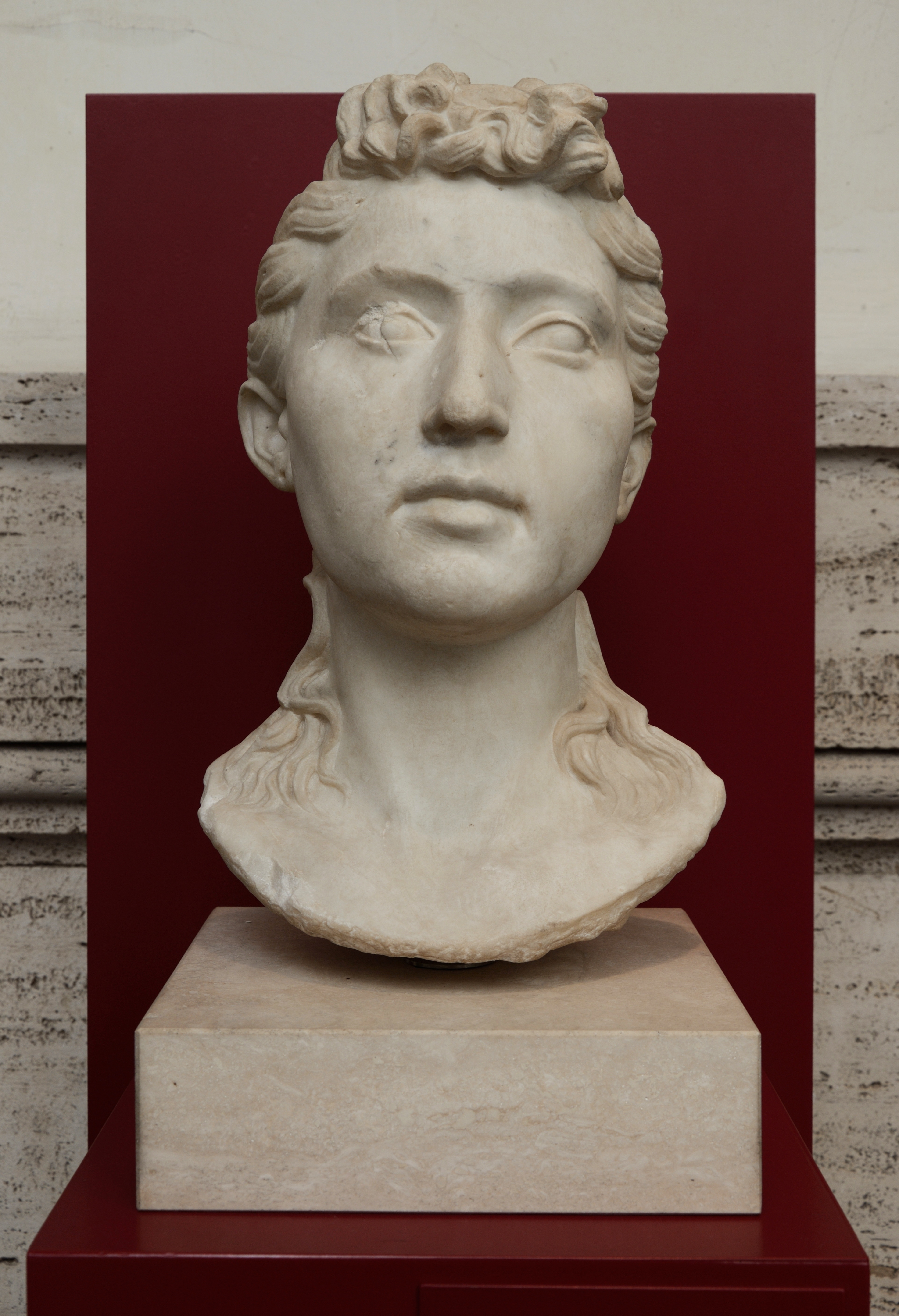
Ritratto di donna

Sempre nella "galleria I", troviamo il centro di un pavimento a mosaico di una villa romana (Tor Bella Monaca, Roma), che raffigurava un episodio del mito degli Argonauti, nel quale Hylas, il giovane compagno di Ercole, attinge acqua e una Ninfa si appresta a trascinarlo nella fonte.

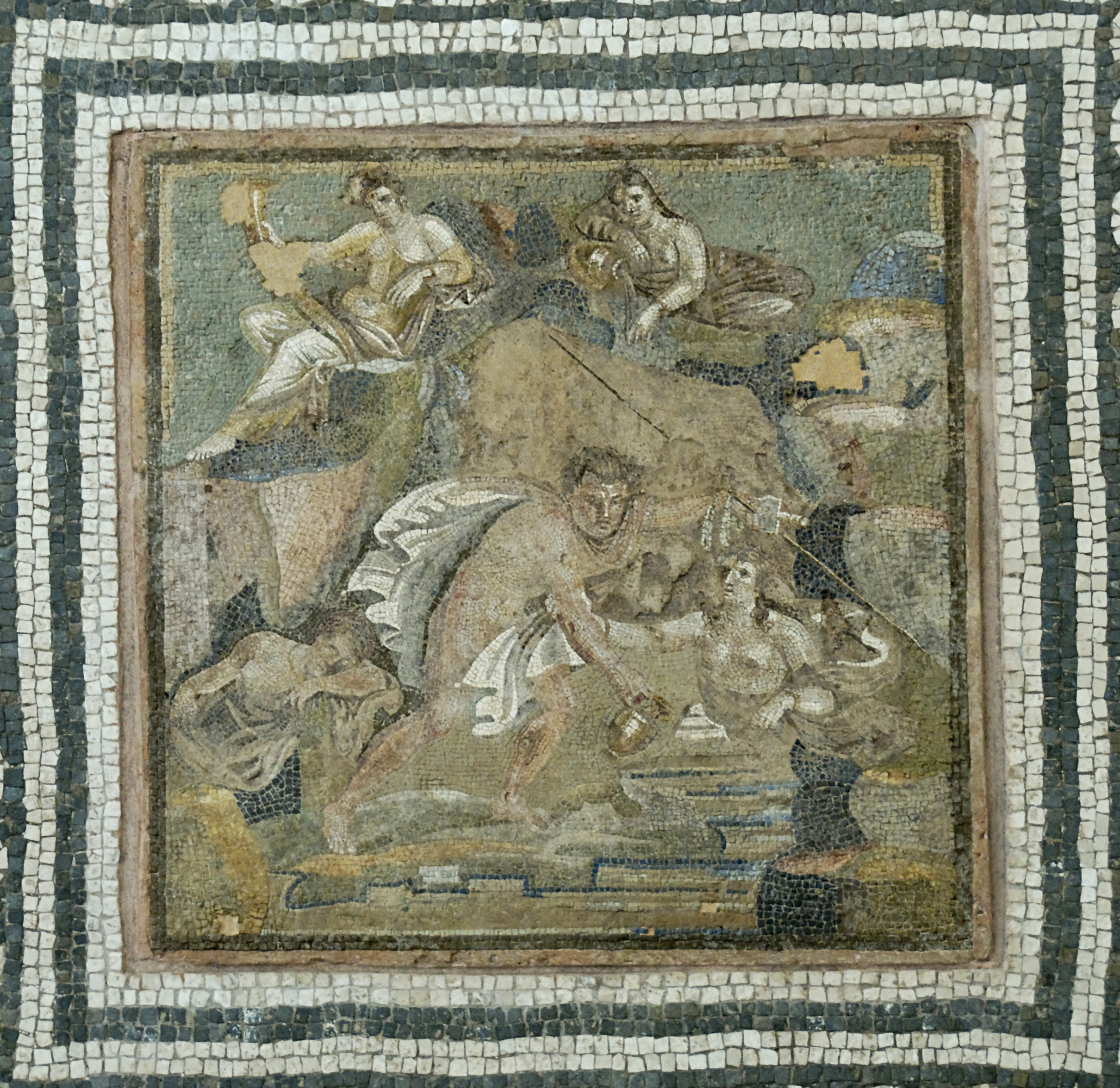
Pannello centrale del mosaico pavimentale di una villa romana, con Hylas e le ninfe (fine del II secolo a.C. - inizio dell'epoca imperiale)

### Sala I (piano terra)

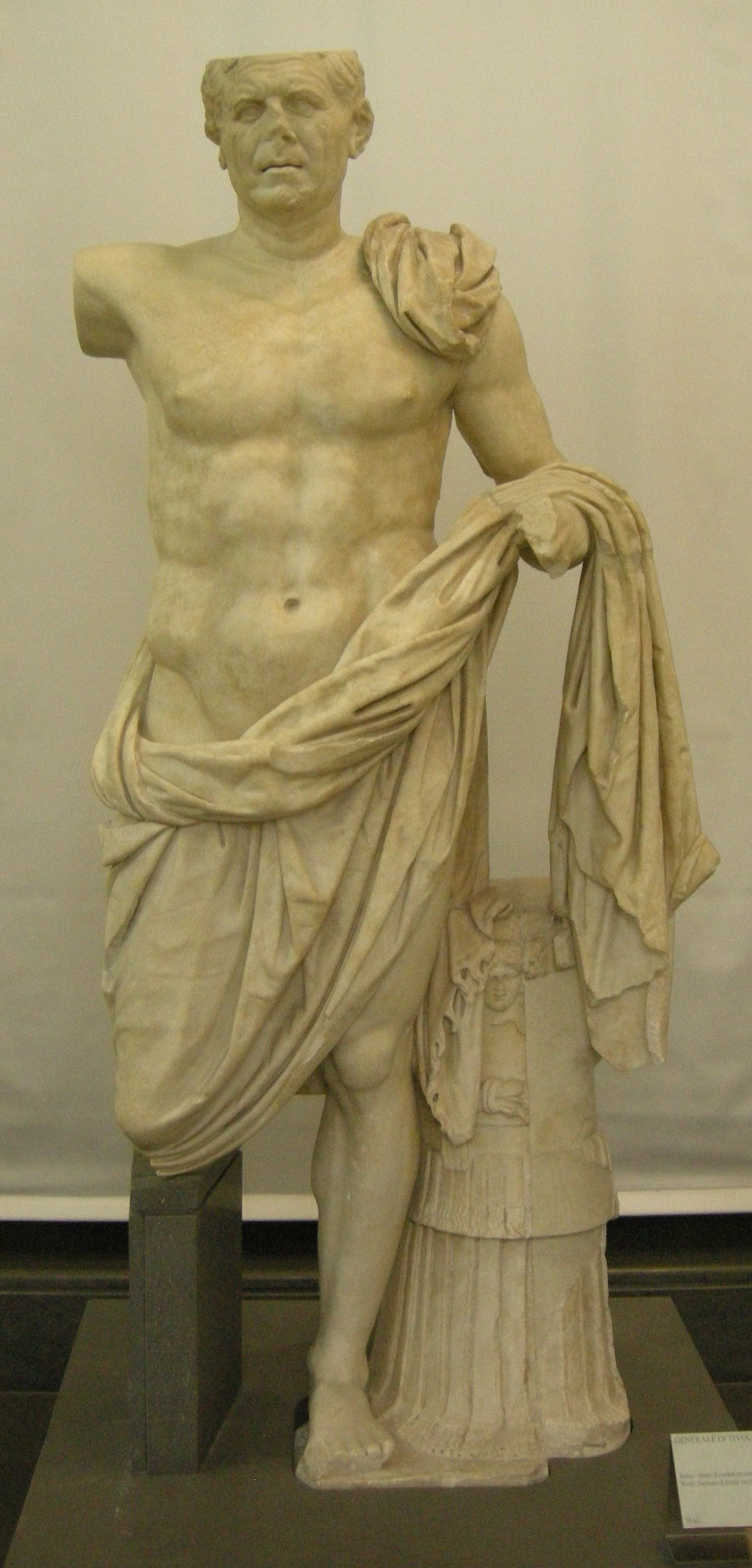
Statua del cosiddetto Generale di Tivoli

Nella "Sala I" sono conservati una serie di ritratti della classe dirigente (nobilitas) di epoca repubblicana (antecedente l'età cesariana). Essi seguono due tendenze principali: da una parte quelli fedeli al verismo della tradizione italica, dall'altra quelli che subirono l'influenza ellenistica. Tra questi ultimi il ritratto virile proveniente da via Barberini a Roma e raffigura un generale della prima metà/fine del II secolo a.C., identificato da alcuni studiosi con Lucio Emilio Paolo, il vincitore di Pidna (168 a.C.), da altri con Tito Quinzio Flaminino, il vincitore di Cinocefale.
Il capolavoro della ritrattistica tardo repubblicana è rappresentato dalla statua del cosiddetto "Generale di Tivoli" (proveniente dal santuario di Ercole Vincitore, del principio del I secolo a.C.). Il ritratto fa parte di quelli fedeli al verismo della tradizione italica.

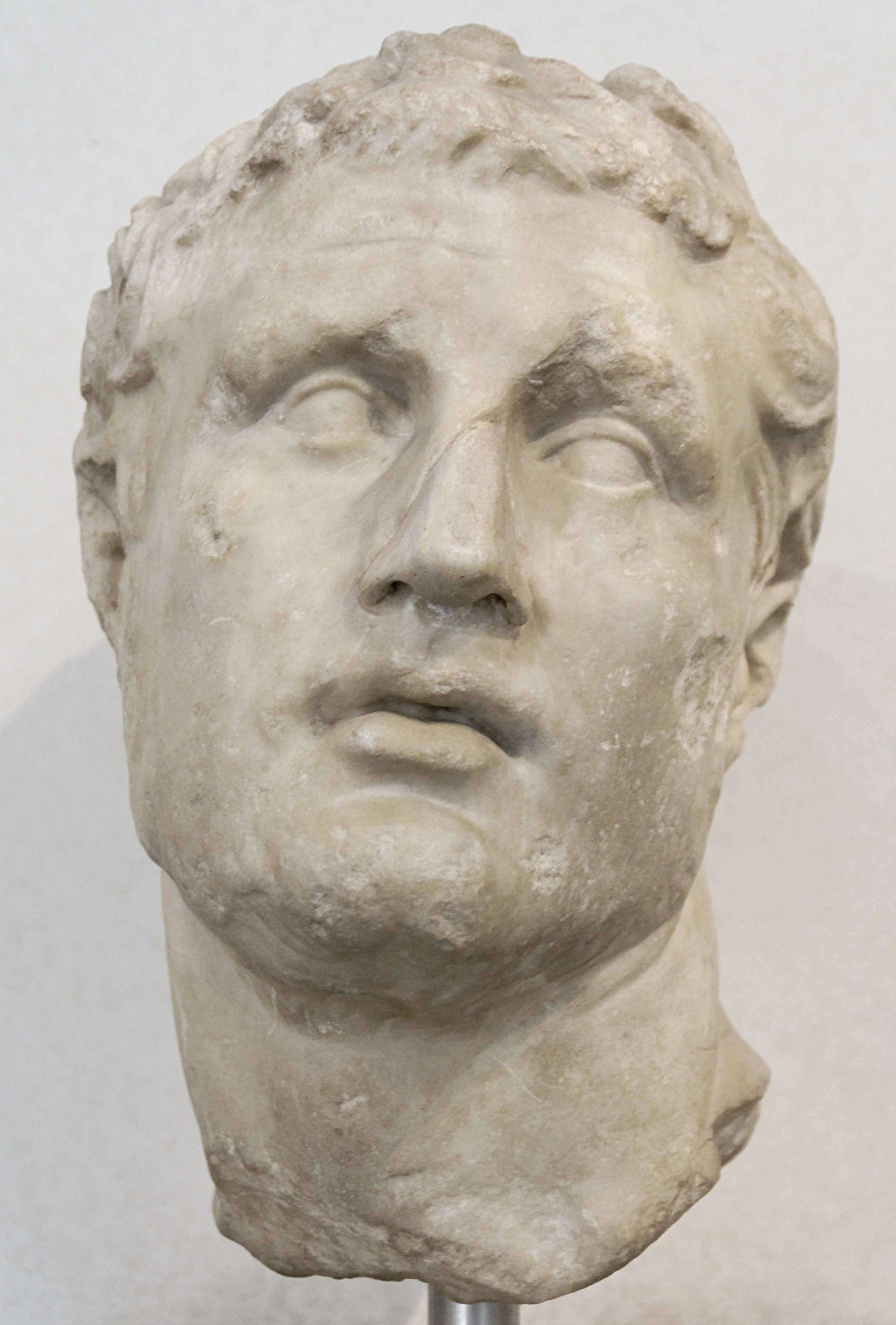
Ritratto virile di stampo ellenistico che alcuni studiosi hanno identificato con Emilio Paolo,[10] altri con Flaminio.
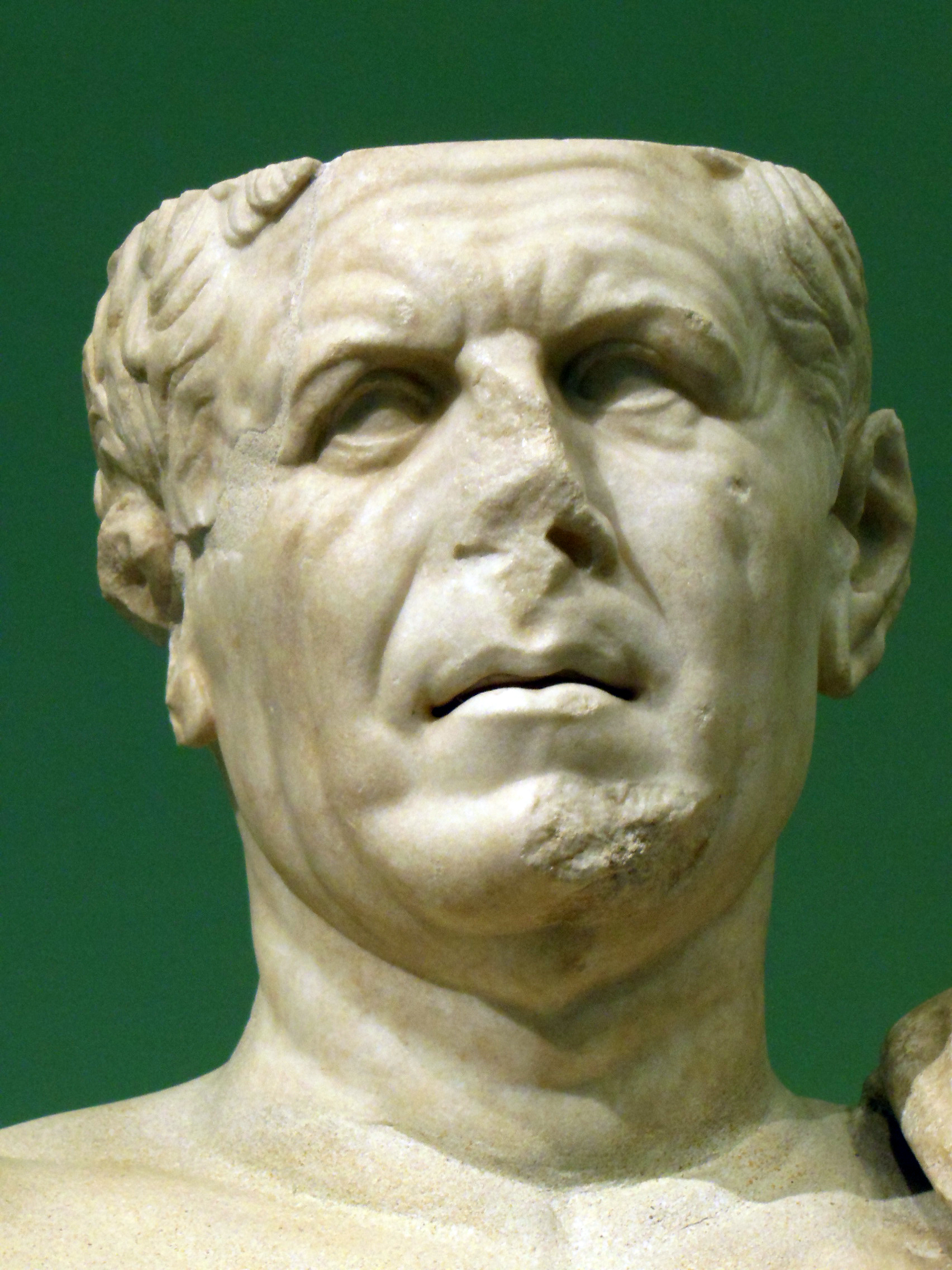
Il "Generale di Tivoli" (dettaglio della testa)

Questa sala contiene anche i Fasti Antiates, vale a dire due pannelli affrescati trovati nei pressi della Villa di Nerone ad Anzio, databili al periodo 88 - 55 a.C. e contenenti il calendario romano di Numa Pompilio, che precedeva la riforma di Gaio Giulio Cesare, comprendente le festività romane e l'elenco delle magistrature principali, quale quello di consoli e censori del periodo compreso tra il 173 e il 67 a.C.

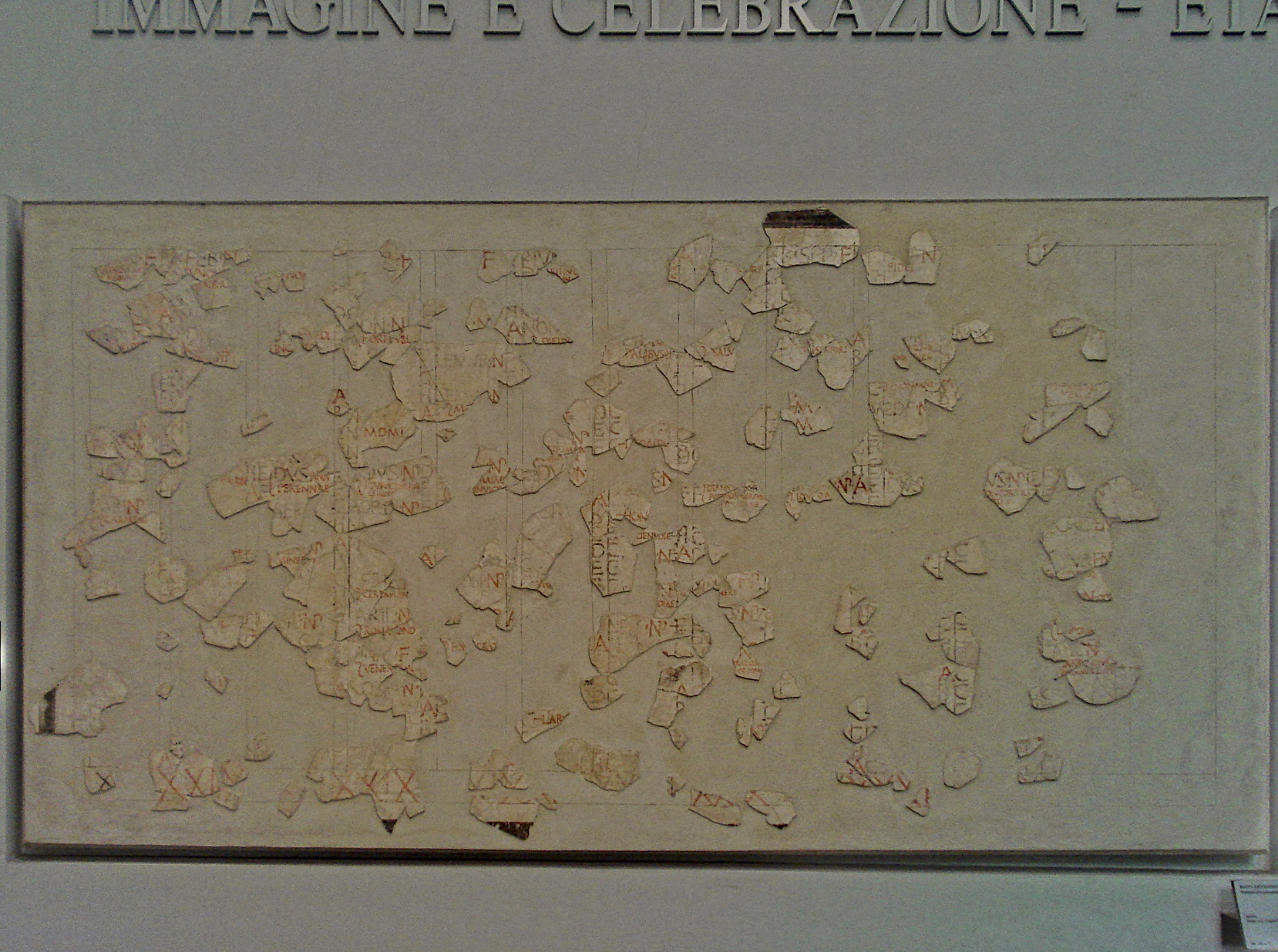
I Fasti Anziati
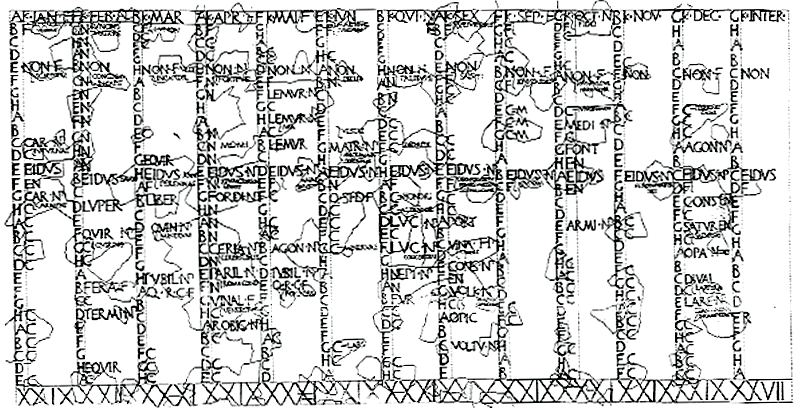
Ricostruzione dei Fasti Anziati

### Sala II (piano terra)

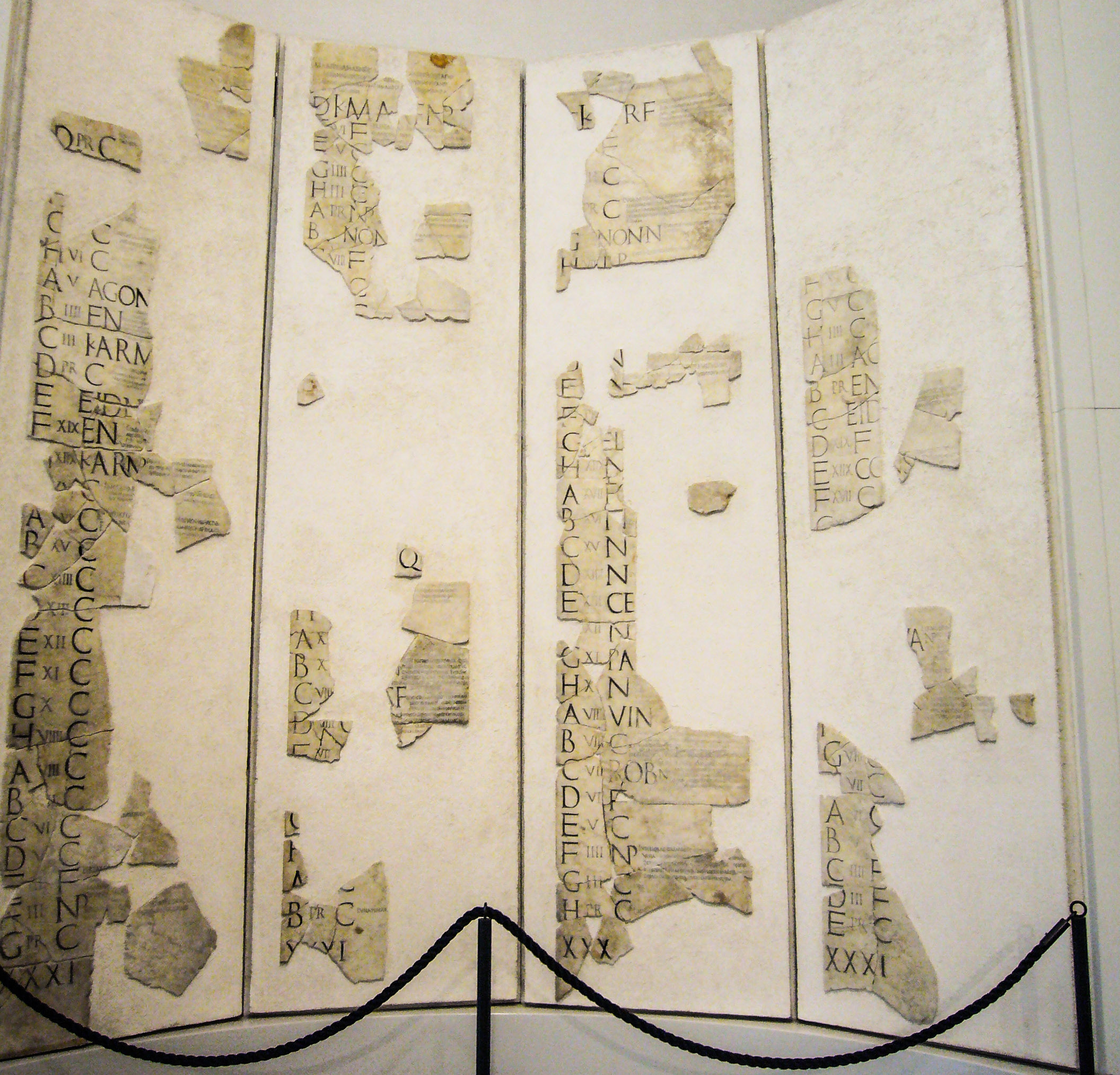
I Fasti Prenestini (scoperti nel 1907 a Palestrina), calendario di Verrio Flacco degli anni 6-9 d.C.

Nella "Sala II" prosegue l'esposizione in modo cronologico e mostra le immagini tra l'età cesariana e augustea, quando alle tendenze veristica e patetica troviamo quella nuova classicistica, voluta soprattutto da Ottaviano Augusto.
Nella "sala" è anche compresa una stele funeraria togata, dove la rappresentazione di un anello nella mano sinistra indica probabilmente l'appartenenza all'ordine equestre. Sappiamo che questo genere di rilievo funerario venne utilizzato anche dai liberti, ceto ormai emergente. Il rilievo funerario dei Rabirii, proveniva dalla via Appia, mostra tre figure, tra cui una coppia di liberti (Caius Rabirius Hermodorus e Rabiria Demaris), legati al loro patrono, un certo Gaio Rabirio Postumo, cavaliere di età cesariana, difeso da Cicerone nella sua opera Pro Rabirio Postumo. La terza figura ritrae una certa Usia Prima (che potrebbe rappresentare una discendente della coppia e che fu aggiunta nel I secolo d.C.) e la ritrae come una sacerdotessa di Iside.
Sempre in questa sala troviamo i frammenti epigrafici di un calendario, i Fasti Praenestini, affissi a Praeneste, e che illustravano un calendario di età augustea nel quale era ormai entrata in vigore la riforma di Cesare con l'anno a 365 giorni.

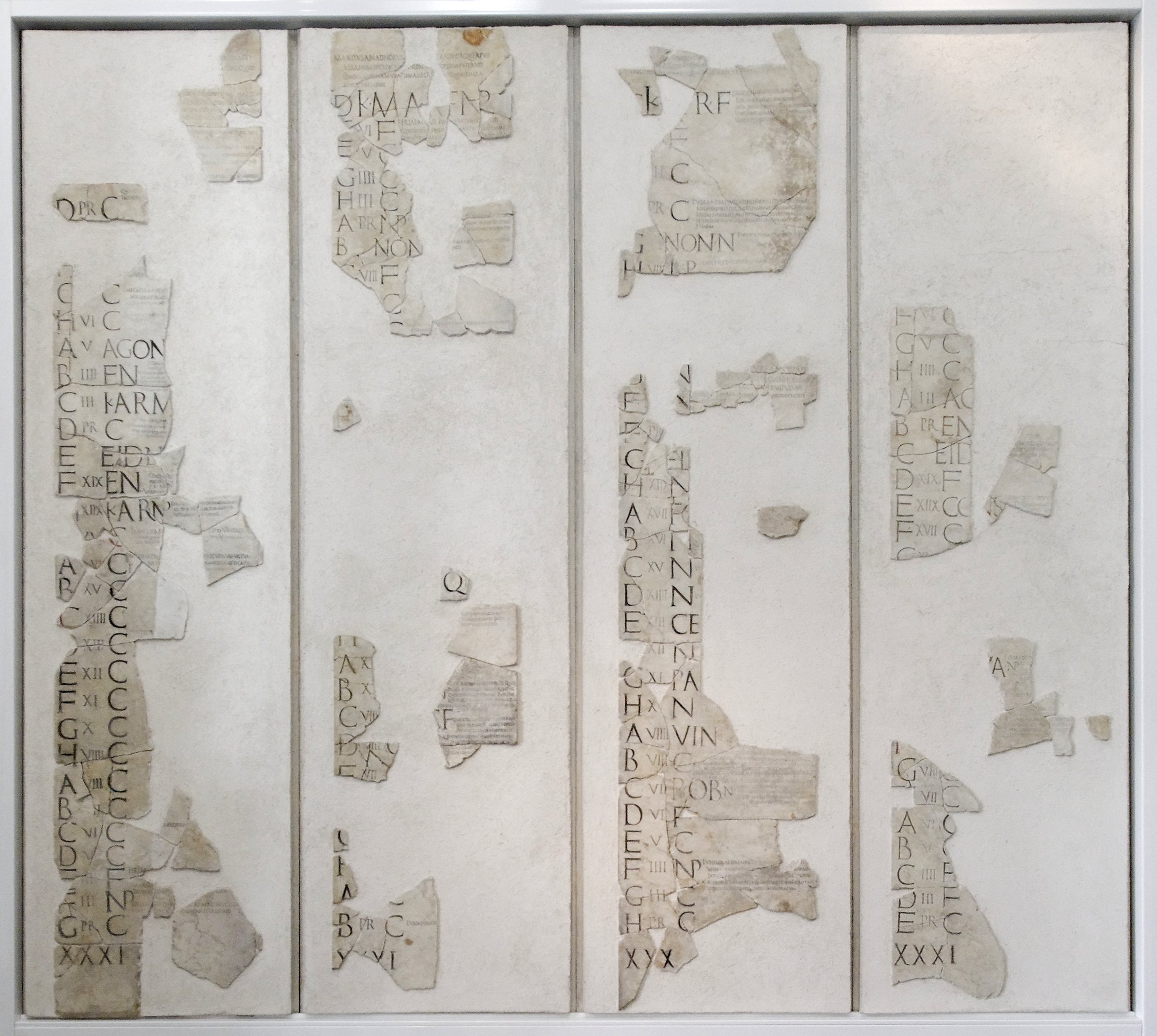
I Fasti Prenestini
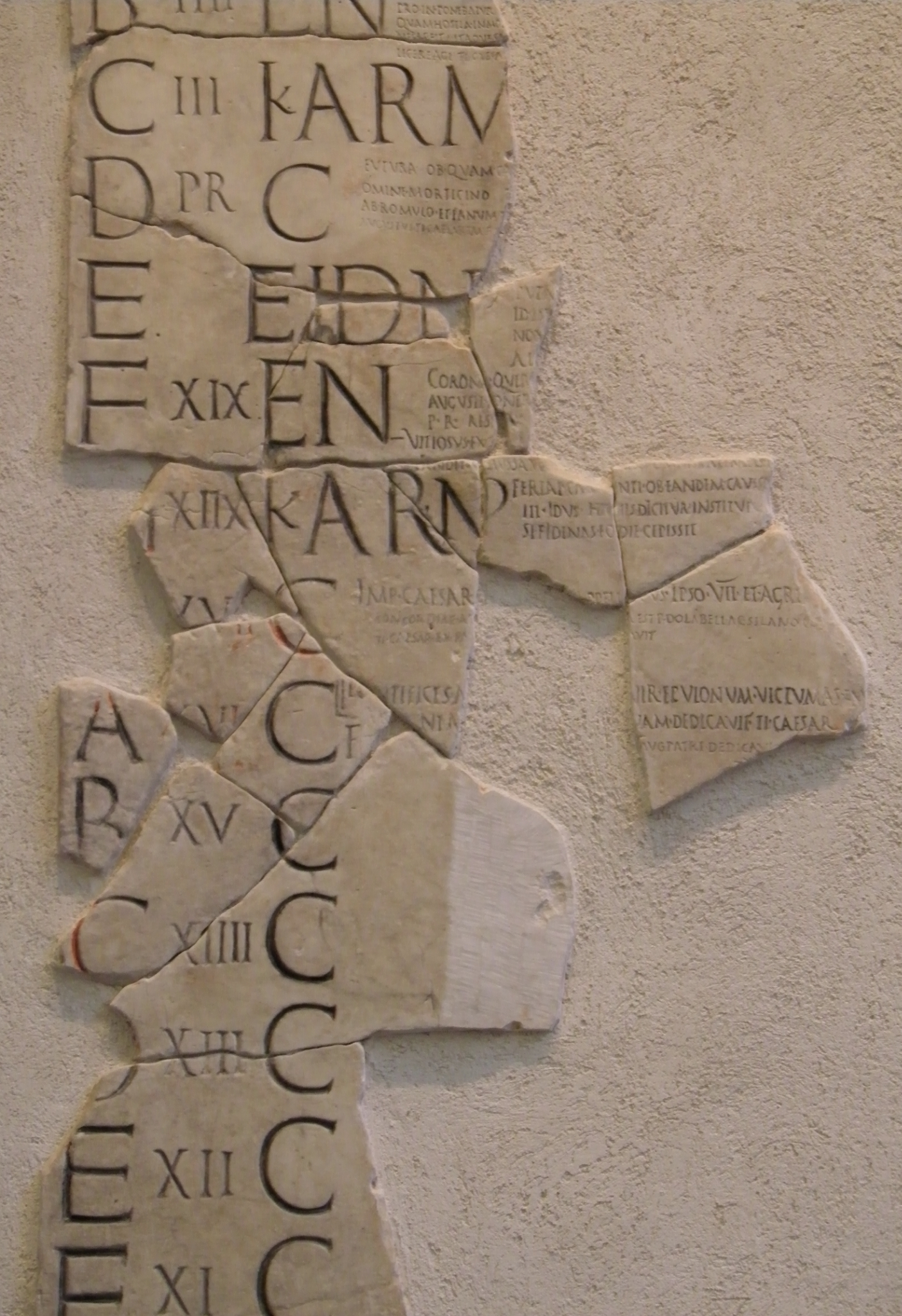
Dettaglio dei Fasti Prenestini

### Galleria II (piano terra)
Nella "Galleria II" sono esposte una statua acefala loricata (in abito militare) di età antonina e due altari dedicati al culto imperiale.

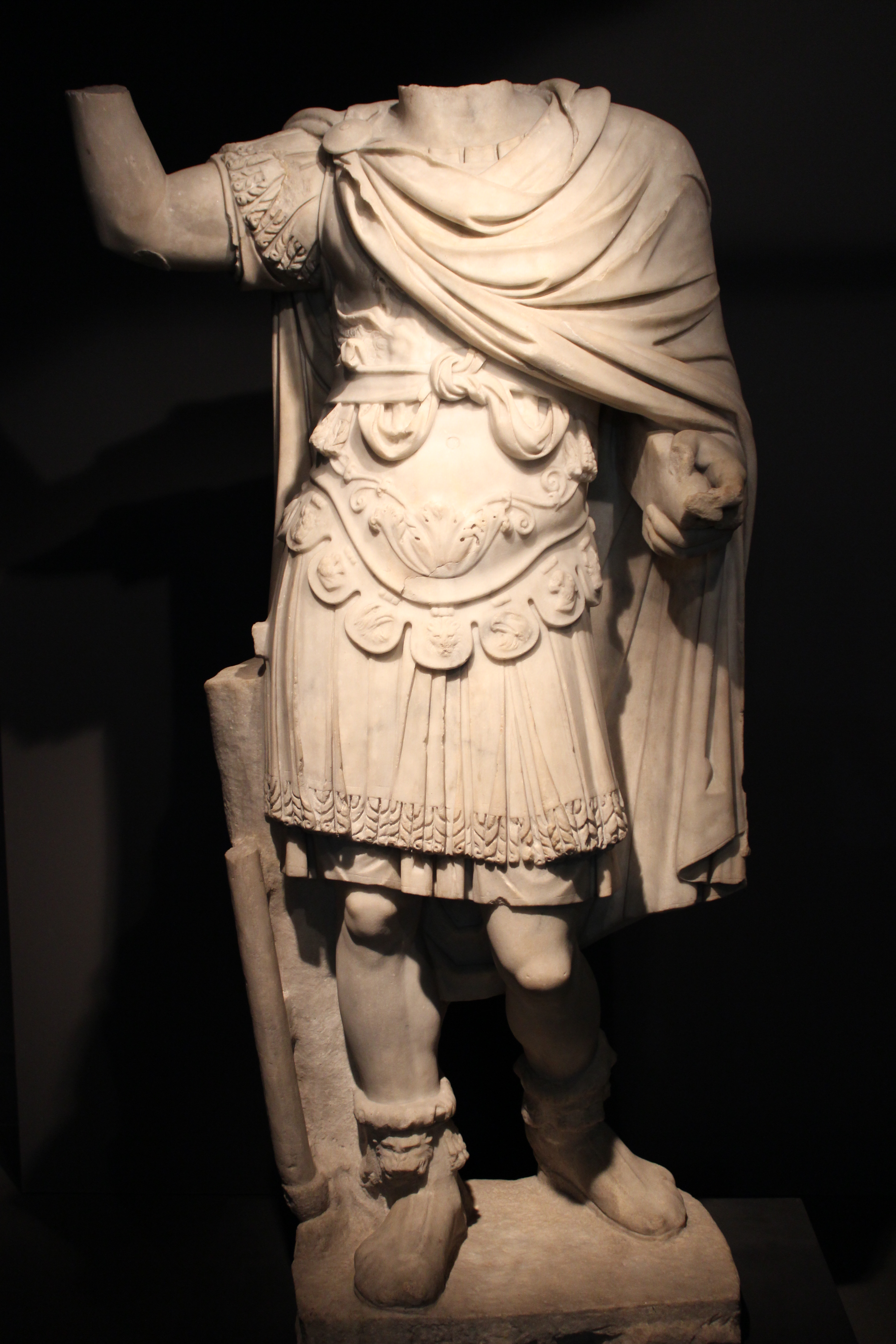
Statua acefala loricata di epoca antonina
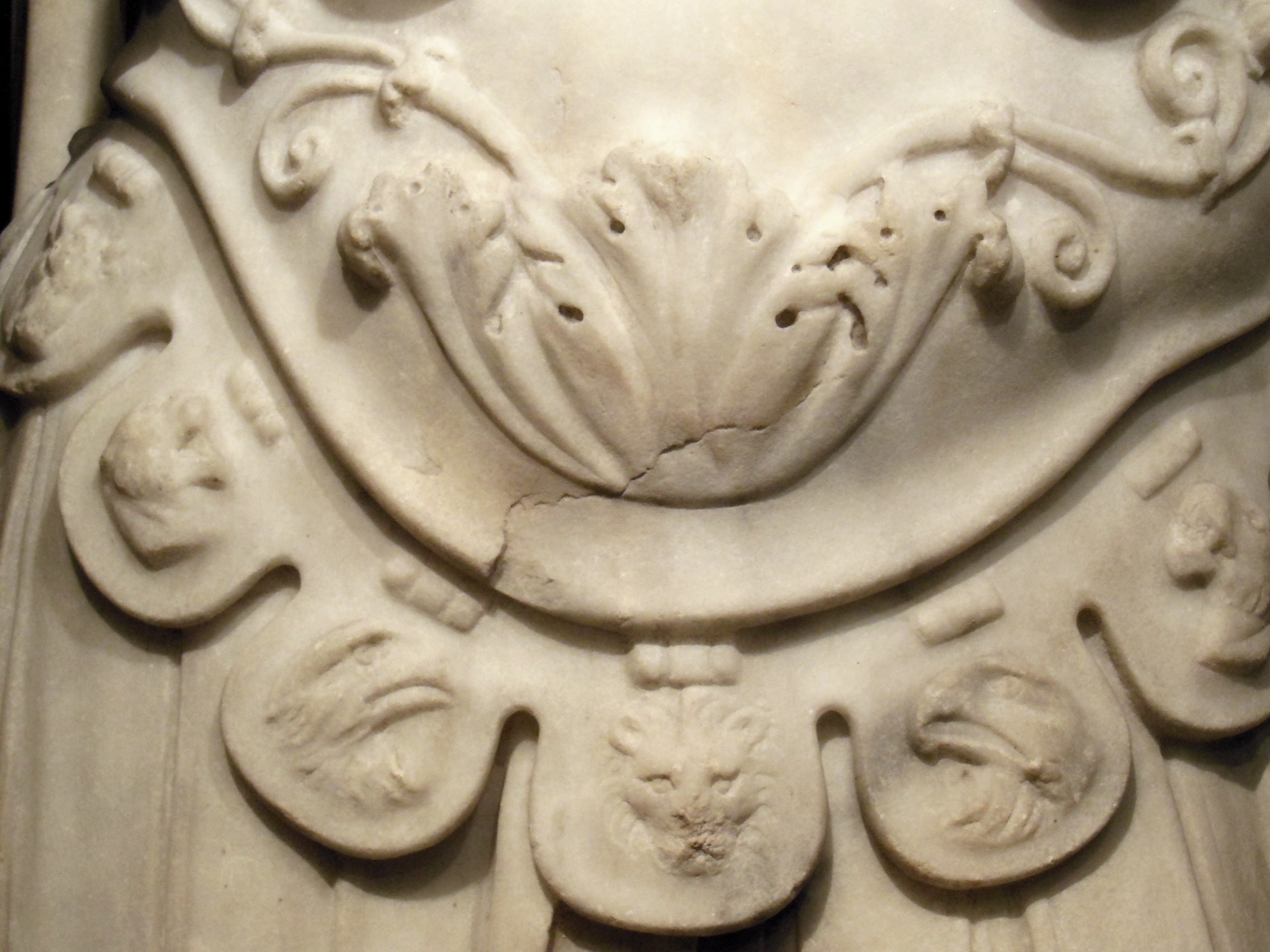
Dettaglio della statua di loricato

### Sala III (piano terra)
Temporaneamente in riallestimento

### Sala IV (piano terra)
La "sala IV" colleziona una serie di ritratti in marmo e in bronzo, durante il periodo della dinastia giulio-claudia, a partire dal ritratto realistico di Gaio Ottavio, padre di Ottaviano Augusto, oltre a quello giovanile di quest'ultimo, che subisce l'influenza della scultura ellenistica. Vi sono poi una serie di ritratti di tipo classicistico dei suoi possibili eredi (da Druso Maggiore, a Germanico Giulio Cesare), fino ai reali successori (Tiberio e Caligola).

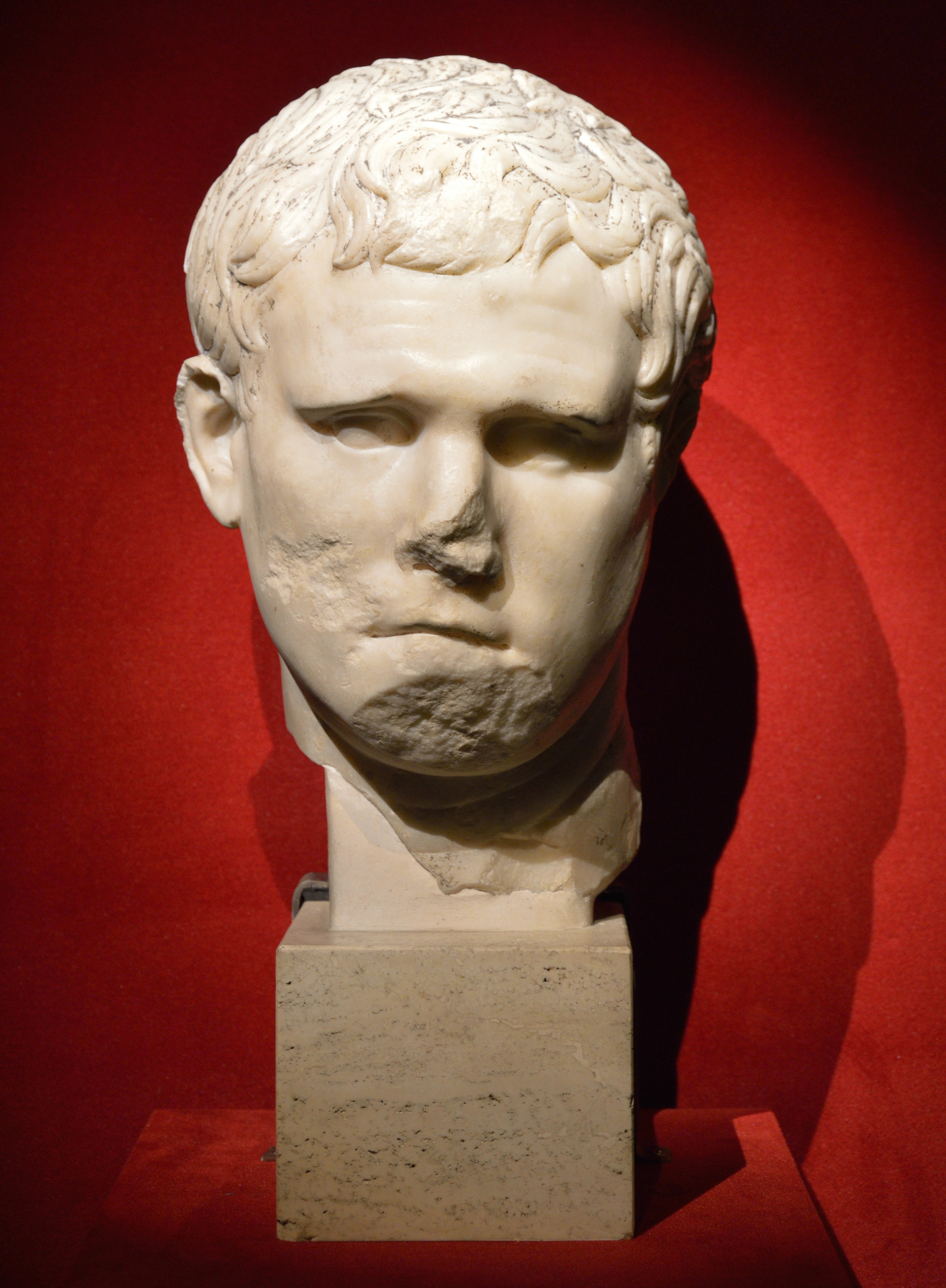
Marco Vipsanio Agrippa (63 - 12 a.C.), braccio destro di Ottaviano Augusto, nonché suo genero
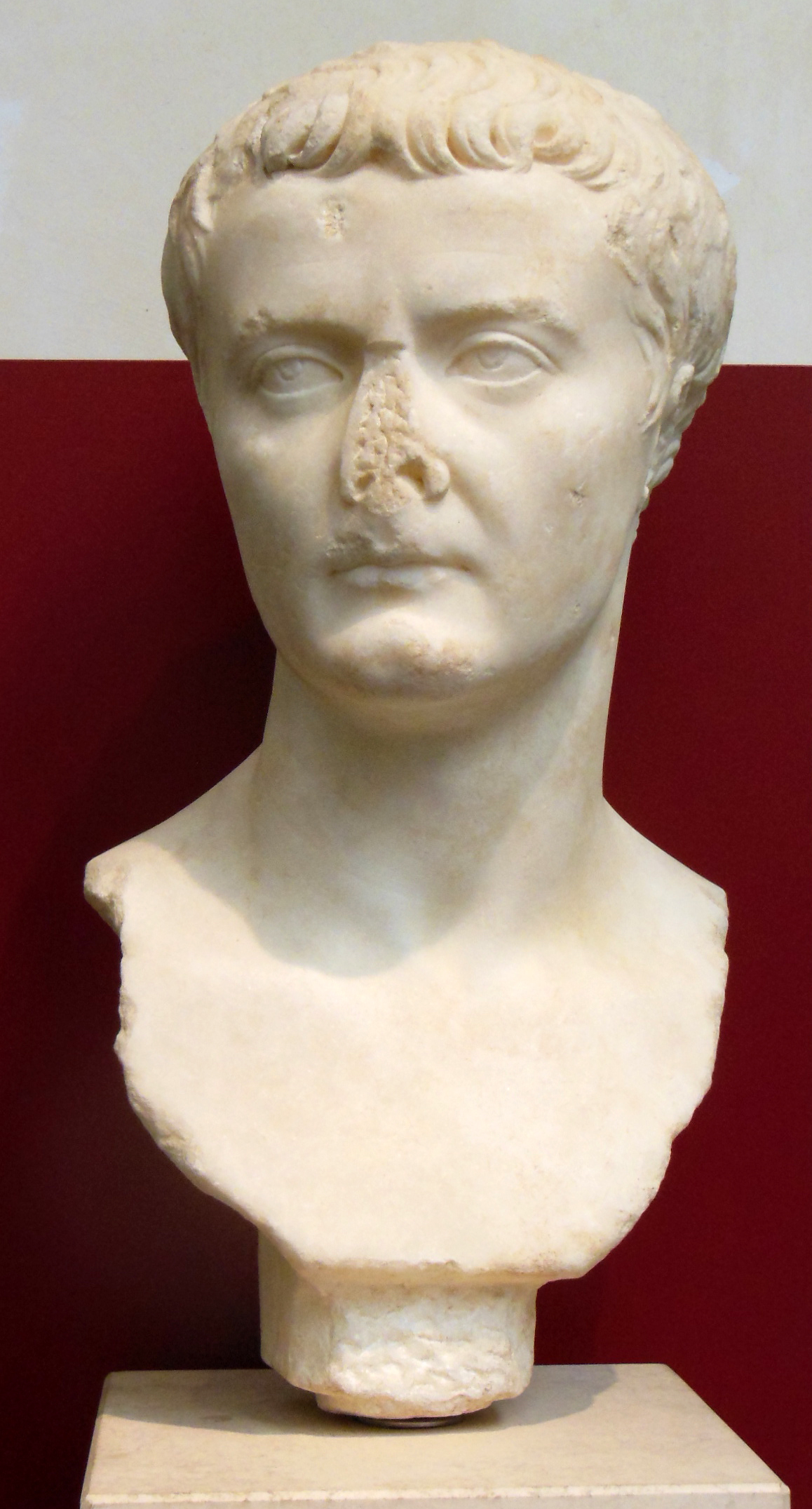
Un giovane Tiberio (42 a.C. - 37 d.C.)
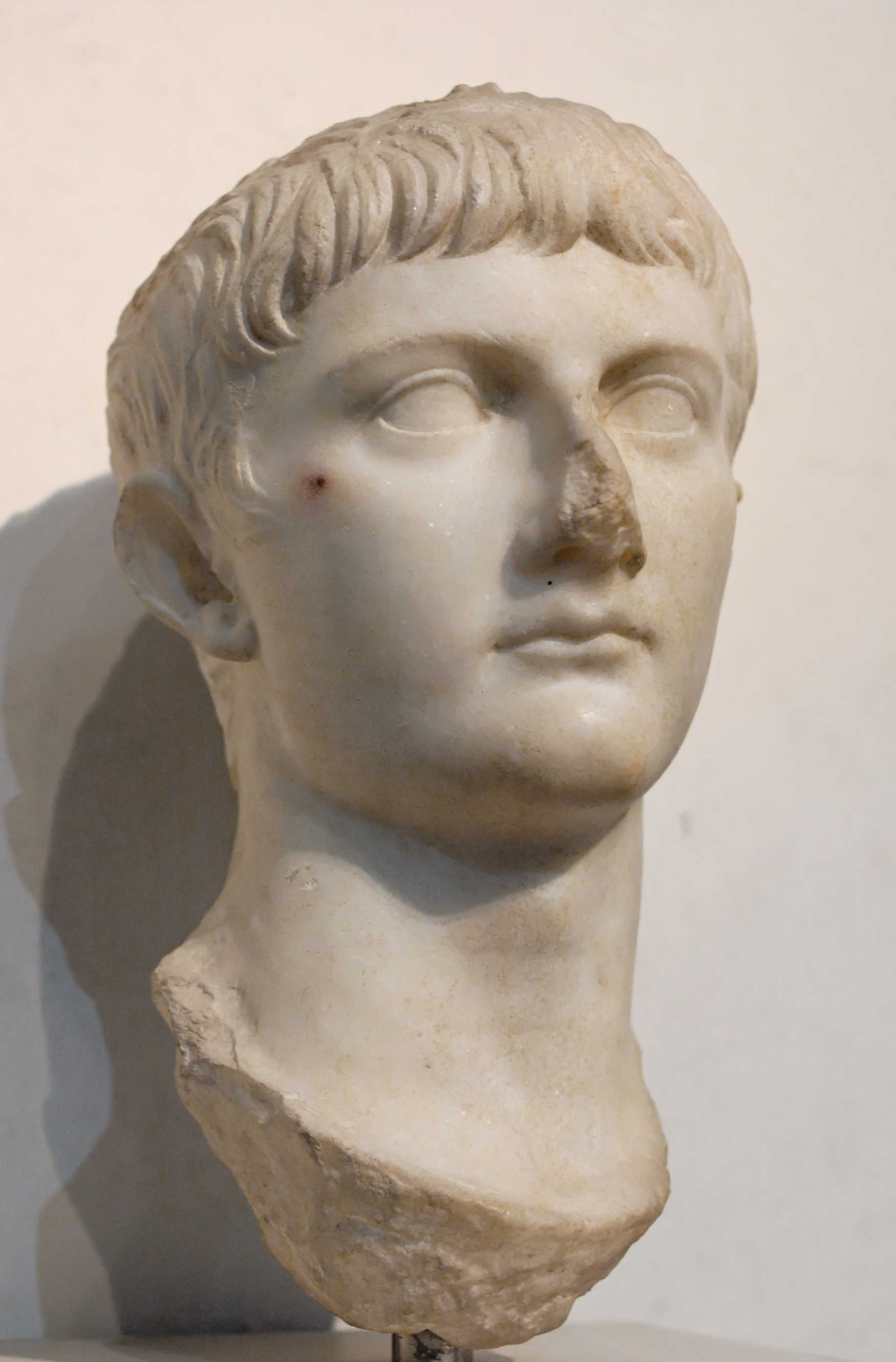
Germanico Giulio Cesare (15 a.C. - 19 d.C.), erede designato di Tiberio
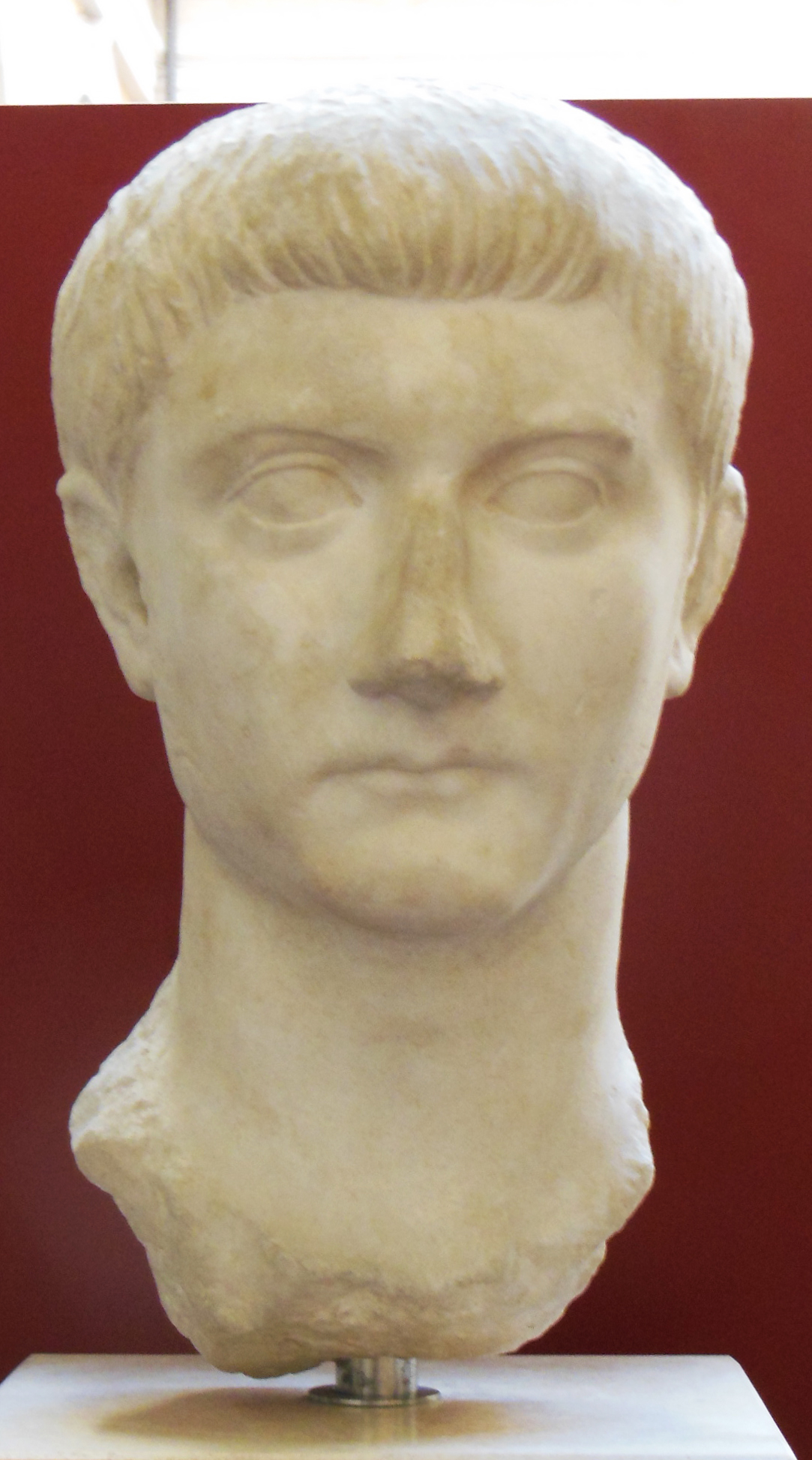
Druso minore (13 a.C. - 23 d.C.), figlio di Tiberio
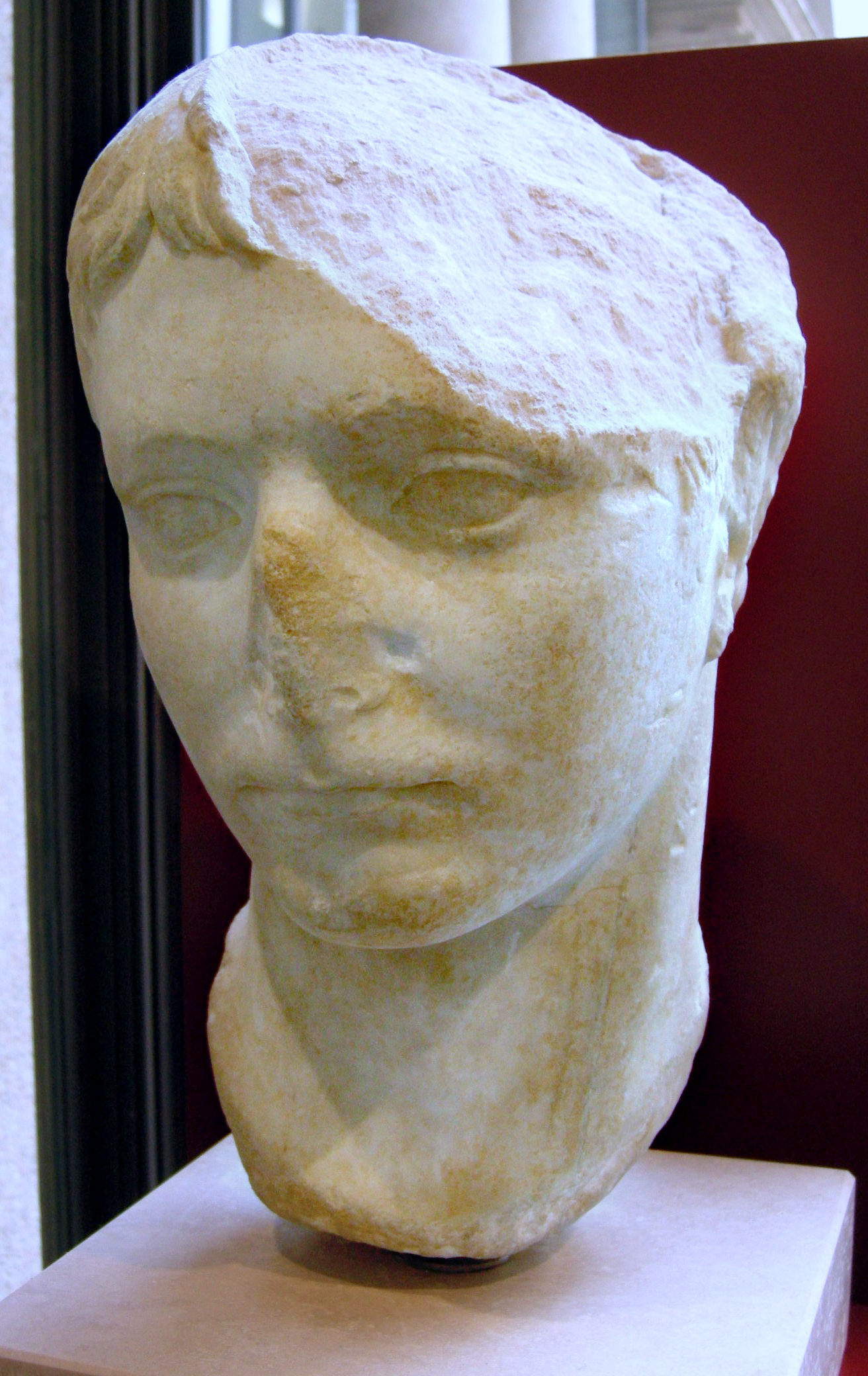
Marco Vipsanio Agrippa Postumo (12 a.C. - 14 d.C.), figlio di Agrippa e Giulia (figlia di Augusto)
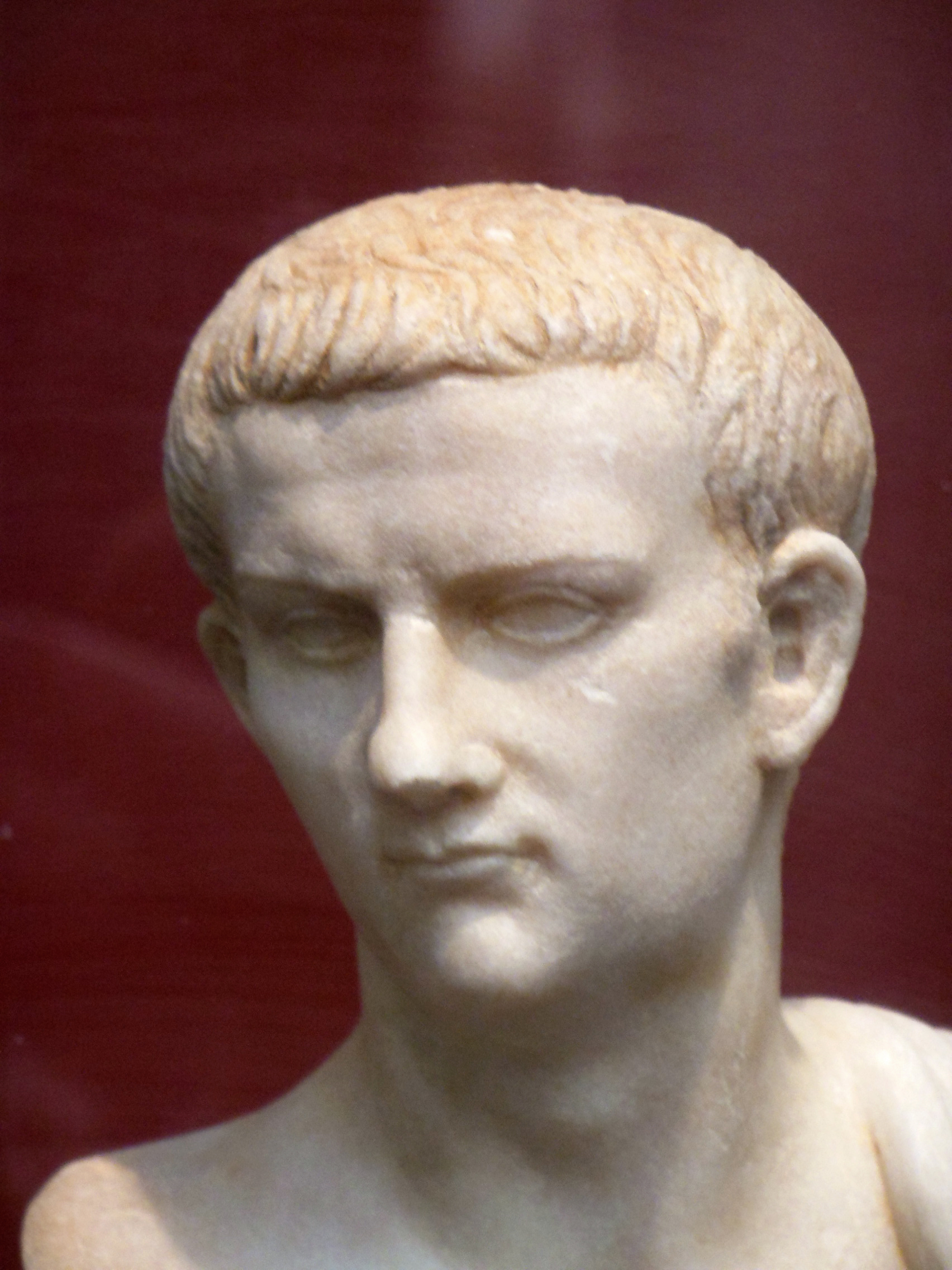
Caligola (12 - 41 d.C.)

Si nota poi che l'immagine della famiglia imperiale influenzò profondamente anche quella dei privati cittadini, le cui statue adottarono non solo le stesse acconciature dei vari princepes, ma anche le stesse fisionomie. La moda femminile di quel periodo era altresì dettata dalle principesse della dinastia, come Ottavia (sorella di Ottaviano), Livia, Antonia e le due Agrippine.

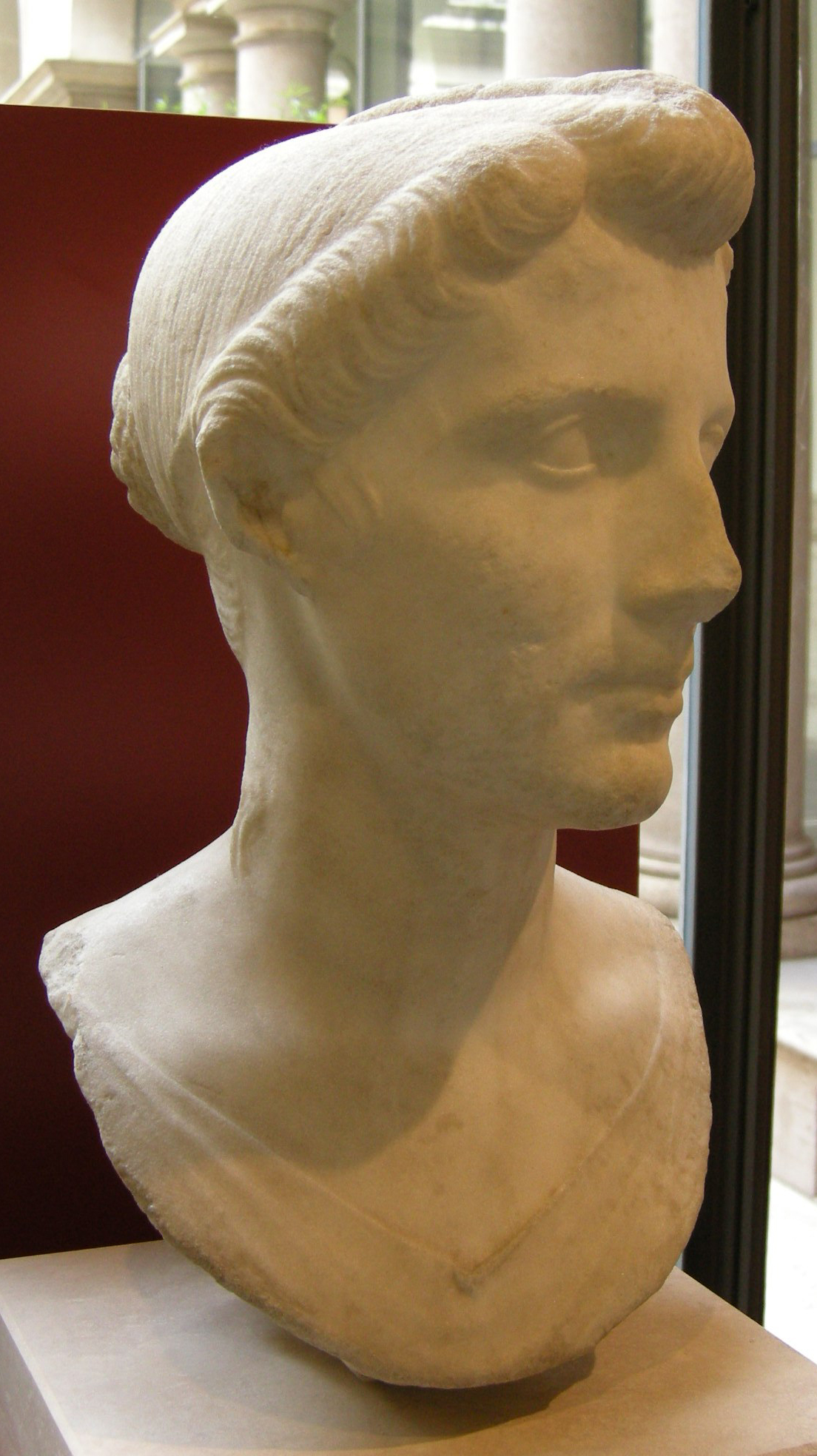
Ottavia minore (69 - 11 a.C.)
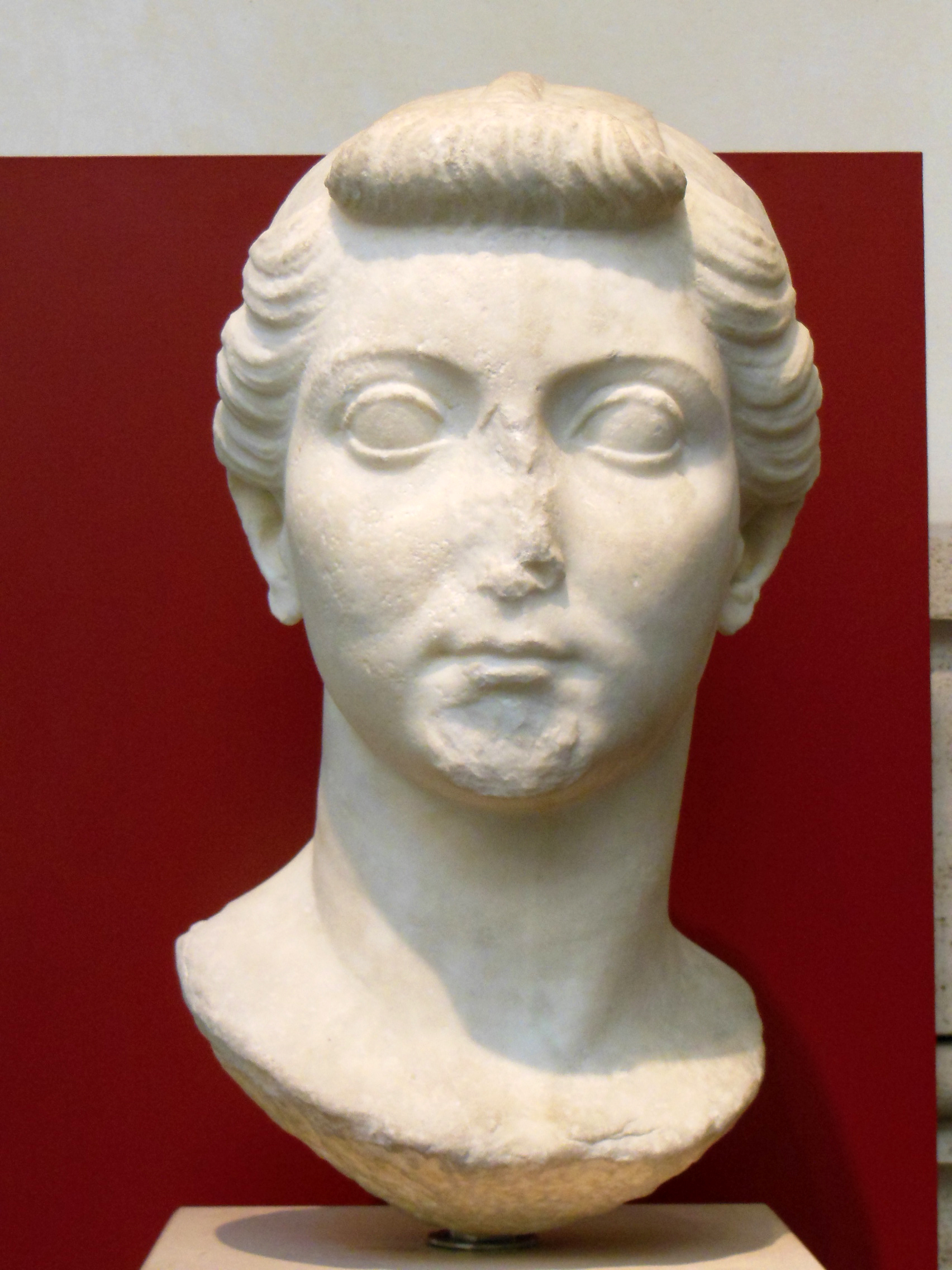
Livia Drusilla (58 a.C. - 29 d.C.), moglie di Augusto
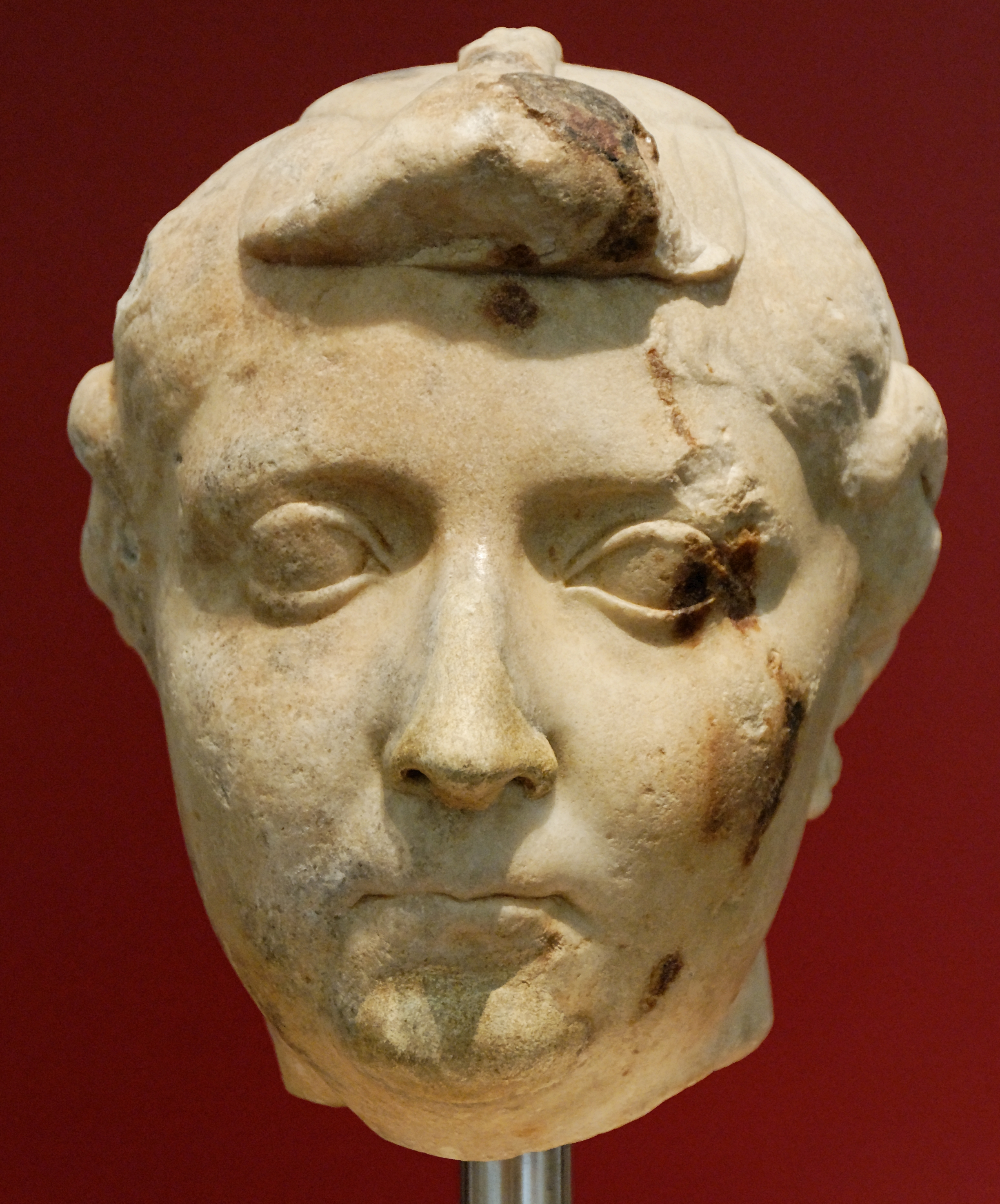
Livia Drusilla (secondo ritratto)
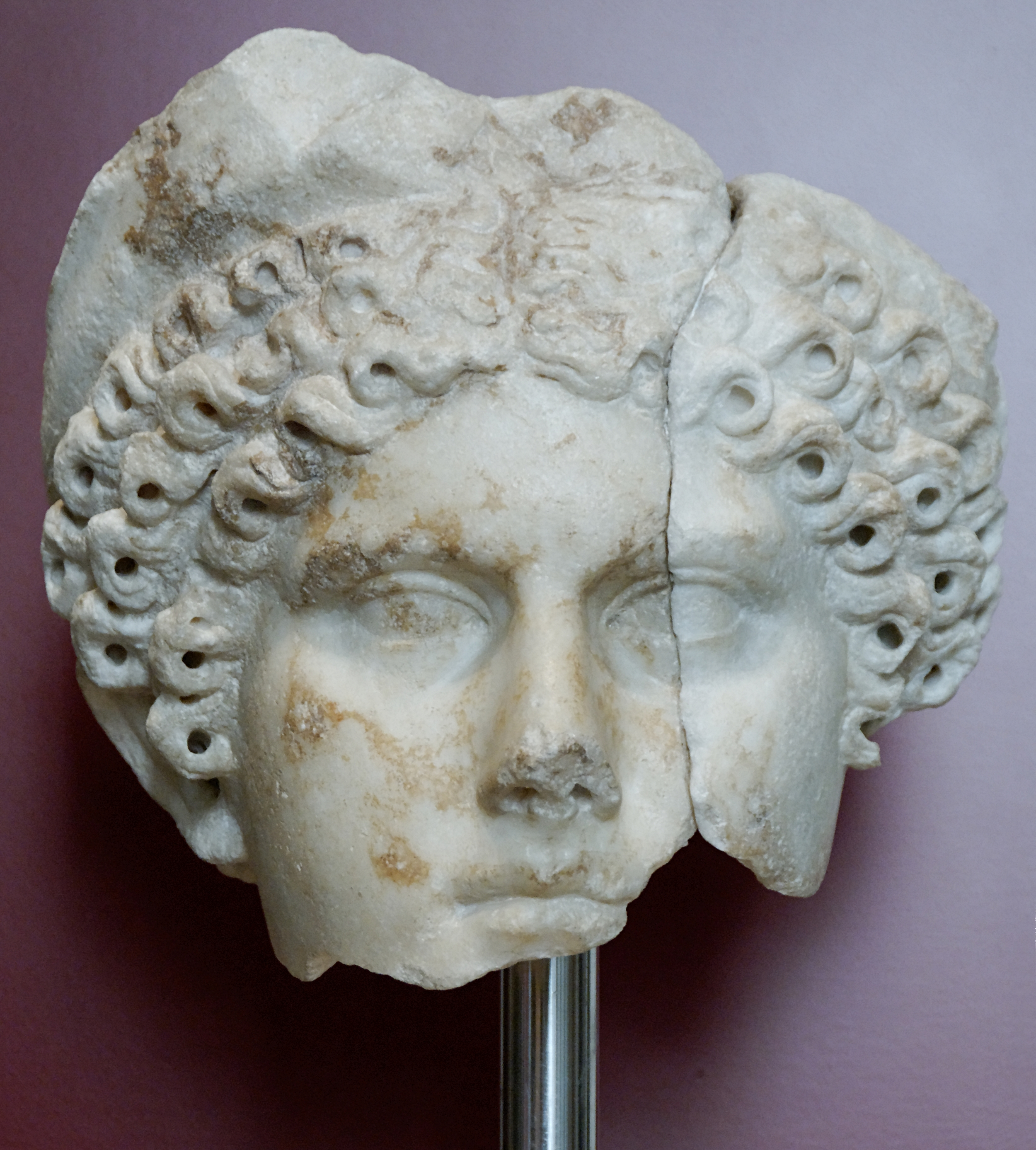
Agrippina minore (15 - 59 d.C.)
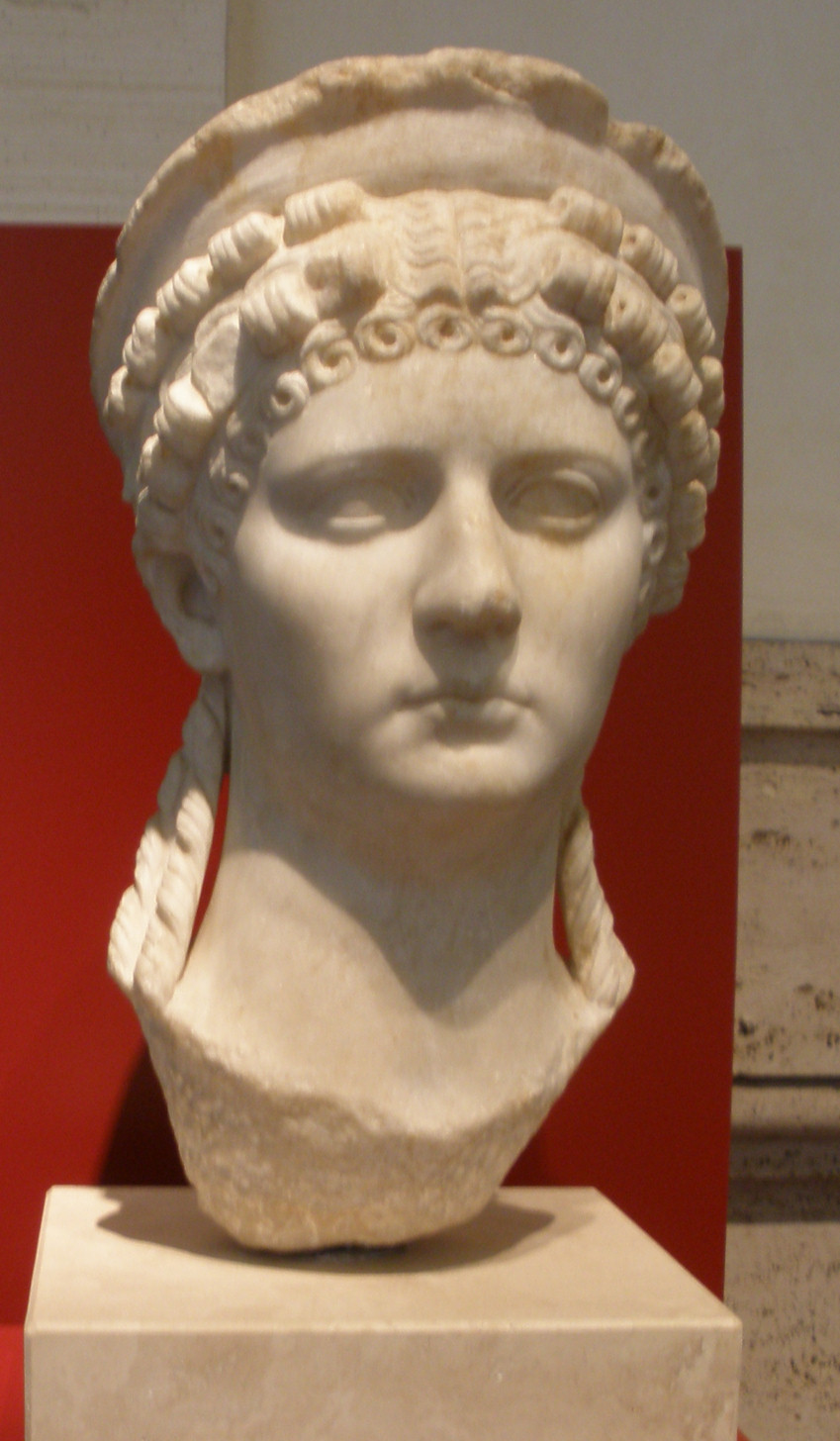
Poppea Sabina (30 - 65 d.C.), seconda moglie di Nerone
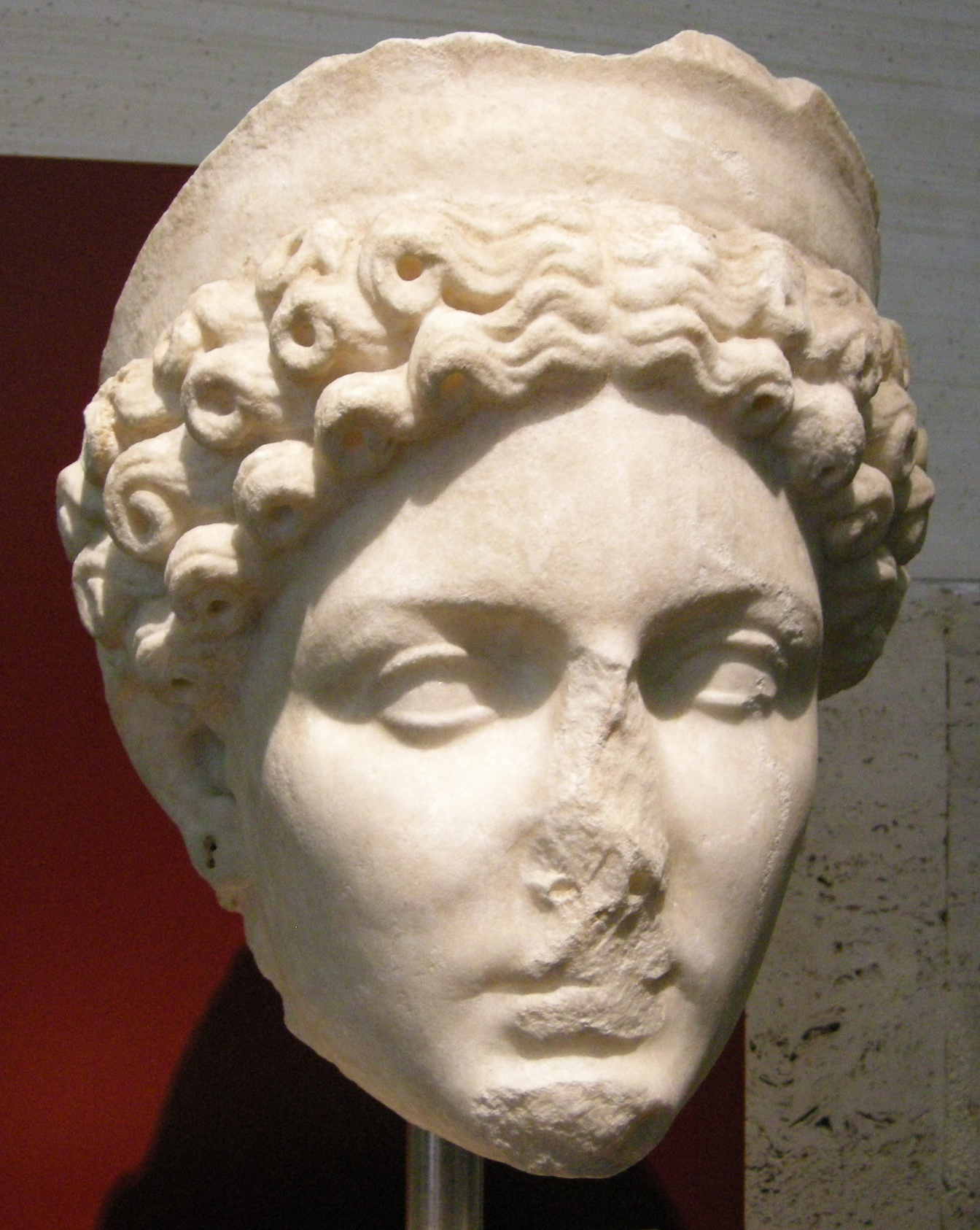
Claudia Ottavia (40 - 62 d.C.)

Sempre nella sala si trova anche la statua di una giovinetta da Ostia, rappresentata come la dea Artemide, simbolo della caccia, degli animali, del tiro con l'arco, della selvaggina, ma anche come la dea delle iniziazioni femminili.

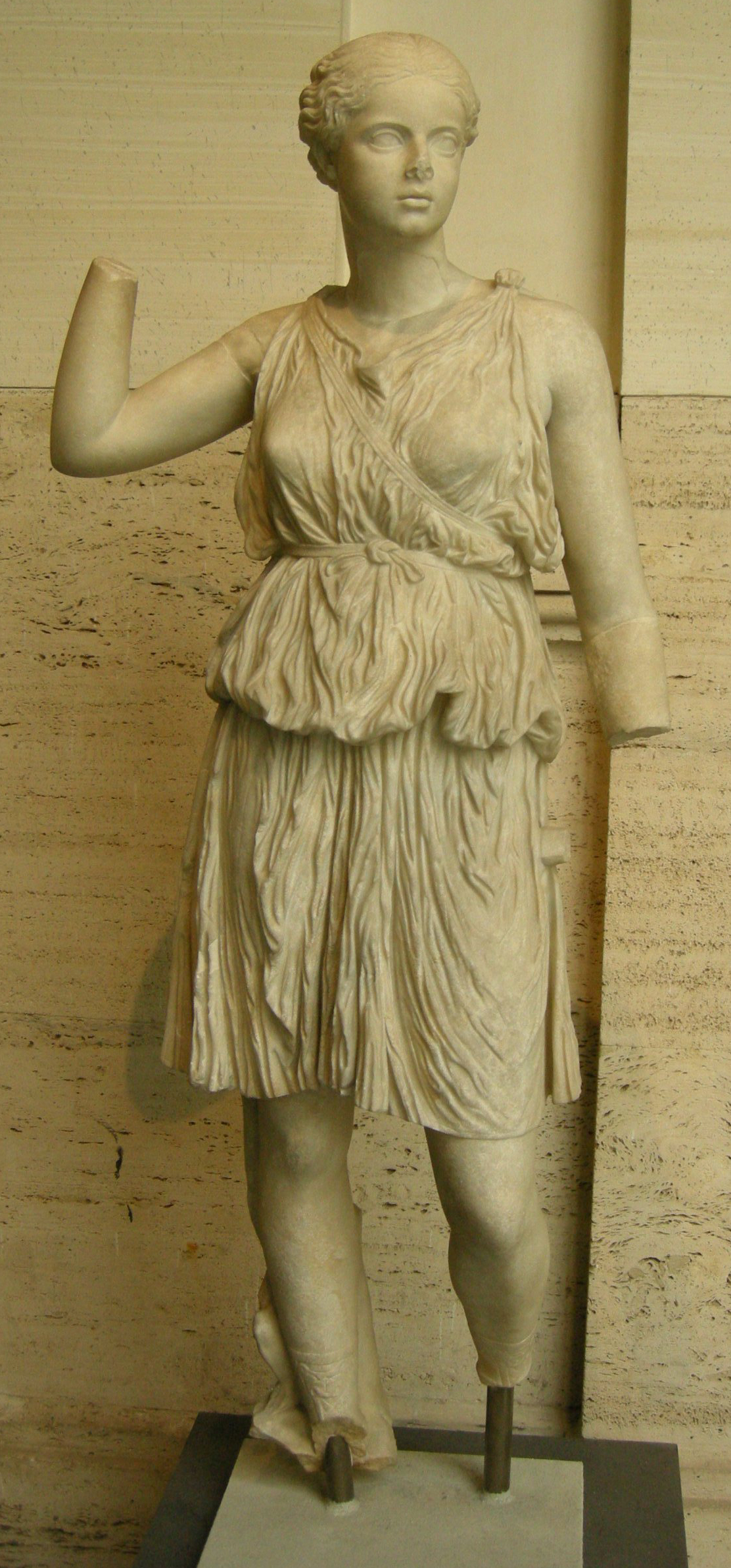
Una giovinetta rappresentata come Artemide (terme dei Cisarii a Ostia)

### Sala V (piano terra)

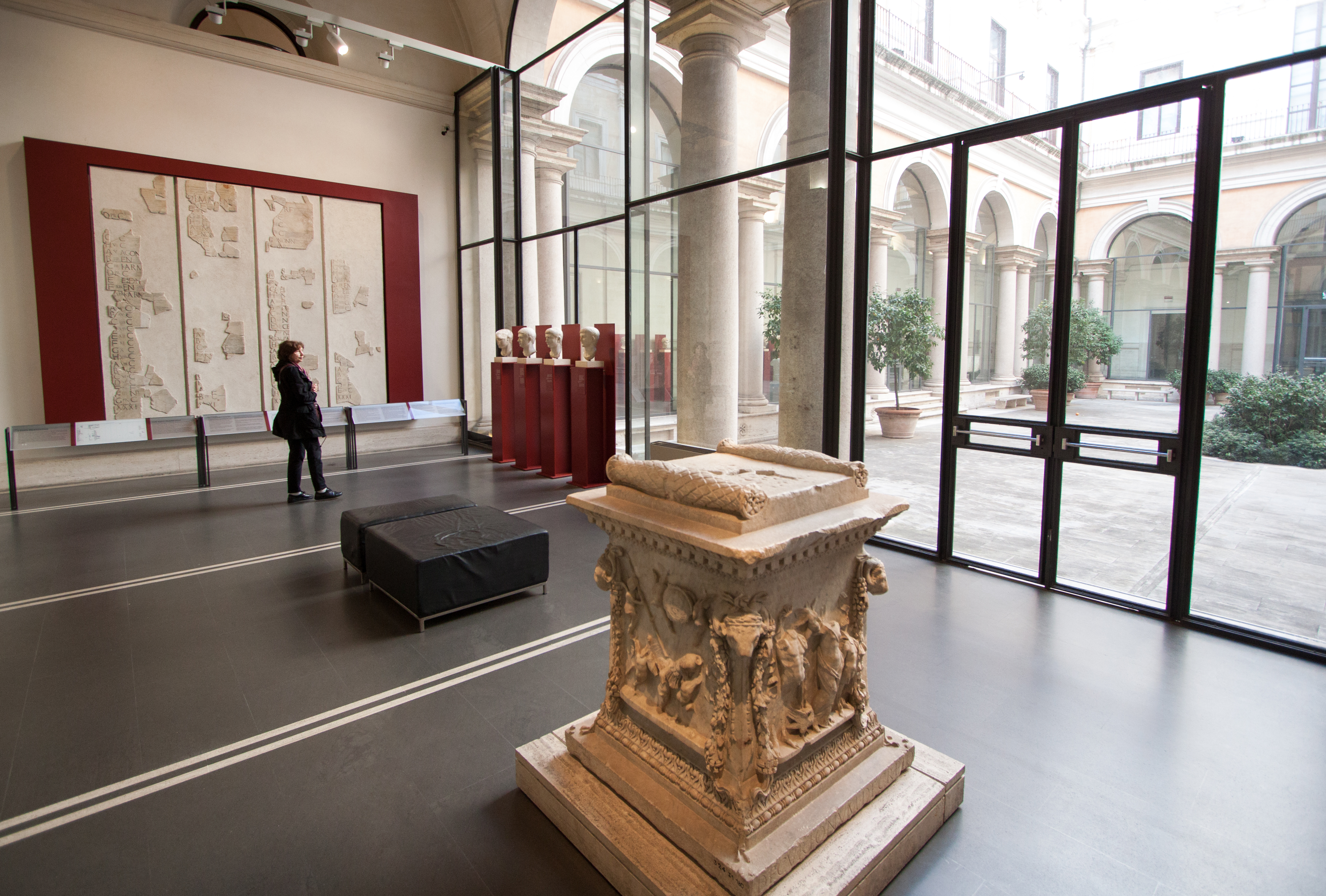
La "sala V" con sullo sfondo alcuni ritratti della dinastia giulio-claudia e in primo piano l'altare a Marte e Venere

Ai ritratti della dinastia giulio-claudia della "sala IV" se ne affiancano altri nella "sala V", oltre alla statua nota come Augusto di via Labicana, ritratto dell'imperatore Augusto in veste di pontefice massimo, ritrovato in quella che era la villa di Livia presso la via Labicana.

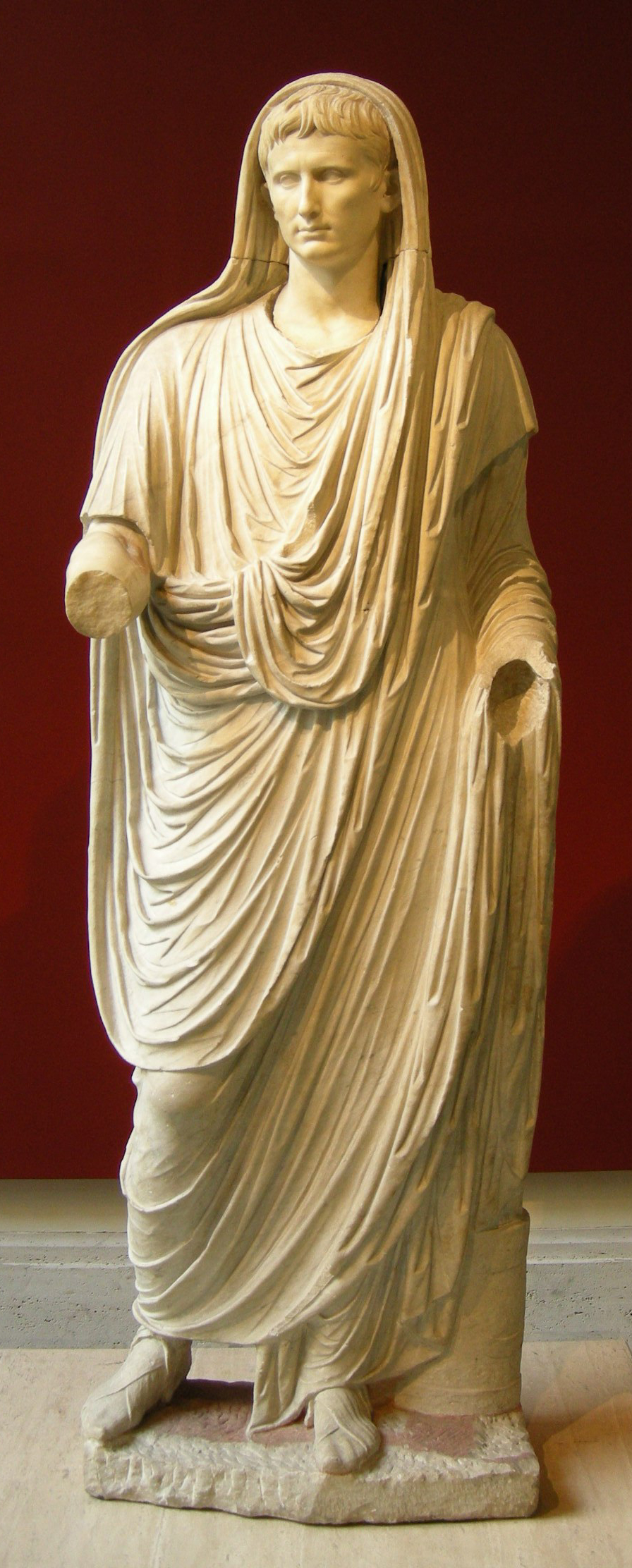
Augusto di via Labicana
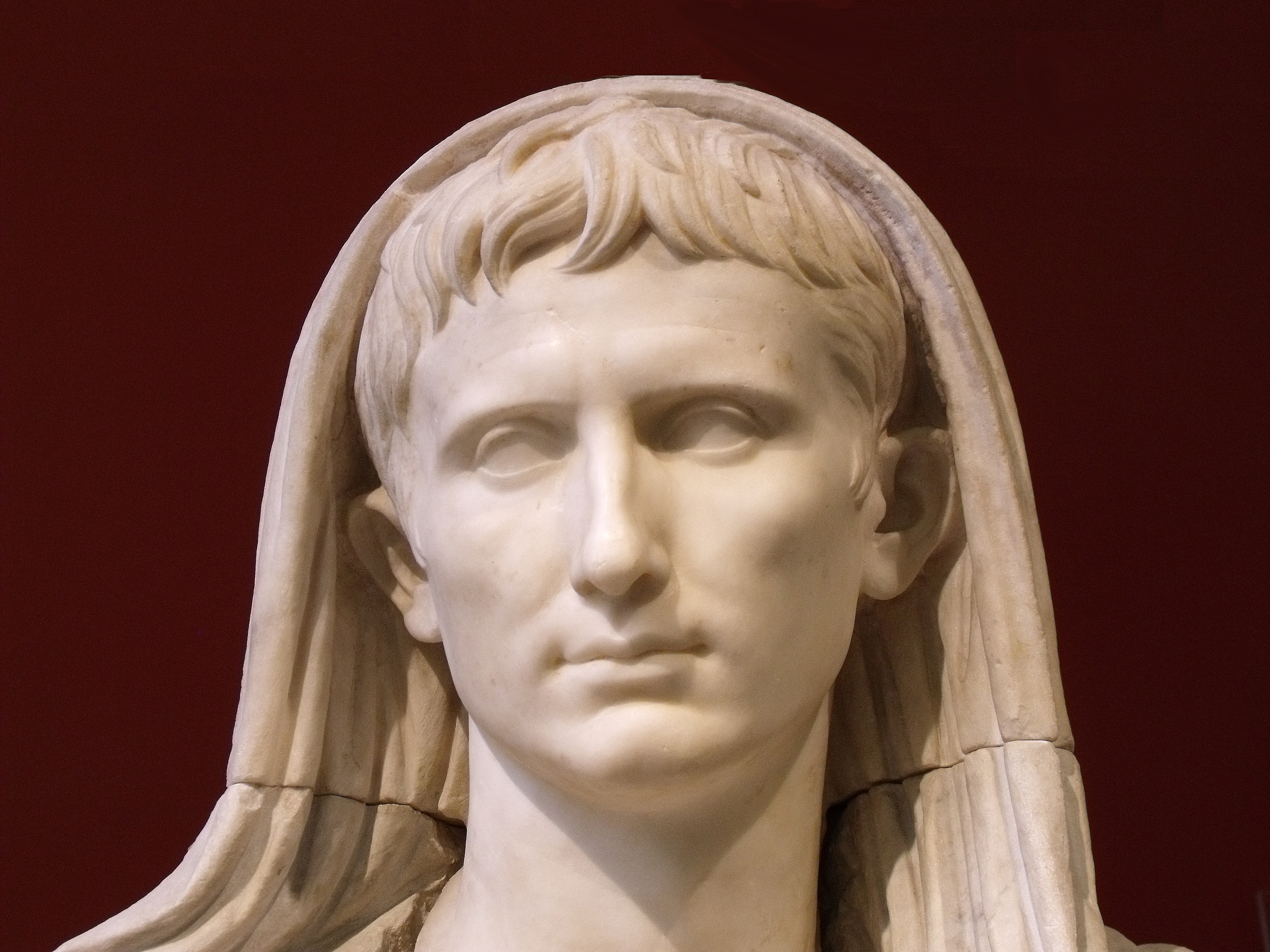
Dettaglio del viso
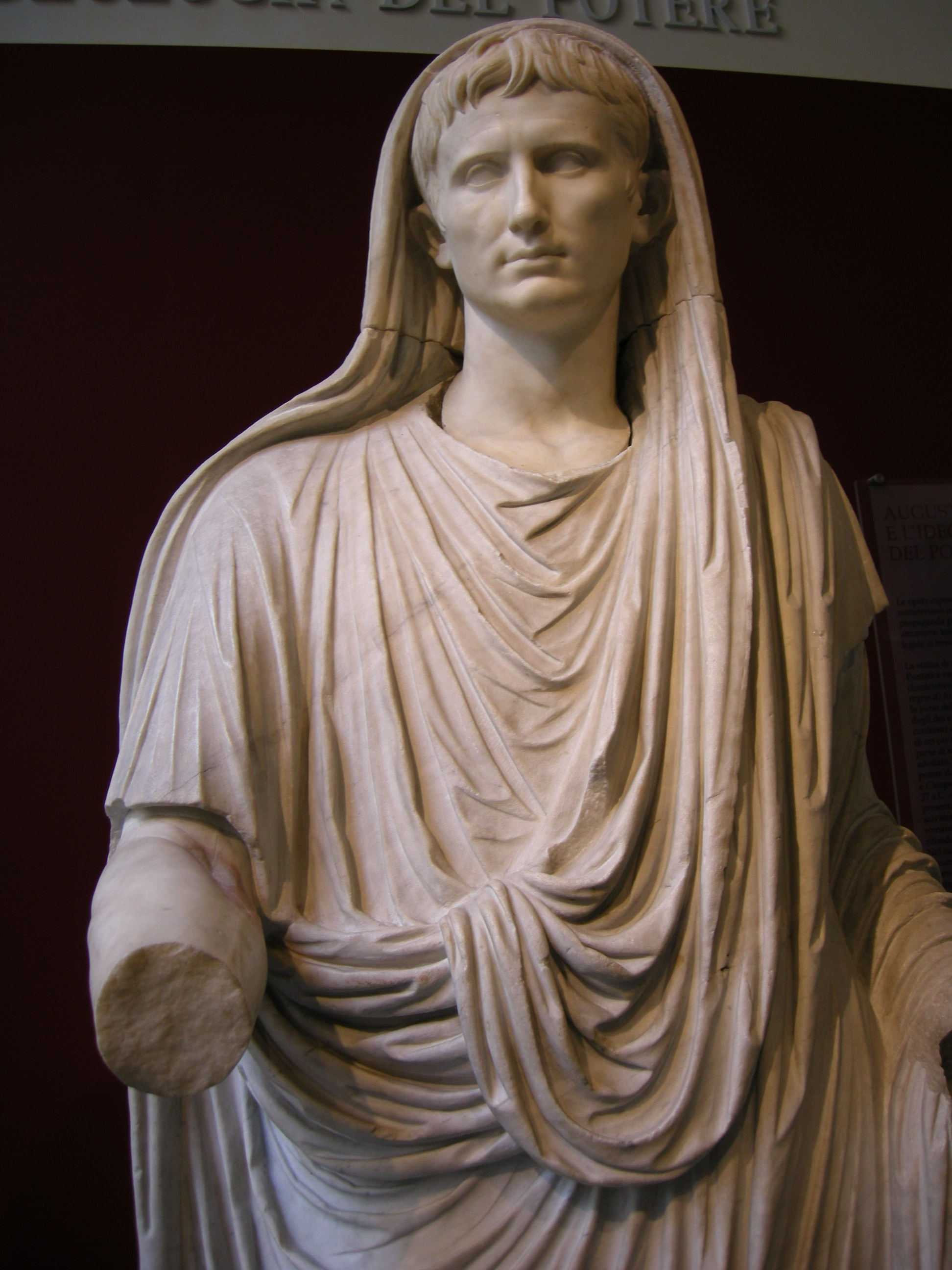
Dettaglio del mezzobusto
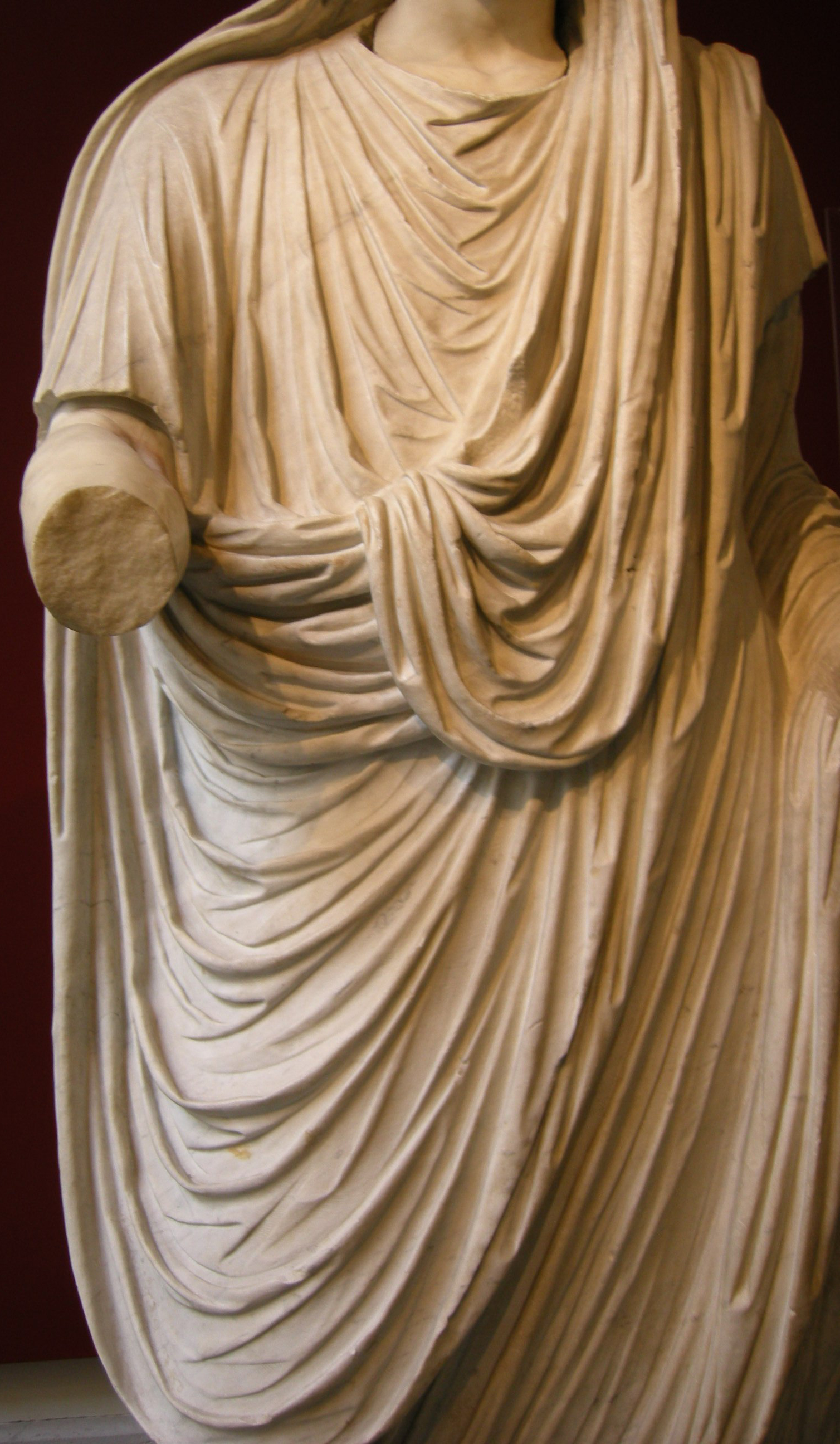
Dettaglio della toga
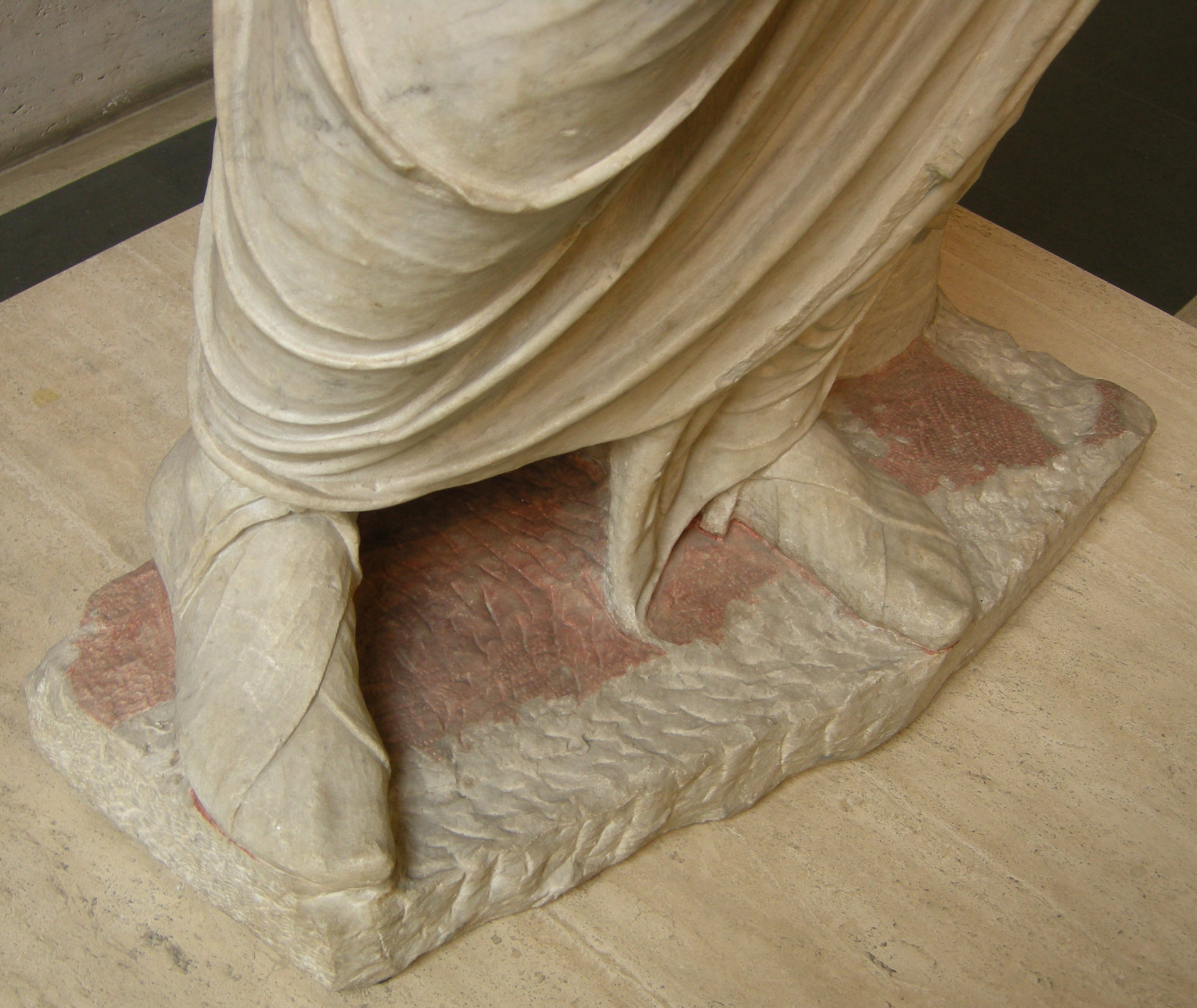
Dettaglio della base

È inoltre presente un altare marmoreo dedicato a Marte e Venere proveniente da Ostia antica. Questo altare è datato alla prima metà del II secolo d.C. e ricordava gli dèi antenati del popolo romano: il primo come padre di Romolo, la seconda come madre di Enea, come risulta dall'immagine Romolo e Remo allattati dalla lupa, scolpita su una delle facciate dell'ara.

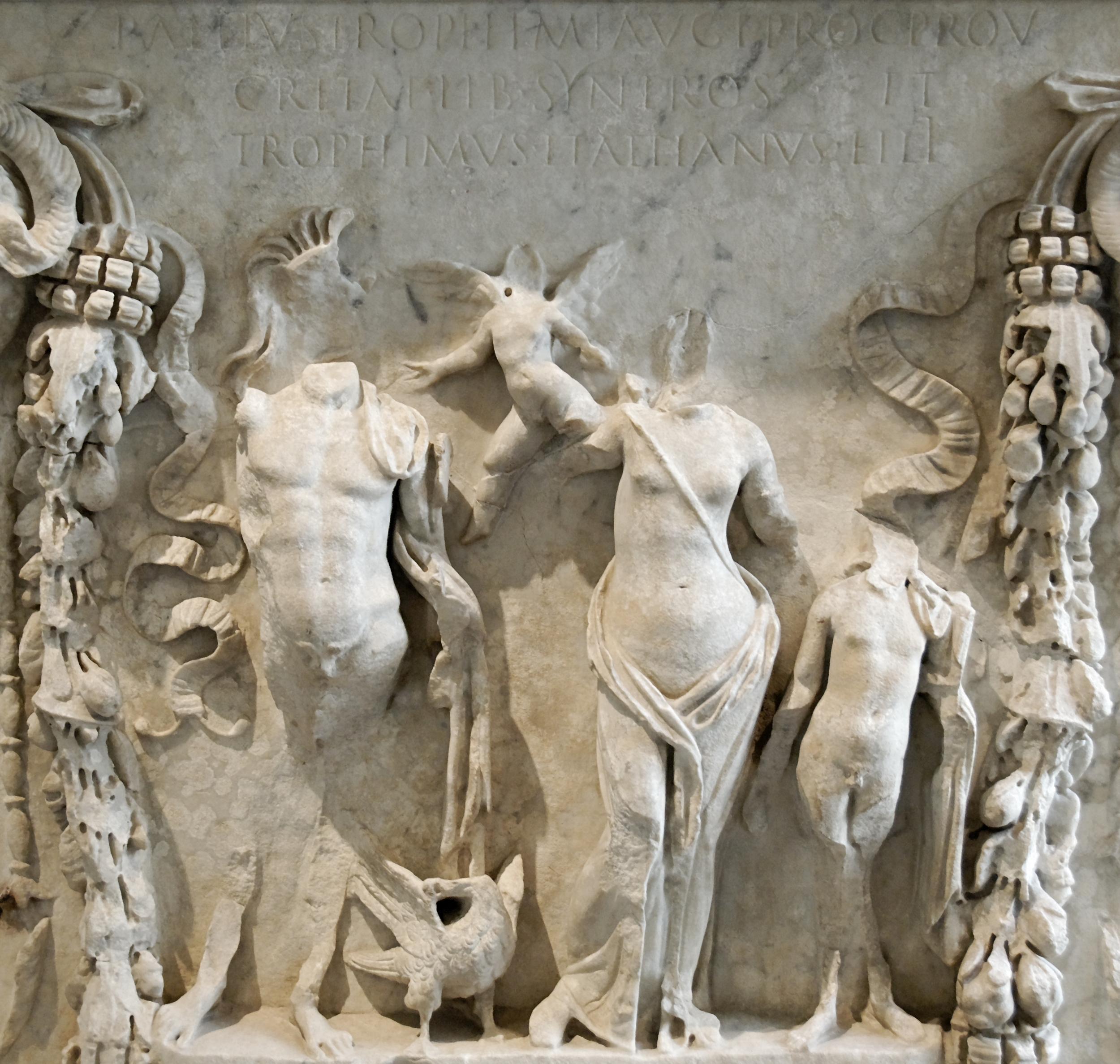
Altare a Marte e Venere, qui raffigurati
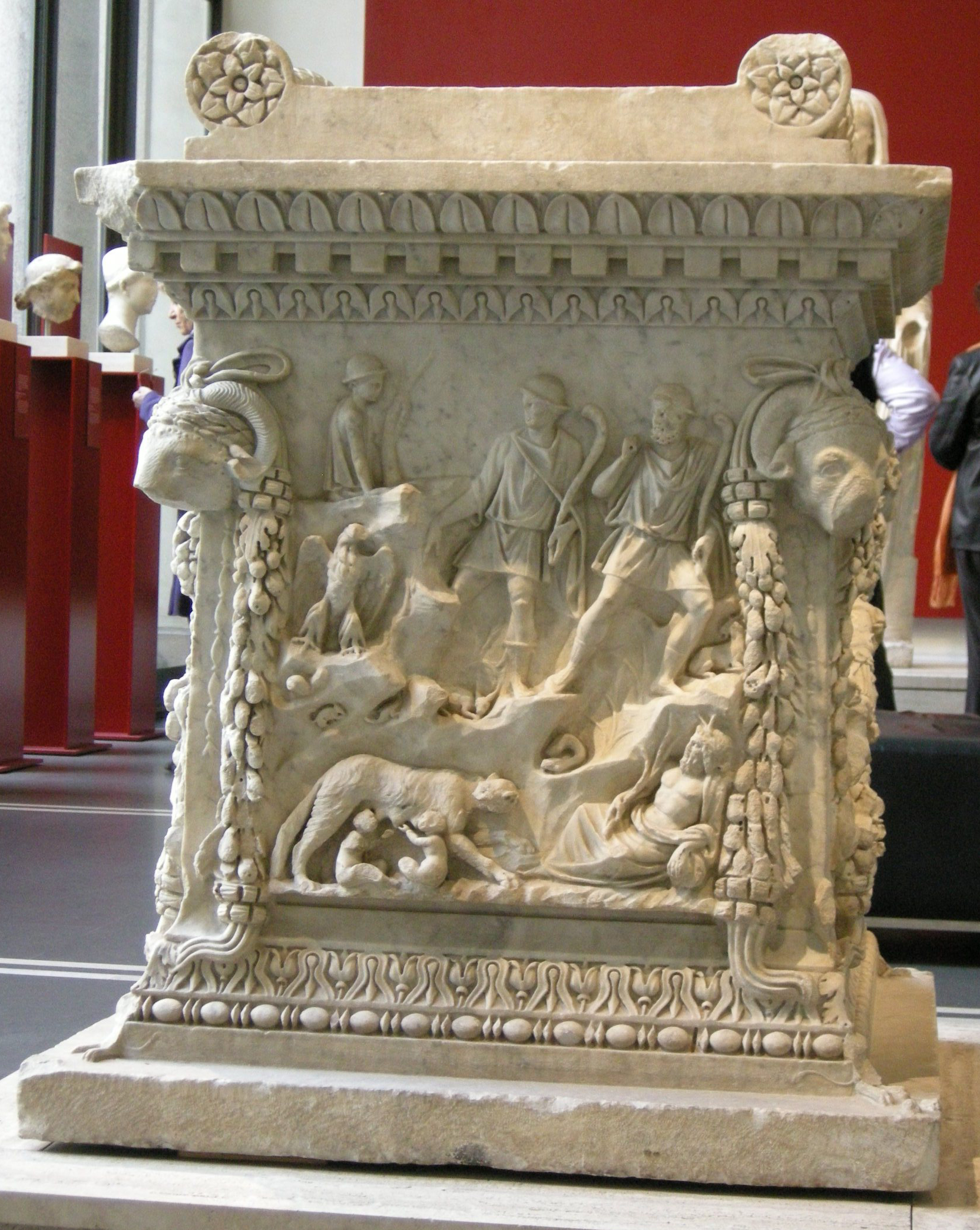
Lato con la rappresentazione dei primordi di Roma, la lupa, Romolo e Remo
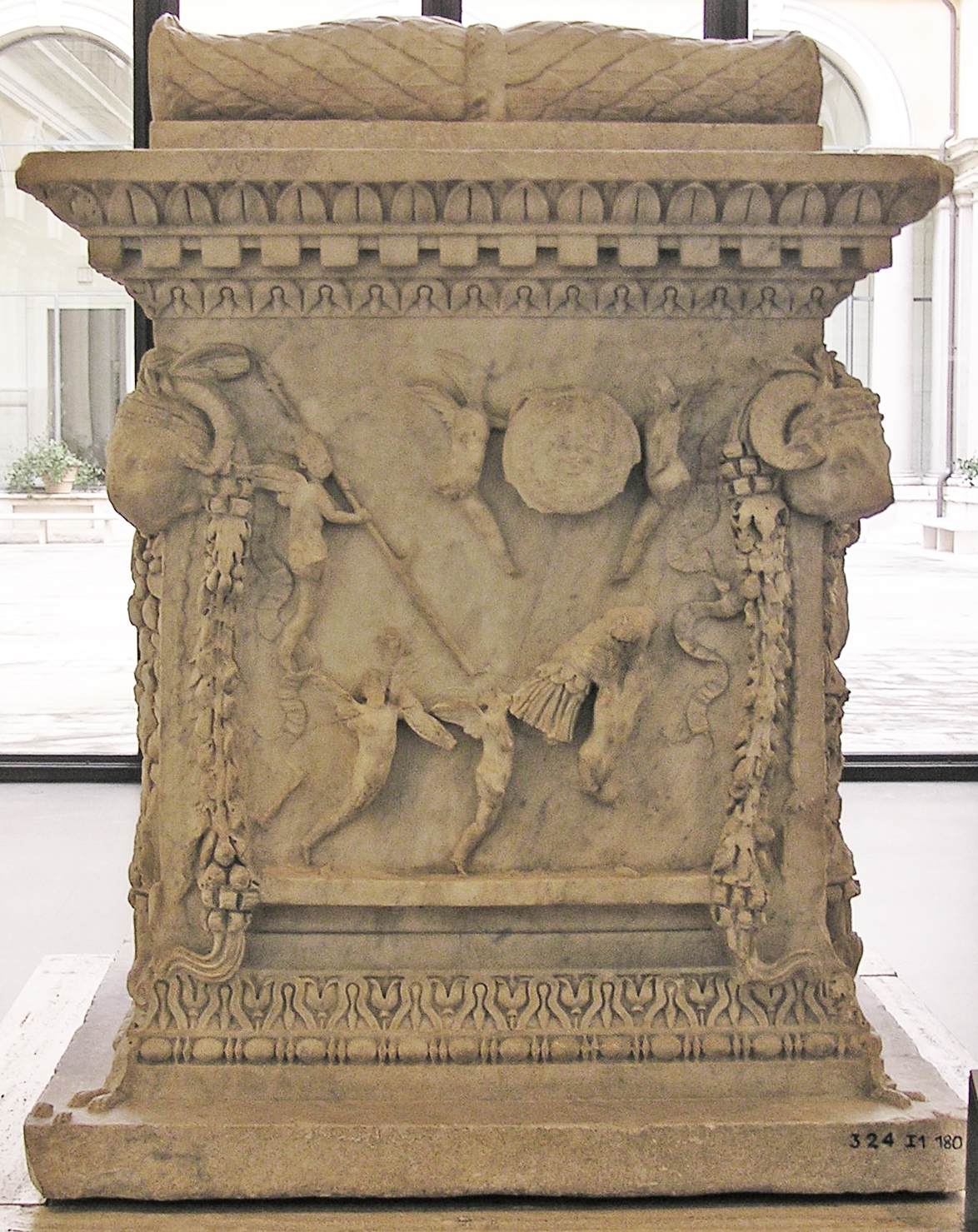
Lato con Amorini che giocano con le armi di Marte
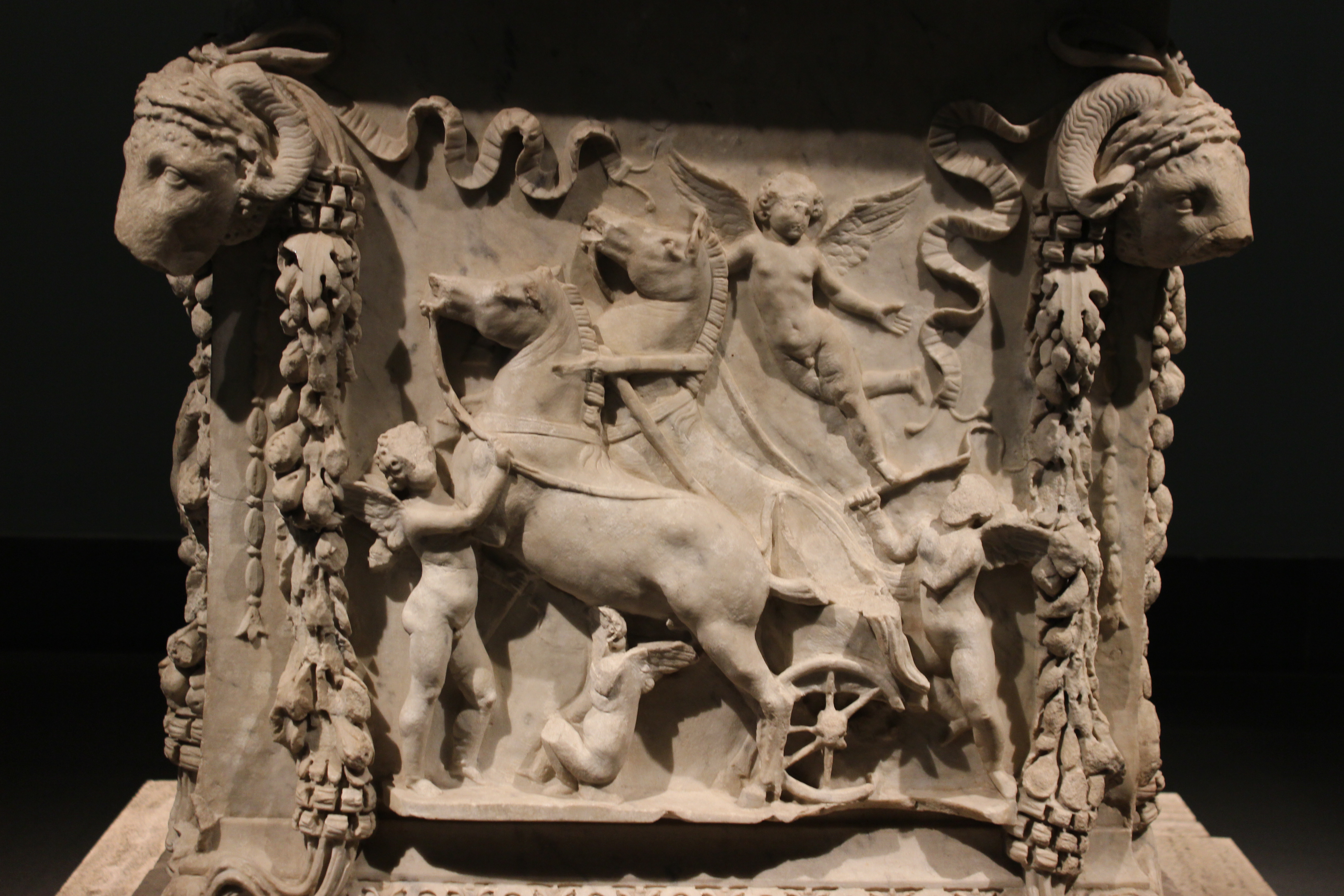
Lato con gli eroti scherzosi che giocano con il carro di Venere

Sempre nella "sala V" è presente parte del fregio storico della Basilica Emilia nel Foro Romano. Esso venne rinvenuto in numerosi frammenti durante vari scavi. Alto 0.76 metri. Il fregio è un precoce esempio di recezione dei modelli ellenistici in ambito romano, antecedenti alla diffusione del neoatticismo, che appiattì l'arte romana verso una più fredda e accademica riproduzione di modelli dell'arte greca classica. La datazione dell'opera è molto controversa, oscillando tra l'età sillano-cesariana e quella augustea. Le opzioni relative ai periodi più tardi sono però scartabili sulla base di elementi stilistici, rendendo verosimile un arco di tempo tra l'inizio e la fine del I secolo a.C..
Il fregio in origine misurava più di cento metri, dove era rappresentato un racconto dell'intera storia romana che partiva dai primordia.

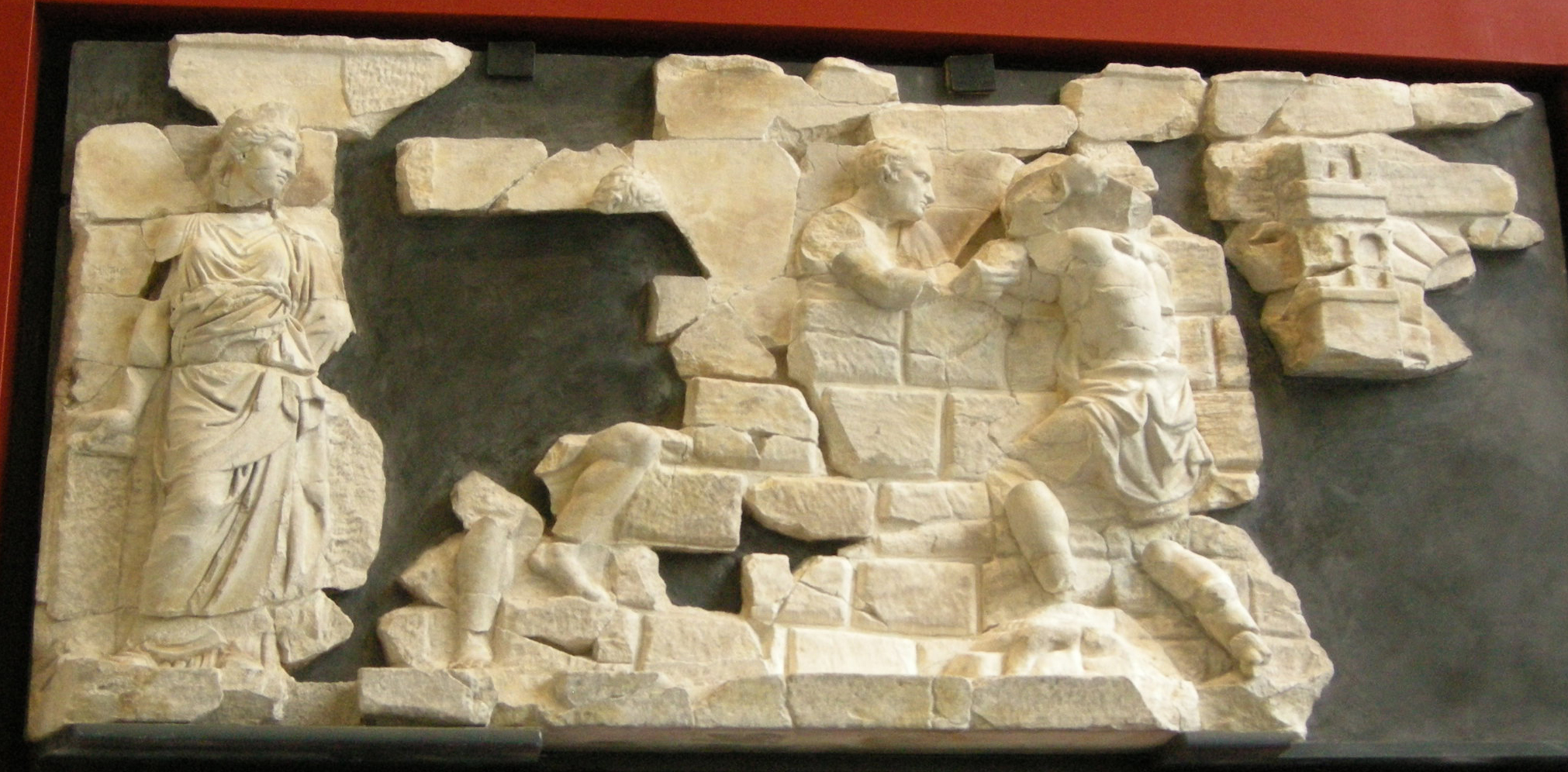
Fregio storico della Basilica Emilia: fondazione di una città (Roma?), rappresentata dalla costruzione di mura e una porta, affiancata dalla sua personificazione femminile
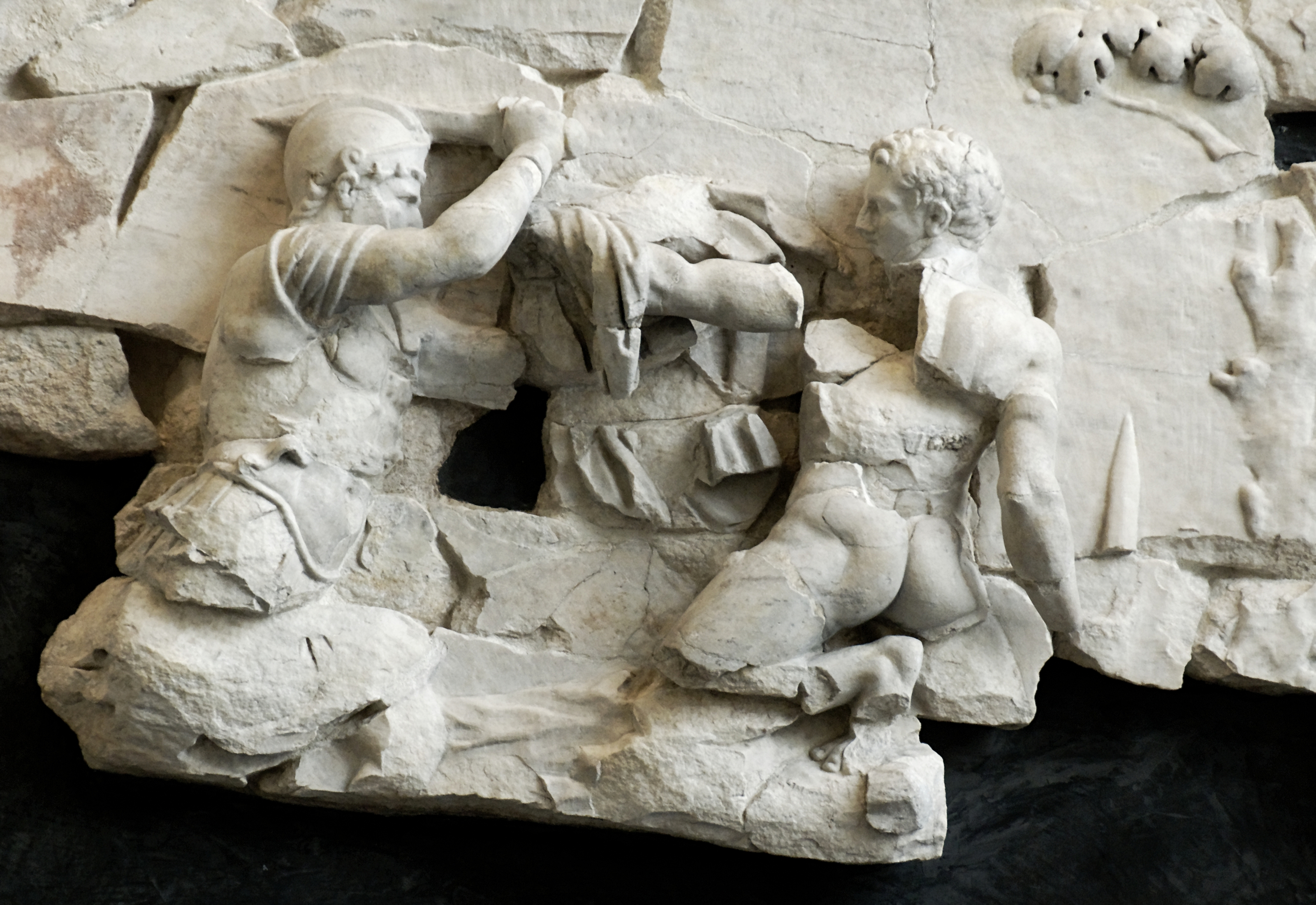
Fregio della Basilica Emilia: scena di una battaglia contro i Sabini o i Galli.
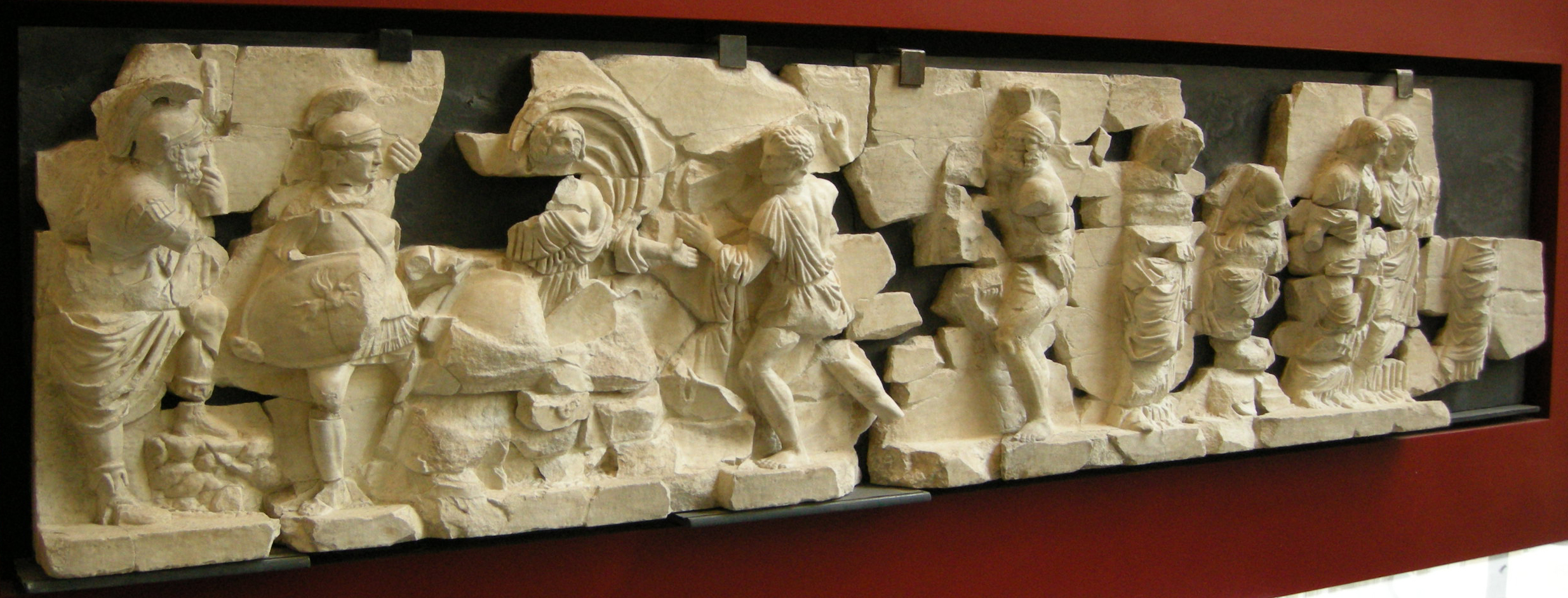
Fregio della Basilica Emilia: la punizione di Tarpea, sepolta sotto una catasta di armi davanti al re sabino Tito Tazio

Troviamo infine un fregio dipinto, proveniente dall'Esquilino e rinvenuto nel 1875 nell'area del piazzale di Porta Maggiore, che devorava un piccolo colombario della potente famiglia di Tito Statilio Tauro. Le scene raffigurate sono alte 38 cm e sono bordate da una fascia di colore rosso scuro e divise in più episodi, partendo da Enea, dall'incontro tra Marte e Rea Silvia, fino alla nascita dei due gemelli, Romolo e Remo.

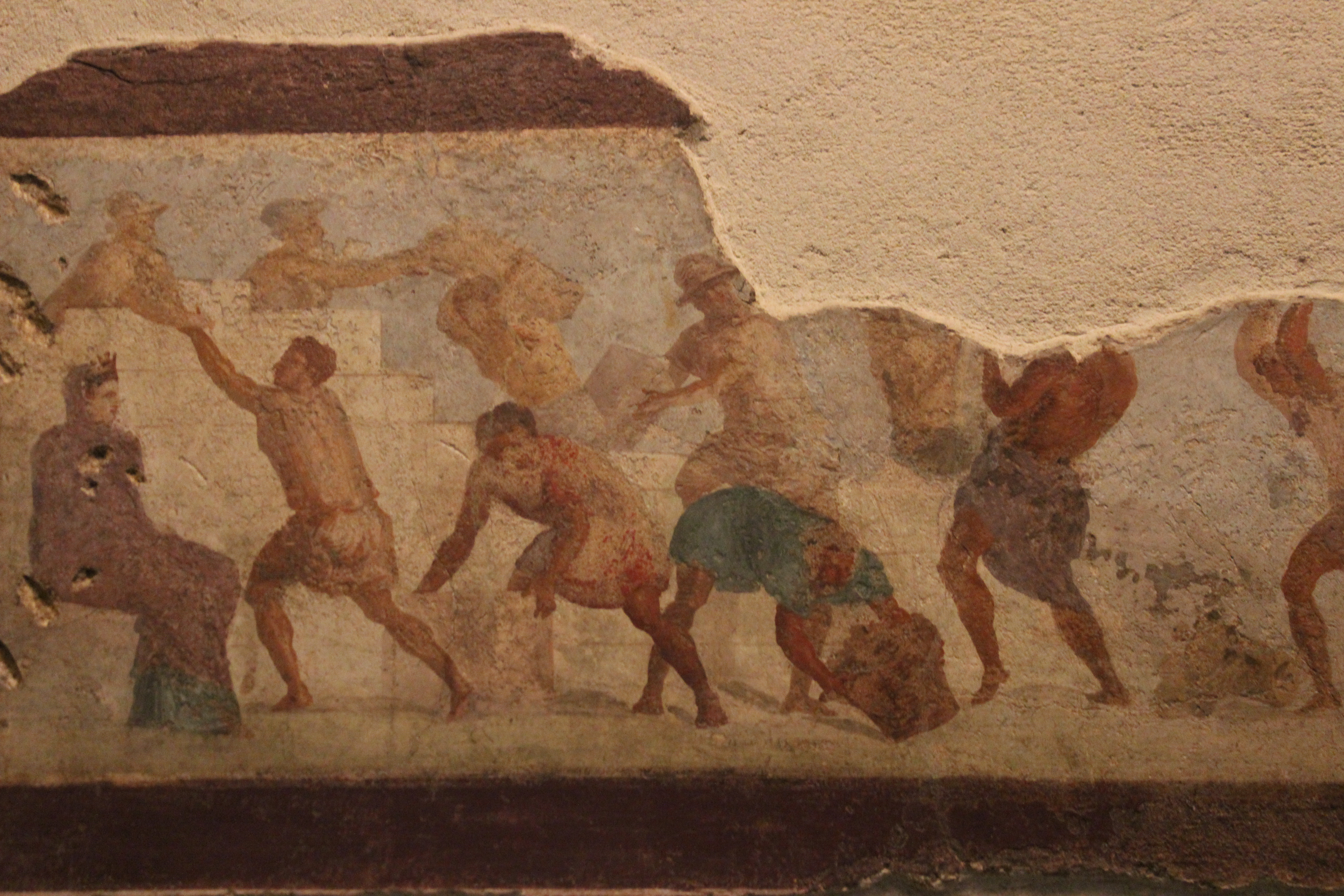
Affresco dal colombario dell'Esquilino con la scena della fondazione di Alba Longa

### Galleria III (piano terra)

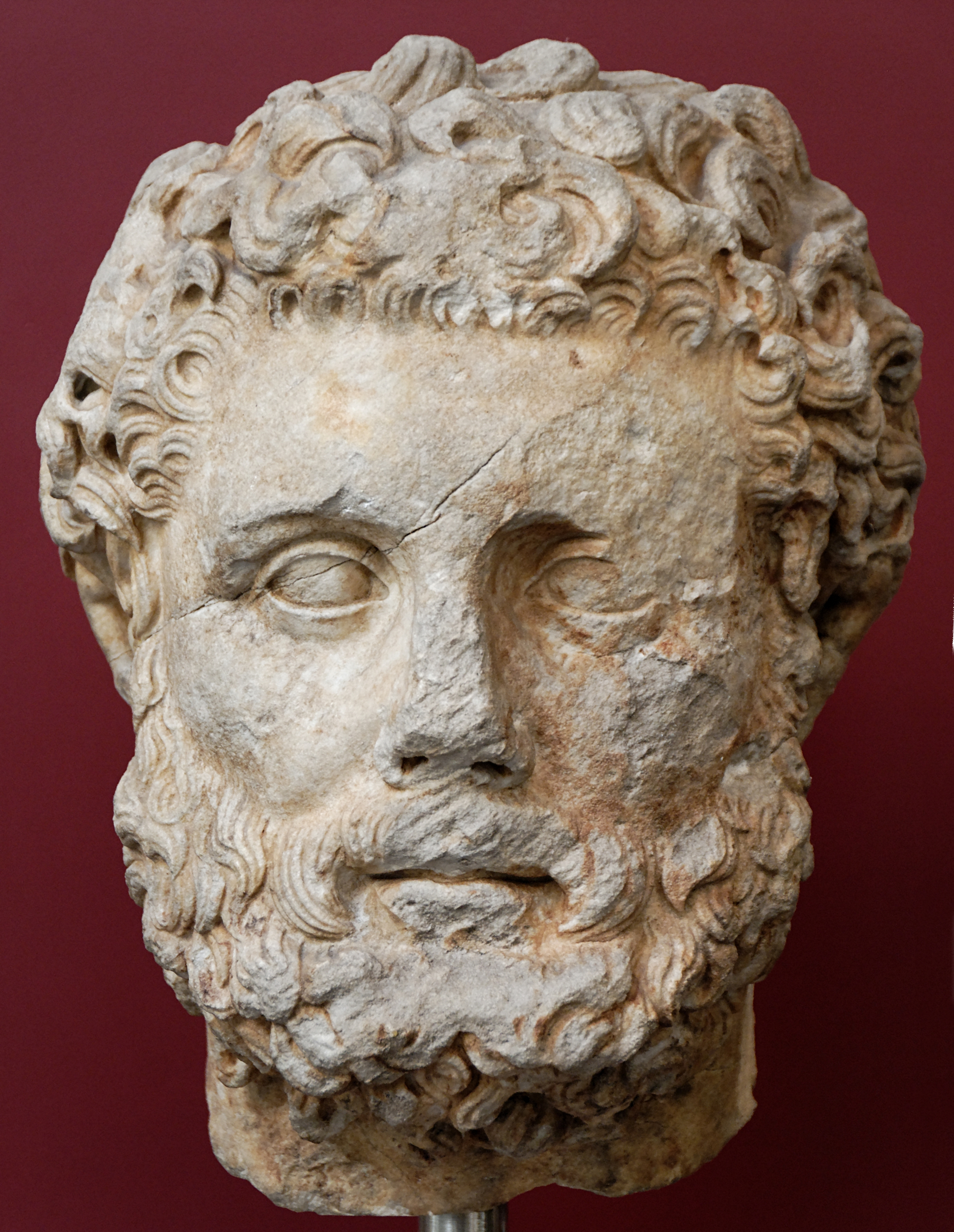
Busto di un pugile (marmo greco, copia romana del II secolo d.C. da un originale in bronzo del IV secolo a.C.), proveniente dalle rovine di una villa romana nei pressi del convento di San Pio sulla Via Empolitana a Genazzano.

Da qui in poi la "Galleria III" inizia una serie di copie di ritratti greci. Troviamo infatti busti di filosofi come Socrate, di poeti come Esiodo, di sovrani come Filippo V di Macedonia, oltre ad atleti come il Pugile dalla villa di Genazzano.
Vi è poi un bel ritratto in bronzo dorato, che raffigura Alessandro Magno, riconoscibile per la caratteristica disposizione dei capelli sulla fronte. L'opera appartiene all'epoca imperiale, estremamente popolare anche nel mondo romano.

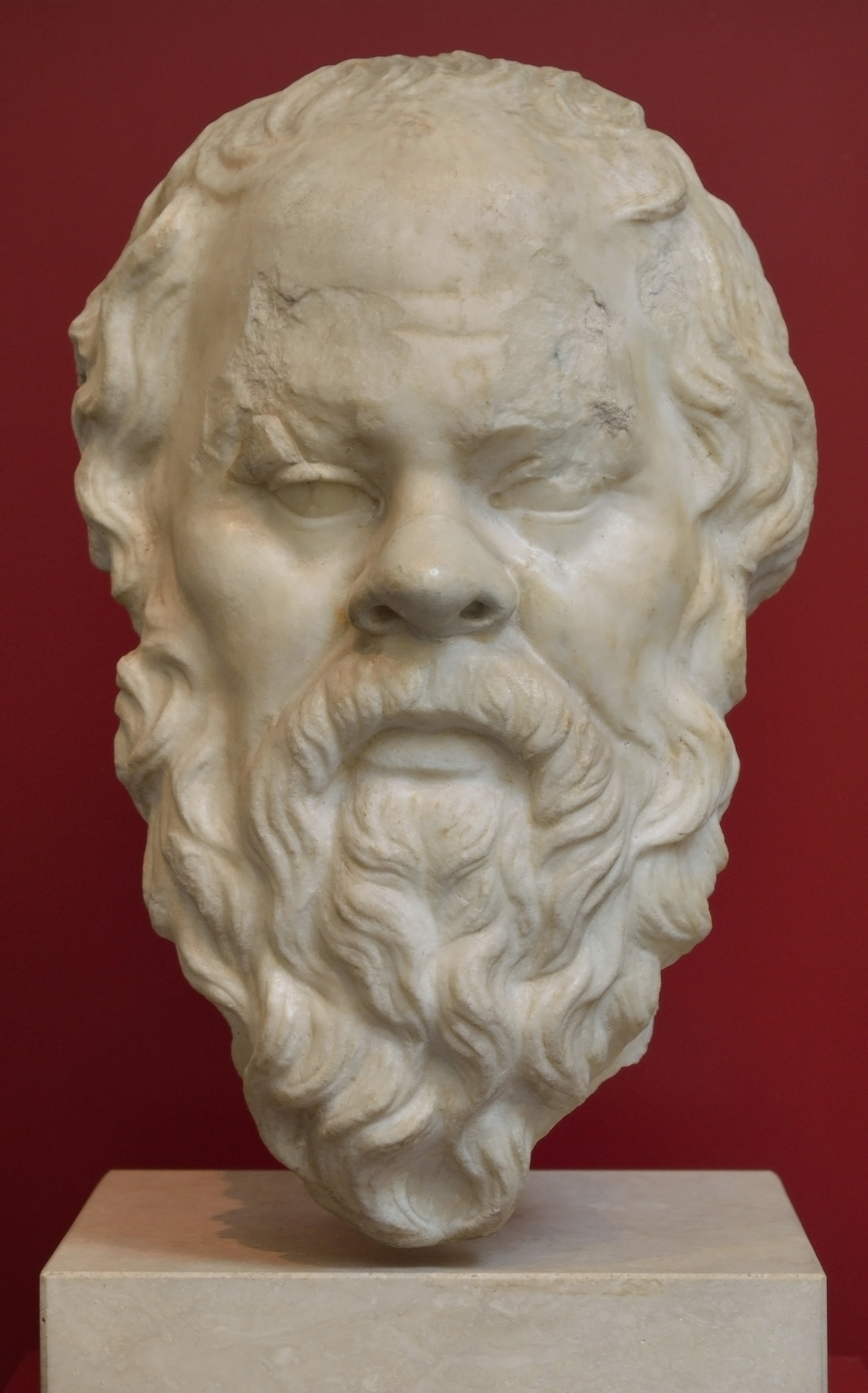
Il filosofo Socrate[17] (rinvenuta in Piazza Venezia; inv. 1.236)
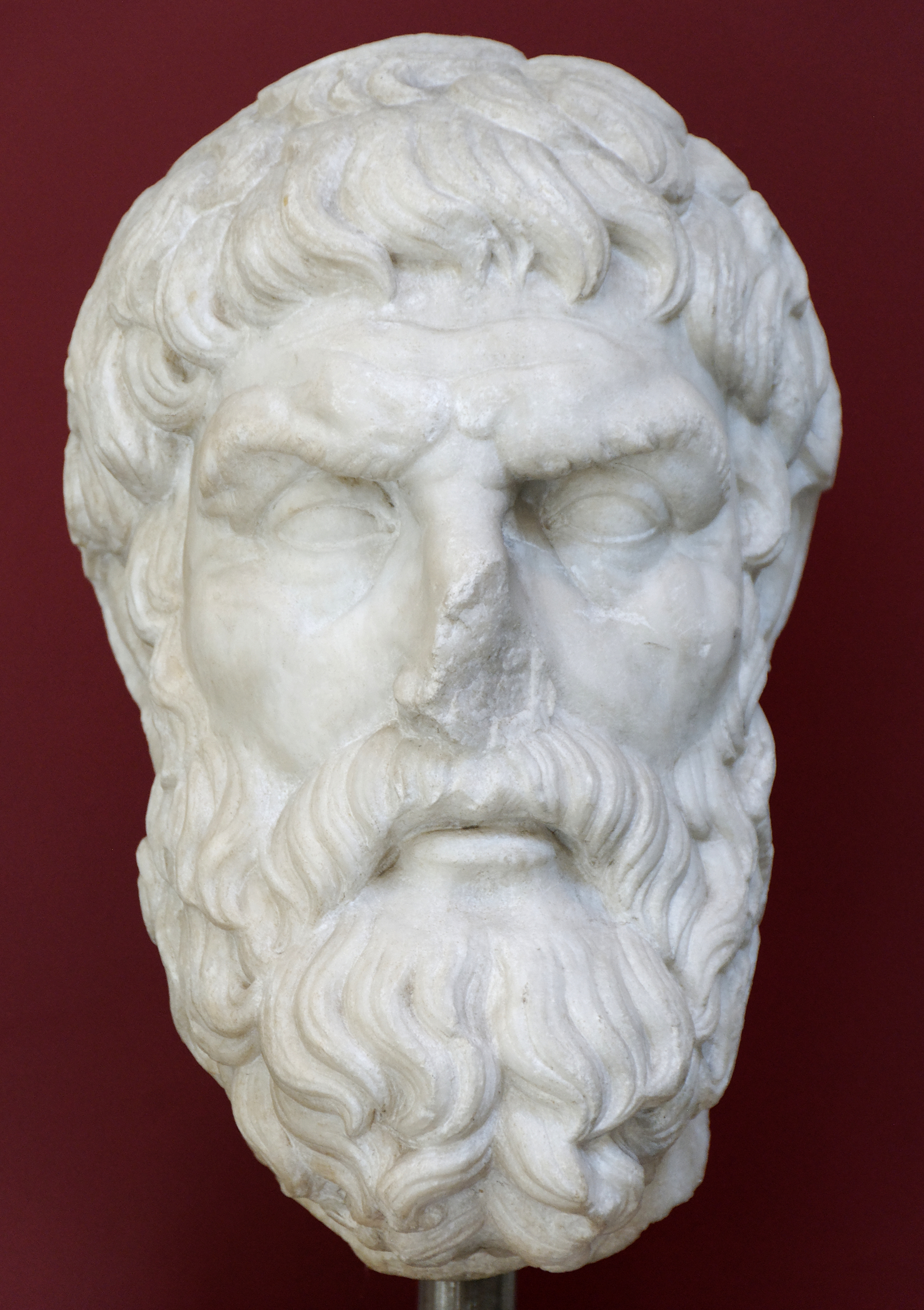
Il filosofo Epicuro
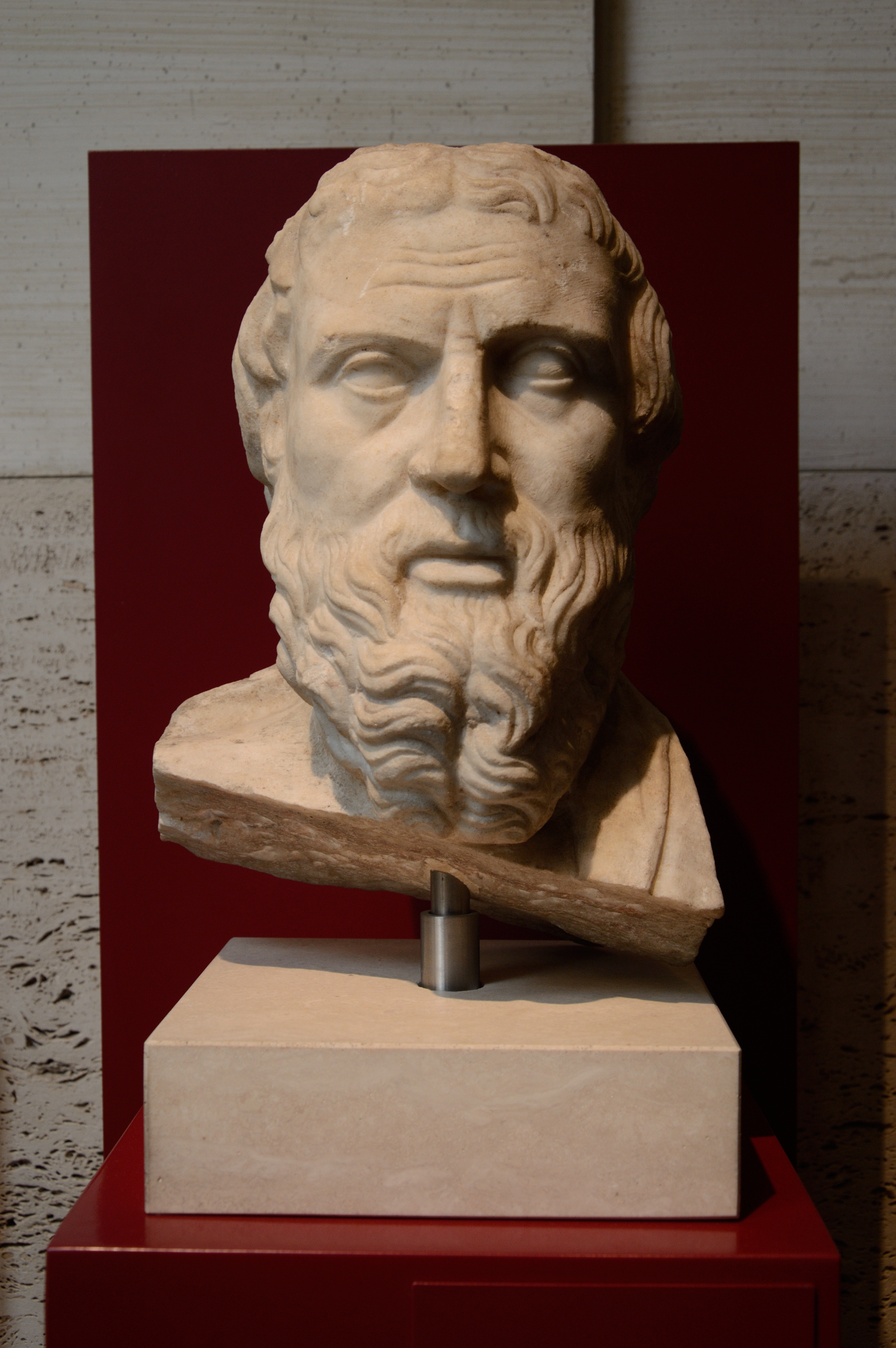
Busto dello storico greco, Erodoto
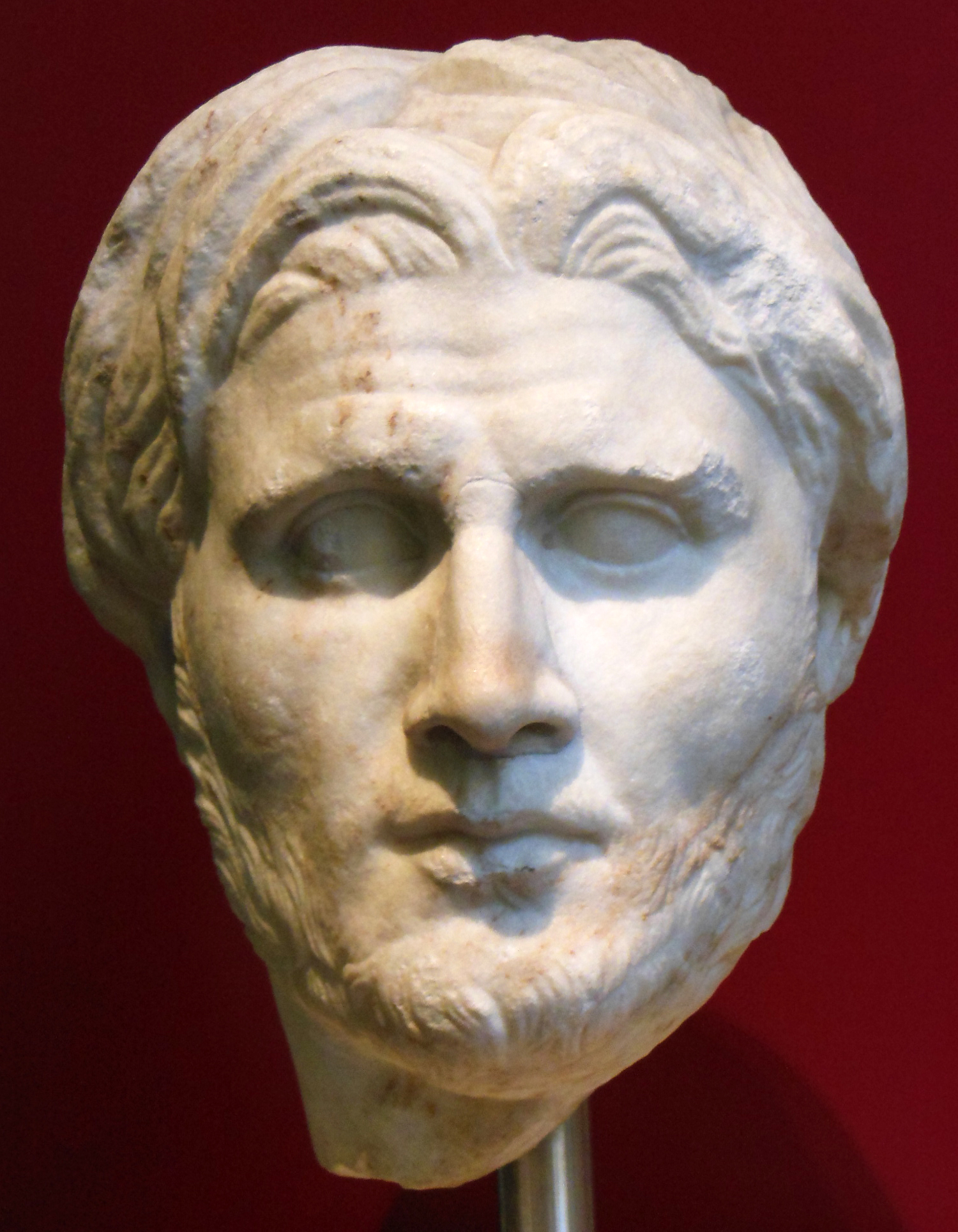
Ritratto del poeta Difilo
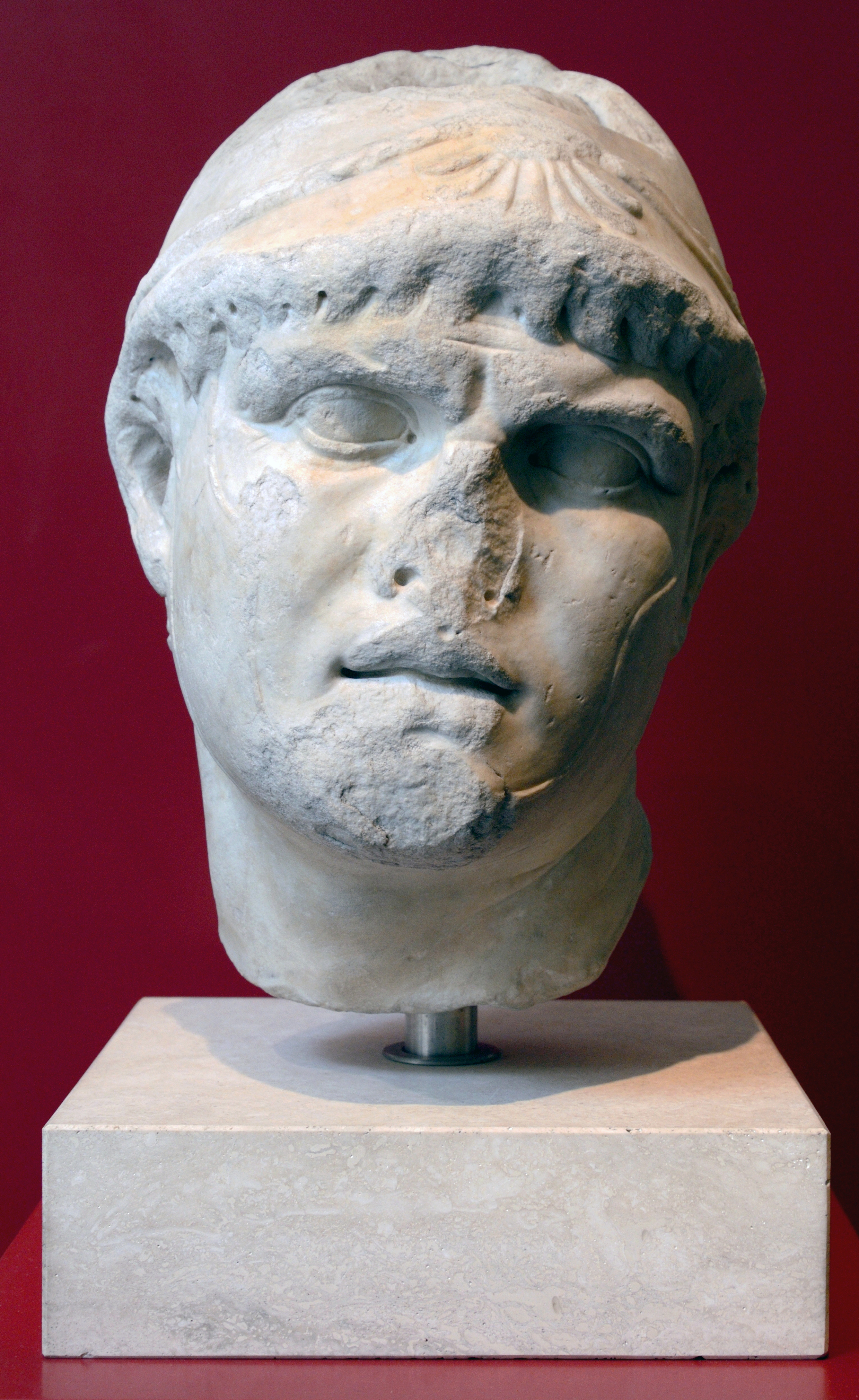
Busto di Filippo V di Macedonia
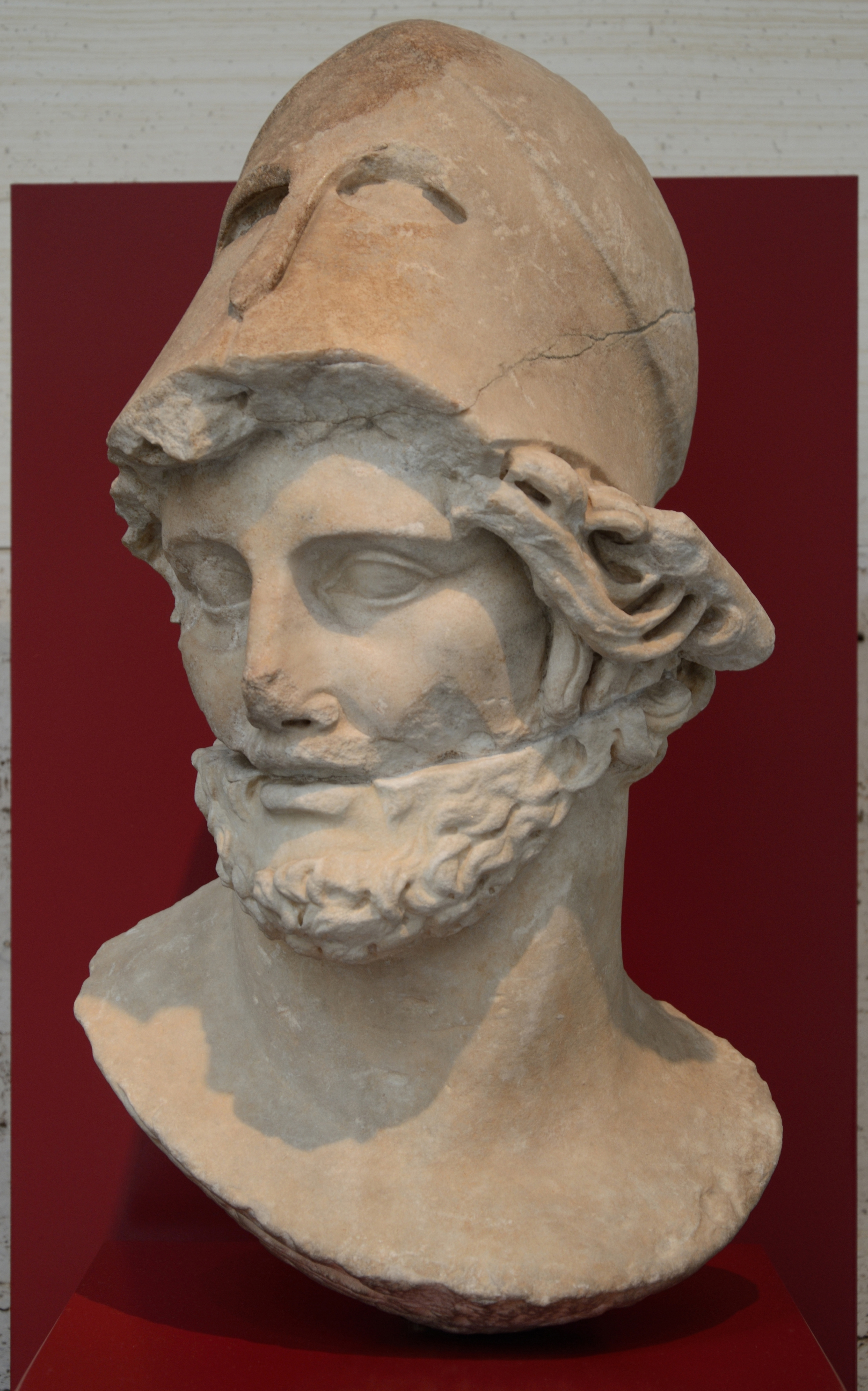
Busto di uno stratega greco
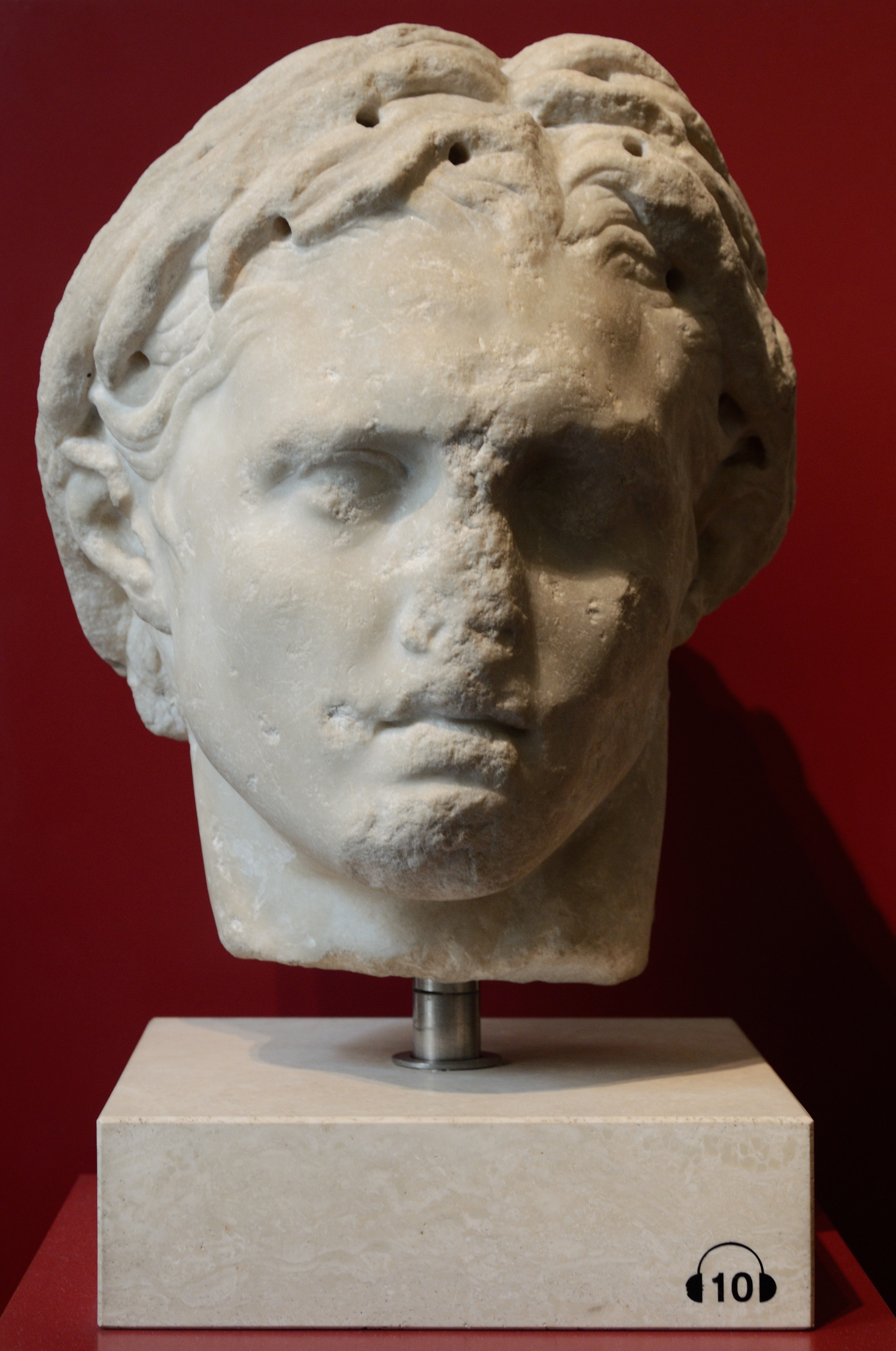
Testa di Alessandro Magno[17] (proveniente da Tivoli; Tempio di Ercole; inv. 124.507)

La disposizione dei ritratti uno dietro l'altro ricorda le gallerie di Greci illustri che spesso arredavano le domus romane, utilizzate come exempla (esempi di comportamento).
Vi è poi sempre lungo la galleria la rappresentazione di un gatto che cattura un uccello (parte alta) e due anatre nella parte inferiore, proveniente da una villa lungo la via Ardeatina (I secolo a.C.) con piccolissime tessere (opus vermiculatum). Il soggetto e la tecnica sono di tradizione ellenistica.

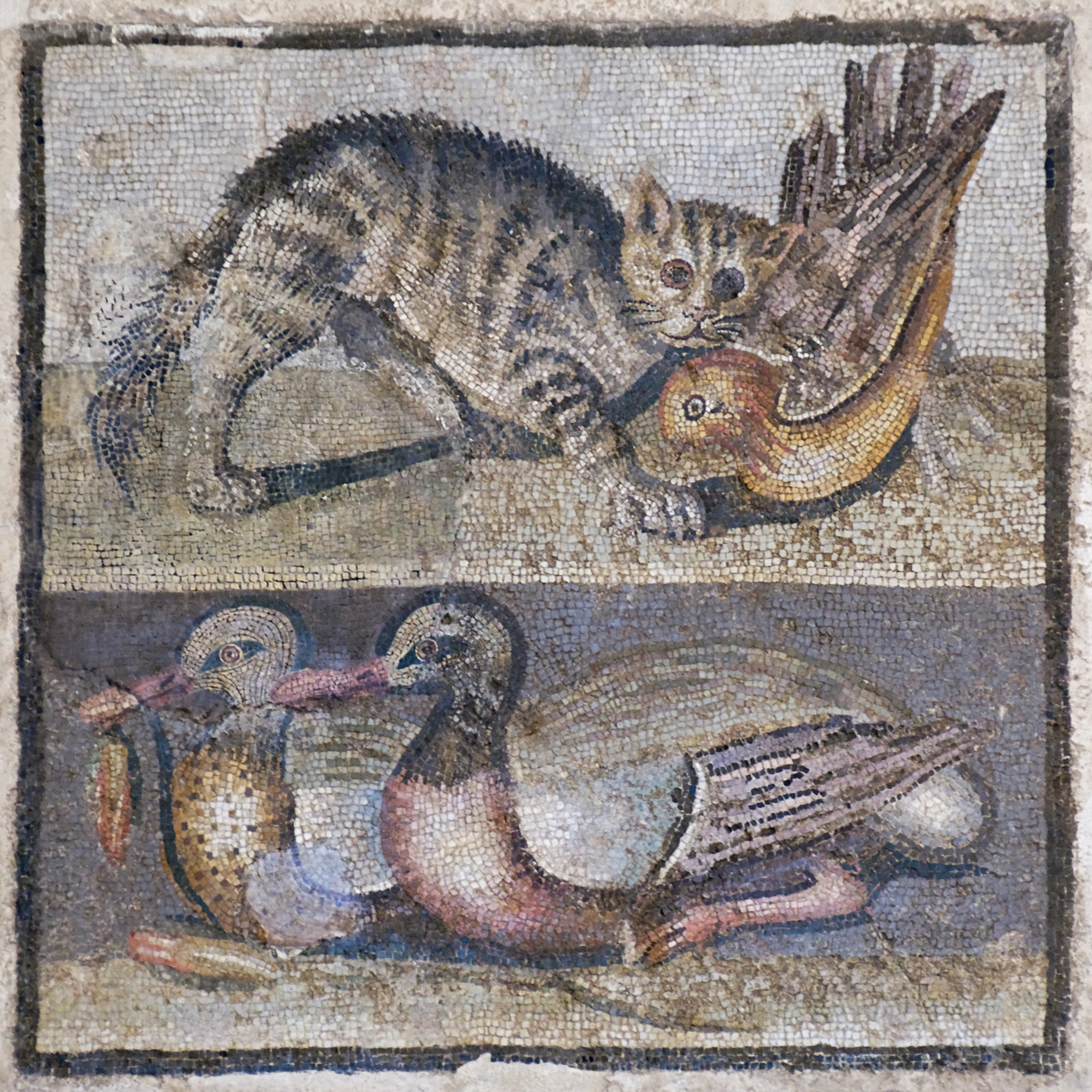
Pannello centrale di un mosaico di un pavimento con un gatto e due anatre

### Sala VI (piano terra)
Nella "Sala VI" sono esposte, a testimonianza dell'amore della civiltà romana per l'arte ellenica, due opere d'arte greca che decoravano gli Horti Sallustiani, proprietà che fu prima di Gaio Giulio Cesare, poi di Gaio Sallustio Crispo e infine della famiglia imperiale. Molti dei capolavori rinvenuti nell'area, e che provenivano dalla collezione Ludovisi, sono oggi esposti al Museo nazionale romano di palazzo Altemps. Un paio sono invece esposti in questa sala di Palazzo Massimo. Si tratta di:
- Niobide degli Horti Sallustiani, rinvenuta durante gli scavi del 1906, in un cubicolo a ben 11 metri sotto il livello del suolo, forse nascosta per proteggerla dalla furia distruttrice dei barbari durante le invasioni del V secolo d.C.. Raffigura una delle figlie di Niobe nell'atto di cadere a terra, dopo essere stata ferita da una freccia conficcata tra le scapole, e che la stessa cerca invano di estrarre. L'opera è originale e ascrivibile al V secolo a.C., in quanto è ritenuta[21] appartenente o comunque analoga alle figure del frontone del tempio di Apollo a Eretria, trasferite a Roma per volere di Augusto.[22] La Niobide degli Horti Sallustiani sarebbe dunque una delle numerosissime opere portate a Roma dalla Grecia come bottino di guerra, che tanta parte ebbero nell'evoluzione del gusto e dello stile della produzione artistica romana.[17]
- parte di una statua originale di Peplophoros, che ritrae una fanciulla con indosso il peplo (il pesante costume femminile dorico, che si sviluppò in Grecia dal 480 a.C.). Essa fu scoperta in piazza Barberini. Questo genere di soggetto era molto apprezzato anche dalla scultura romana.[17] Si ritiene che la Peplophoros abbia origini magnogreche o siceliote (databile attorno agli anni 470-460 a.C.), anche se non si può escludere a priori che possa essere una rielaborazione classicistica.[23]

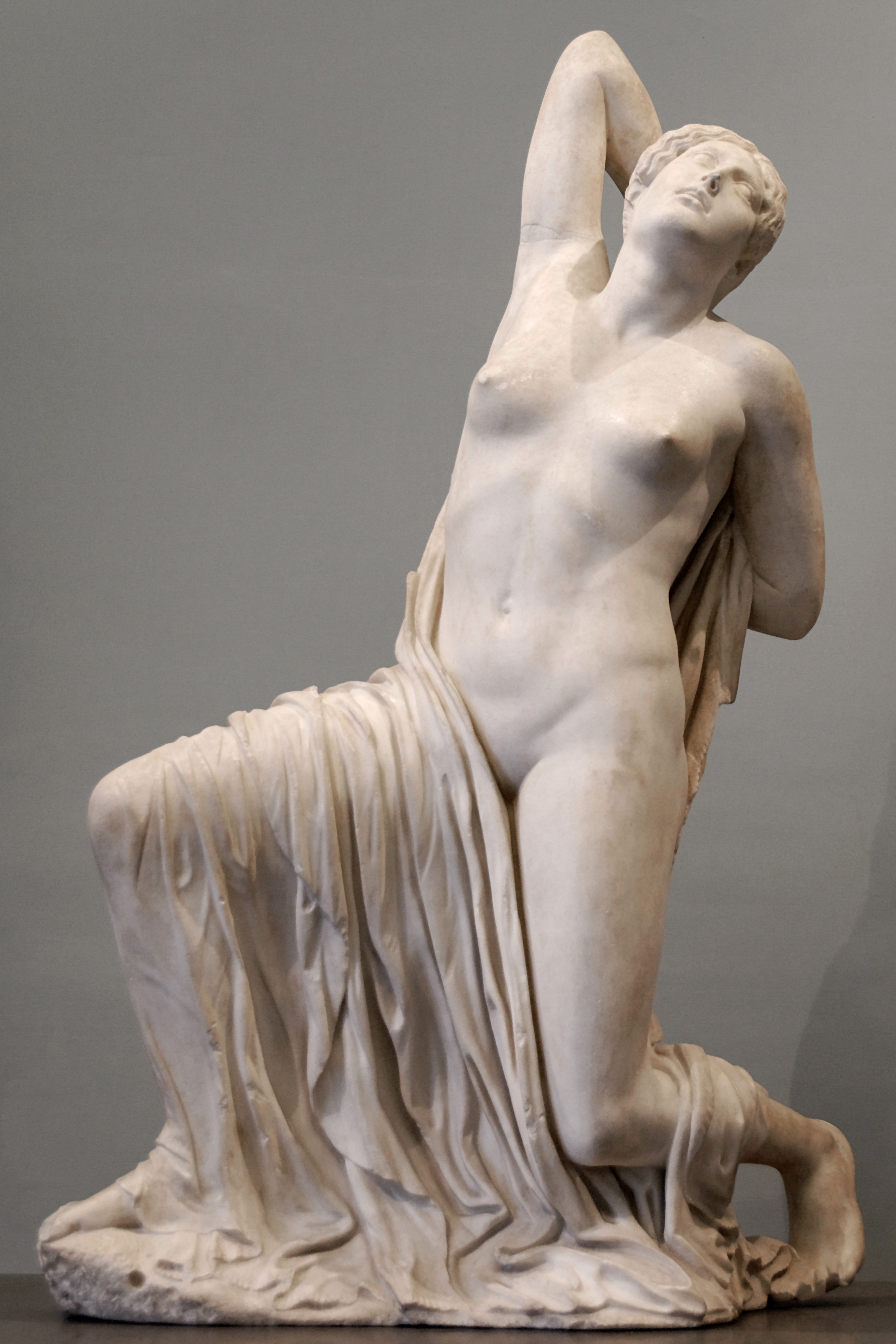
Niobide degli Horti Sallustiani
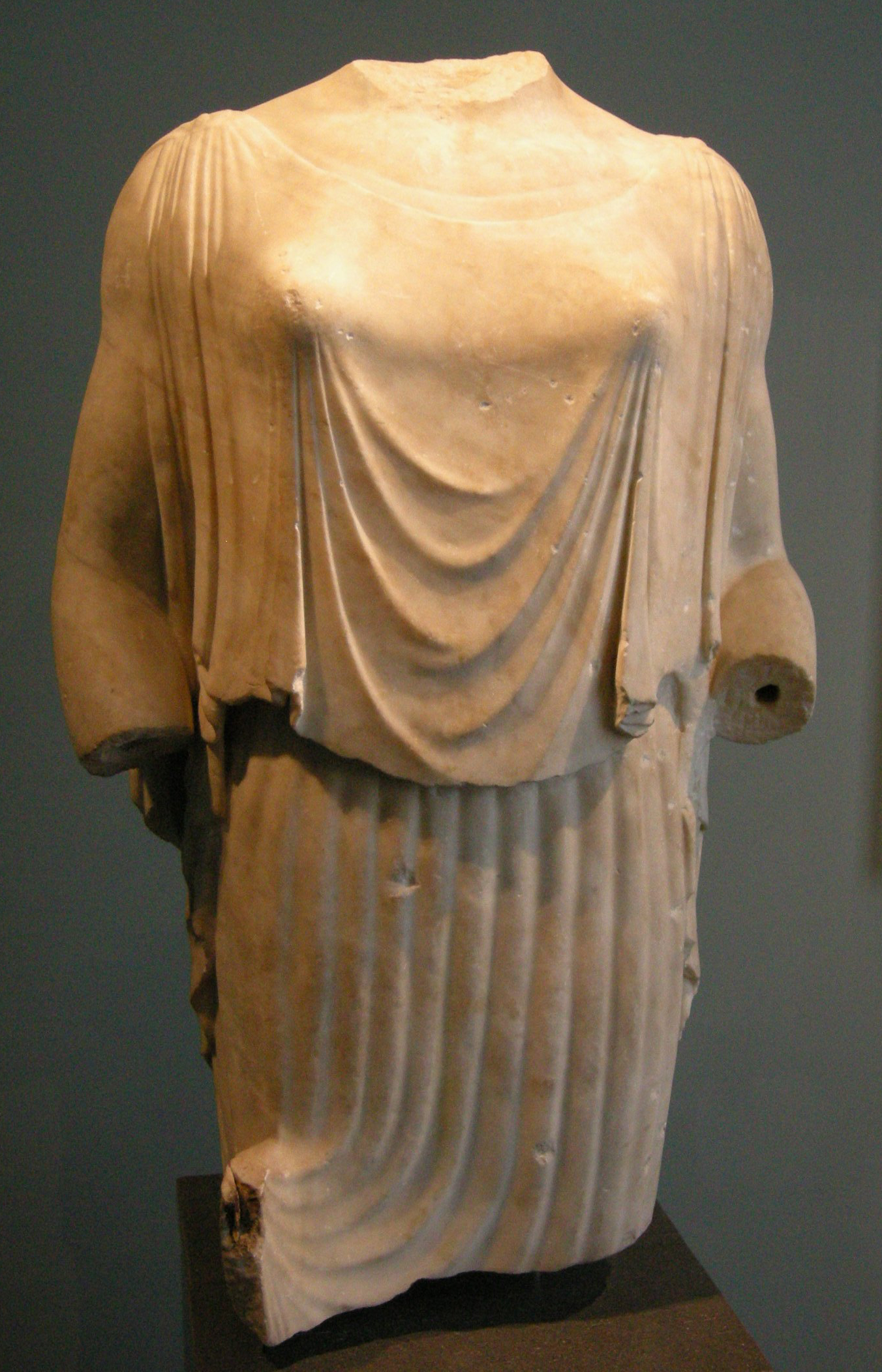
Statua di fanciulla con indosso il peplo (il pesante costume dorico) rinvenuta in piazza Barberini (originale greco del 470 a.C.)

### Sala VII (piano terra)

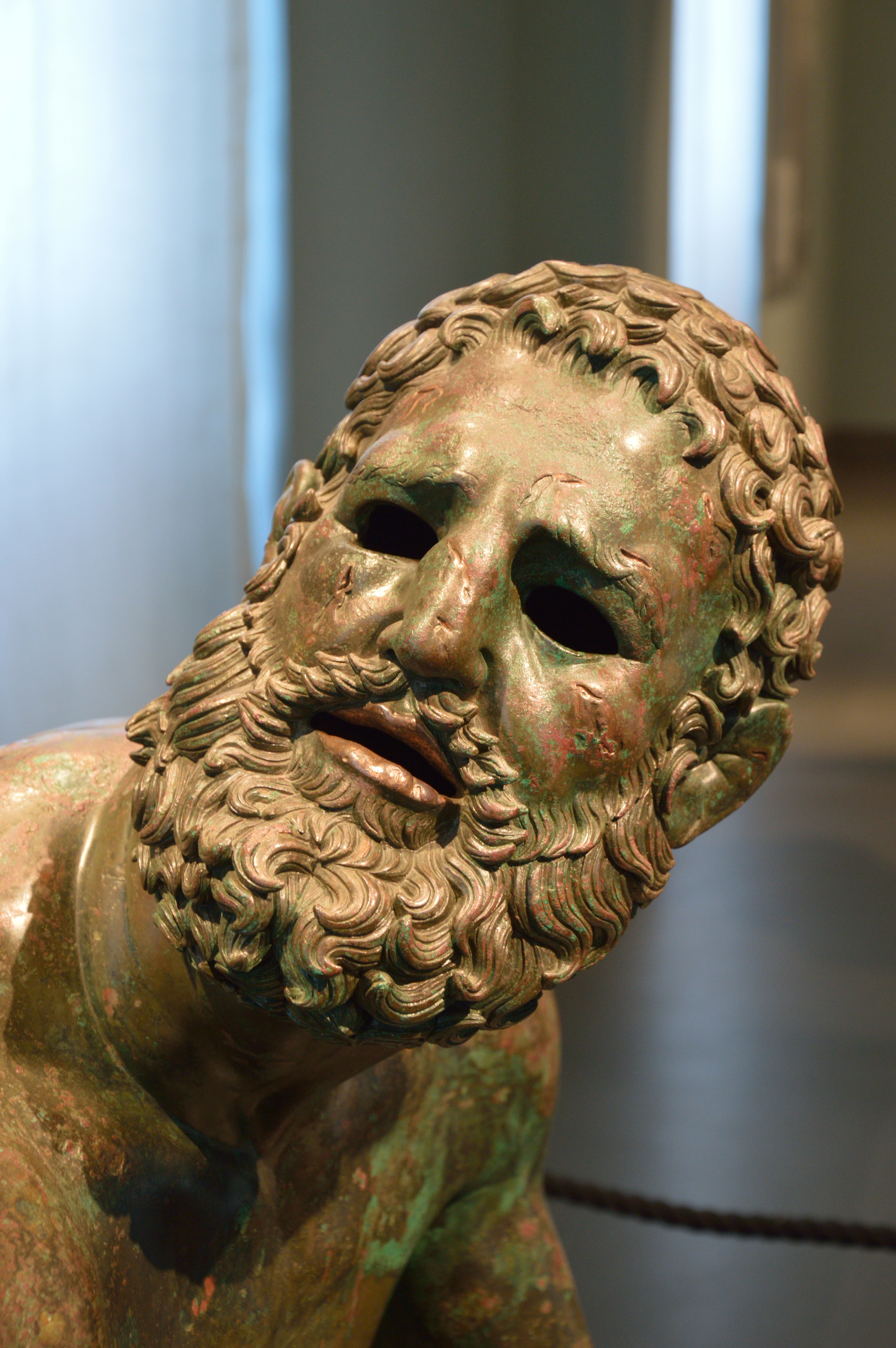
Dettaglio del viso del "Pugile in riposo"

Vi sono esposte le statue in bronzo precedentemente collocate nell'Aula ottagona delle Terme di Diocleziano (il Pugilatore in riposo e il Principe ellenistico).
La statua bronzea del Pugile in riposo è una scultura greca, datata alla seconda metà del IV secolo a.C. e attribuita a Lisippo o alla sua immediata cerchia; rinvenuta a Roma alle pendici del Quirinale nel 1885, è conservata al Museo nazionale romano (inv. 1055).
La statua del principe ellenistico ritrae un giovane uomo, completamente nudo, appoggiato ad una lancia impugnata nella sinistra. La mano destra è appoggiata sul gluteo destro. La statua è stata scoperta sul Quirinale e potrebbe provenire da una residenza privata e non dalle Terme di Costantino. I tratti realistici del volto hanno generato un'apia discussione tra gli studiosi senza giungere però a una soluzione definitiva, oscillando tra un principe pergameno, un membro della nobilitas romana e un generale vittorioso (forse romano) che aveva combattuto sotto la protezione di Ercole (come sembra indicare la posa della scultura stessa).

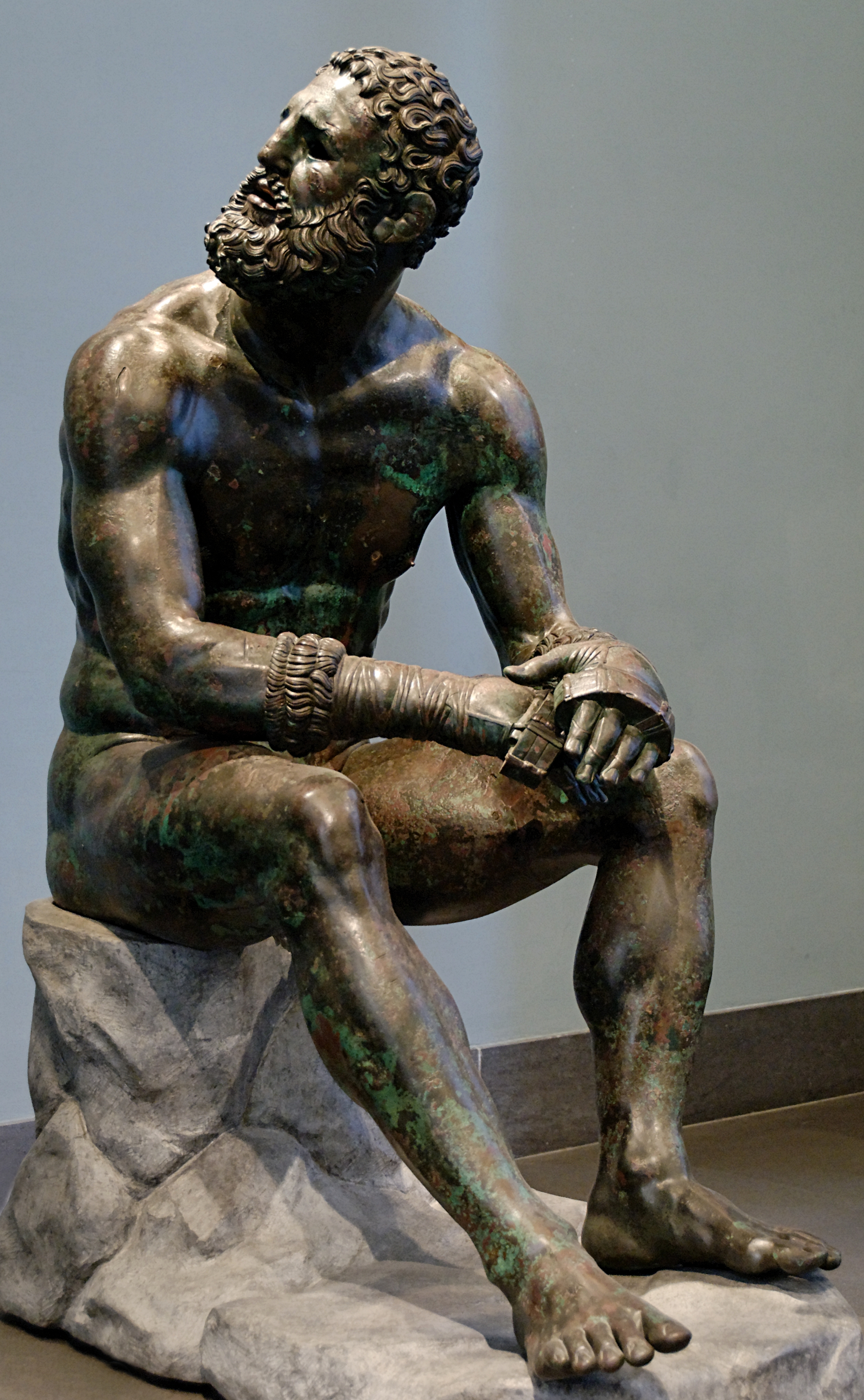
Il pugile in riposo
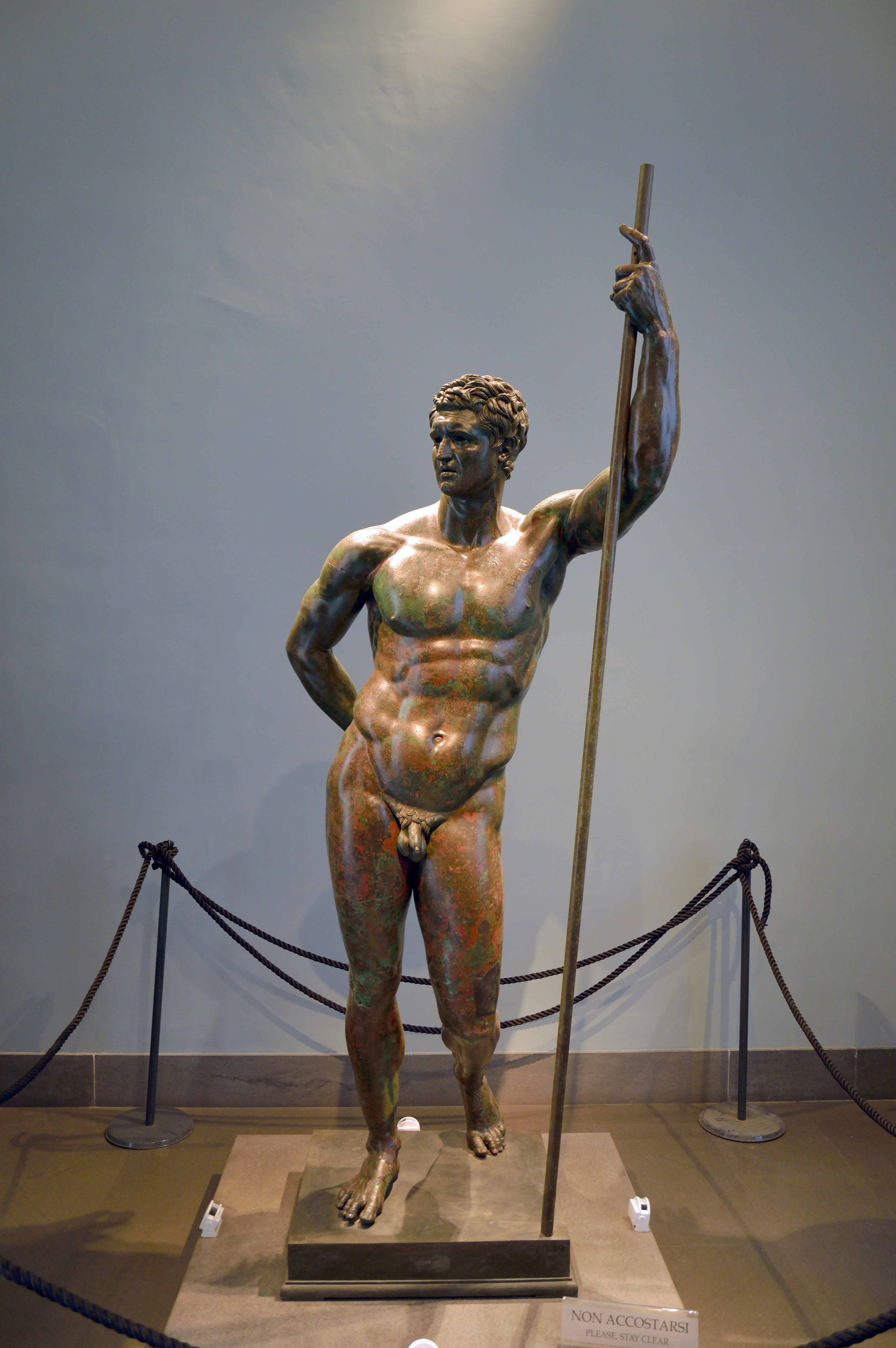
Statua di un principe della dinastia seleucide

### Sala VIII (piano terra)

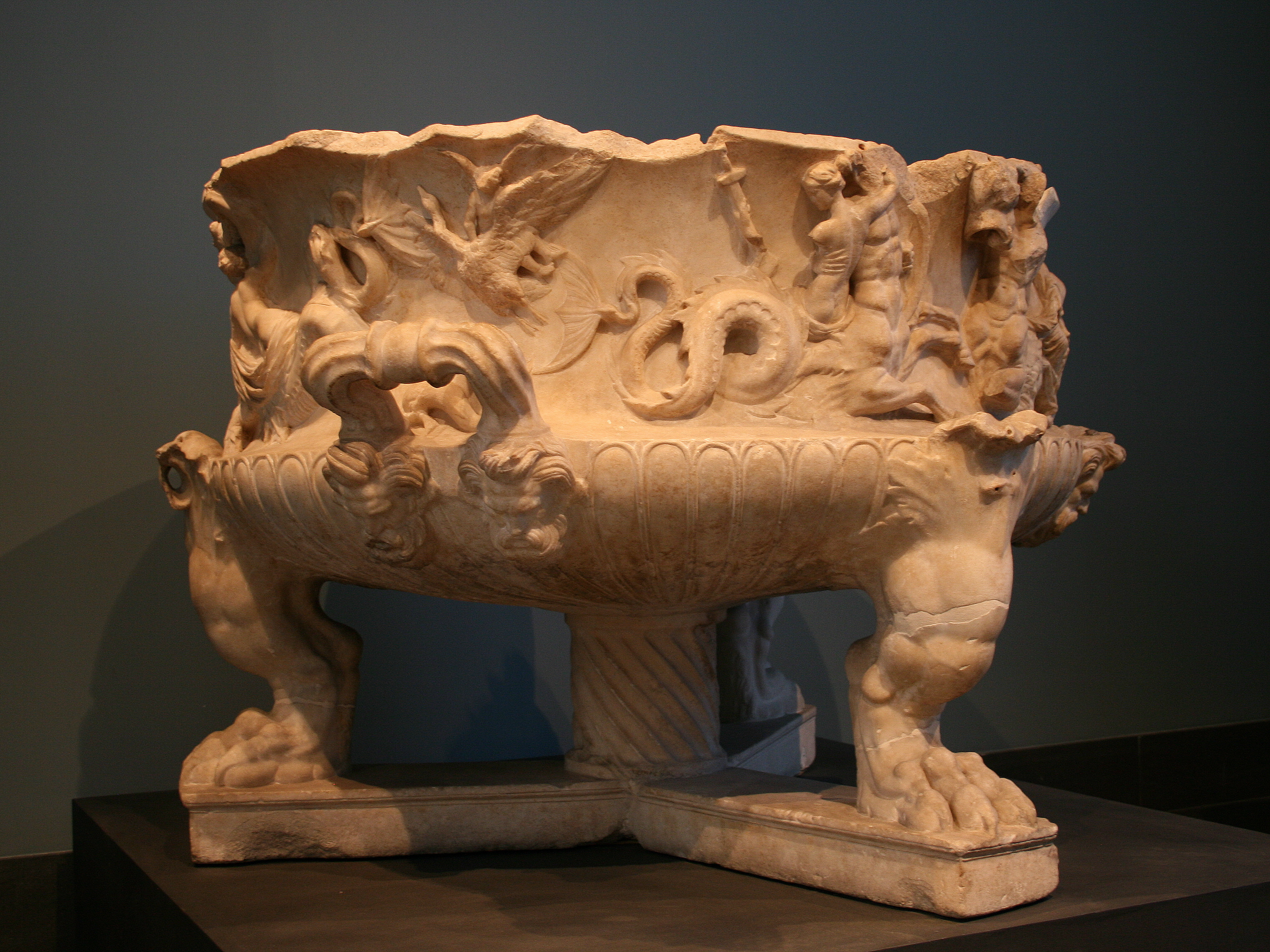
Tazza neoattica appartenente ad una fontana forse degli Horti Agrippinae.

Nella "Sala VIII" sono esposti alcuni capolavori delle botteghe di scultori neo attici (dal II secolo a.C.), pronti a metterli sul mercato per i raffinati collezionisti romani della nobilitas. Esse rappresentano copie o rielaborazioni di modelli classici. Erano utilizzate per arredare le residenze urbane oppure le ville delle più importanti famiglie dell'ordine senatorio o dell'ordine equestre, in modo da poter mettere in risalto la propria cultura di stampo ellenico. Questo fenomeno di assimilazione della cultura ellenistica si manifestò con l'elaborazione di nuove prospettive architettoniche e un nuovo gusto per decorare le abitazioni dei privati cittadini delle gentes più in vista dell'antica Roma. Questo fenomeno era iniziato con la presa di importanti città ellenizzate, come Taranto (272 a.C.) e Siracusa (212 a.C.), diventando sempre più determinante quando gli eserciti romani occuparono il Regno di Macedonia e l'antica Grecia (II secolo a.C.). Non a caso lo storico greco Plutarco scrive nella vita di Marco Claudio Marcello:
(Plutarco, Vita di Marcello, 21.)
Sono raccolte statue di divinità come Atena, l'Afrodite dello scultore Menophantos, la neoattica base con Menadi (I secolo a.C.), oltre ad una Musa di Melpomene (?) che erano collocati normalmente nei giardini (horti).
Altra scultura interessante è una grandiosa tazza in marmo pentelico, sostenuta da zampe ferine. Fu trovato sul lungotevere in Sassia nei pressi dell'Ospedale di Santo Spirito (nella zona degli Horti Agrippinae). Esso doveva aver fatto parte di una grandiosa fontana. La superficie parte esterna della vasca è decorata con un Eros su cigno alato, gruppi di Nereidi e Centauri marini che trasportano le armi di Achille. Le figure sono di stampo tardo ellenistico e quindi databile ai primi decenni del I secolo a.C.

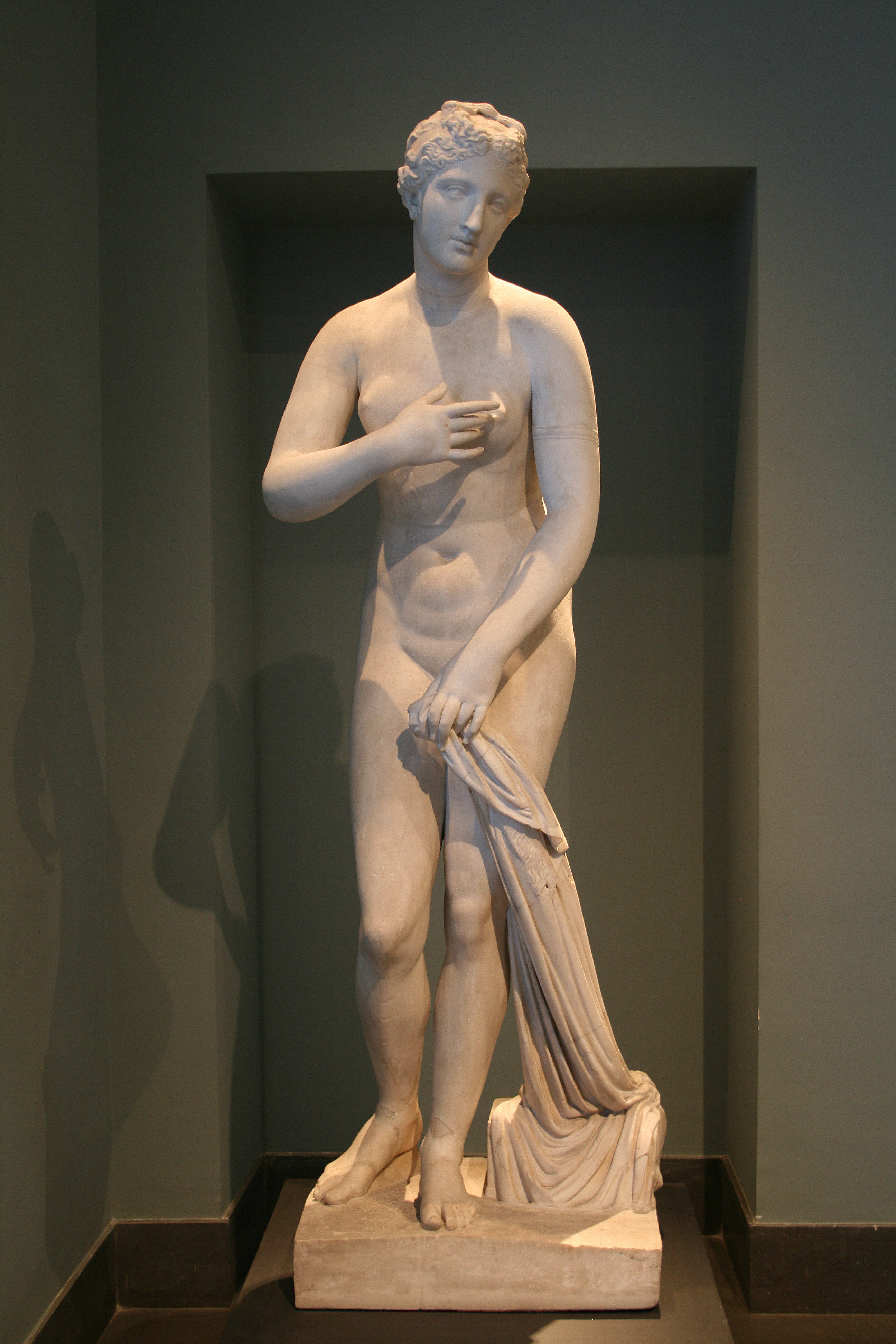
Afrodite di Menofanto
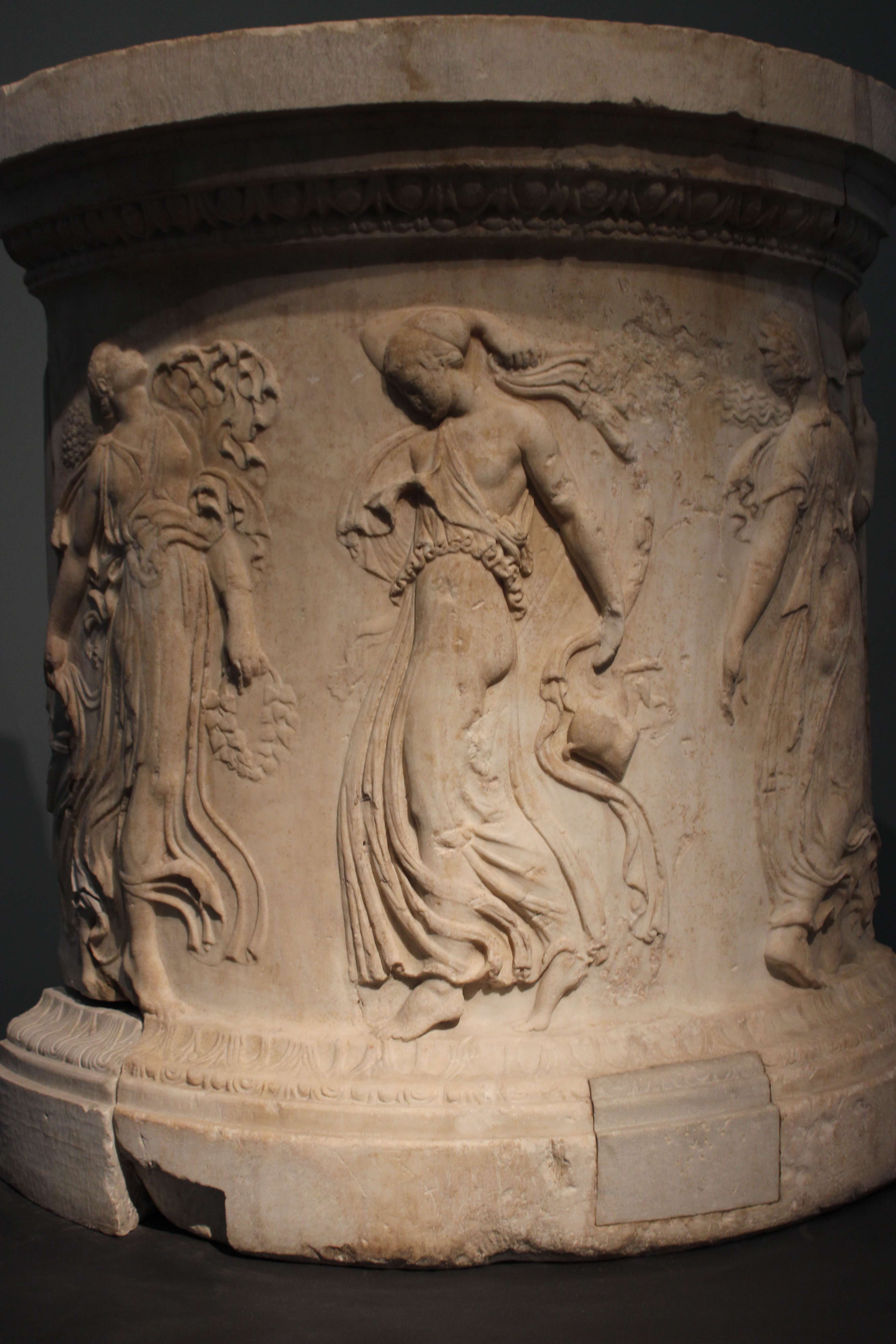
Base con menadi danzanti (marmo pario; collezione Sciarra; inv. 2.001.482)
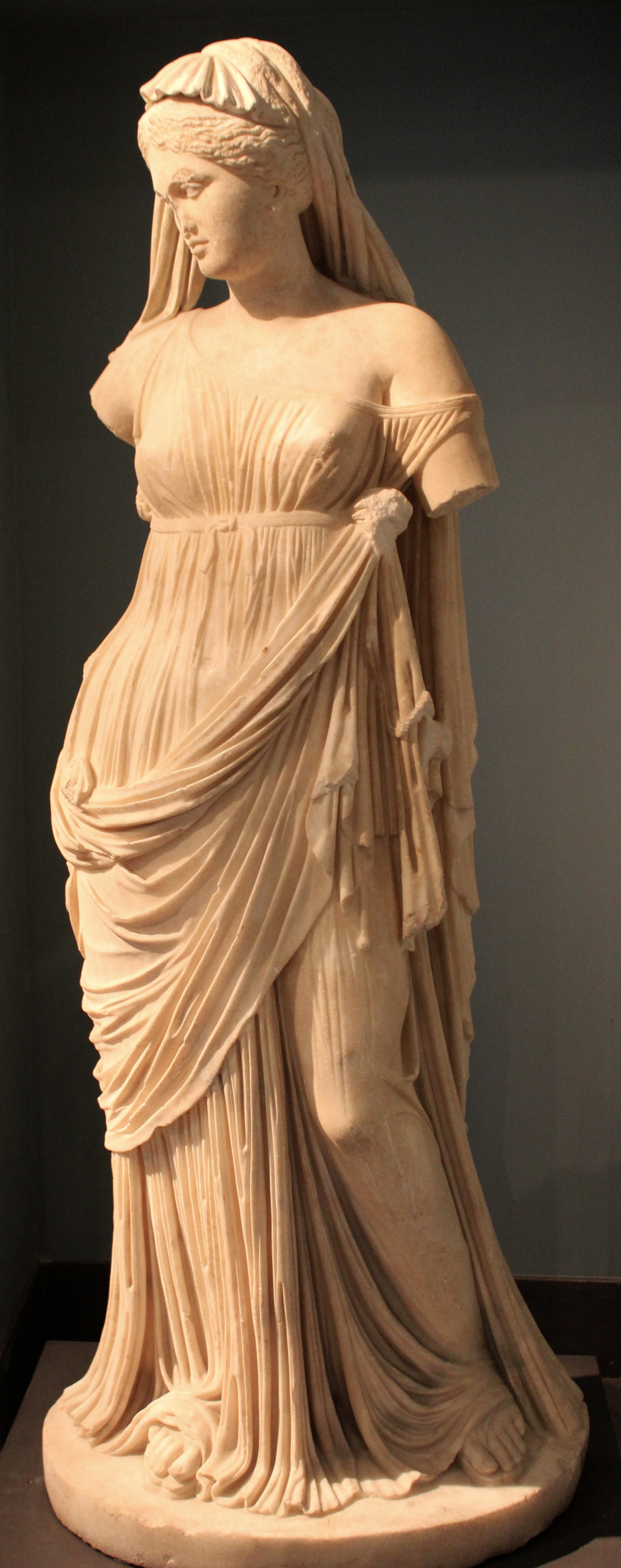
Musa di Melpomene
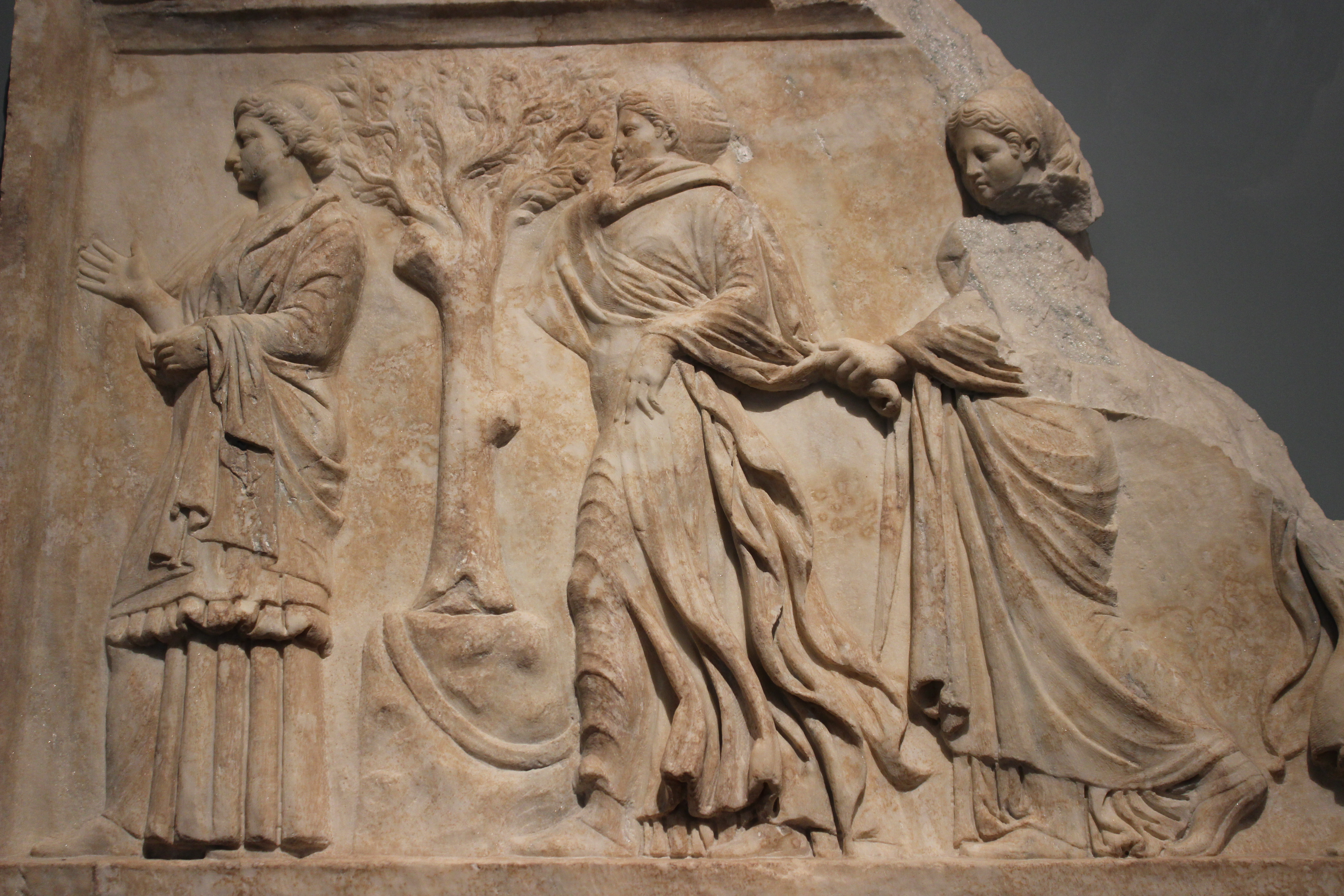
Ninfe (inv. 126.374; Piazza Barberini; I secolo d.C.)
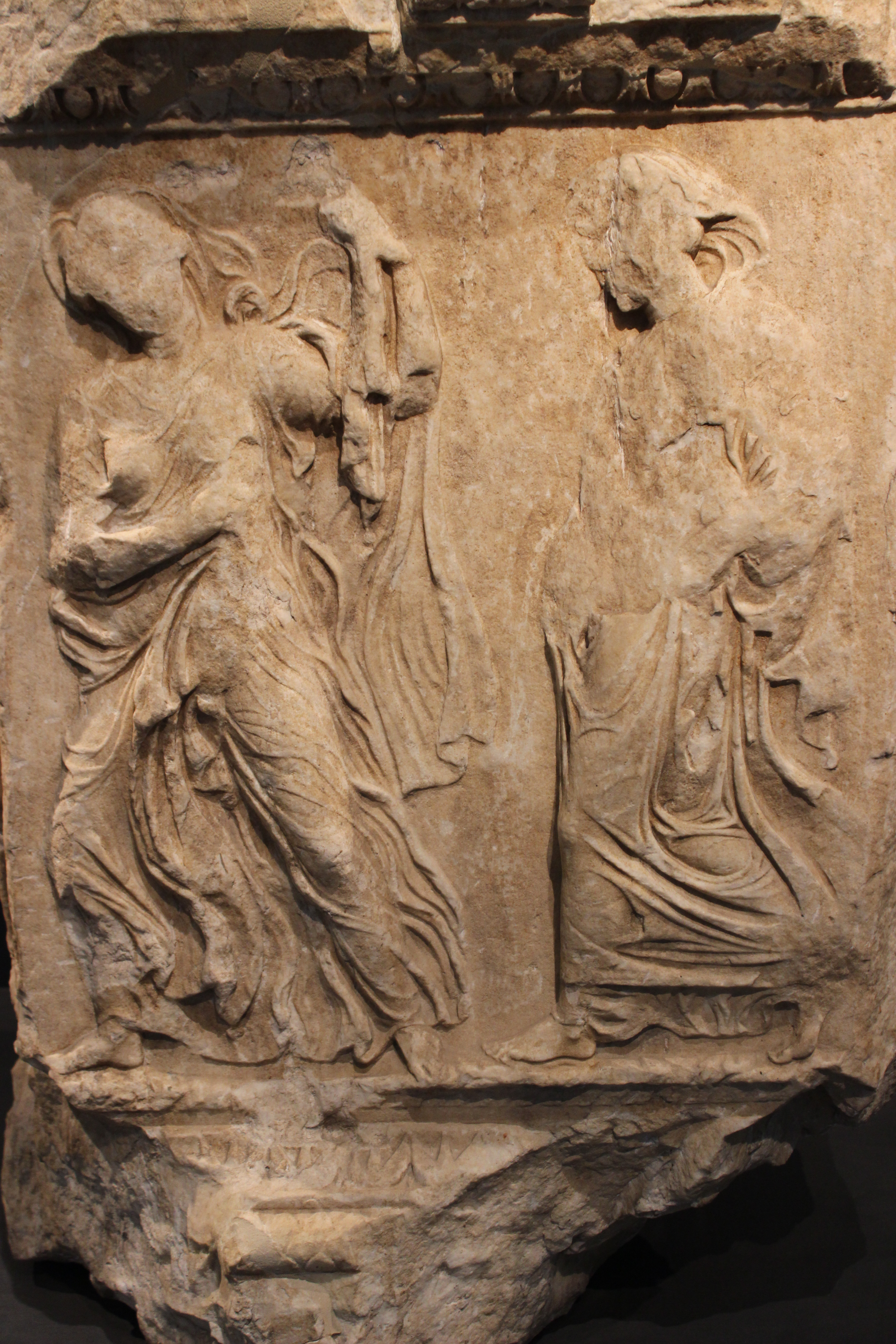
Altare con Aglauridi e Muse da Mentana (fine del I secolo a.C.)
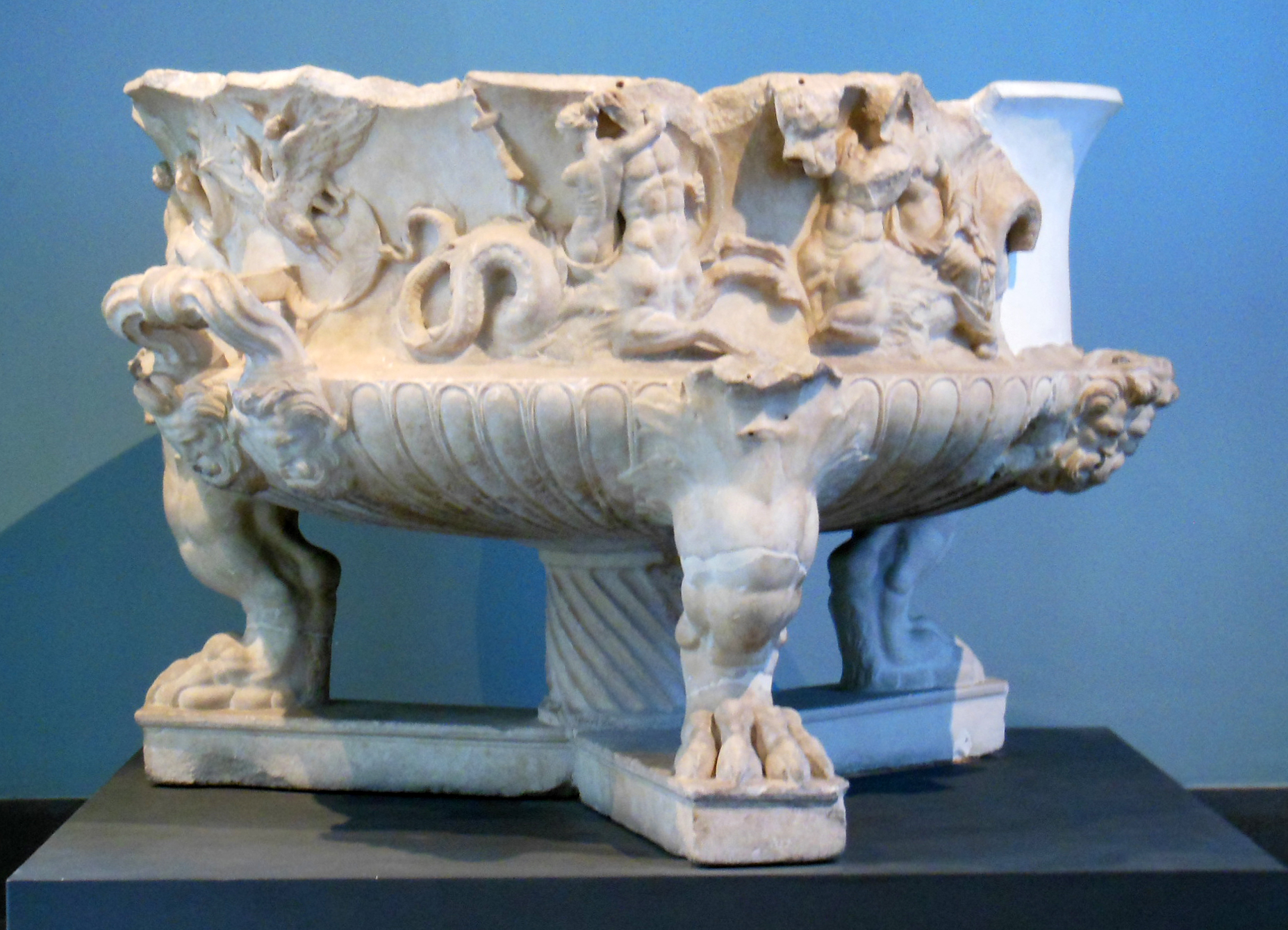
Differente angolazione della tazza neoattica

## Piano primo
Al primo piano si giunge da un ampio scalone dove sono esposte in alcune nicchie le statue (copie o rielaborazioni da originali greci) delle più importanti divinità della religione romano-greca di provenienza dalle ville laziali: Giove, Apollo, Dioniso e Atena.

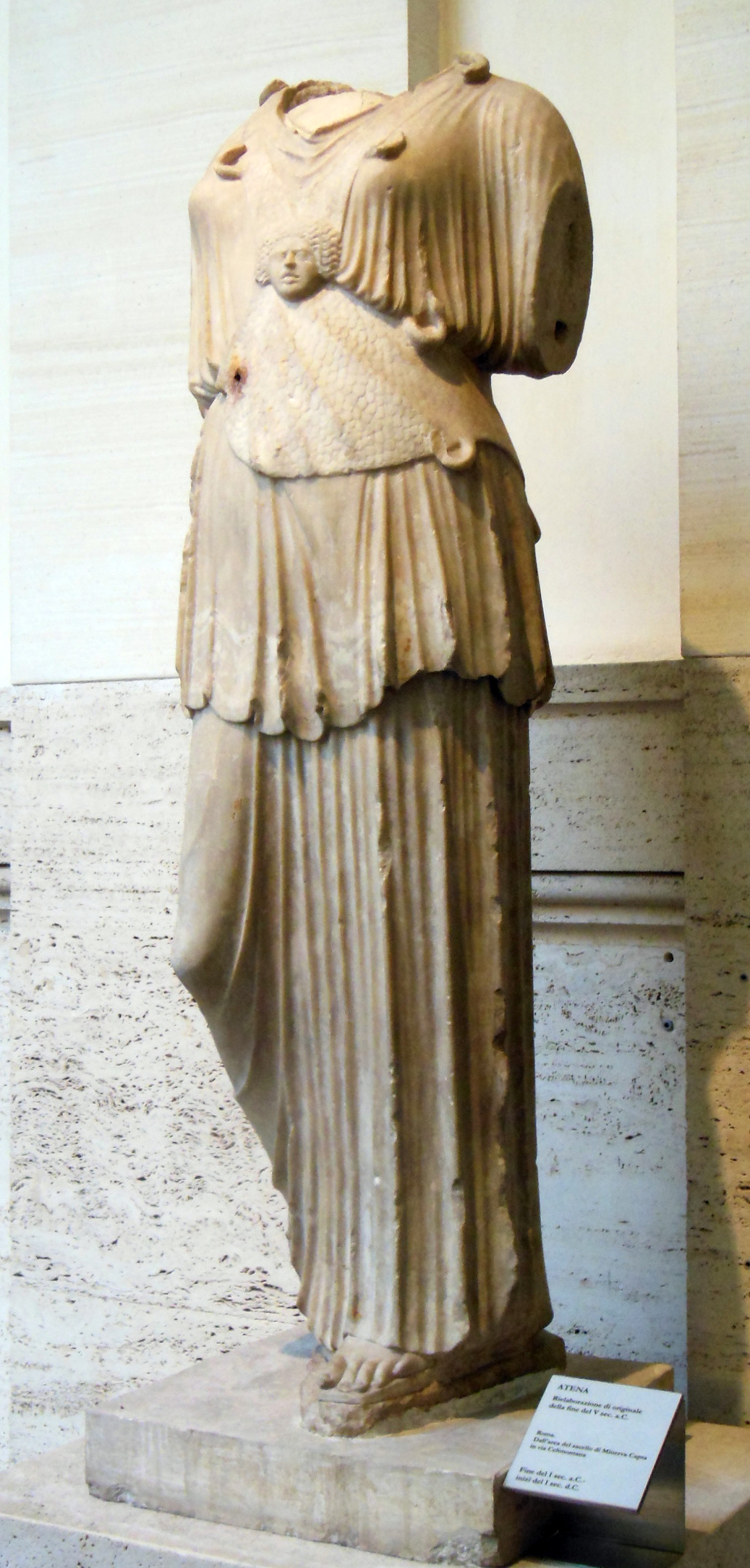
Atena Celimontana lungo lo scalone d'ingresso ai piani superiori e interrato.
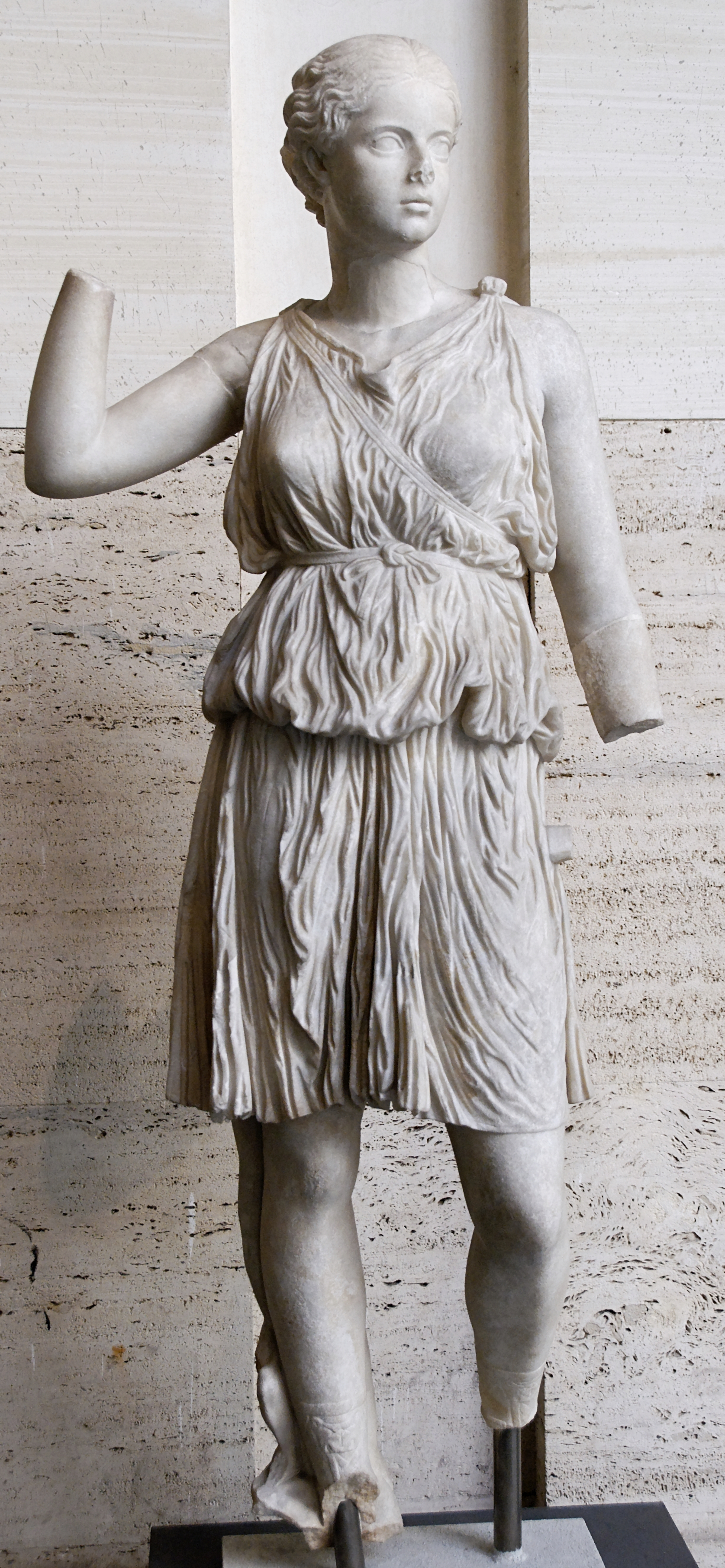
Una giovane Artemide

Qui sono esposti i capolavori della statuaria romana, dall'età dei Flavi alla tarda antichità, oltre a numerosi sarcofagi, pagani e cristiani, tra cui ricordiamo il sarcofago di Portonaccio. In un grande salone è riproposto l'antico "salone dei capolavori" del "Museo delle Terme", in cui sono esposte alcune importanti opere sulla scultura "ideale", utilizzata come prezioso arredo di ville dell'aristocrazia romana, come l'Afrodite accovacciata, due copie del Discobolo e alcuni originali greci (tra cui la Fanciulla di Anzio).
| Planimetria del piano primo del Museo nazionale romano di palazzo Massimo                                                                        |
| --- |
| Sala I Sala II Sala III Sala IV G a ll e ri a I Sala V Sala VI Sala VII Sala VIII Sala IX Sala X Galleria II Sala XI Sala XII Sala XIII Sala XIV |

### Galleria I (piano primo)
Nella "Galleria I" troviamo numerosi ritratti provenienti da Villa Adriana, la residenza imperiale voluta e costruita da Adriano a Tivoli. Qui sono esposti alcuni dei ritratti dei suoi successori: da Marco Aurelio, rinvenuto nella piazza d'Oro, a Bruzia Crispina, moglie di Commodo, fino ad un Caracalla in età matura (212-217 d.C.), la cui immagine si discosta da quella della dinastia degli Antonini, avendo una barba corta, il volto imbronciato e una leggera torsione del volto verso sinistra a ricordare il ritratto di Alessandro Magno.

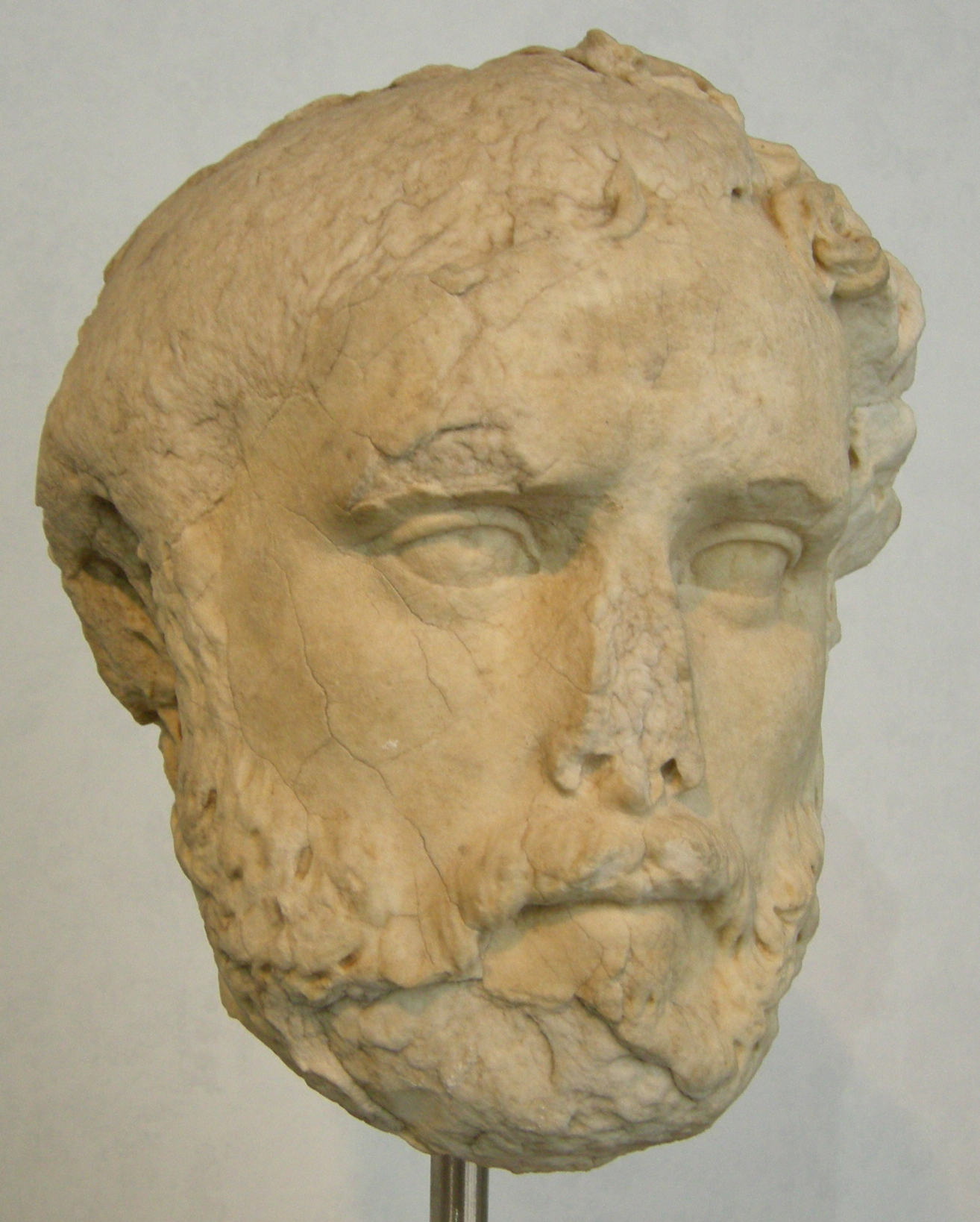
Ritratto di Antonino Pio da Villa Adriana
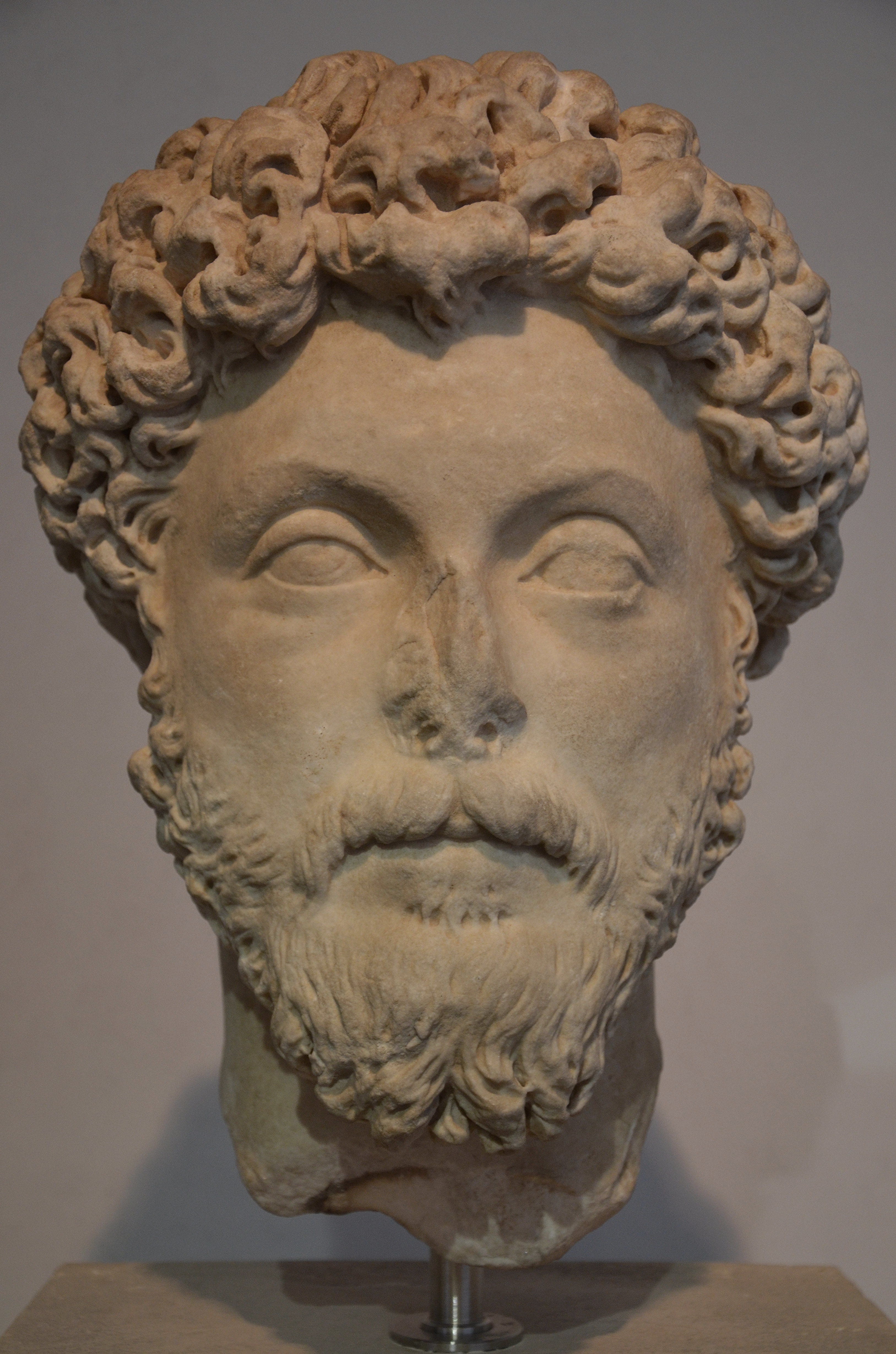
Ritratto di Marco Aurelio da Villa Adriana
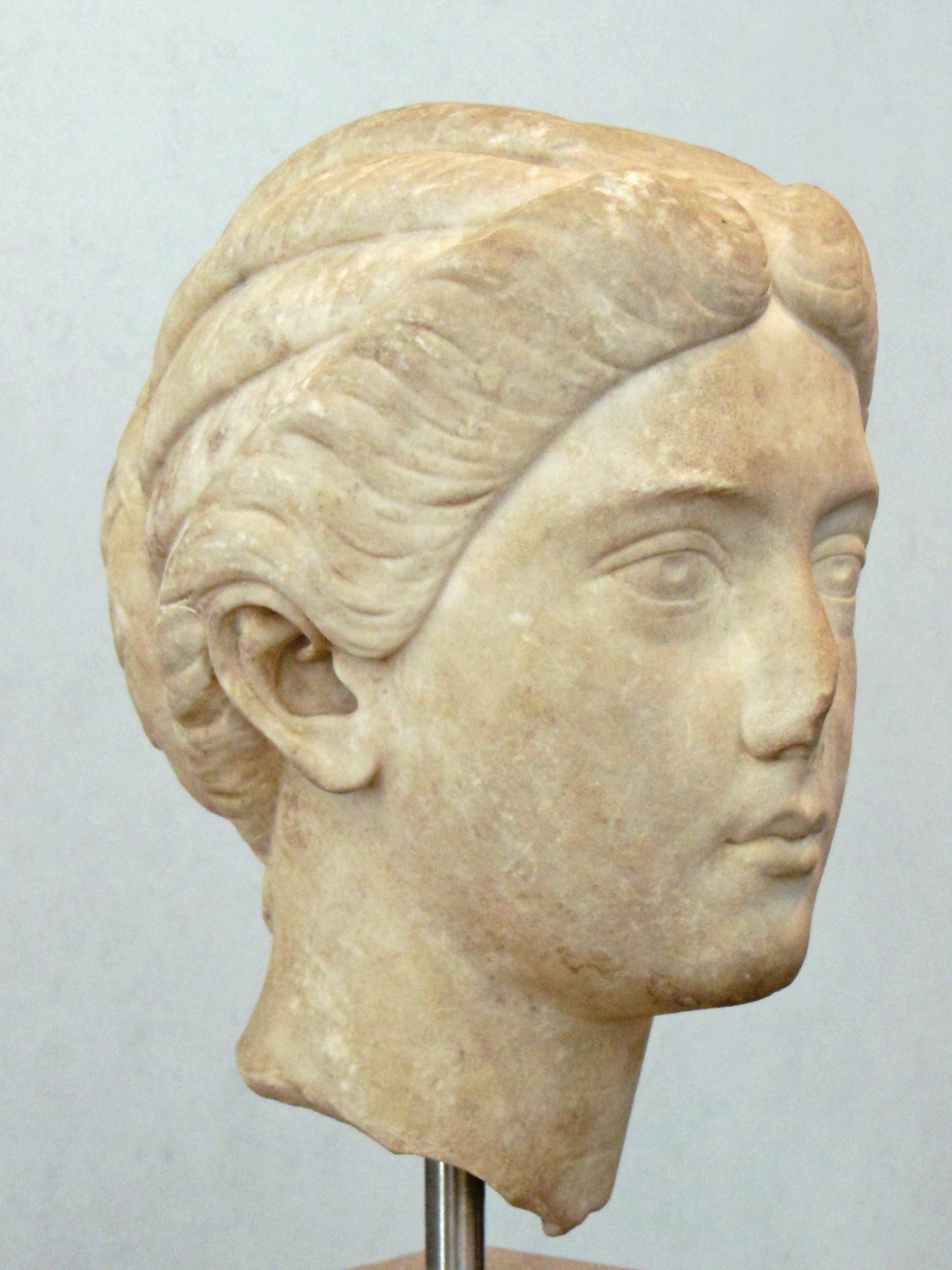
Ritratto di Bruzia Crispina da Villa Adriana
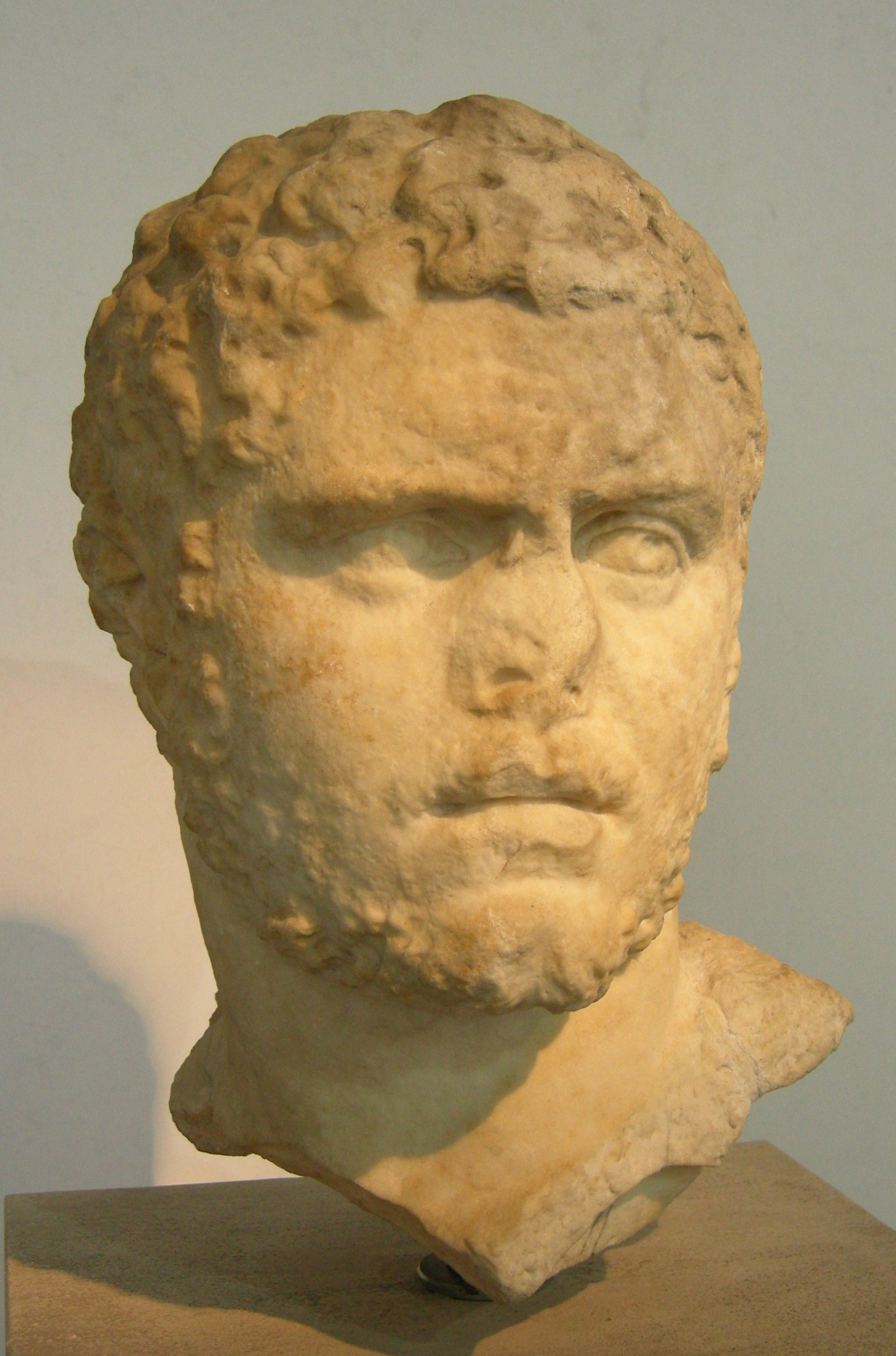
Busto di Caracalla da Villa Adriana

### Sala I (piano primo)
Secondo un fenomeno che già si è potuto vedere al piano terreno riguardo alla dinastia giulio-claudia, il potere centrale utilizzò sempre più spesso il mezzo dell'iconografia per fini propagandistici e pubblicistici.
Nella "Sala I" sono contenute opere dedicata all'immagine degli imperatori flavi (69-96 d.C.), Vespasiano, Tito e Domiziano e di Nerva (96-98), che diede inizio agli imperatori adottivi (96-192). Tra questi ritratti, uno dei più importanti è sicuramente quello di Vespasiano, trovato nel Tevere (inv. 53), che appartiene alla corrente realista, tanto cara nel periodo tardo repubblicano, dove l'imperatore è rappresentato vecchio e rugoso, al contrario di quanto era accaduto dopo il classicismo dell'età giulio-claudia. Il significato di questo cambiamento nel gusto di questo regnante viene spiegato come il ritorno agli antichi valori del mos maiorum di epoca repubblicana. Al contrario con il figlio, Domiziano abbiamo un ritorno al filo-ellenismo.
Una delle opere statuarie di maggior pregio contenute in questa sala è rappresentata da quella di Giulia, figlia di Tito.

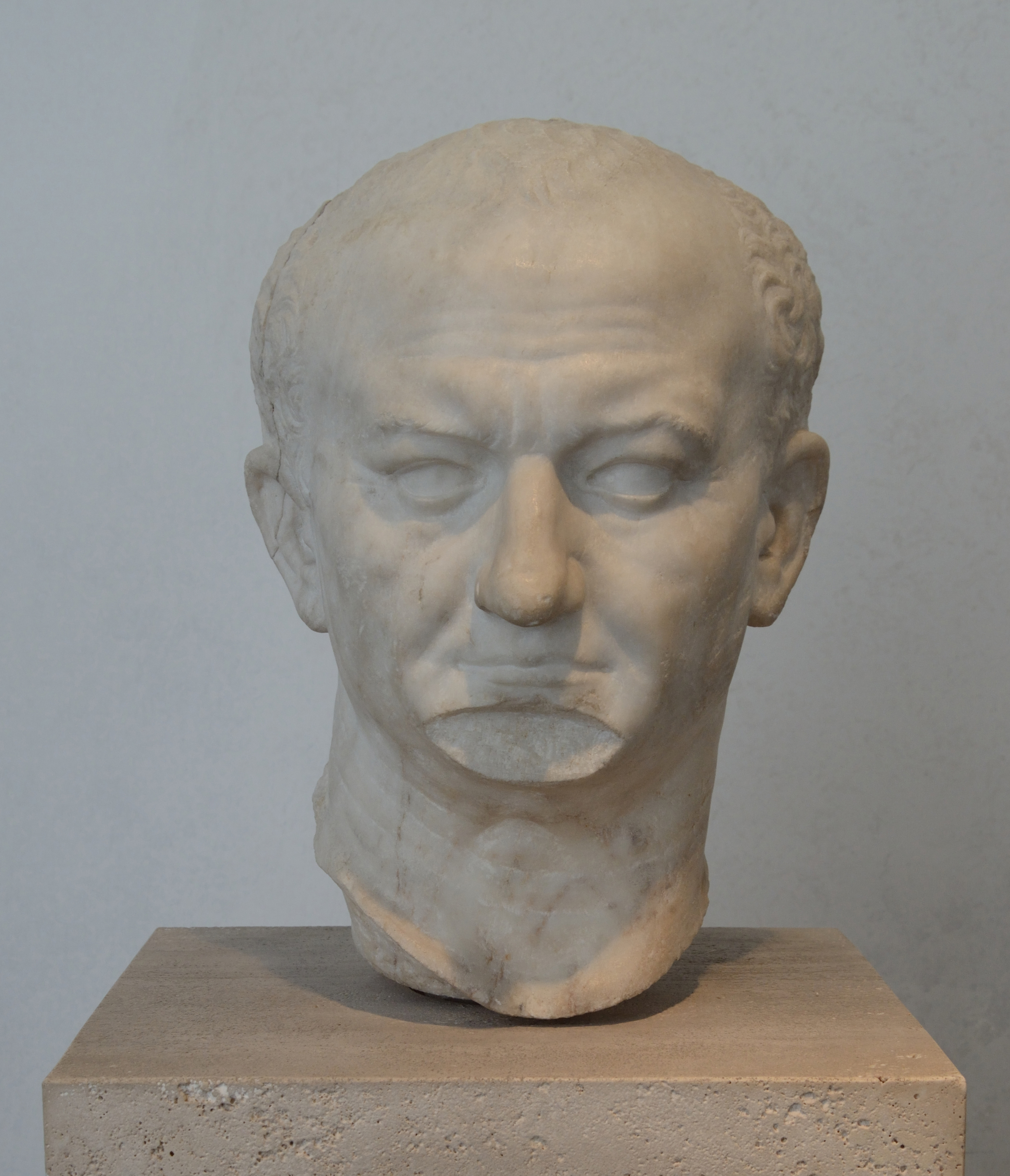
Testa di Vespasiano da Ostia
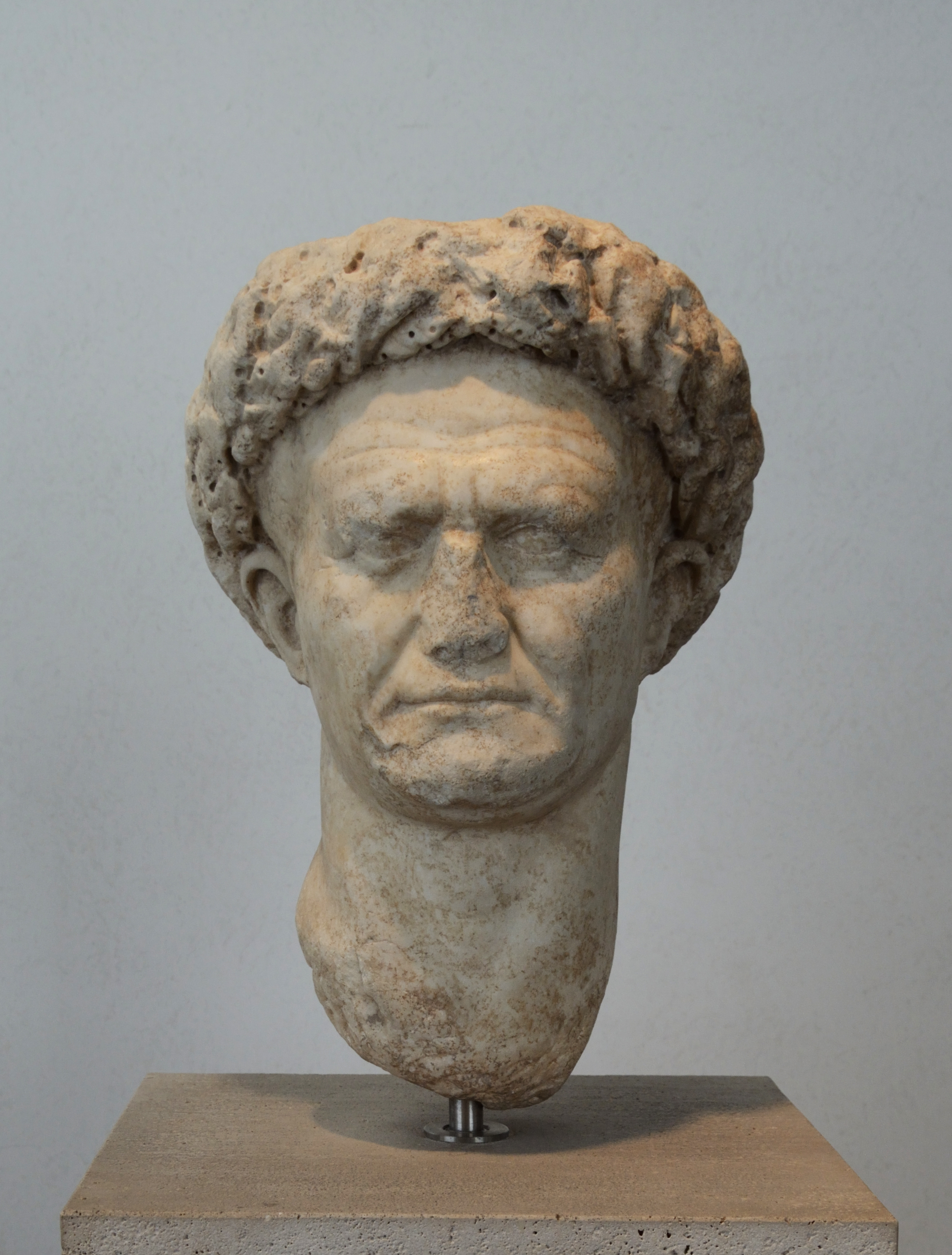
Testa di Vespasiano con corona civica da Minturnae
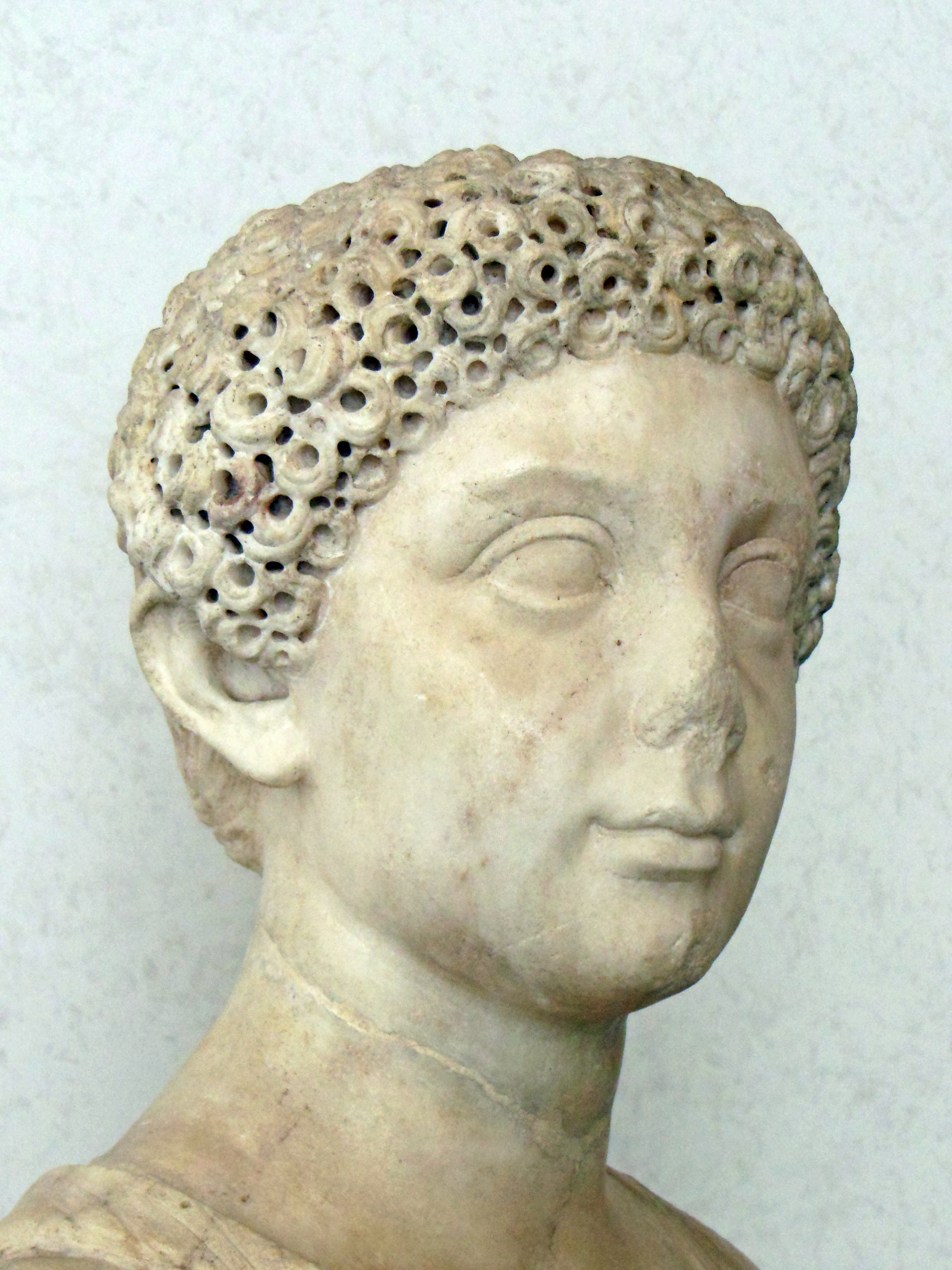
Busto di Giulia, figlia di Tito (rinvenuta sull'isola Tiberina, presso l'Ospedale Fatebenefratelli; inv. 121.215)
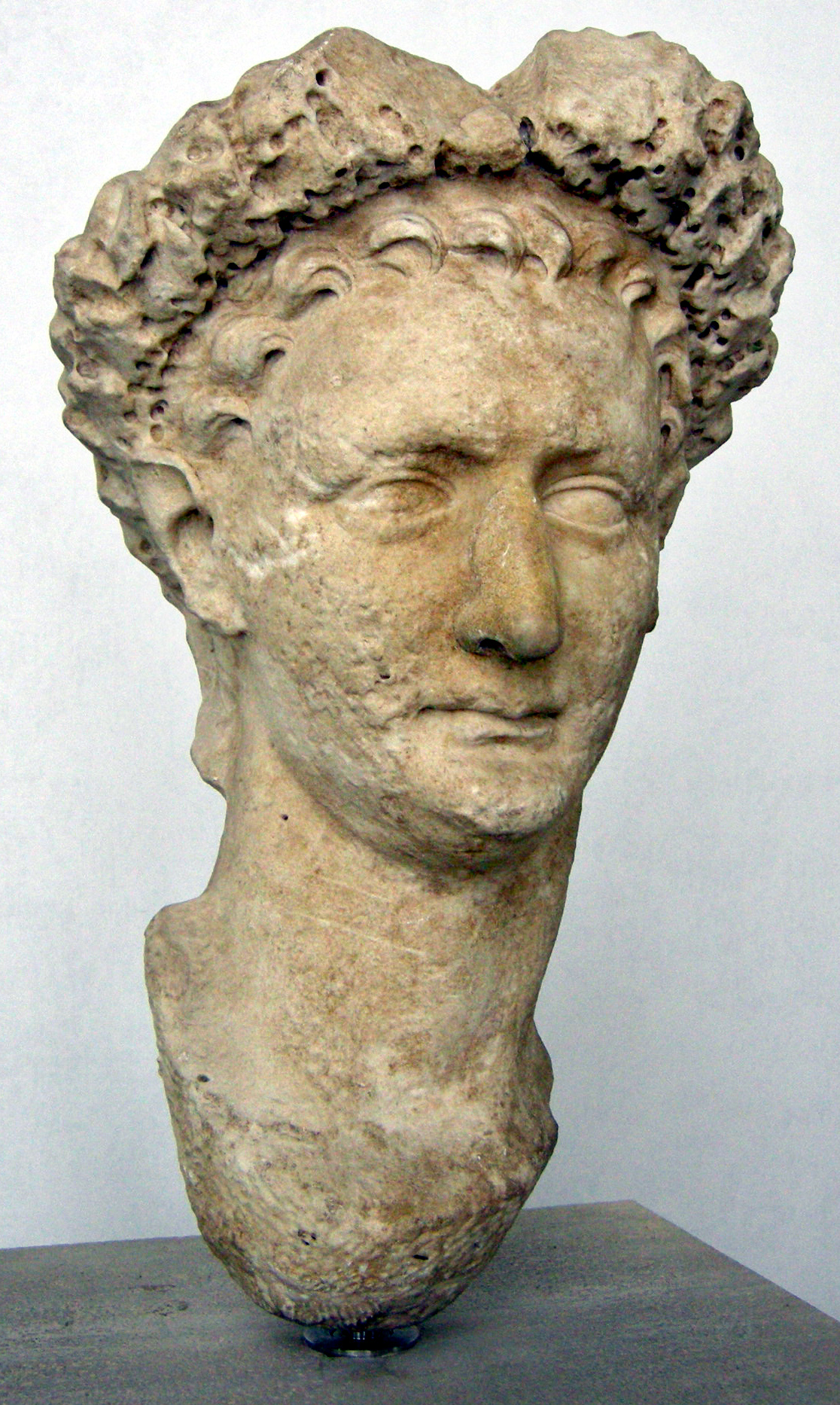
Busto di Domiziano in stile filo-ellenico, rinvenuto a Latina (inv. 115.191)
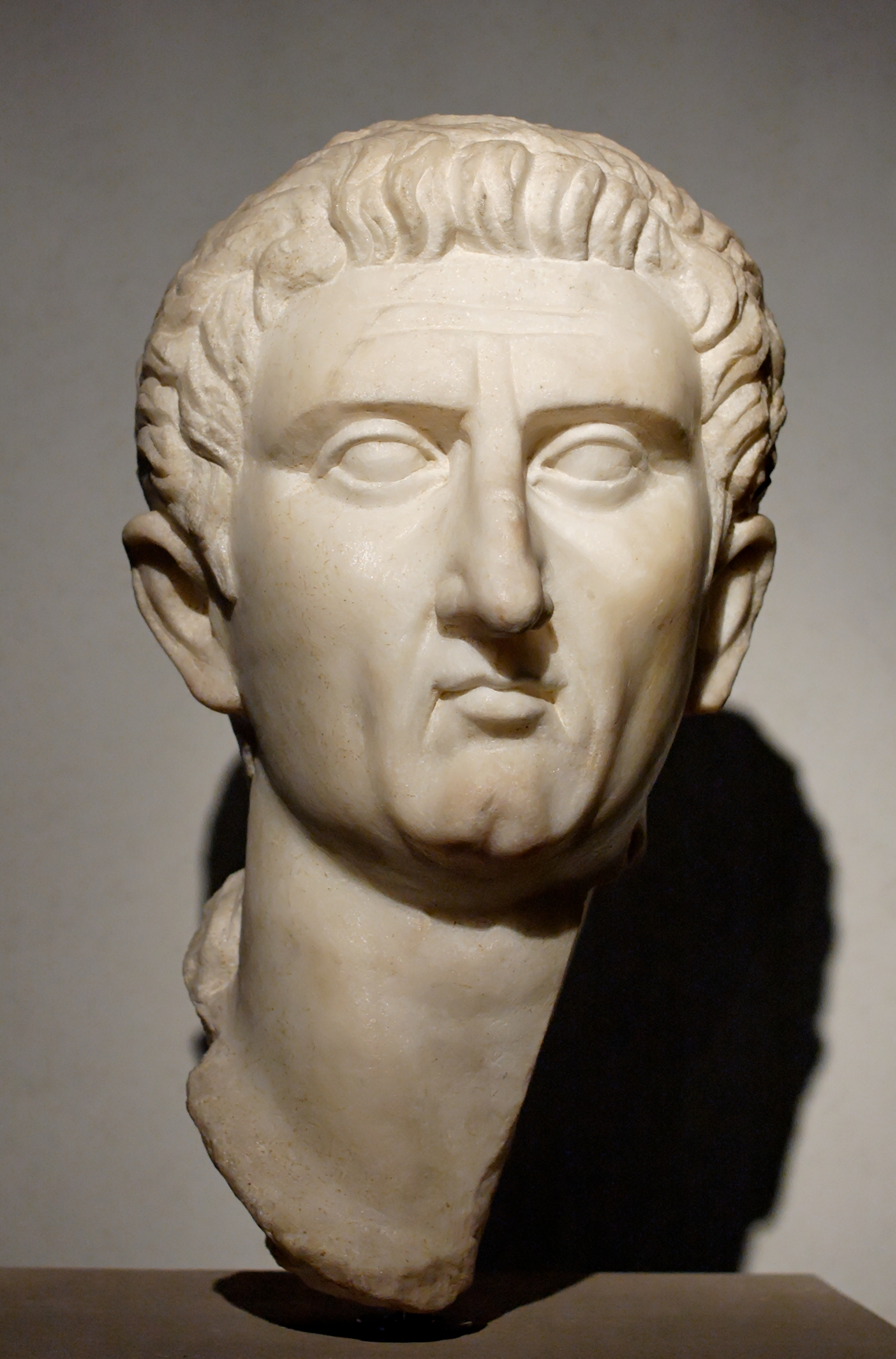
Busto dell’imperatore Nerva da Tivoli (inf. 106.538)
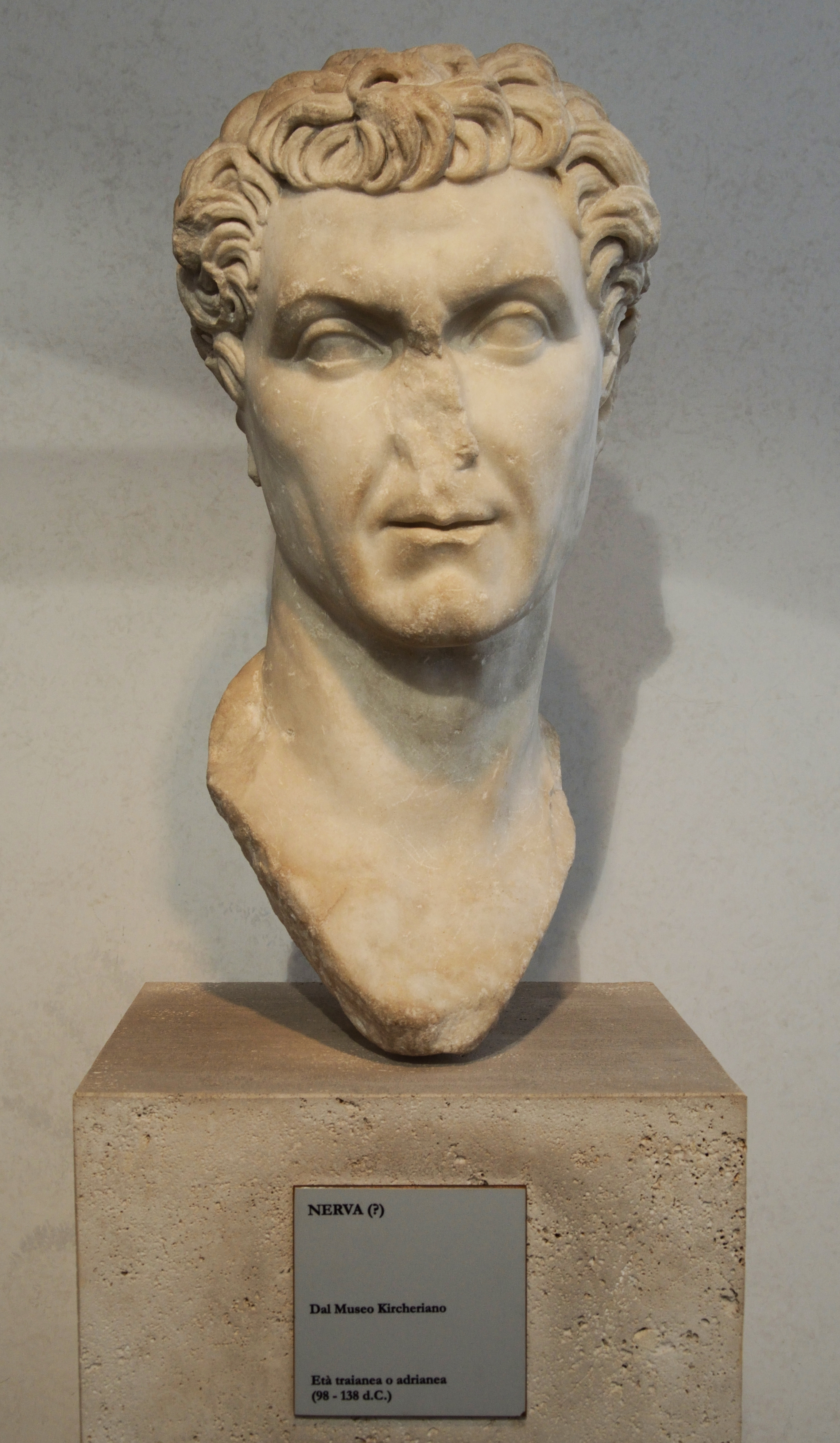
Busto di Nerva (?) da Tivoli

### Sala II (piano primo)

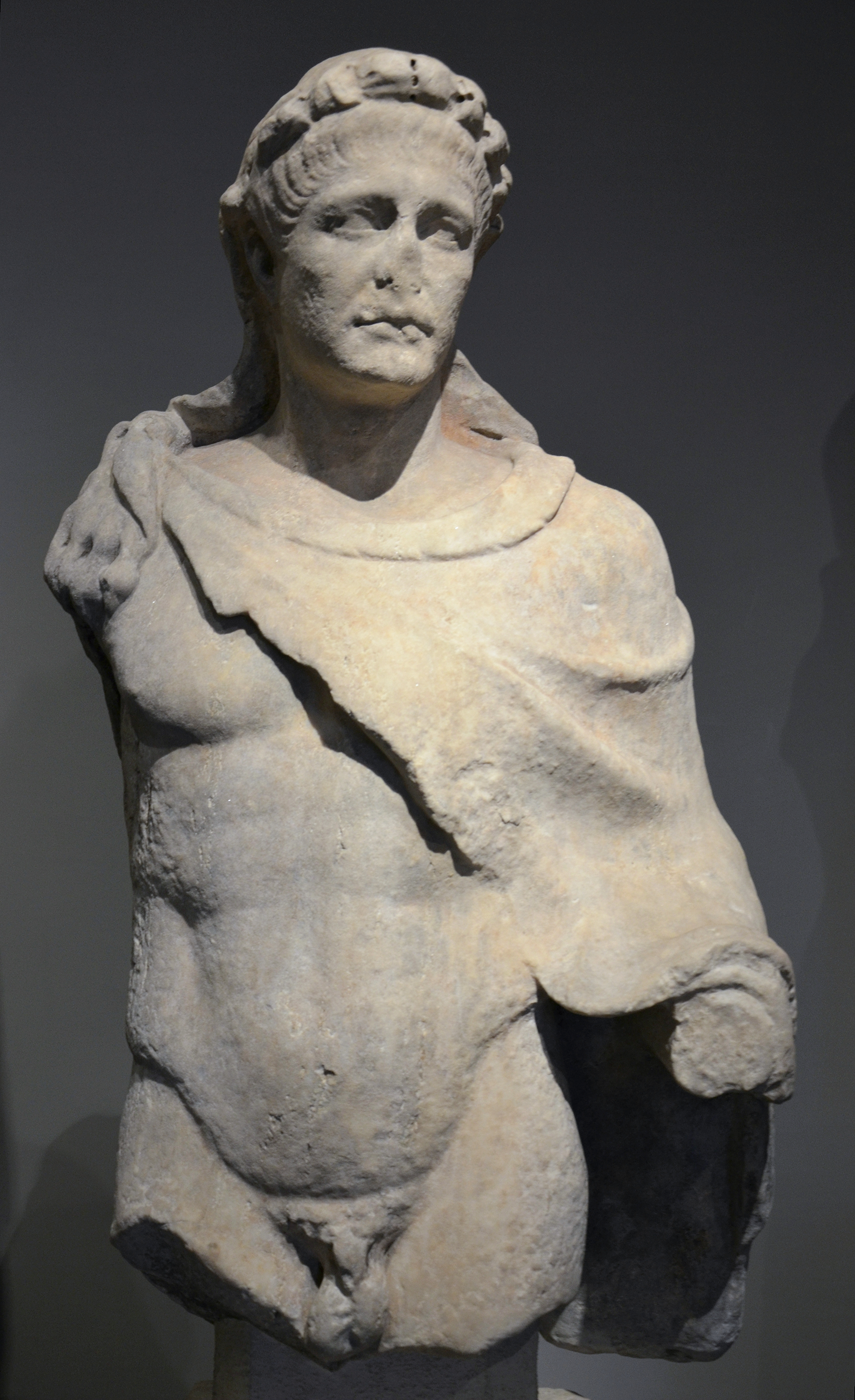
Traiano rappresentato come Ercole (statua databile tra il 108 e il 113; inv. 124.481)

Si entra quindi nella "Sala II", passando tra statue loricate, dove troviamo rappresentazioni dei due principes Traiano (98-117) e Adriano (117-138). Del primo imperatore troviamo un ritratto in cui lo stesso è rappresentato come Ercole e indossa la pelle di leone (e probabilmente portava anche una clava). La corona di rami di pino rappresenta però un'altra divinità, Silvano, legata al mondo delle foreste (forse della Dacia).
Troviamo quindi una serie di ritratti dedicati a Plotina, moglie di Traiano, ad Adriano (con i caratteristici corti riccioli e barba), di sua moglie Vibia Aurelia Sabina, oltre al favorito di quest'ultimo imperatore, Antinoo, rappresentato forse come un sacerdote della Magna Mater.
Sempre in questa sala è possibile ammirare un rilievo da Lanuvio che rappresenta sempre Antinoo con le sembianze di Silvano, mentre taglia con un falcetto alcuni grappoli d'uva.

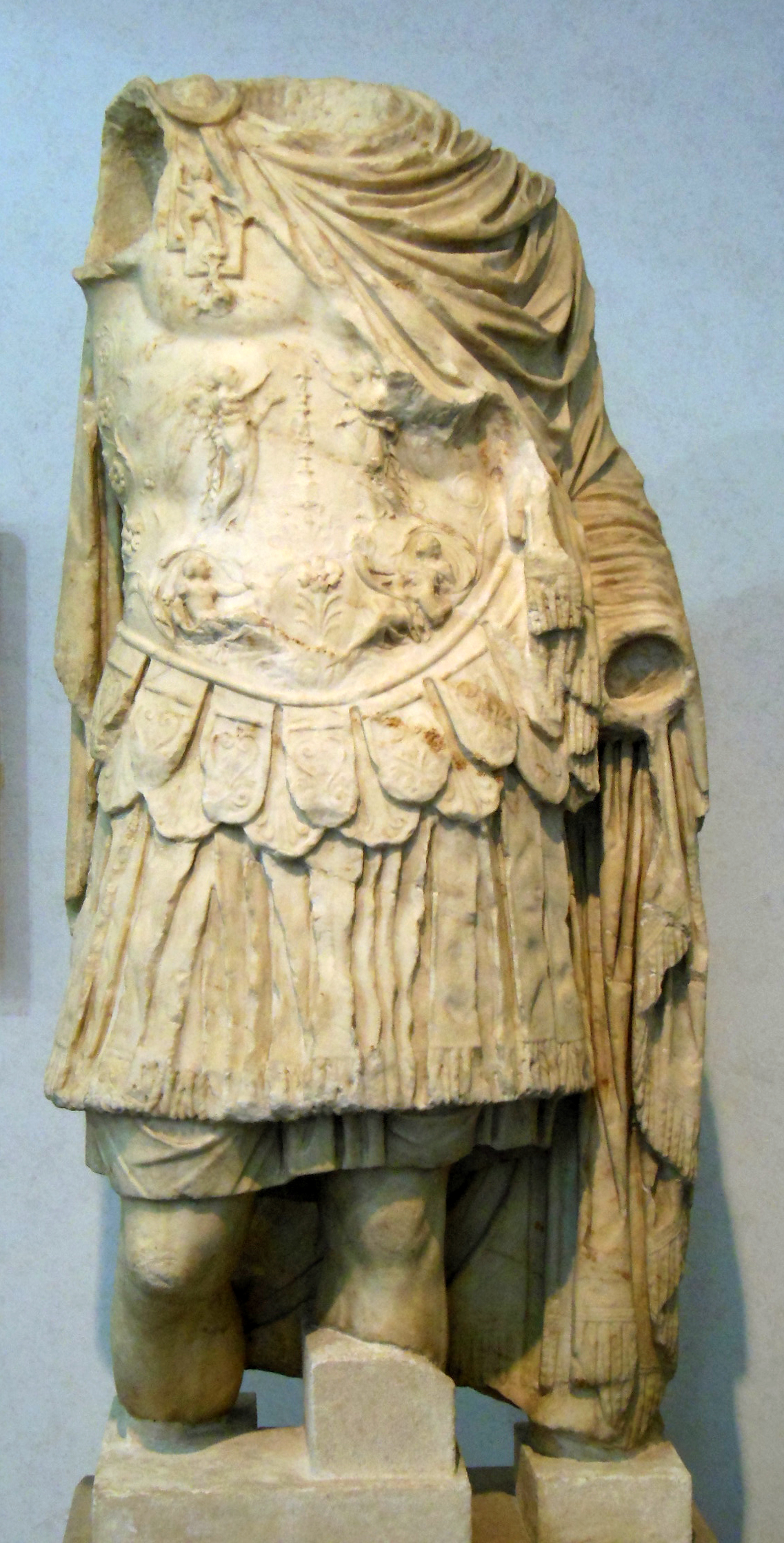
Loricato porto tra la "sala I" e la "sala II"
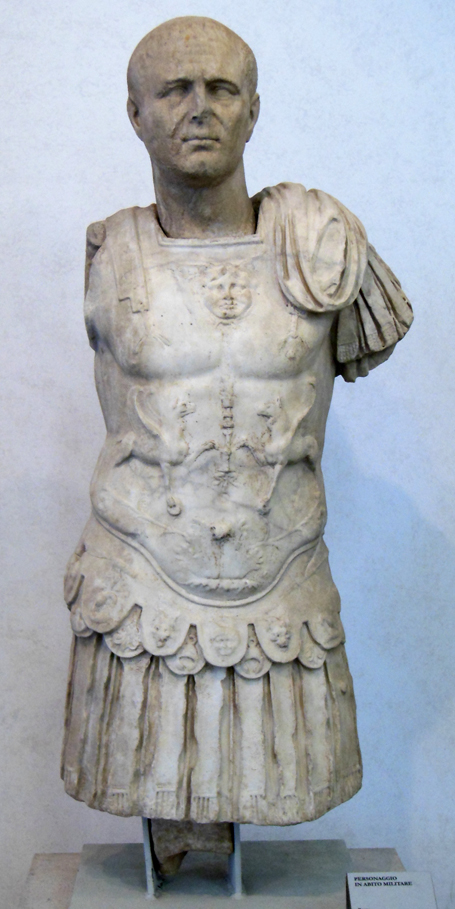
Secondo loricato di epoca traianea
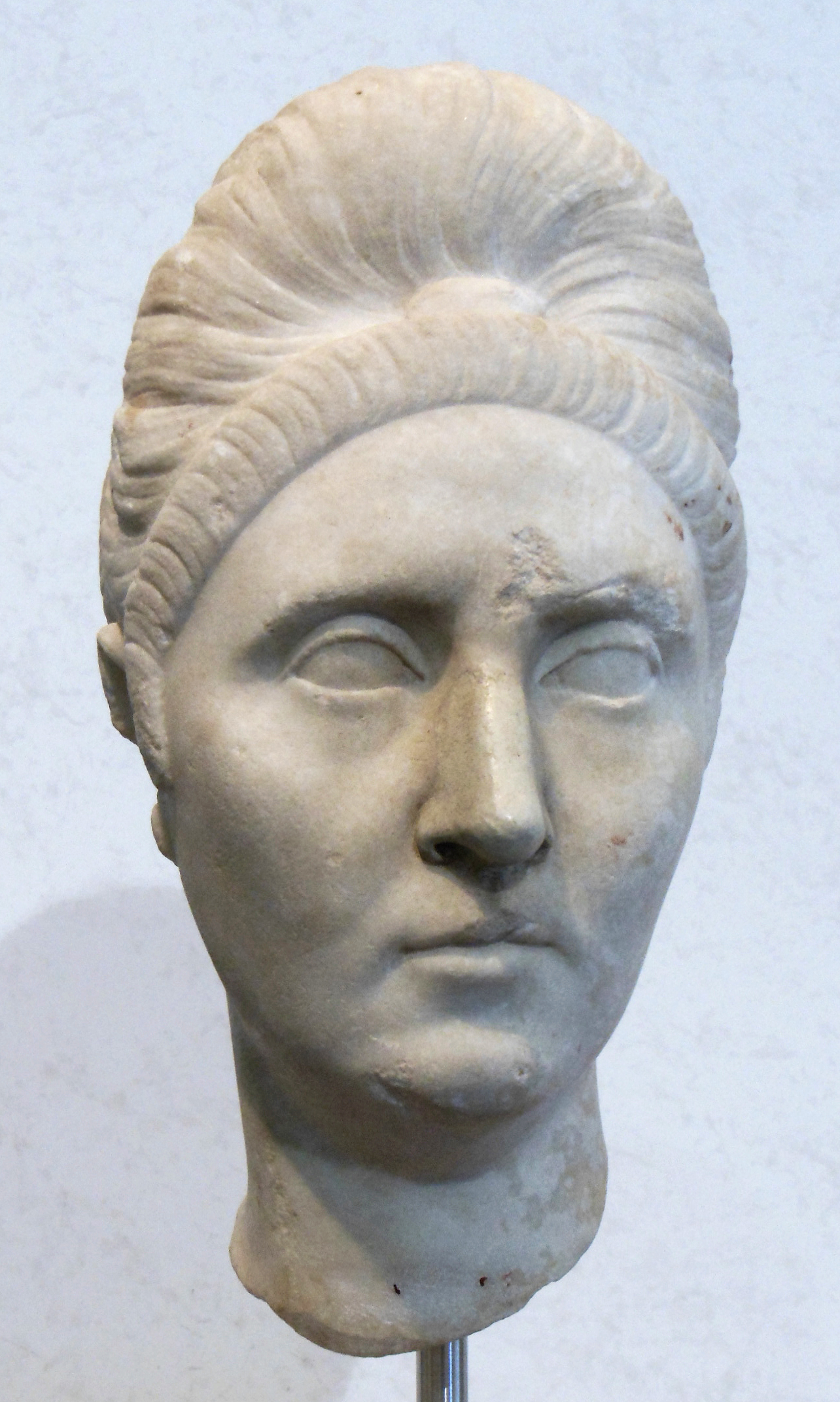
Ritratto di Plotina, moglie di Traiano
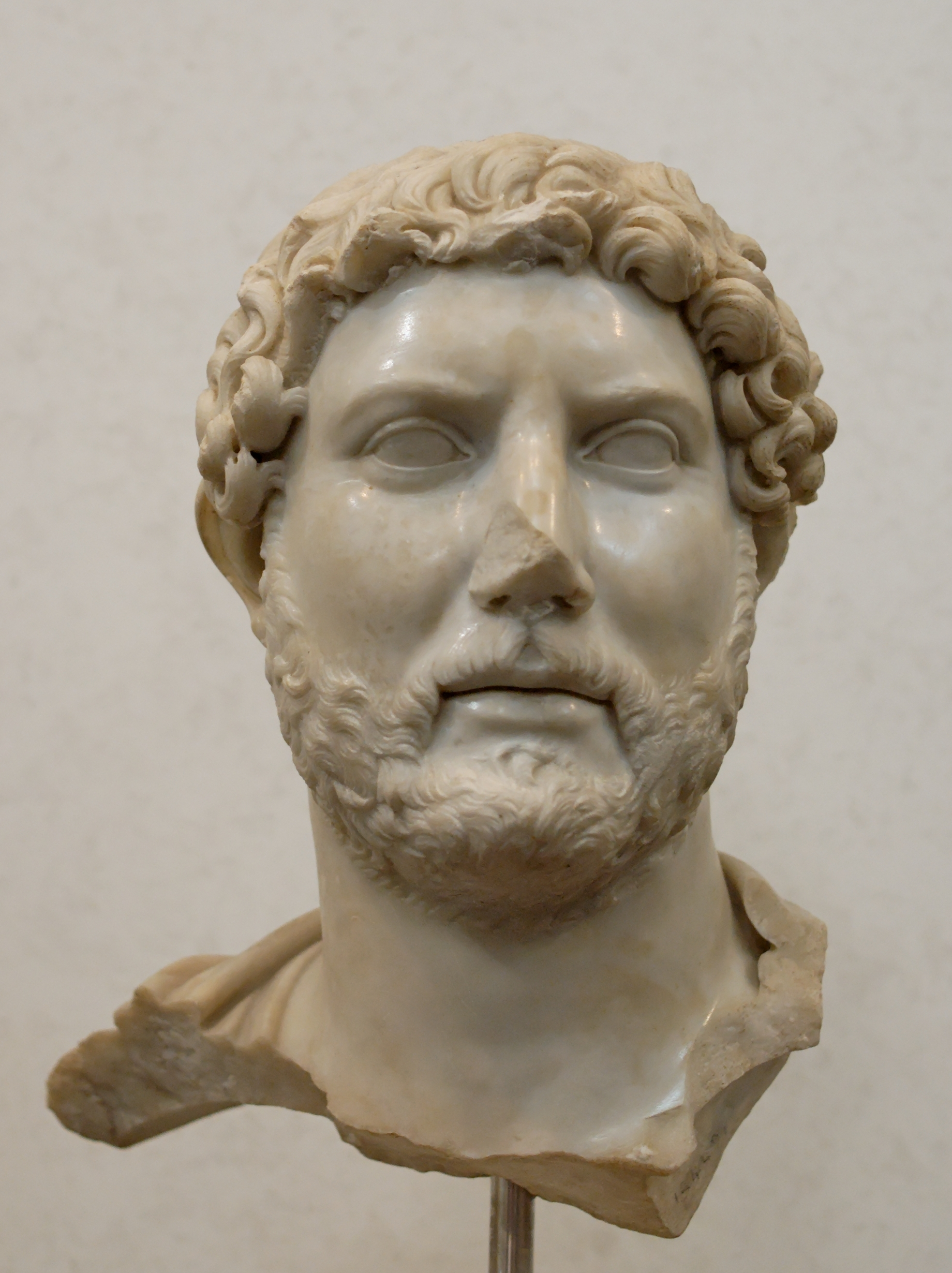
Ritratto di Adriano (trovato presso l'arco di Santa Bibiana a Roma, negli Horti Liciniani; inv. 124.491)
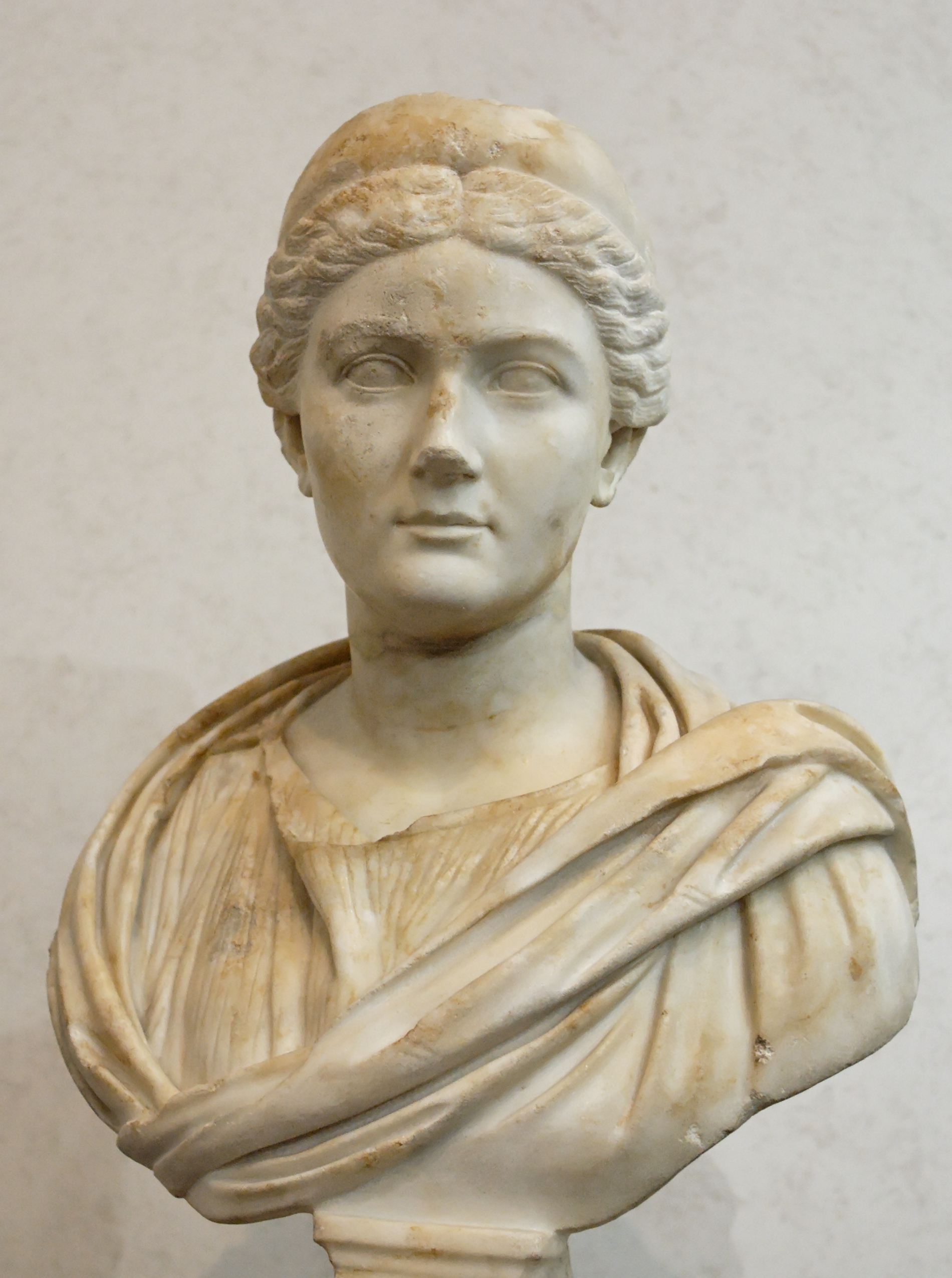
Ritratto di Vibia Sabina proveniente dalla Via Appia
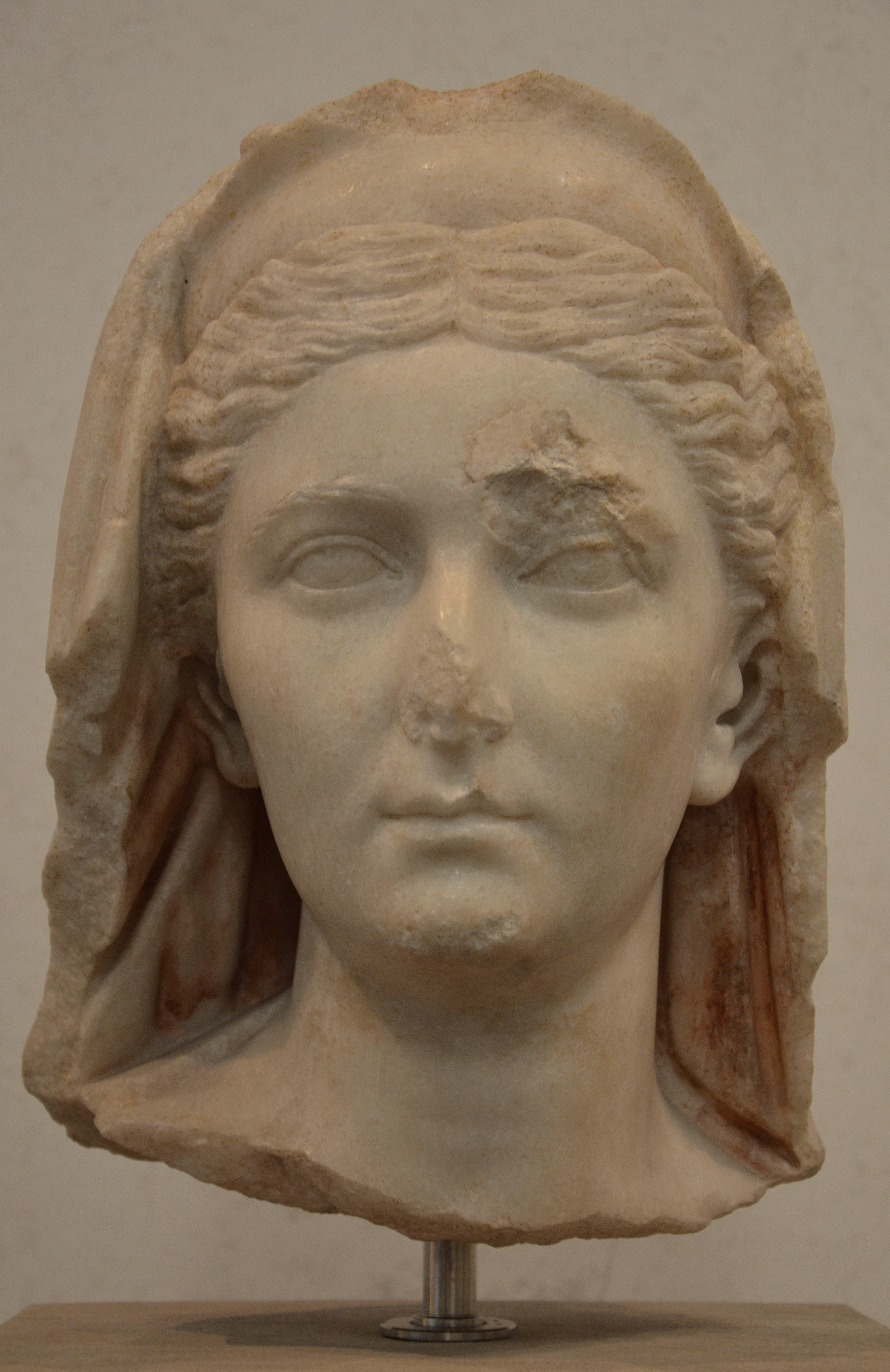
Vibia Sabina dall'area del Vittoriano (inv. 629)
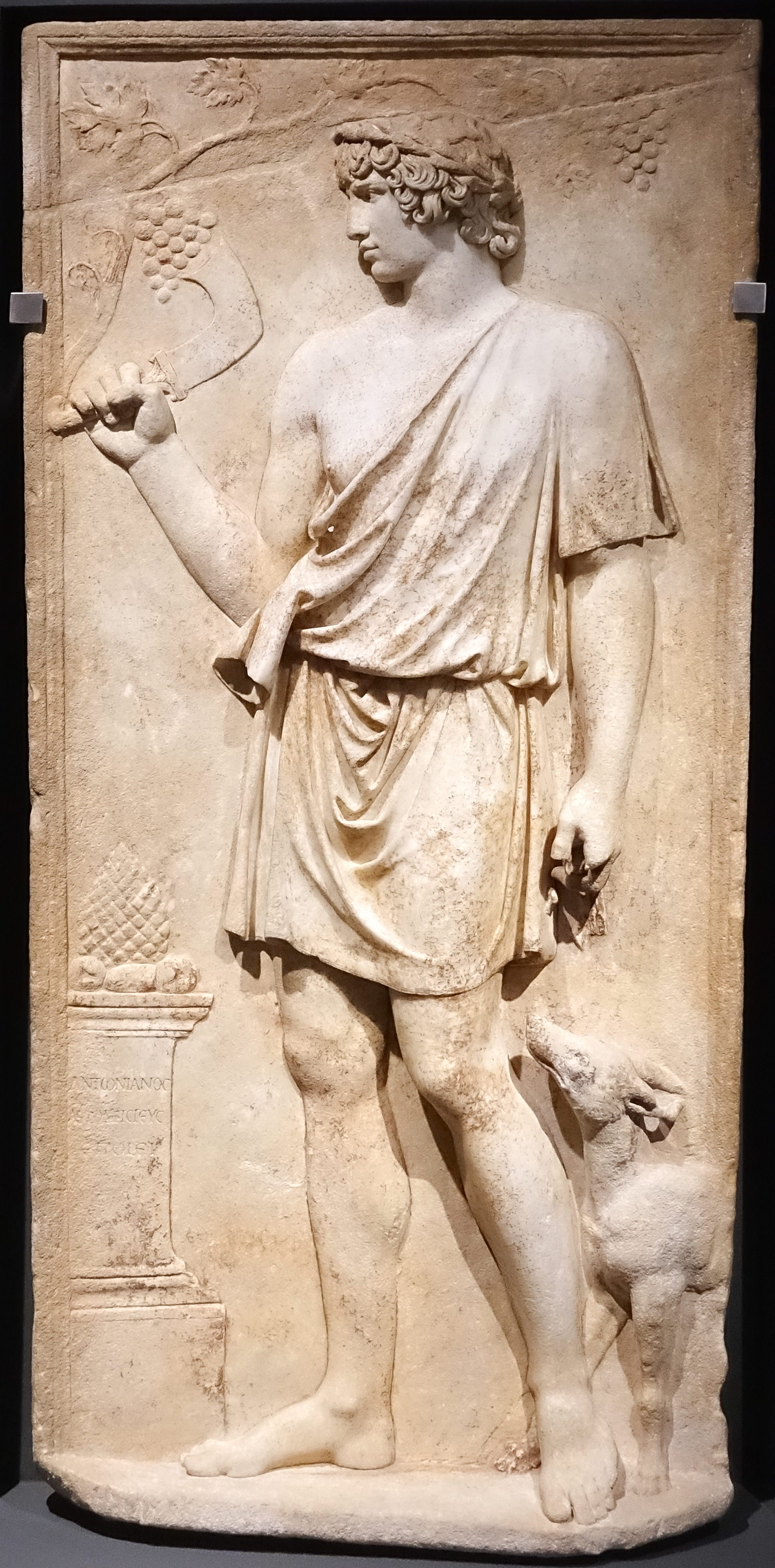
Antinoo, rappresentato come Silvano
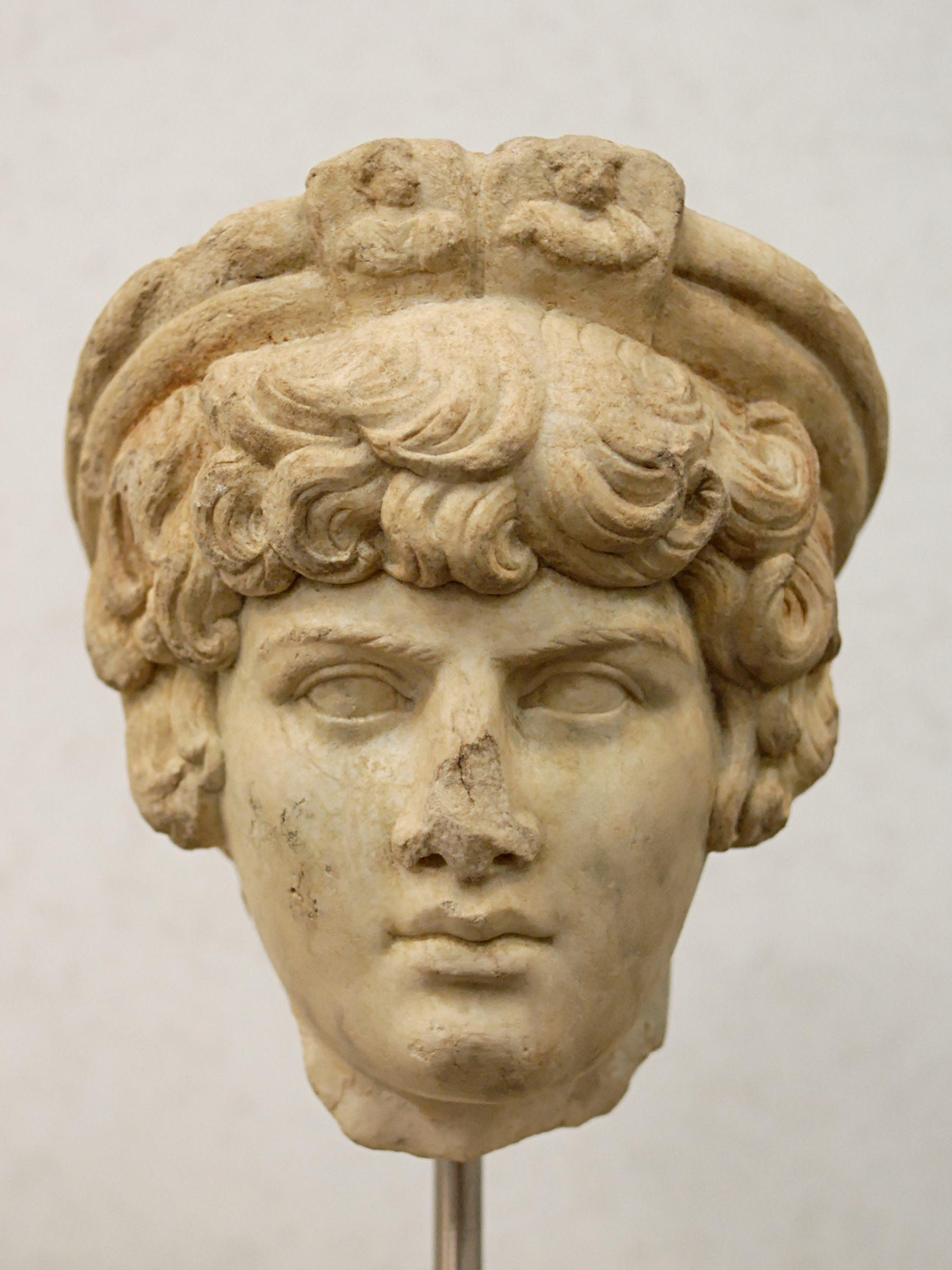
Ritratto di Antinoo da Ostia, rappresentato come sacerdote della Magna Mater

### Sala III (piano primo)
La "Sala III" è stata allestita per mostrare l'immagine e la celebrazione del principato di Antonino Pio, periodo di pace dell'impero (138-161). In questa sala troviamo un paio di ritratti dell'imperatore (uno proveniente da Formia e uno da Terracina), uno dei quali mostra l'immagine imperiale eroizzata. L'imperatore appare nudo con indosso un mantello allacciato sulla spalla sinistra, mentre il braccio destro era appoggiato in origine ad una lancia. Le figure femminili erano invece mostrate come modelli di devozione al loro princeps, come nel caso della statua di Faustina minore, figlia di Antonino Pio e moglie di Marco Aurelio.

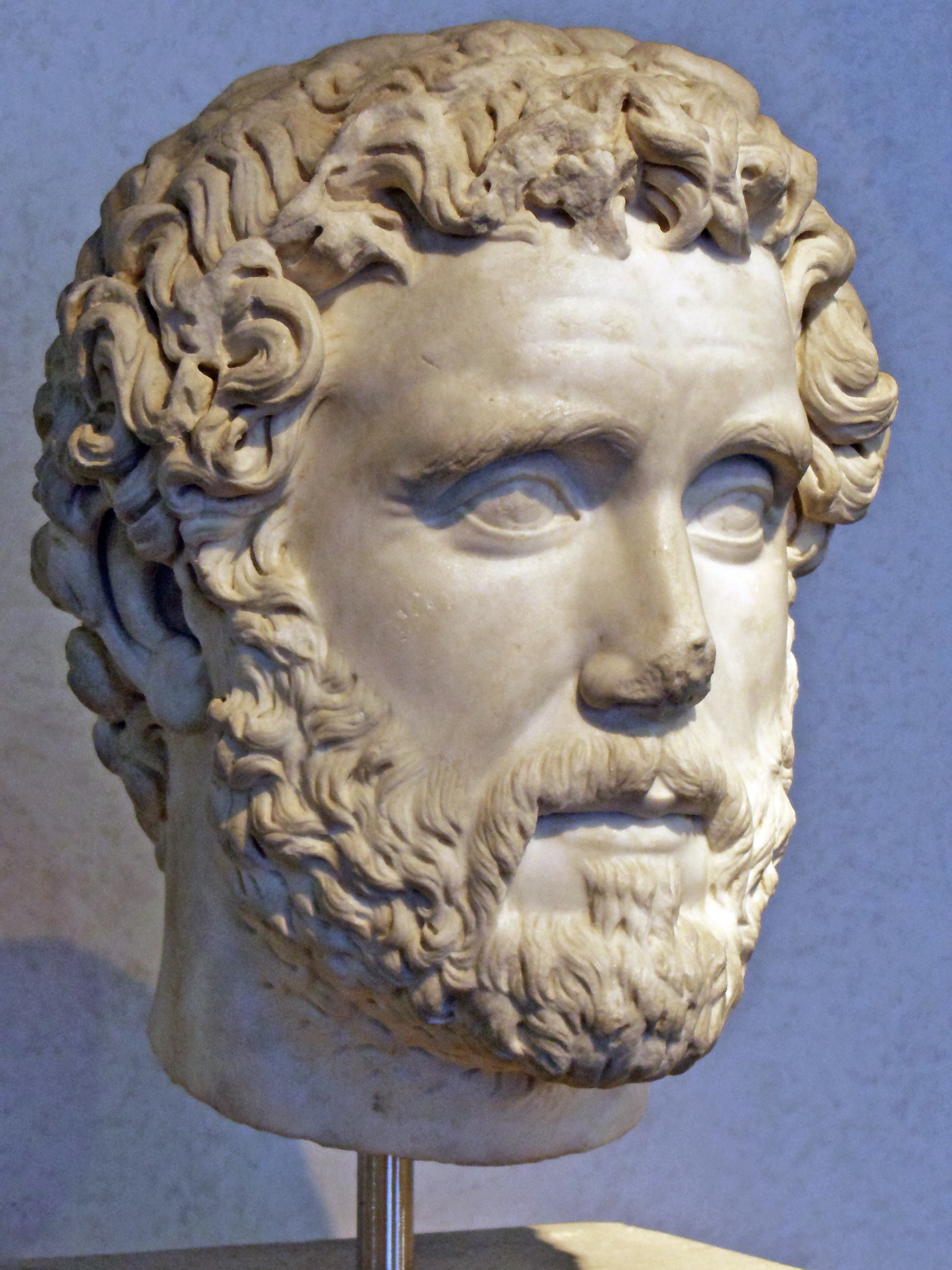
Ritratto di Antonino Pio
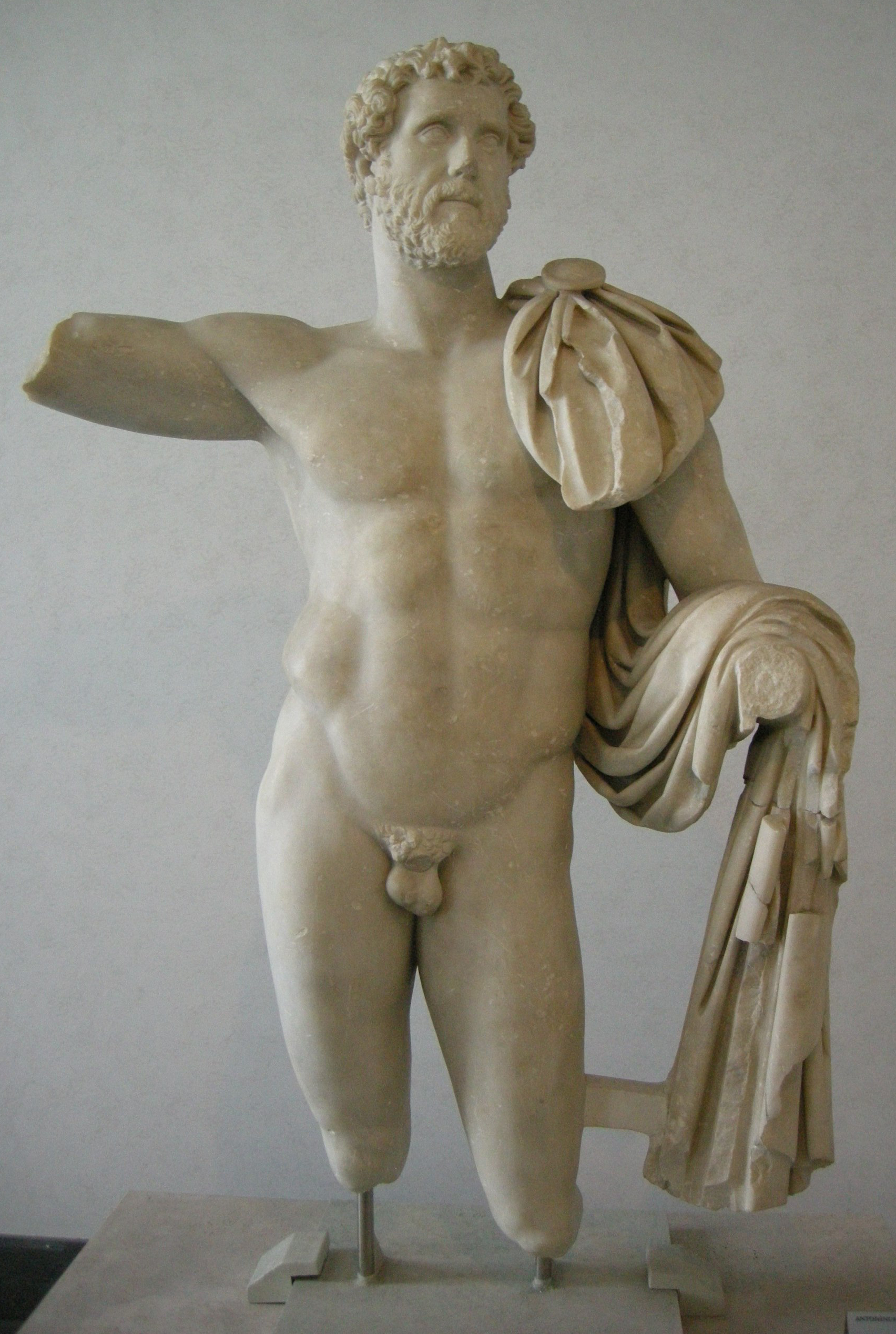
Statua di Antonino Pio eroizzato (proveniente da Terracina; alt. 174 cm; inv. 135.845)
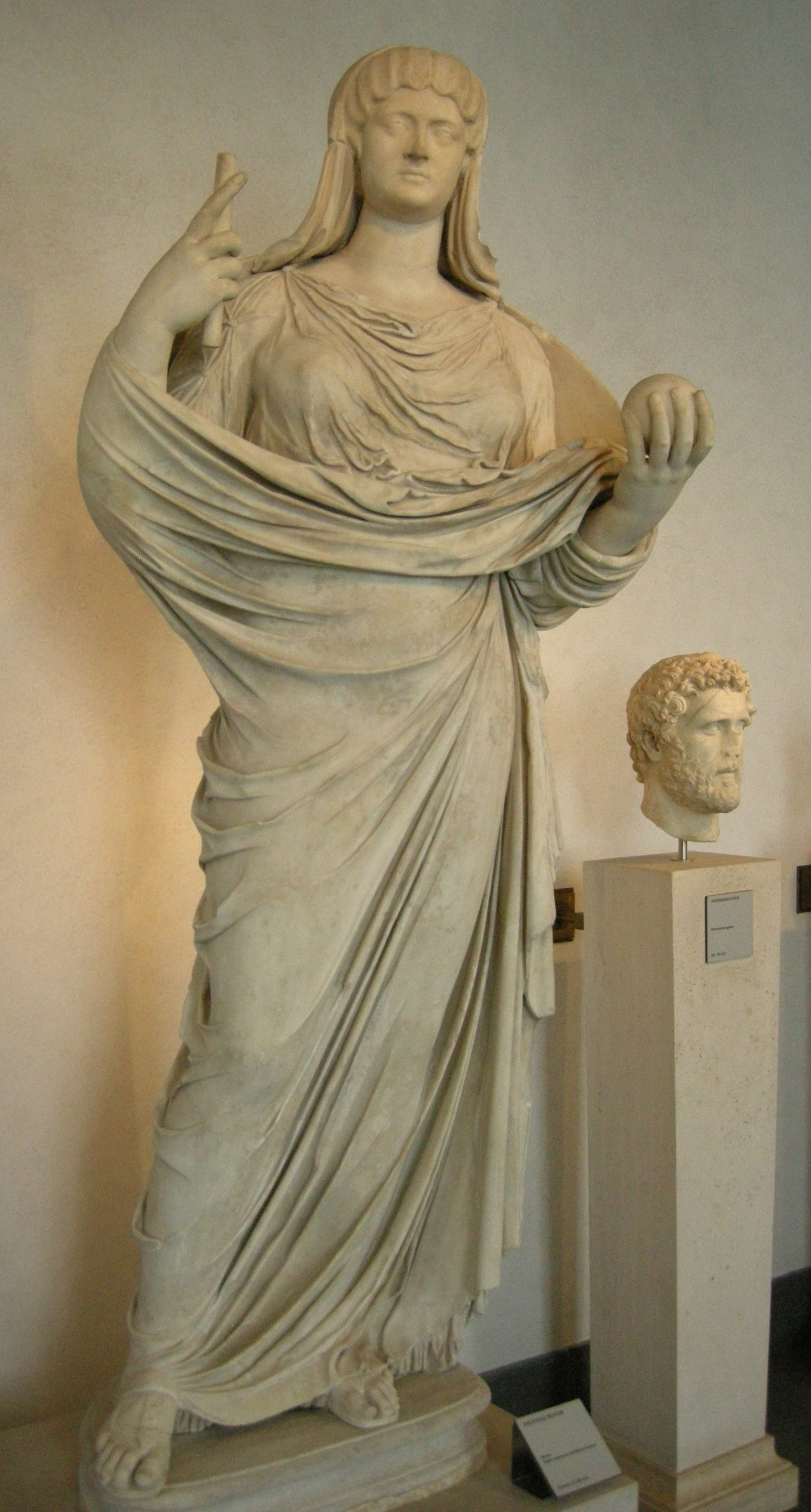
Statua di Faustina minore (da Palazzo Sciarra; alt. 195 cm, con il plinto 207 cm; inv. 68)
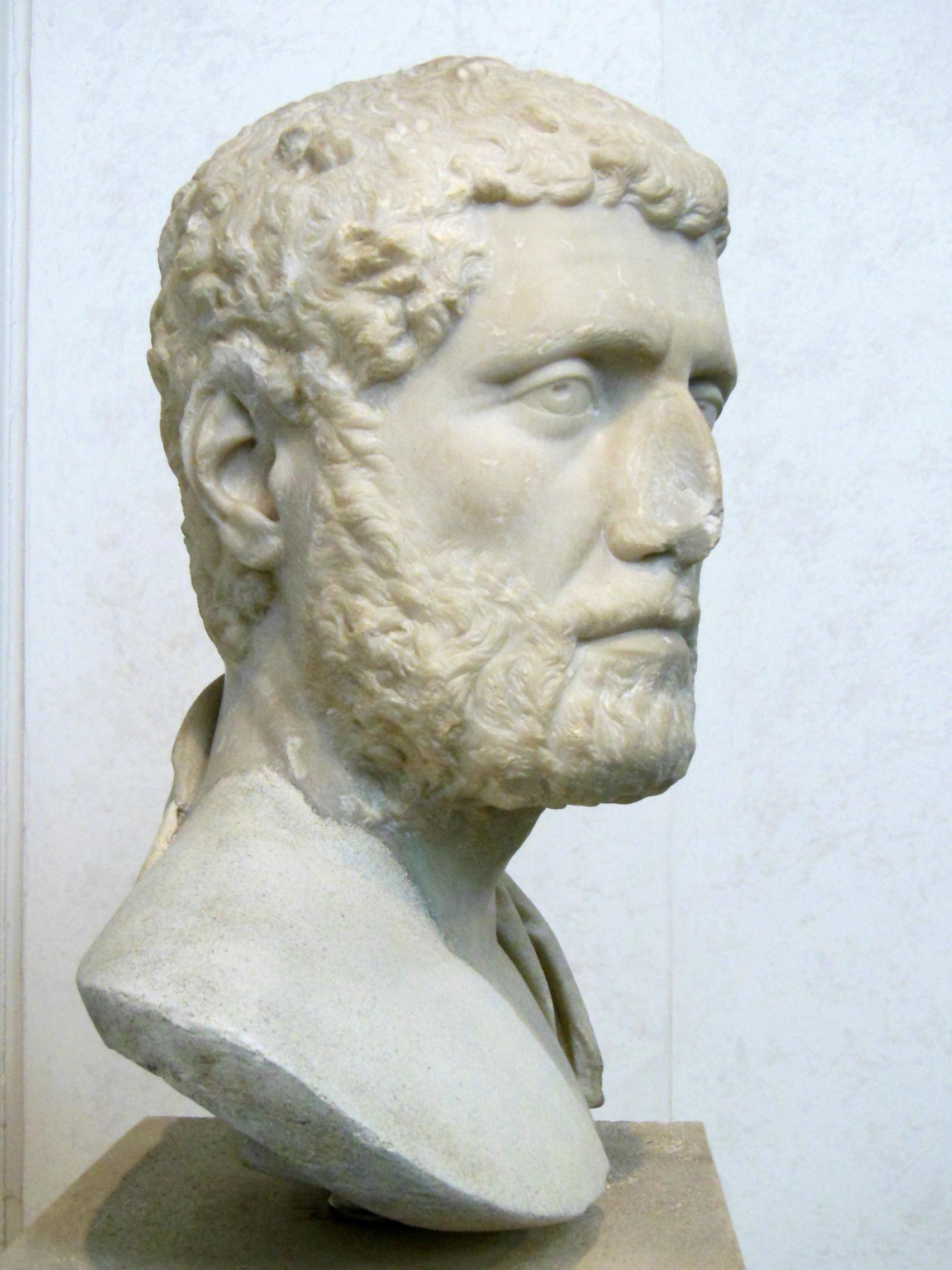
Ritratto di filosofo di età adrianea o antonina (Tevere)

Sempre in questa sala troviamo due appartenenti alla decorazione dell'Hadrianeum (tempio di Adriano) dedicato da Antonino Pio nel 145. I due pannelli rappresentano ciascuno la personificazione femminile di una provincia romana: un'amazzone, che tiene in mano una spada ricurva, potrebbe rappresentare la Tracia; quella invece che porta un diadema a rosette raffigura forse l'Egitto. Provenivano dalla collezione di Palazzo Odescalchi, a seguito del loro rinvenimento avvenuto durante gli scavi compiuti sotto Papa Alessandro VII (1655-1667).

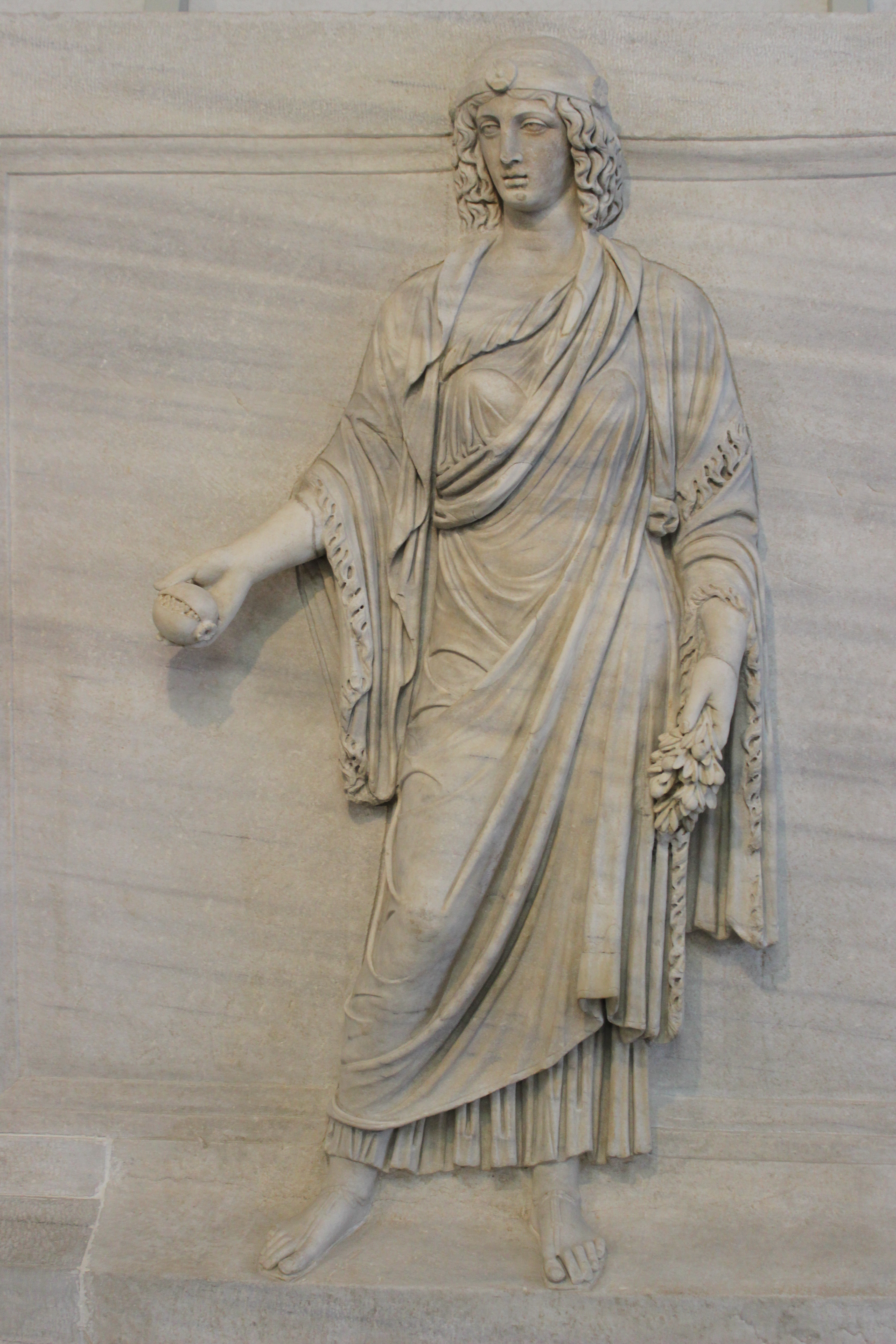
Rilievo della provincia romana d'Egitto (Roma, Tempio di Adriano; alt. 164 cm x 144 cm largh.; inv. 428.497)
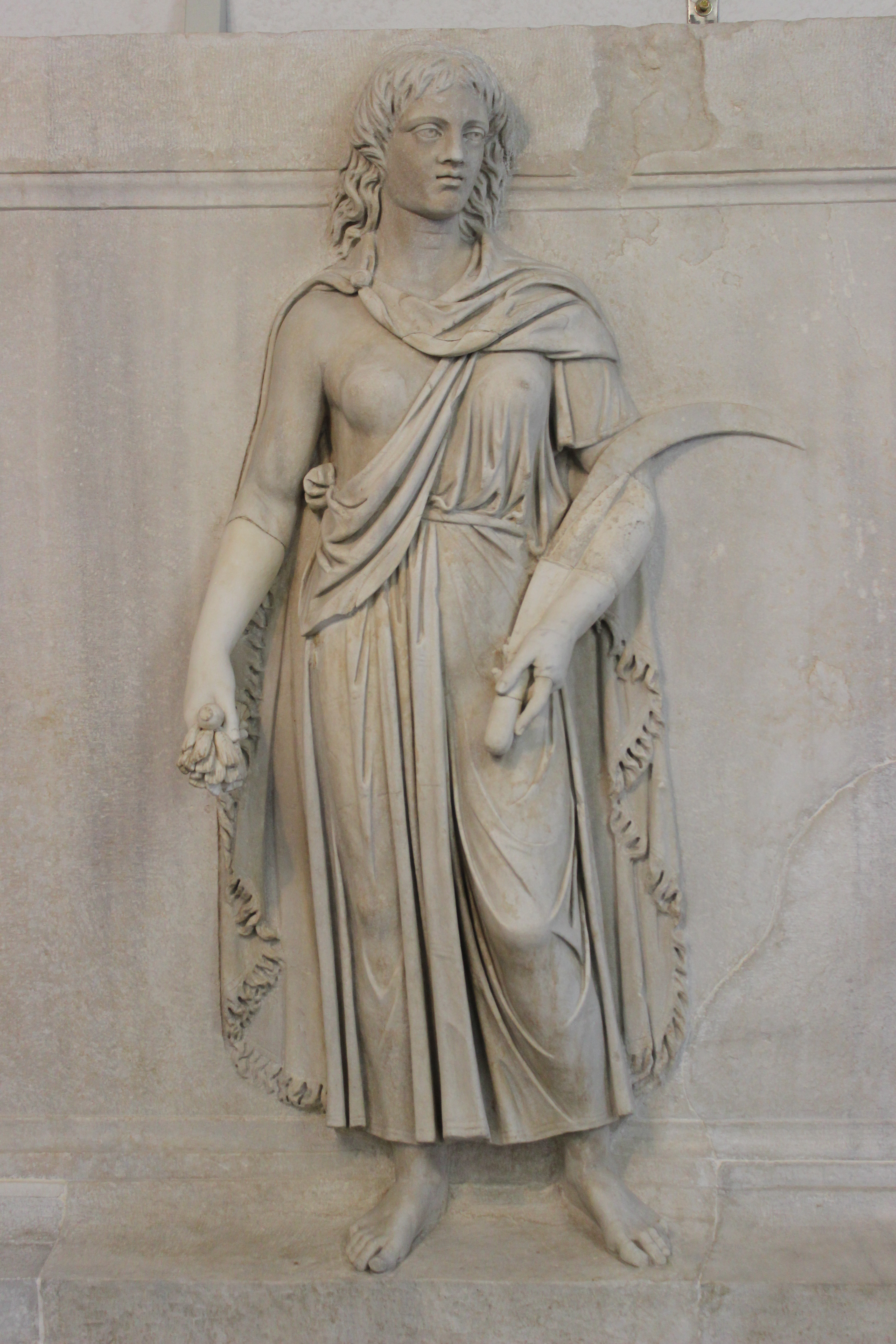
Rilievo della provincia romana di Tracia (Roma, Tempio di Adriano; alt. 164 cm x 144 cm largh.; inv. 428.496)

### Sala IV (piano primo)
Nella "Sala IV" sono raccolti i busti e le statue dei i regni di Marco Aurelio (regno 161-180), del fratello adottivo Lucio Vero (161-169) e del figlio Commodo (180-192). Troviamo inoltre una statua di Annia Aurelia Galeria Lucilla, figlia di Marco Aurelio, e una serie di ritratti dei tre imperatori, oltre due ritratti privati di filosofi barbati. La ritrattistica del periodo vede una pettinatura con voluminosi riccioli e barba lunga, dove era usato ampiamente il trapano. Il ritratto di Crispina, moglie di Commodo, mostra dei cambiamenti anche nelle acconciature della fine del II secolo.

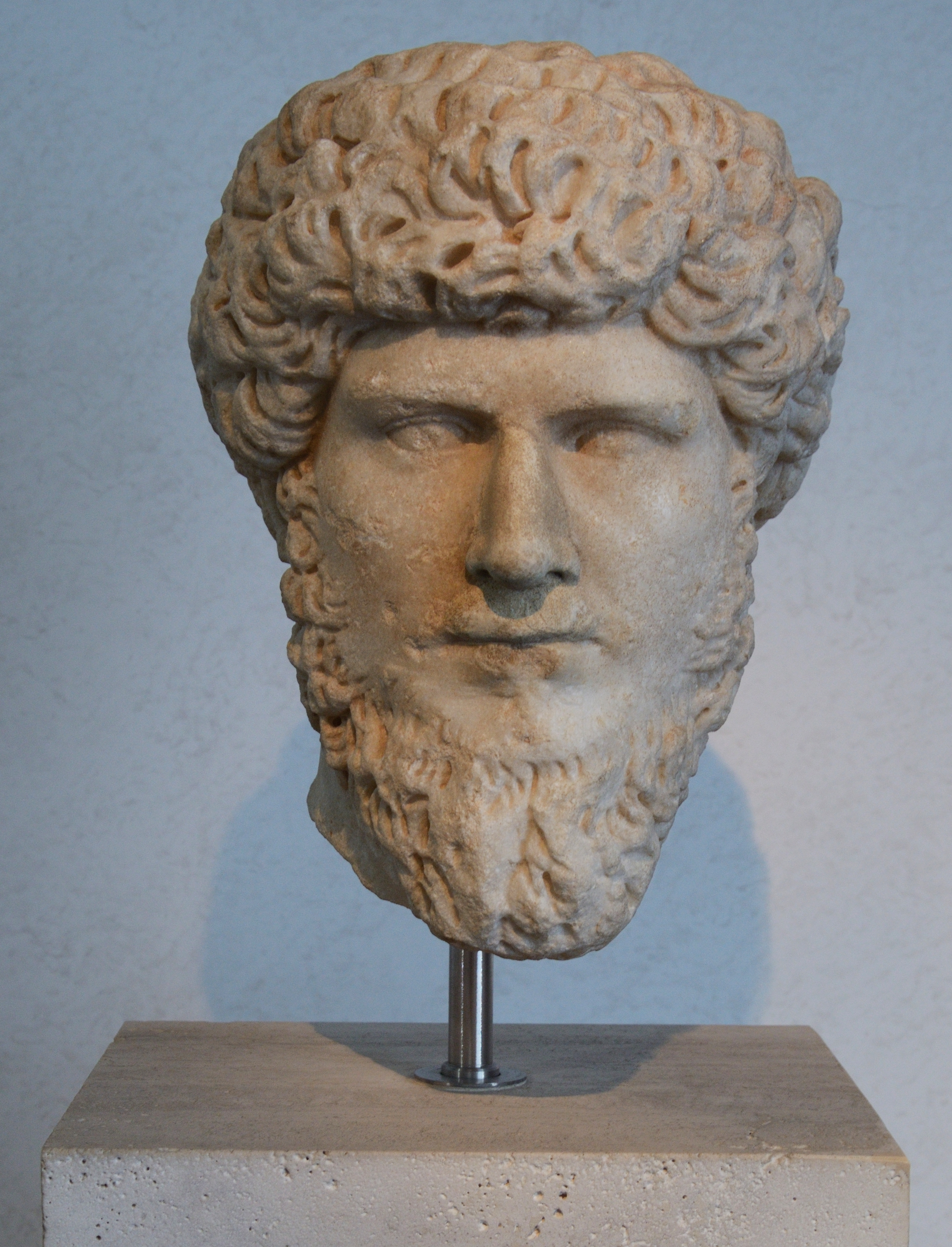
Testa di Lucio Vero, che regnò dal 161 al 169 insieme al fratello adottivo Marco
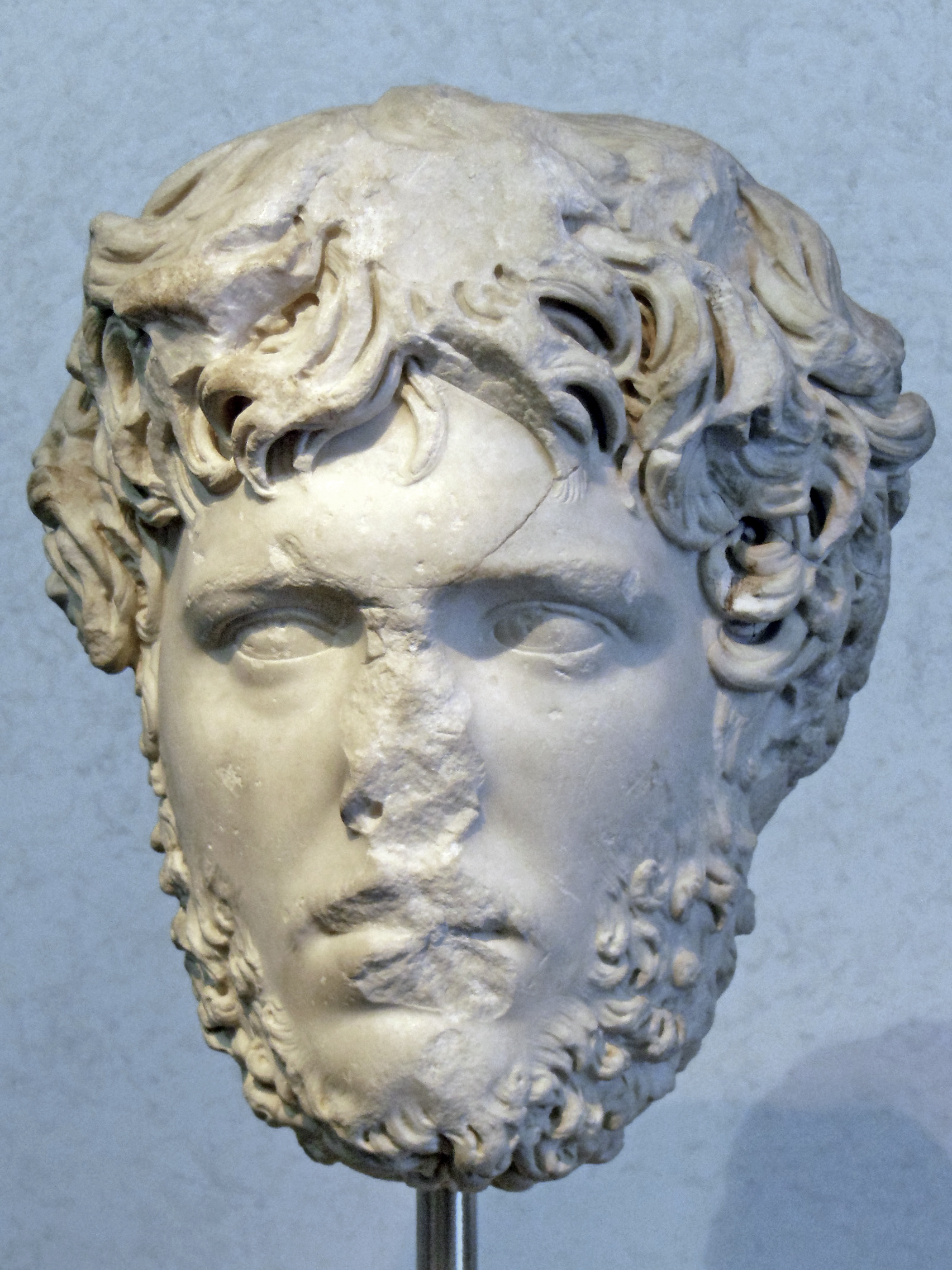
Ritratto di un giovane Lucio Vero
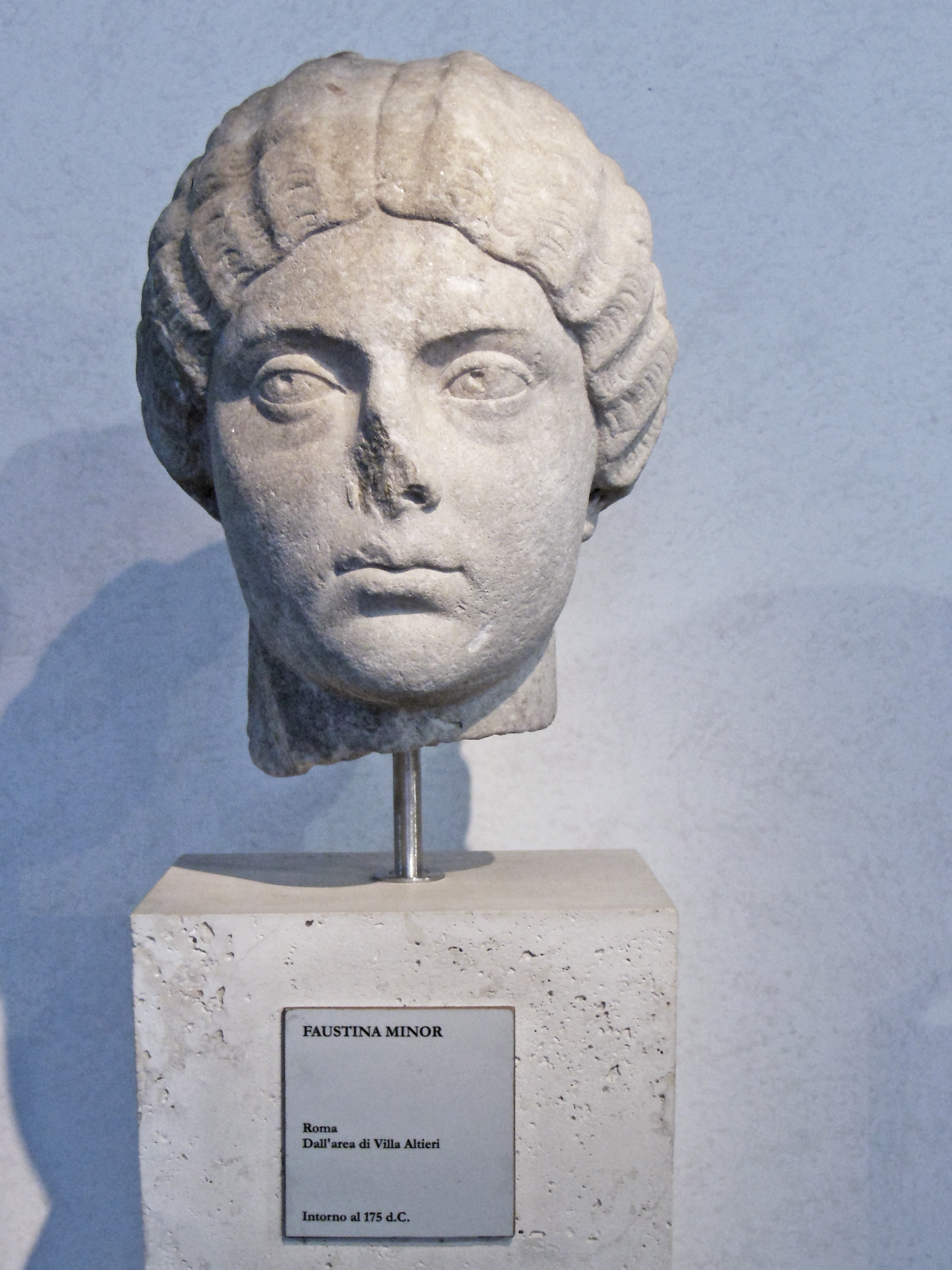
Testa di Faustina minore, moglie di Marco Aurelio e madre di Commodo (Villa Altieri, Roma)
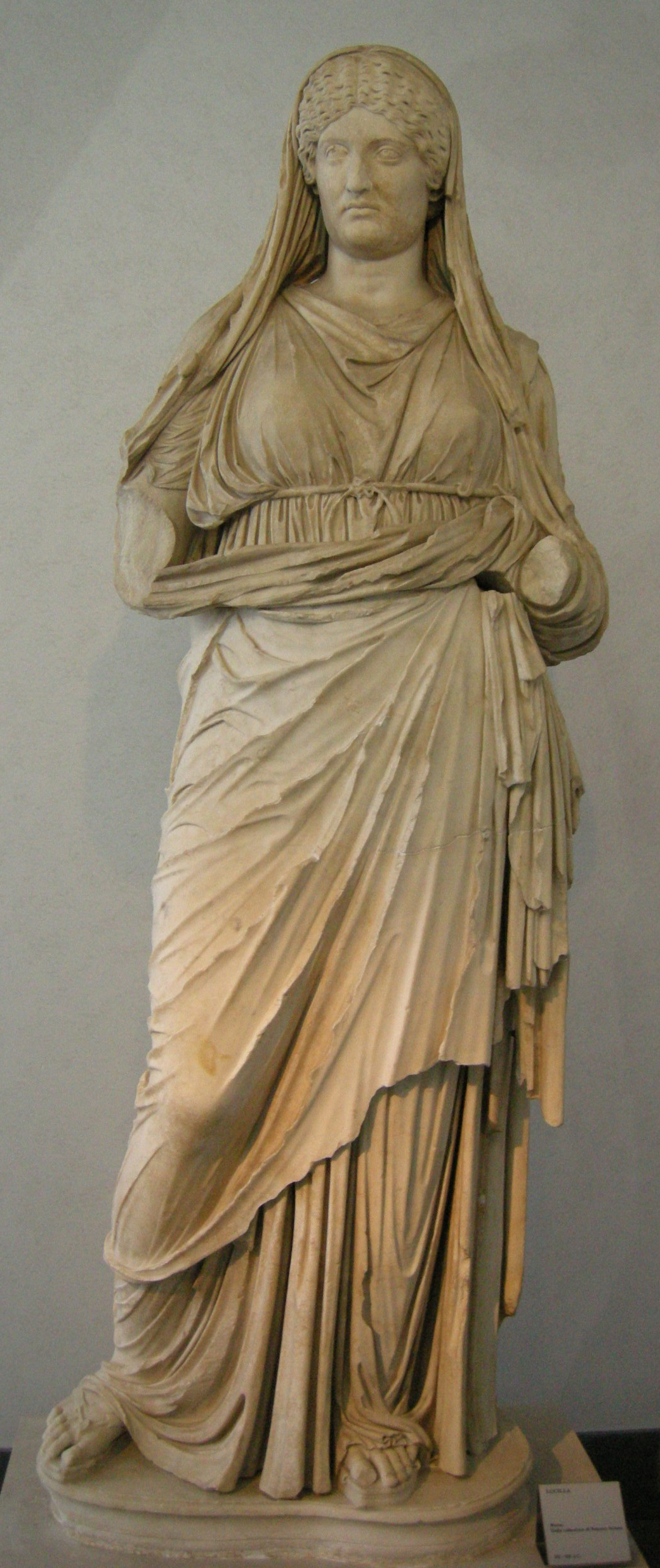
Statua di Annia Aurelia Galeria Lucilla, figlia di Marco Aurelio
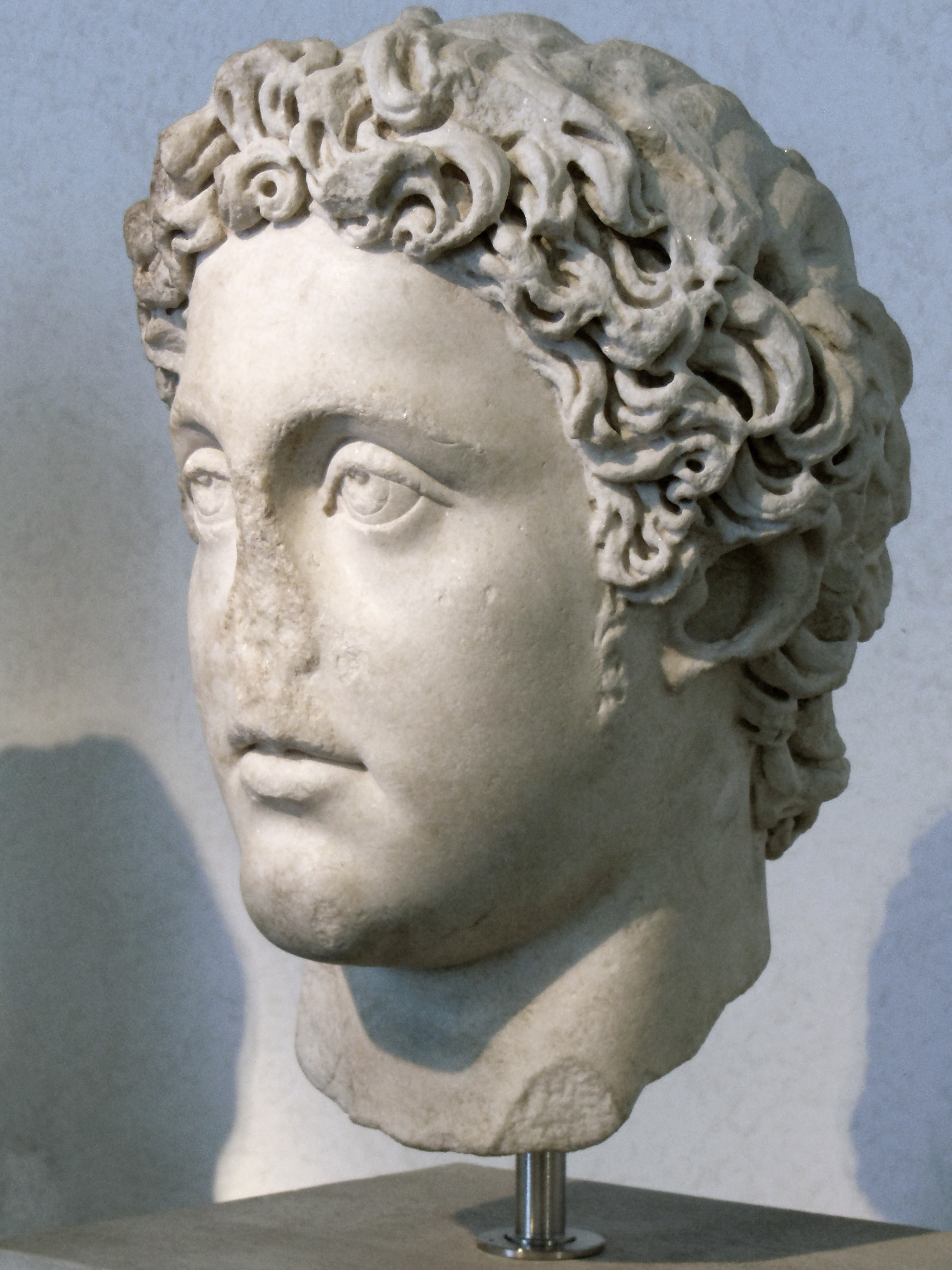
Testa di Commodo
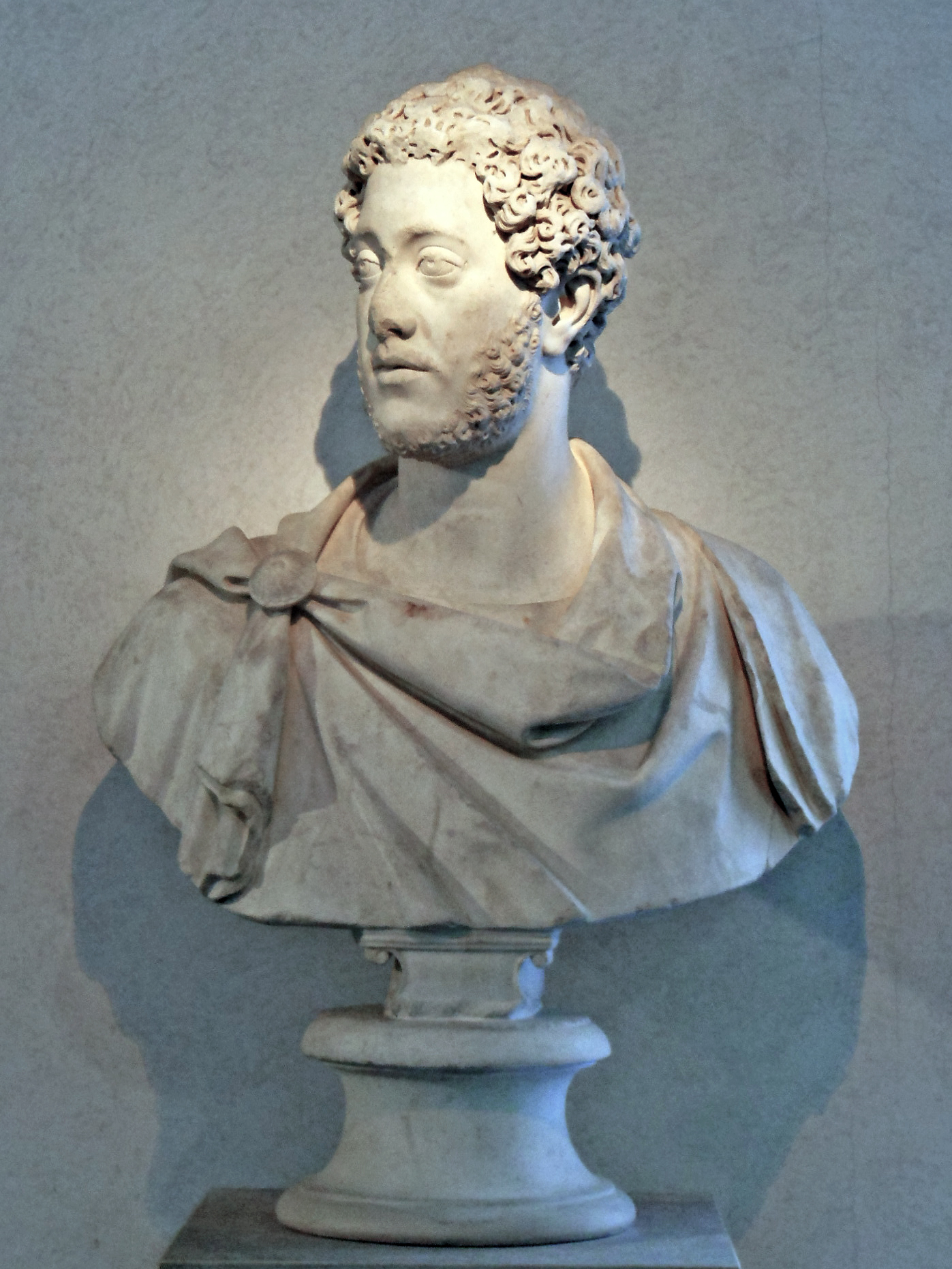
Busto di Commodo da Albano
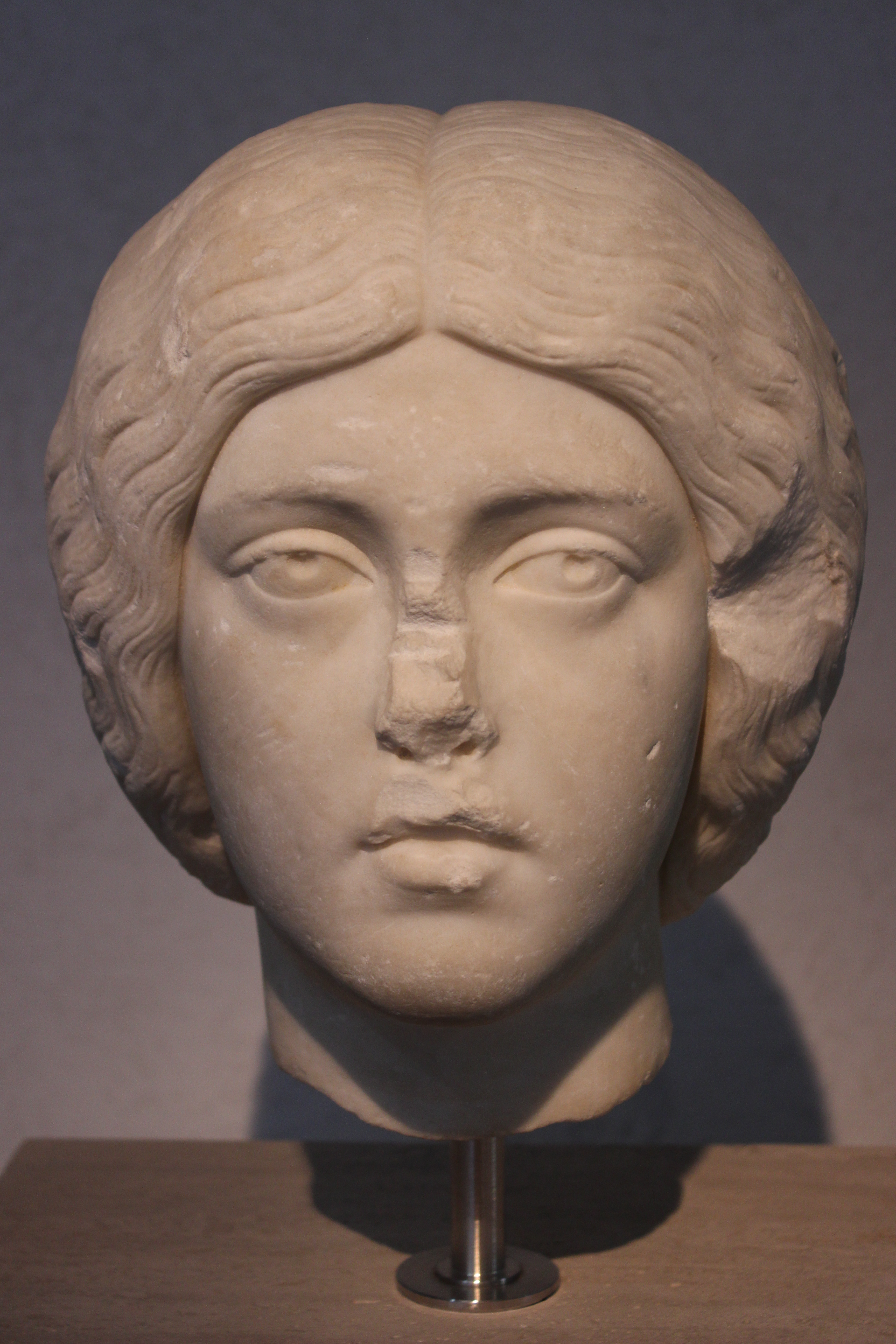
Testa di Bruzia Crispina, moglie di Commodo

### Sala V (piano primo)

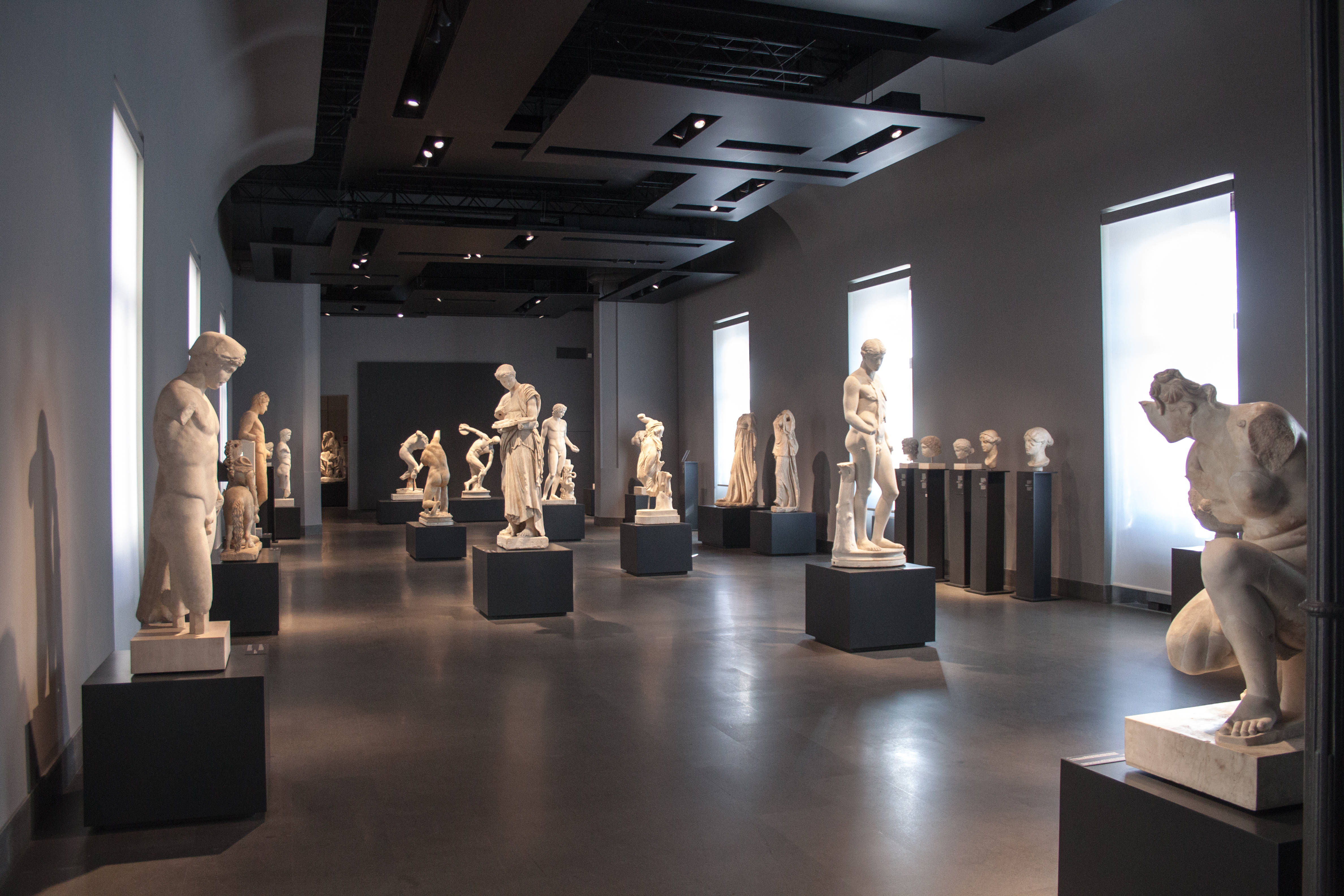
Panoramica della "sala V", con sullo sfondo la "sala VI"

La visita continua con la "Sala V" (Magistra graecitas) dove sono state poste una serie di sculture ideali poste nelle residenze imperiali, come ad esempio la villa di Nerone a Subiaco ed Anzio, oppure la villa Adriana. Qui troviamo copie e rielaborazioni di originali greci, con l'intento di ricreare ambienti di stampo ellenistico. La sala mostra una serie di sculture di altissimo valore storico-artistico come: l'Efebo acefalo di Subiaco attraverso il quale ritorna il tema dell'uccisione dei Niobidi; dalla villa di Anzio provengono la celebre "Fanciulla offerente", un Apollo, giovane e quasi femmineo, un Ermes, oltre ad un'Amazzone a cavallo in lotta con un guerriero celta a terra.
Della Villa Adriana sono esposte numerose opere. Si tratta di una statua di Dioniso e una di Atena (copia da originale di bronzo del IV secolo a.C. dal portico del pecile di Villa Adriana), una fanciulla danzante che deriva da un originale ellenistico (dal portico del triclinium delle tre esedre), oggetti d'arredo come il classicistico cratere in marmo ornato da gru e serpenti, una testa di Amazzone e due copie della Afrodite accovacciata (prive di braccia) di Doidalsas di Bitinia (metà del III secolo a.C.): una prima in marmo pario, da via Palermo, presso il palazzo del Viminale (1913), in origine con Eros e cigno (copia della metà del II secolo d.C.); una seconda dalle terme con heliocaminus di Villa Adriana (1914) in marmo pentelico (?), copia di età adrianea.

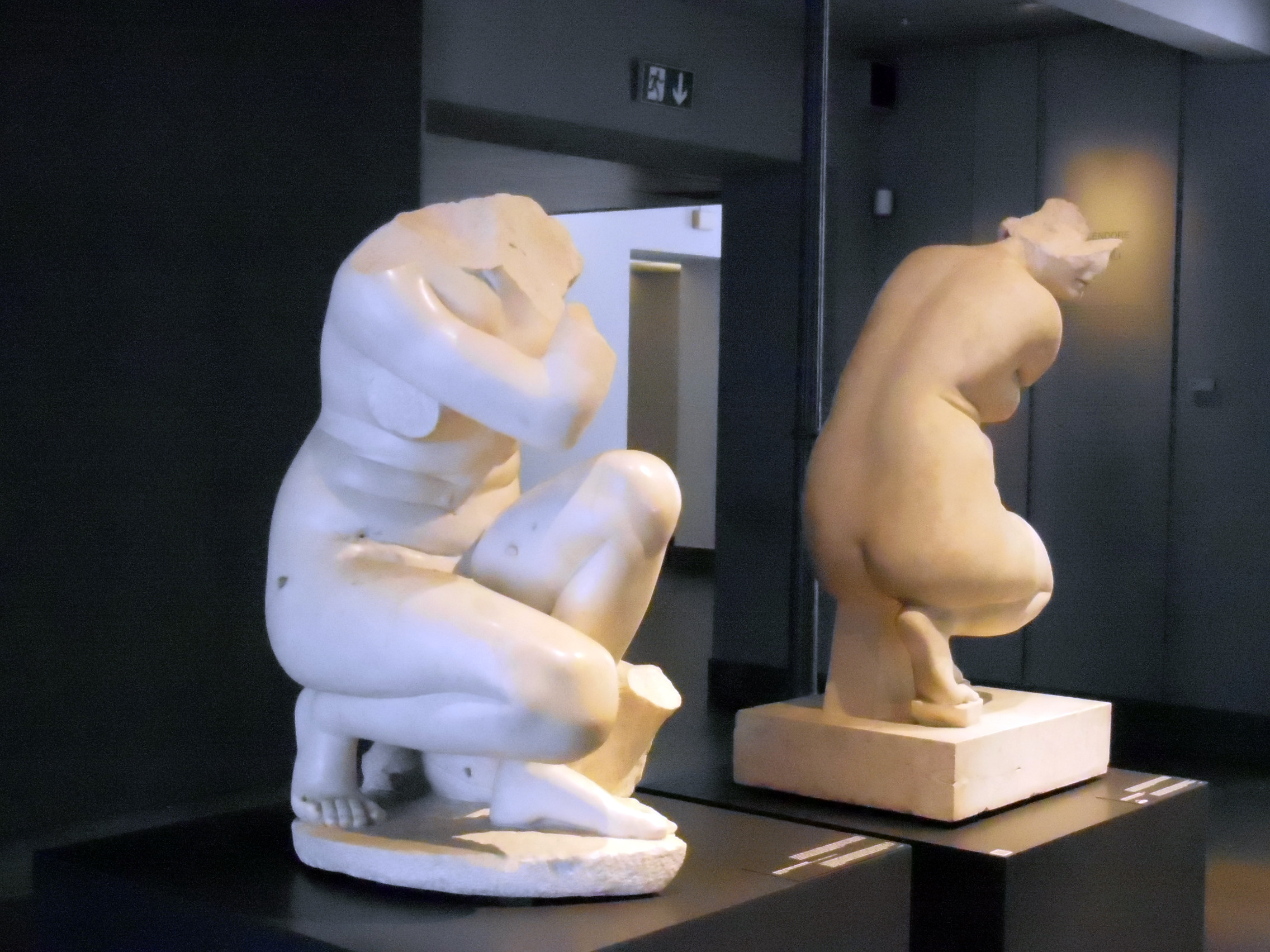
Due copie della Afrodite accovacciata di Doidalsas: a sinistra in marmo pario (da via Palermo, Roma) e a destra dalle terme della Villa Adriana.
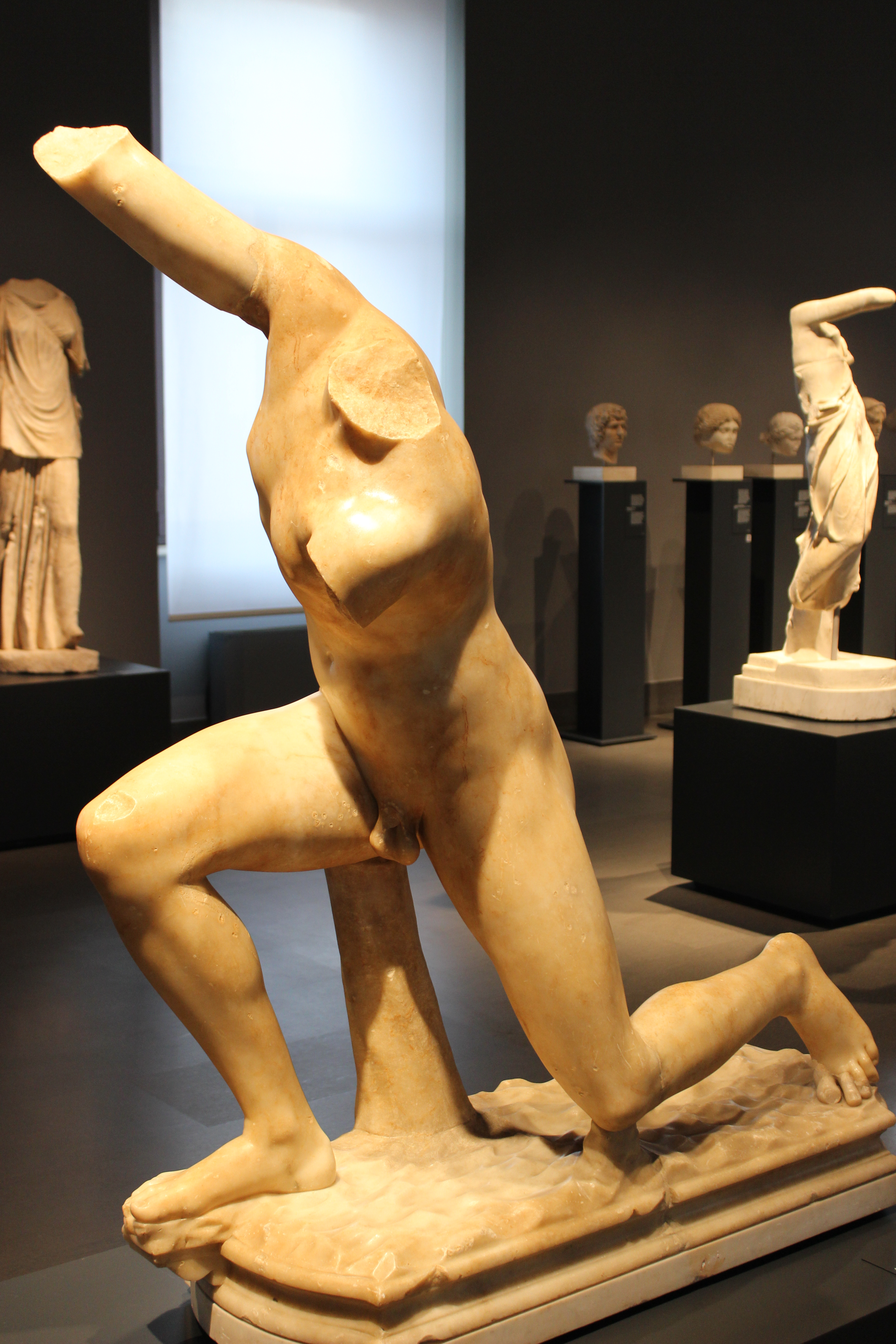
Efebo acefalo da Subiaco
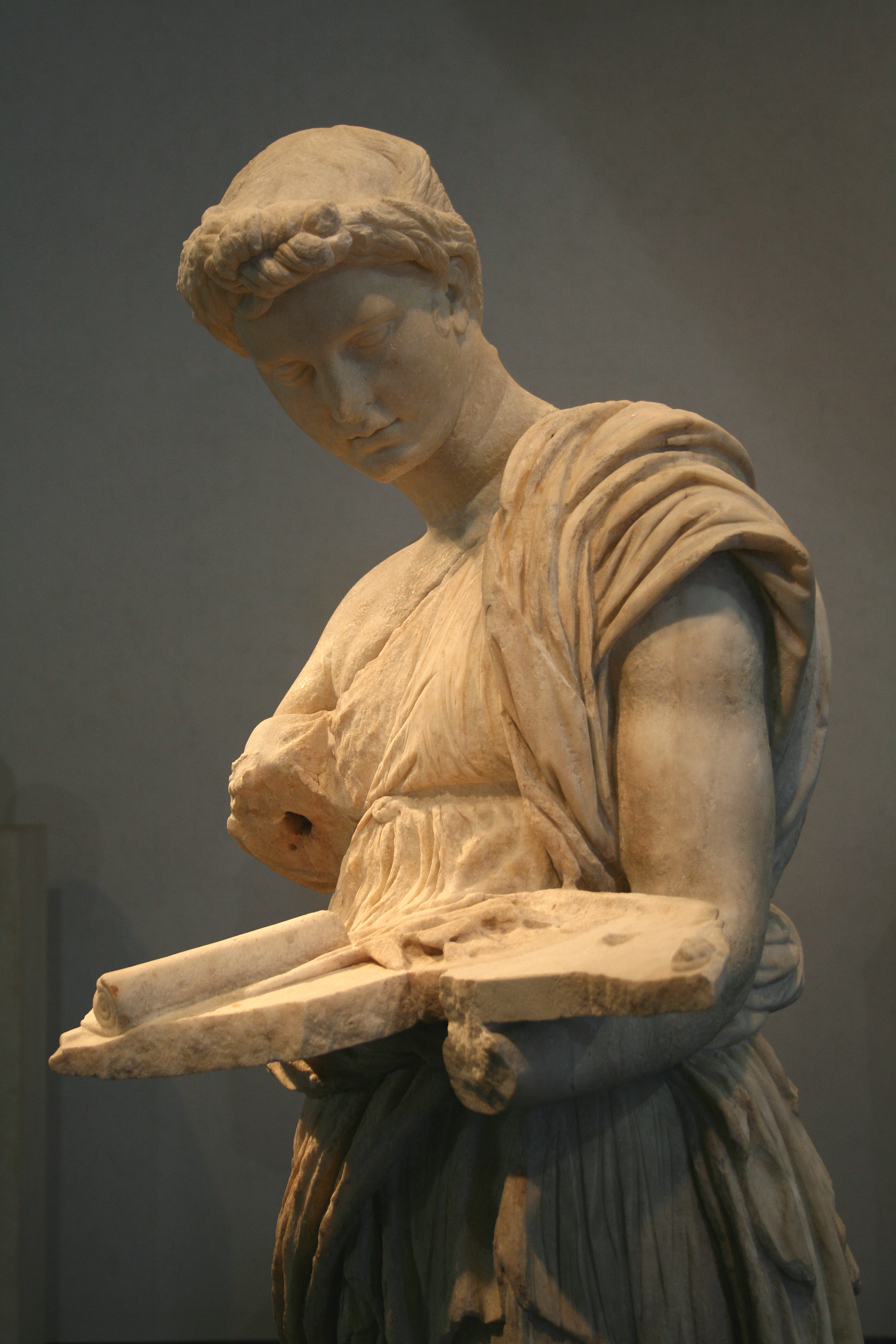
Fanciulla offerente, da Anzio
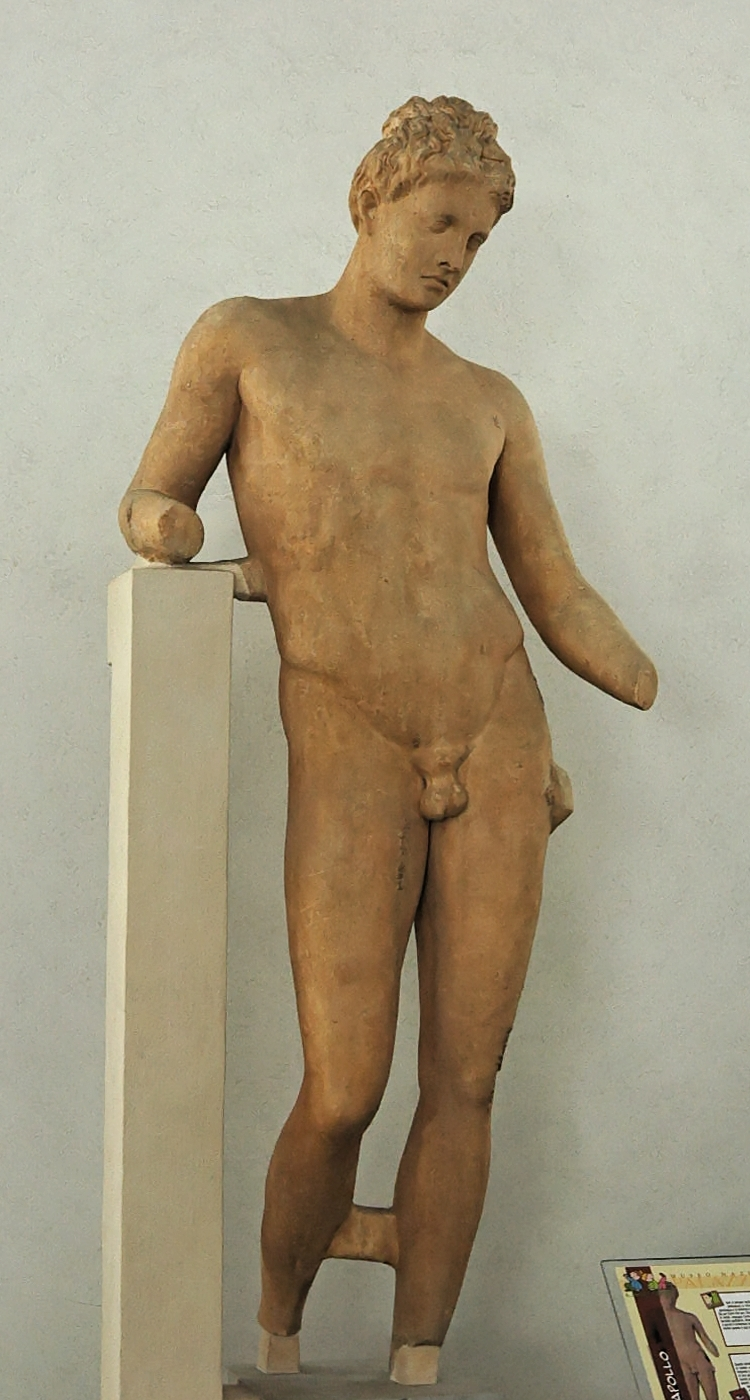
Statua di Apollo (dalla statale Anzio-Ardea; altezza 186 cm; inv. 121.302)
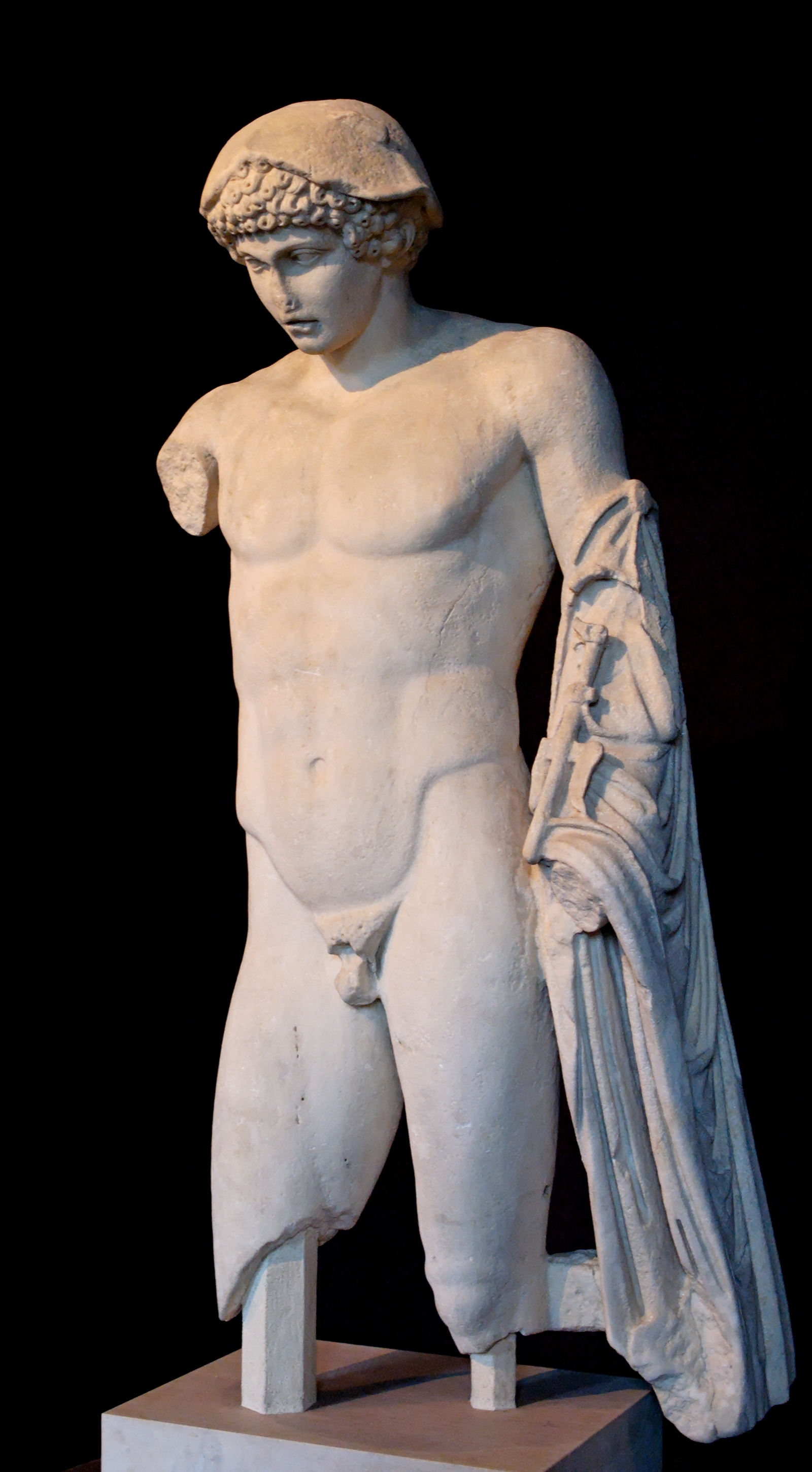
Ermes, copia romana del I secolo a.C. da originale bronzeo del V secolo a.C. attribuito a un giovane Fidia (collezione Ludovisi)
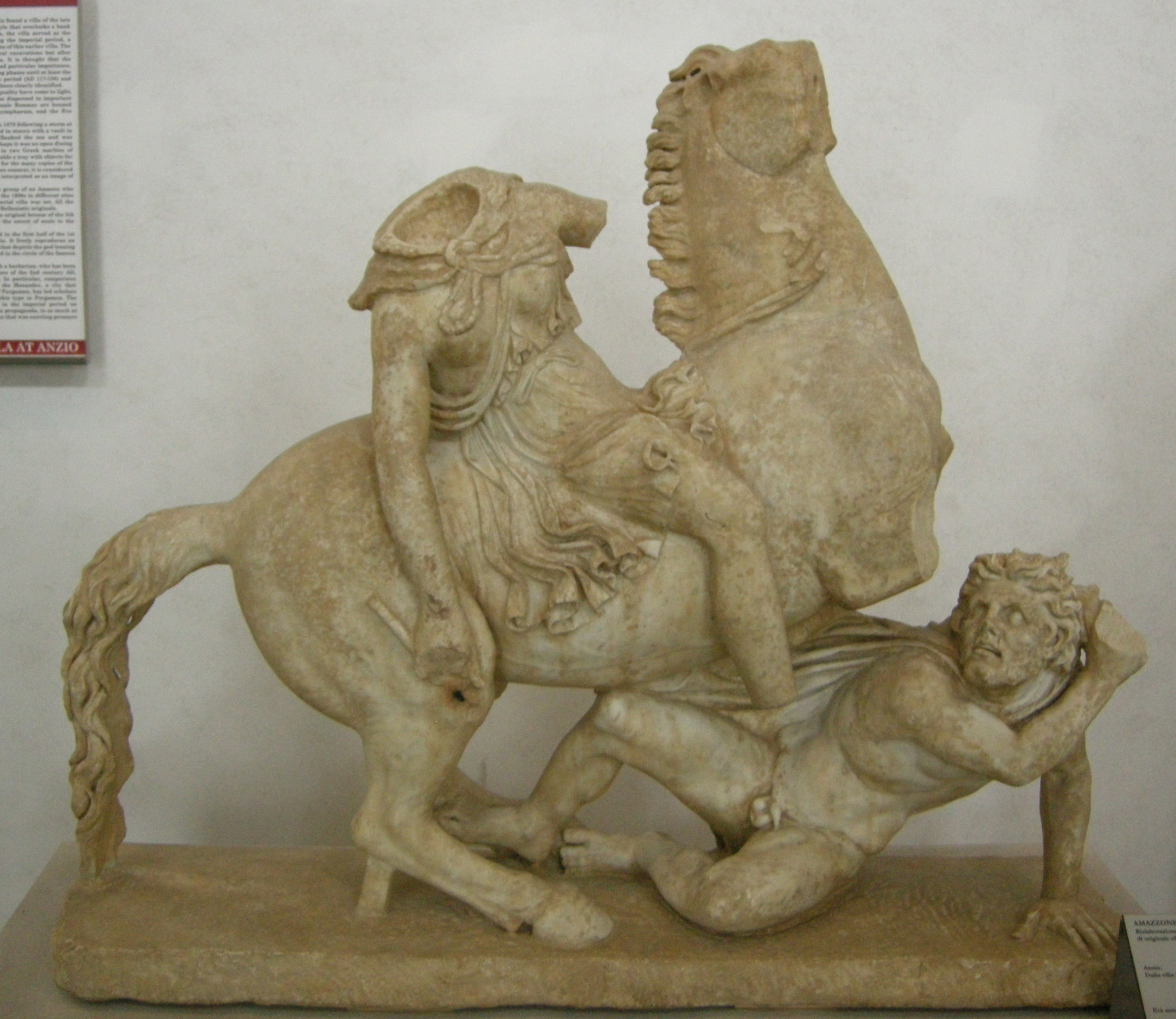
Amazzone (senza testa) che combatte contro un celta (da Anzio, età antonina)
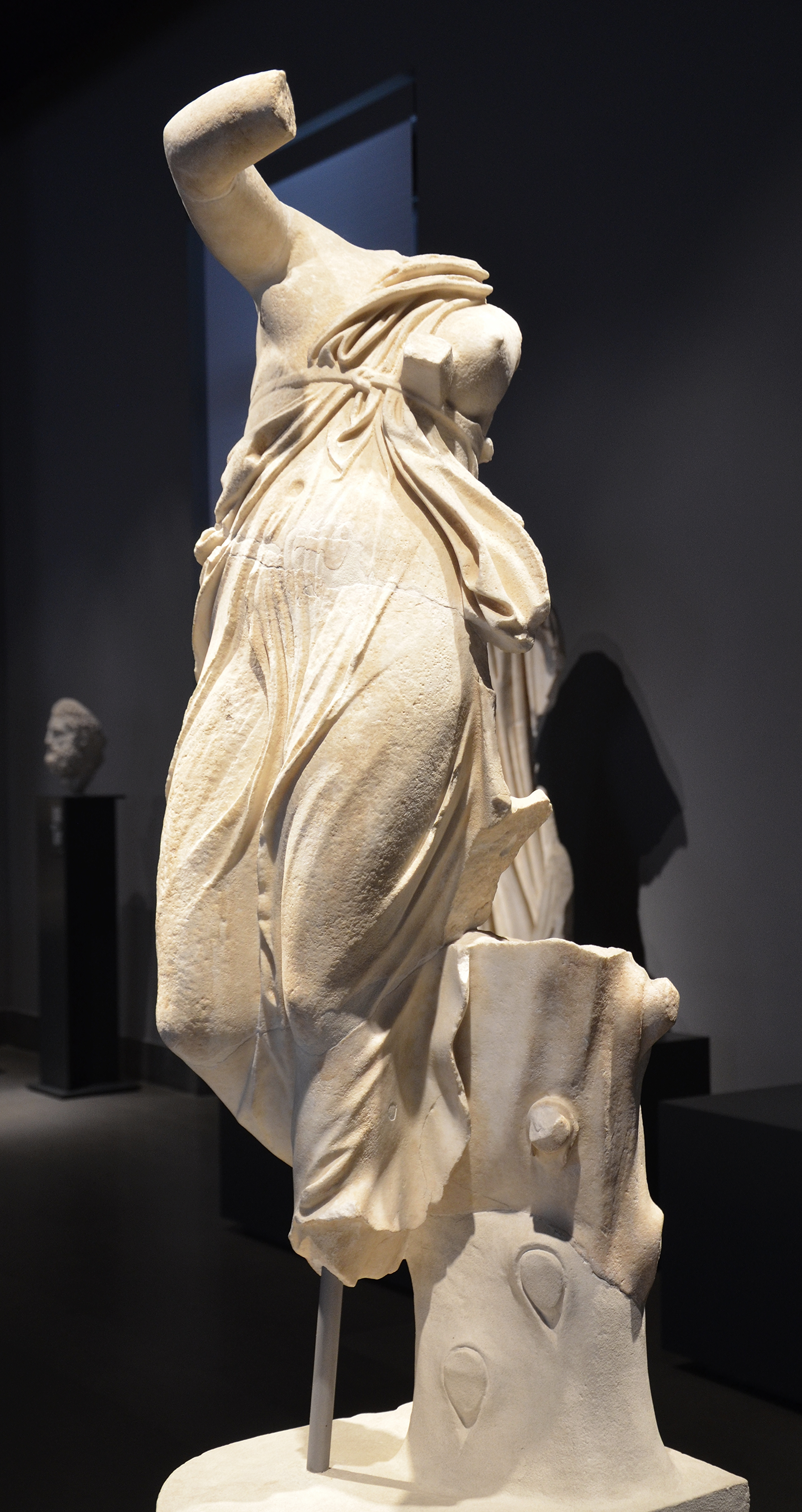
Fanciulla danzante
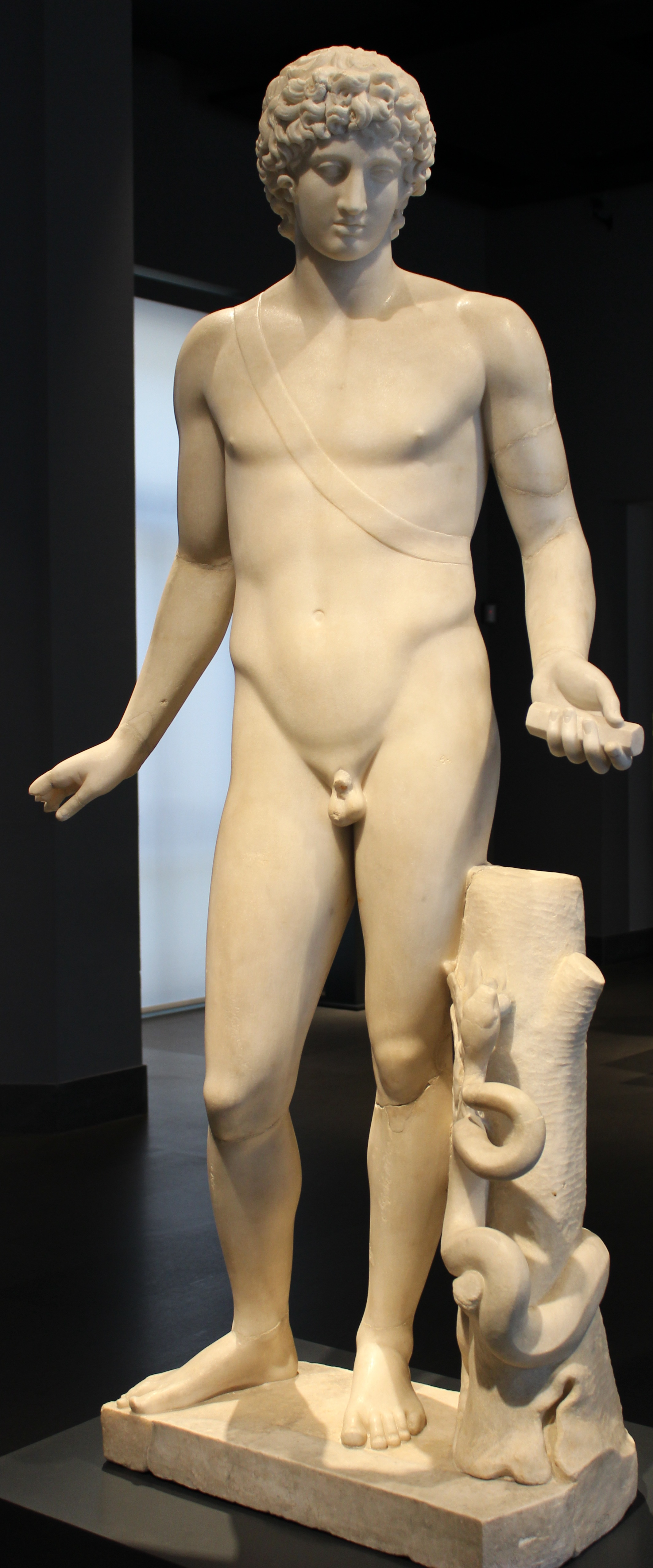
Un Apollo, giovane e quasi femmineo (da Castelporziano, tipo Chigi, inv. 75.675)
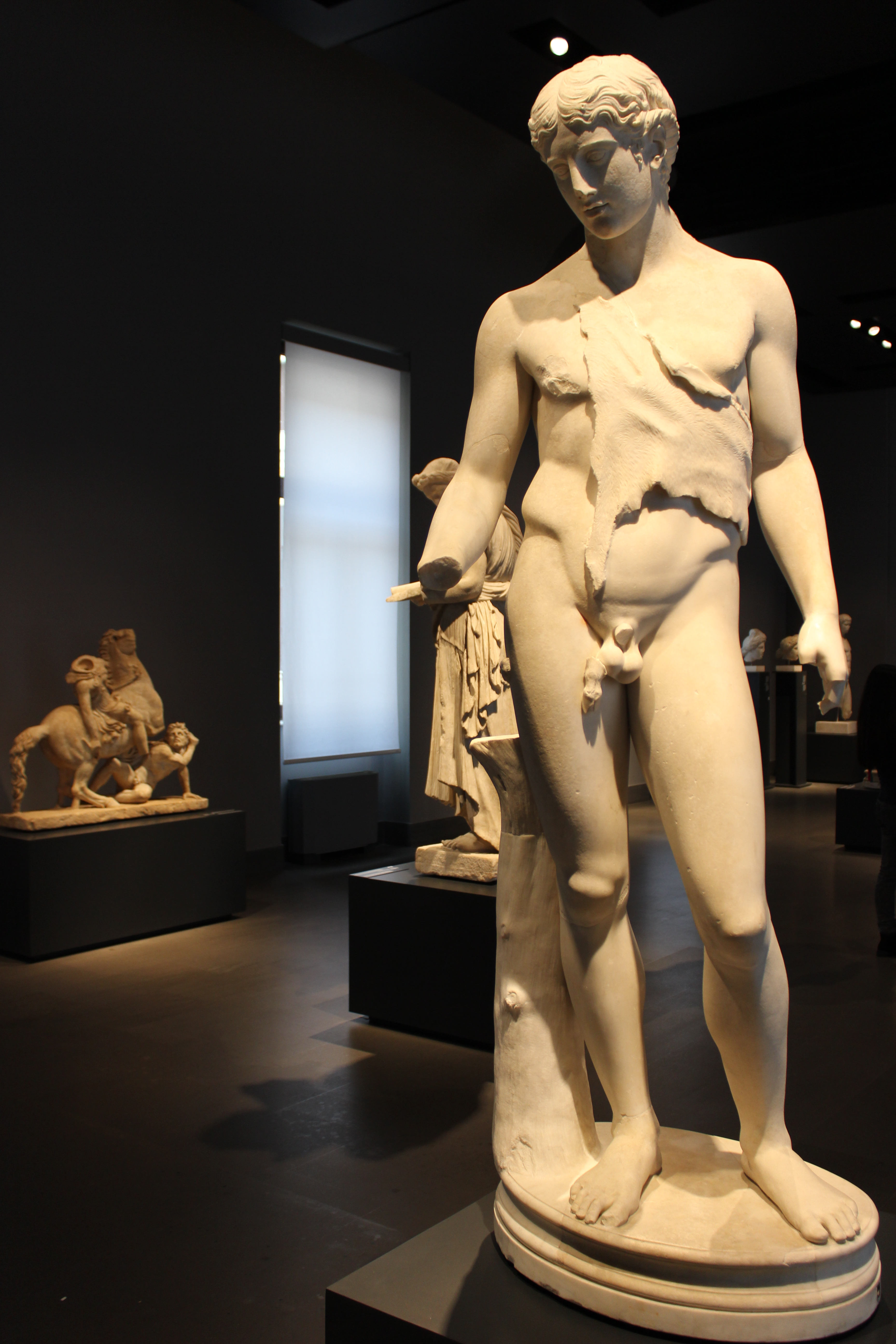
Dioniso da Villa Adriana (inv. 622)
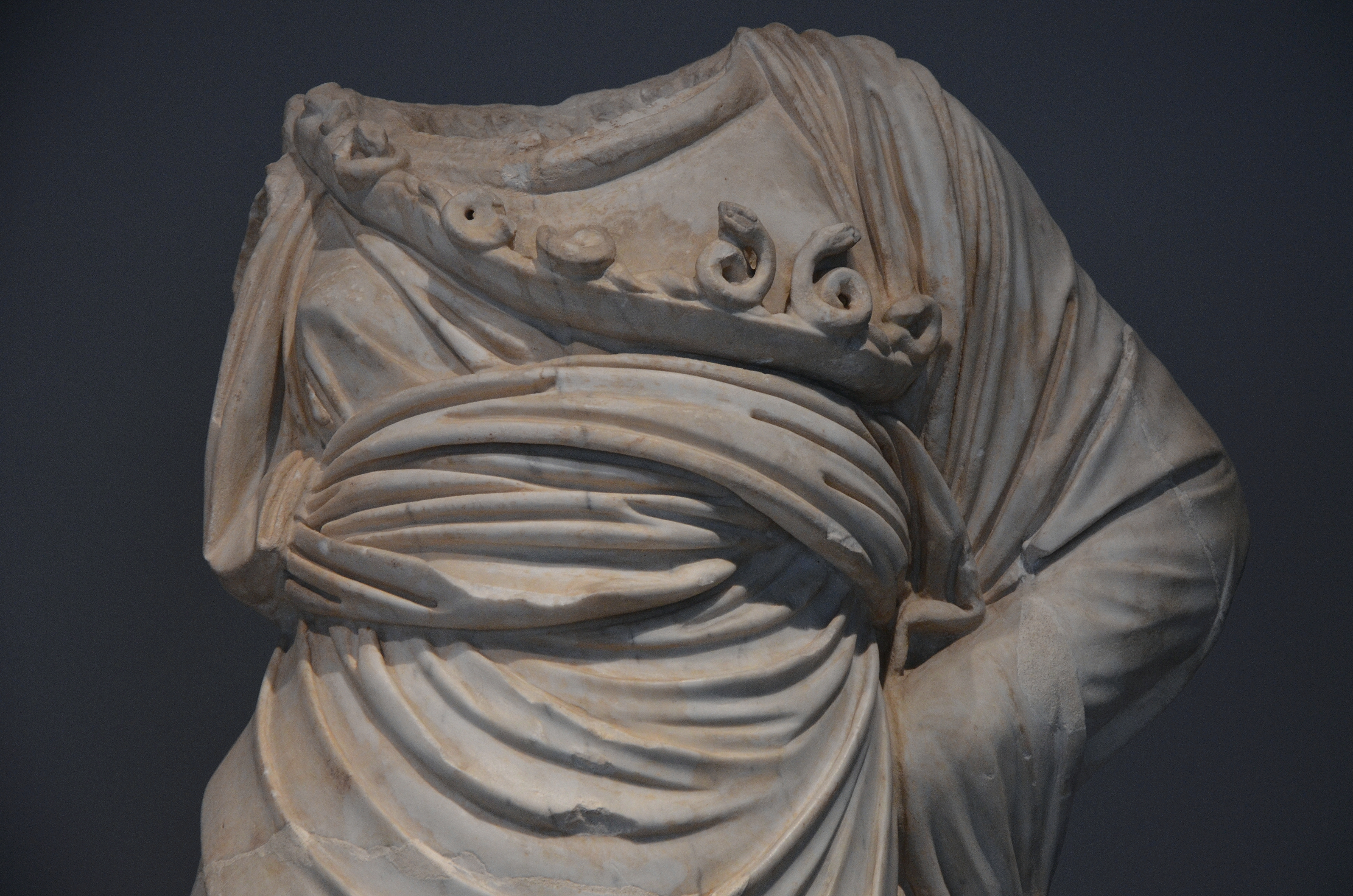
Dettaglio della statua di Atena (da Villa Adriana)

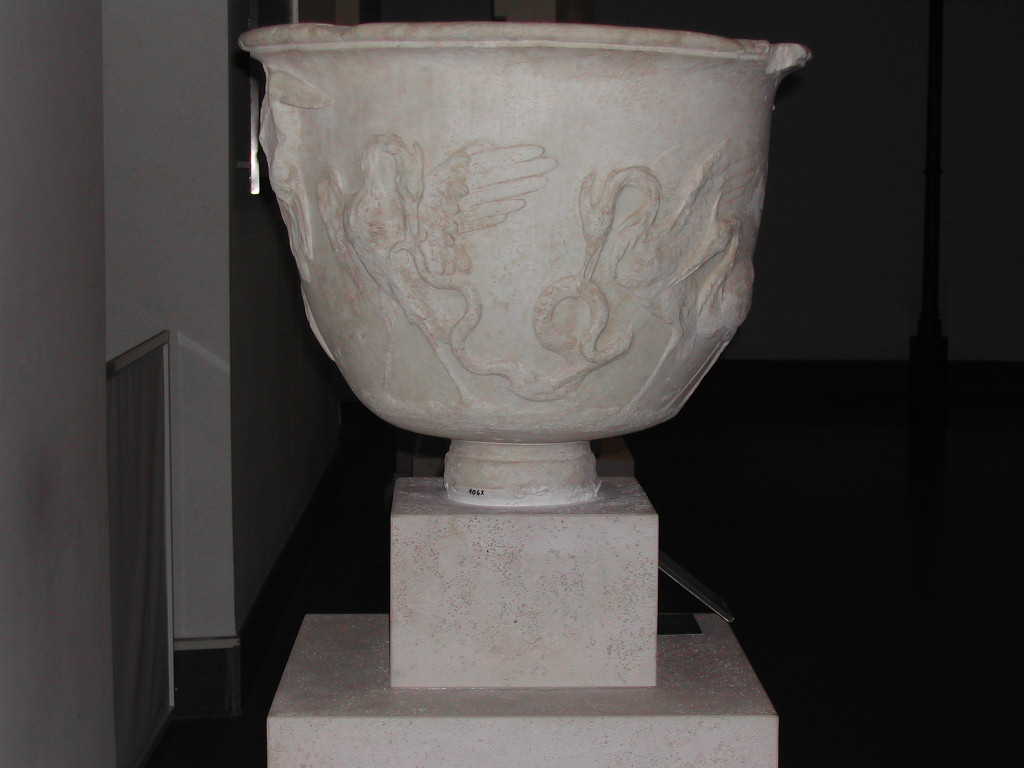
Un classicistico cratere in marmo ornato da gru e serpenti
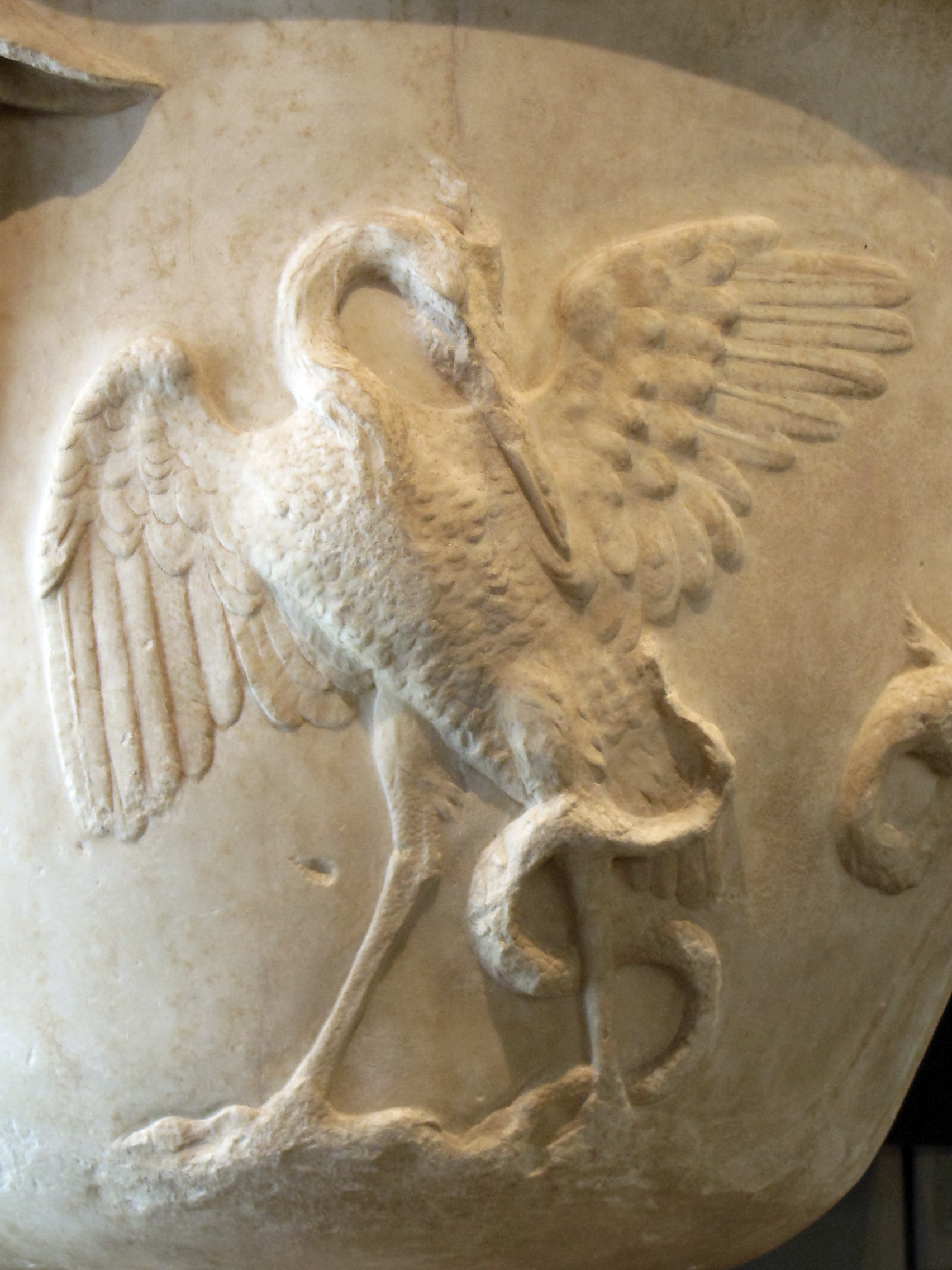
Dettaglio del cratere in marmo ornato da gru e serpenti
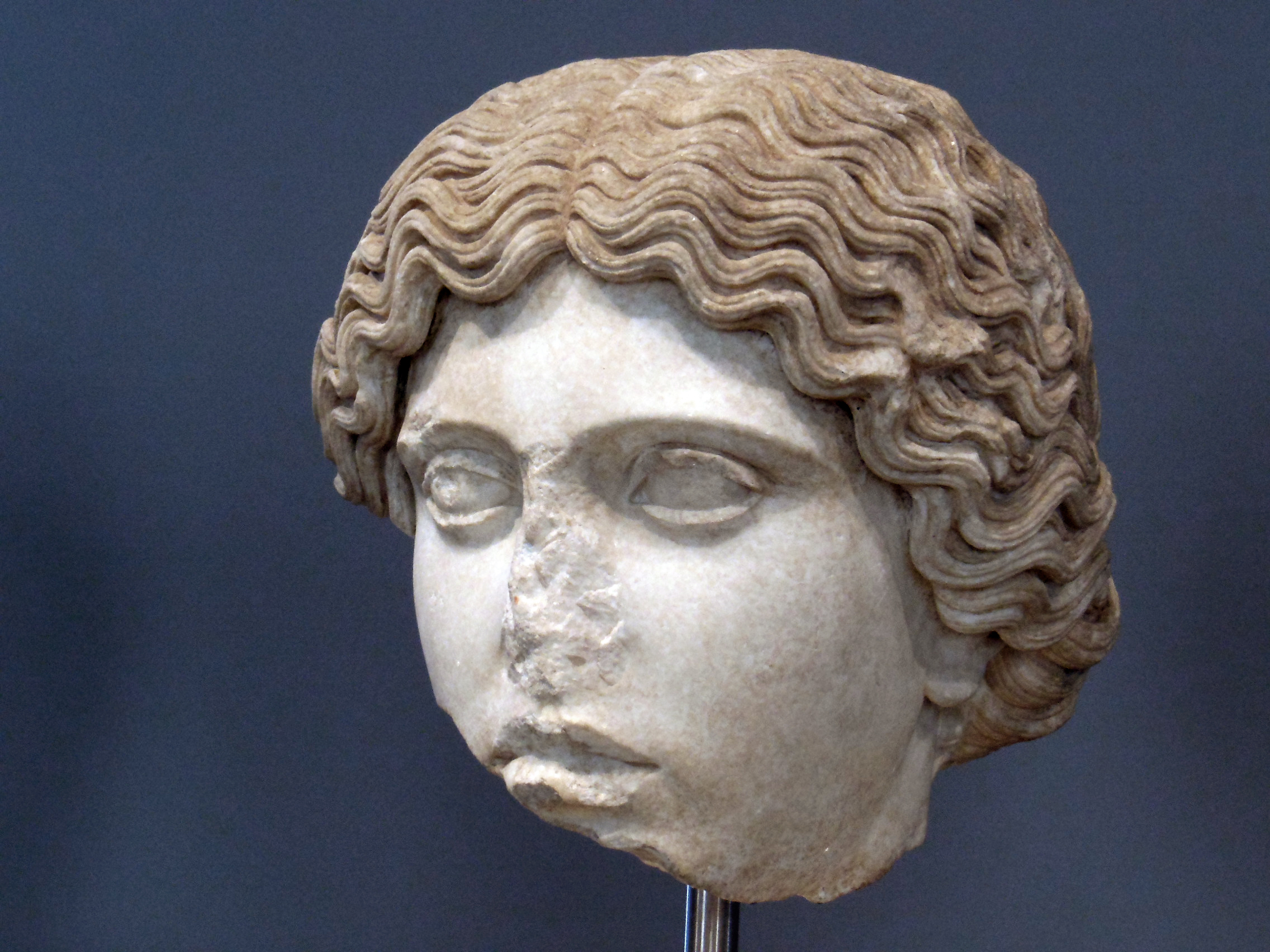
Testa di Amazzone del tipo Mattei, copia romana da originale greco di Fidia da Villa Adriana (criptoportico tra stadio e biblioteche), in marmo pario.
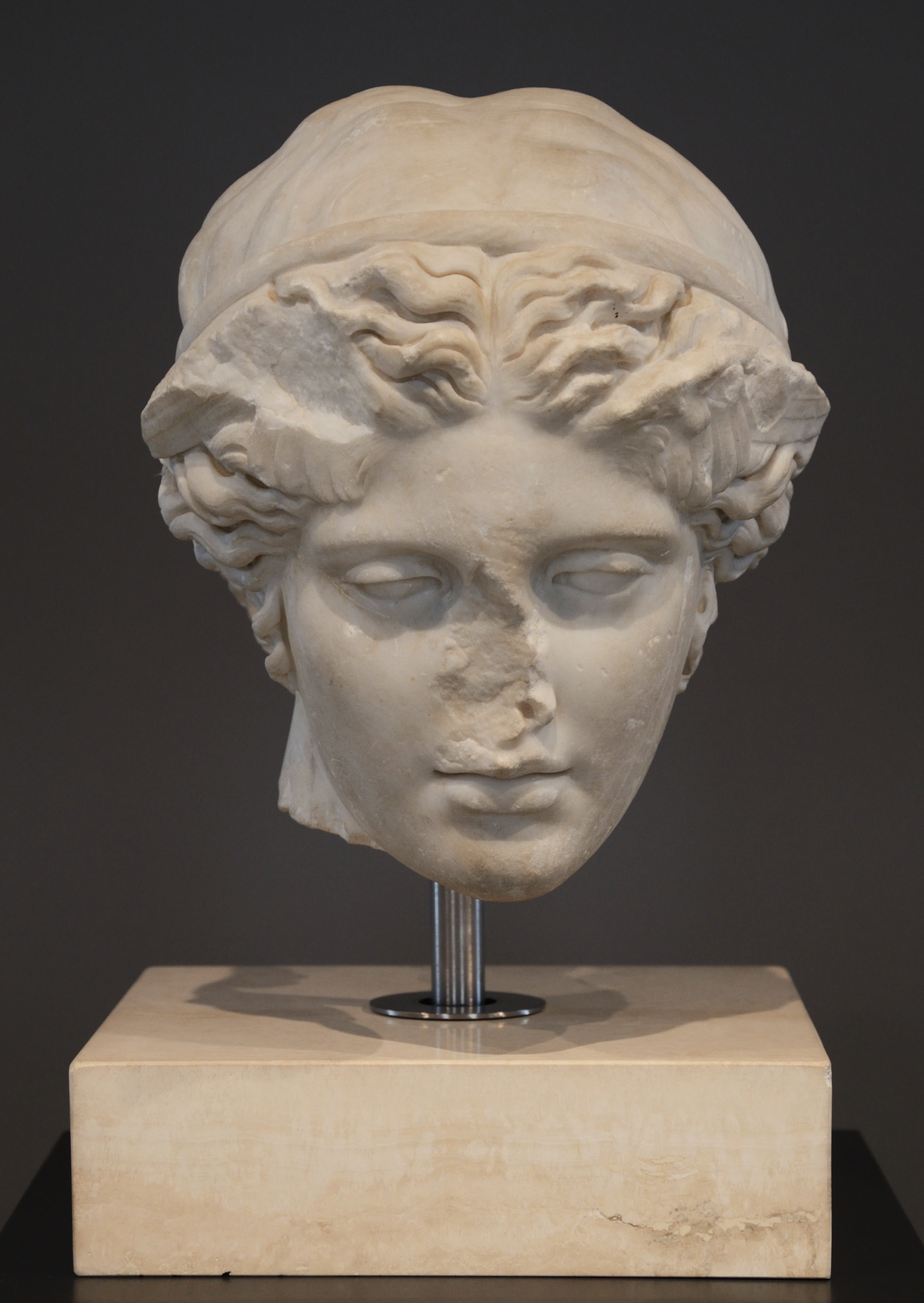
Hypnos proveniente da Villa Adriana (trovata dentro in criptoportico dall'entrata della Piazza d'Oro)
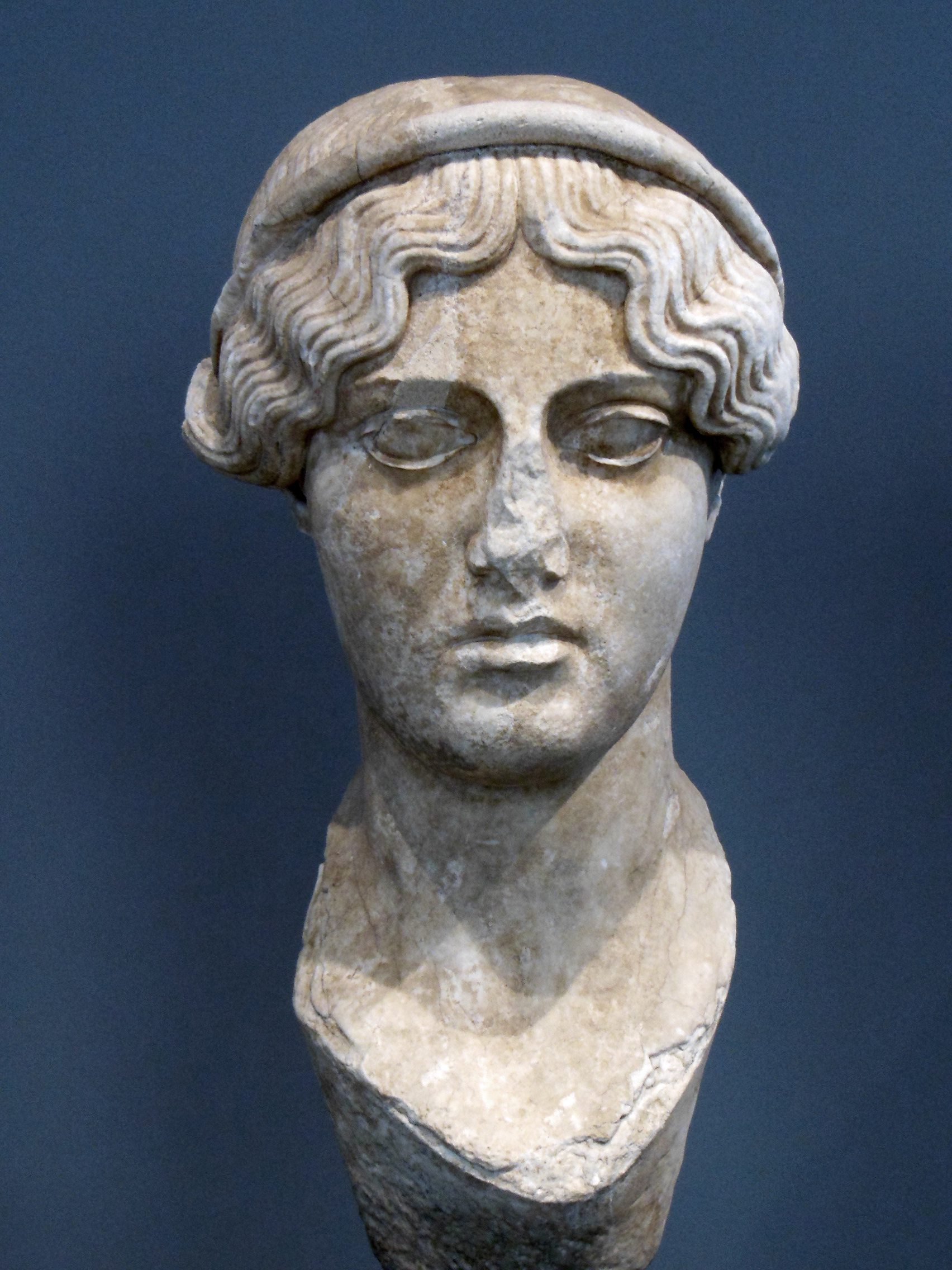
Testa diademata femminile da Villa Adriana (criptoportico presso tempietto di Afrodite Cnidica)
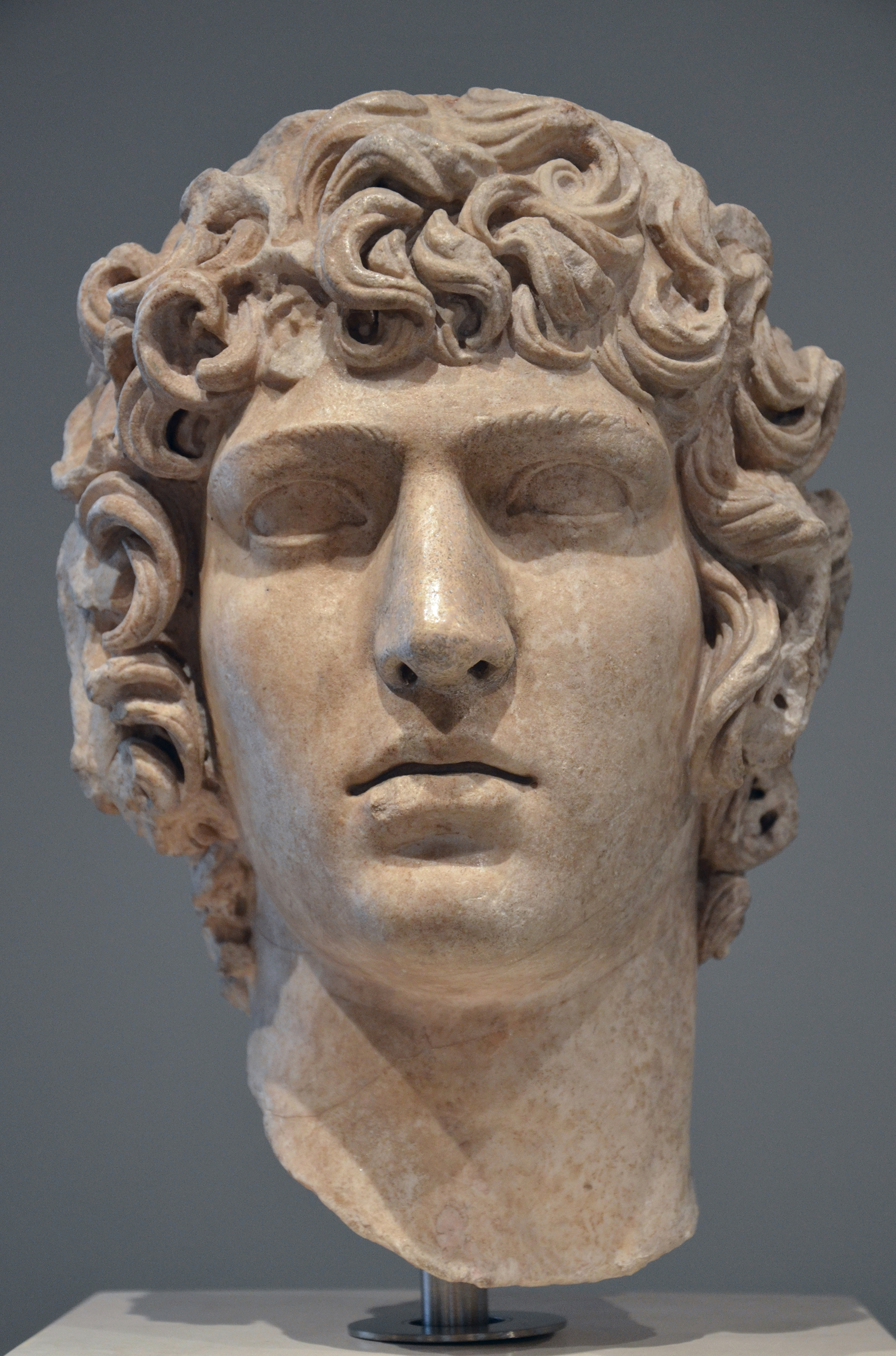
Ritratto di Antinoo, favorito di Adriano da Villa Adriana

### Sala VI (piano primo)

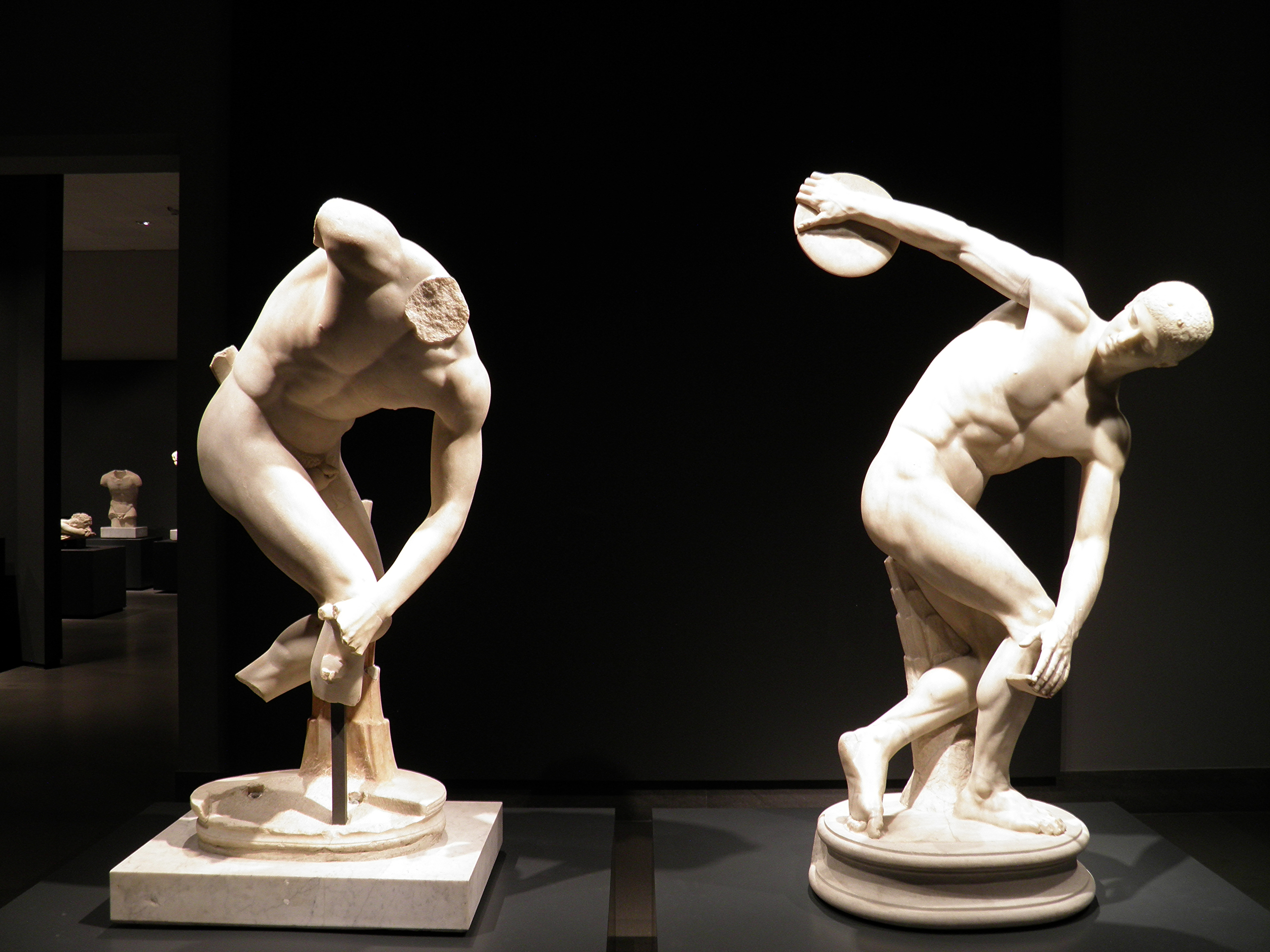
Il Discobolo Lancellotti e una statua acefala e frammentaria del discobolo di Castelporziano

L'entrata della "Sala VI" è caratterizzata dalla presenza dell'Apollo del Tevere di uno scultore neoattico di età augustea che si ispirava probabilmente al primo Fidia. Questa sala è dedicata alle sculture utilizzate per ricostruire l'atmosfera del ginnasio (ornamenta gymnasii). Al centro della sala troviamo due copie romane di epoca adrianea del famoso Discobolo di Mirone (V secolo a.C.): il Discobolo Lancellotti, dagli scavi dell'Esquilino del 1781 (da Villa Palombara), e il Discobolo di Castelporziano, acefalo. Della sala fanno parte anche l'atleta efebo Monteverde, due teste dell'Apollo tipo Liceo di Prassitele, altre copie di statue di atleti, tra le quali una testa di Lisippo e un torso (copia da un originale di scuola policletea).

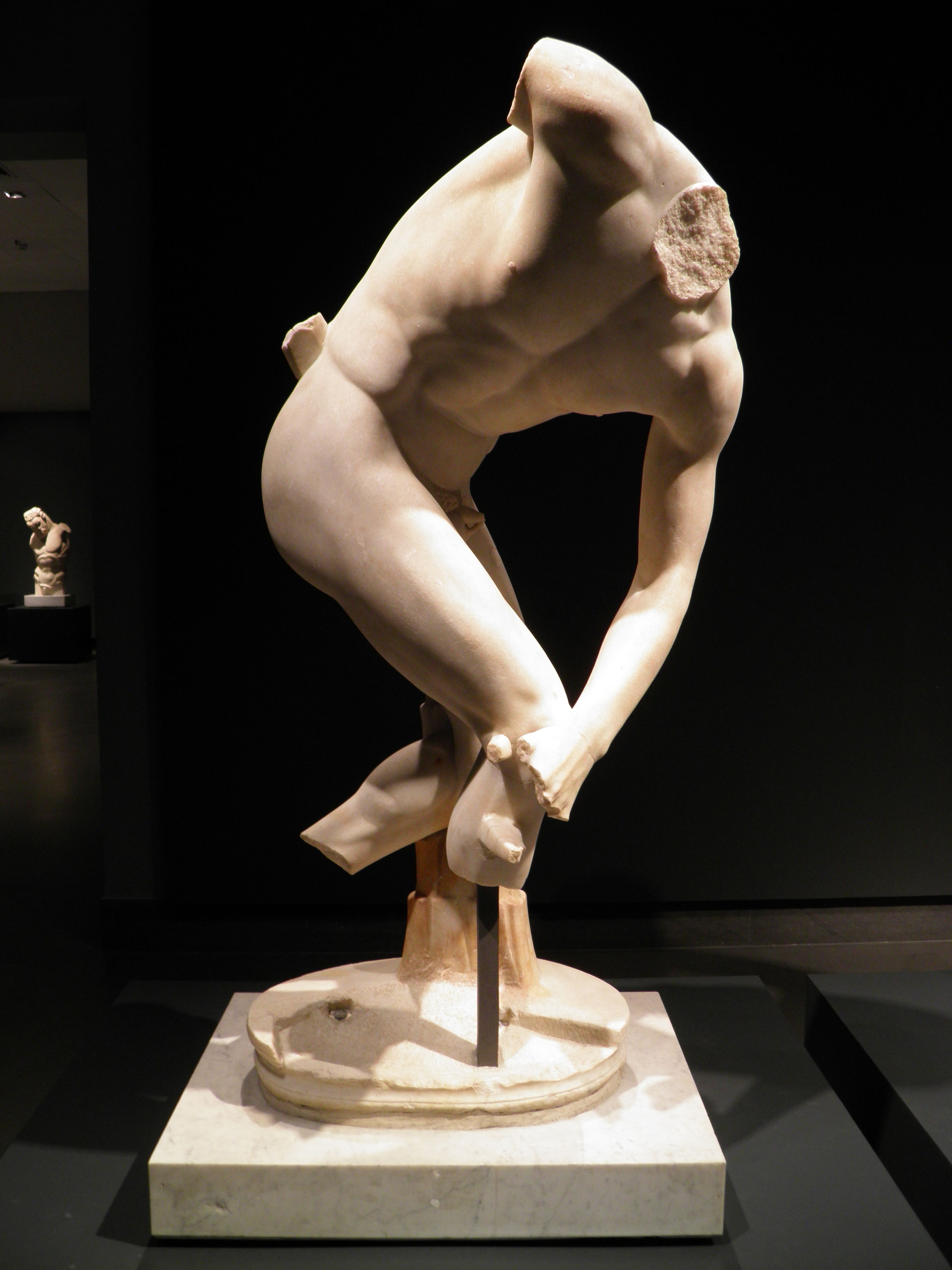
Il Discobolo di Castelporziano (altezza 148 cm; inv. 56.039)
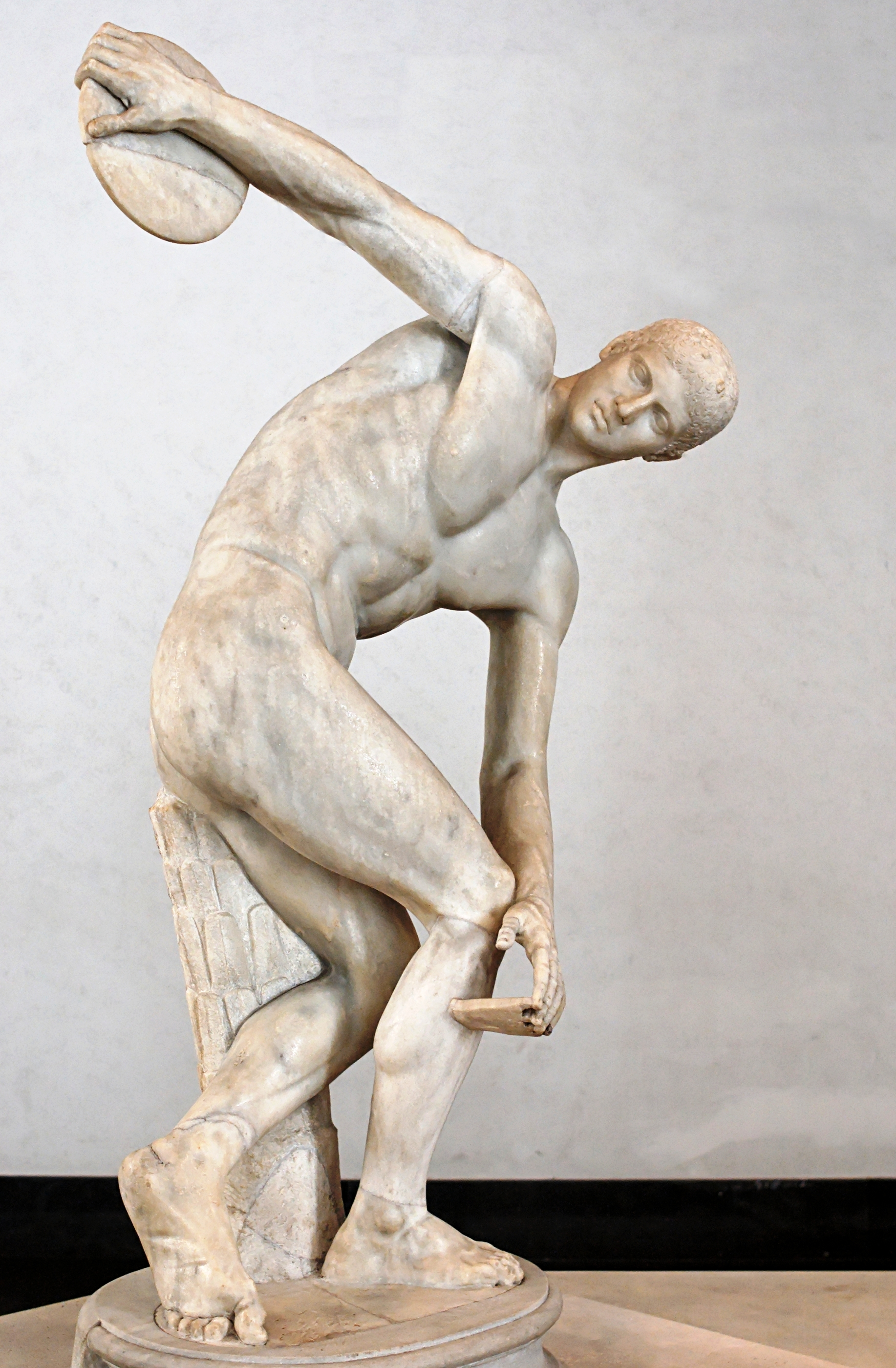
Il discobolo Lancellotti (altezza 155 cm; inv.126.371)
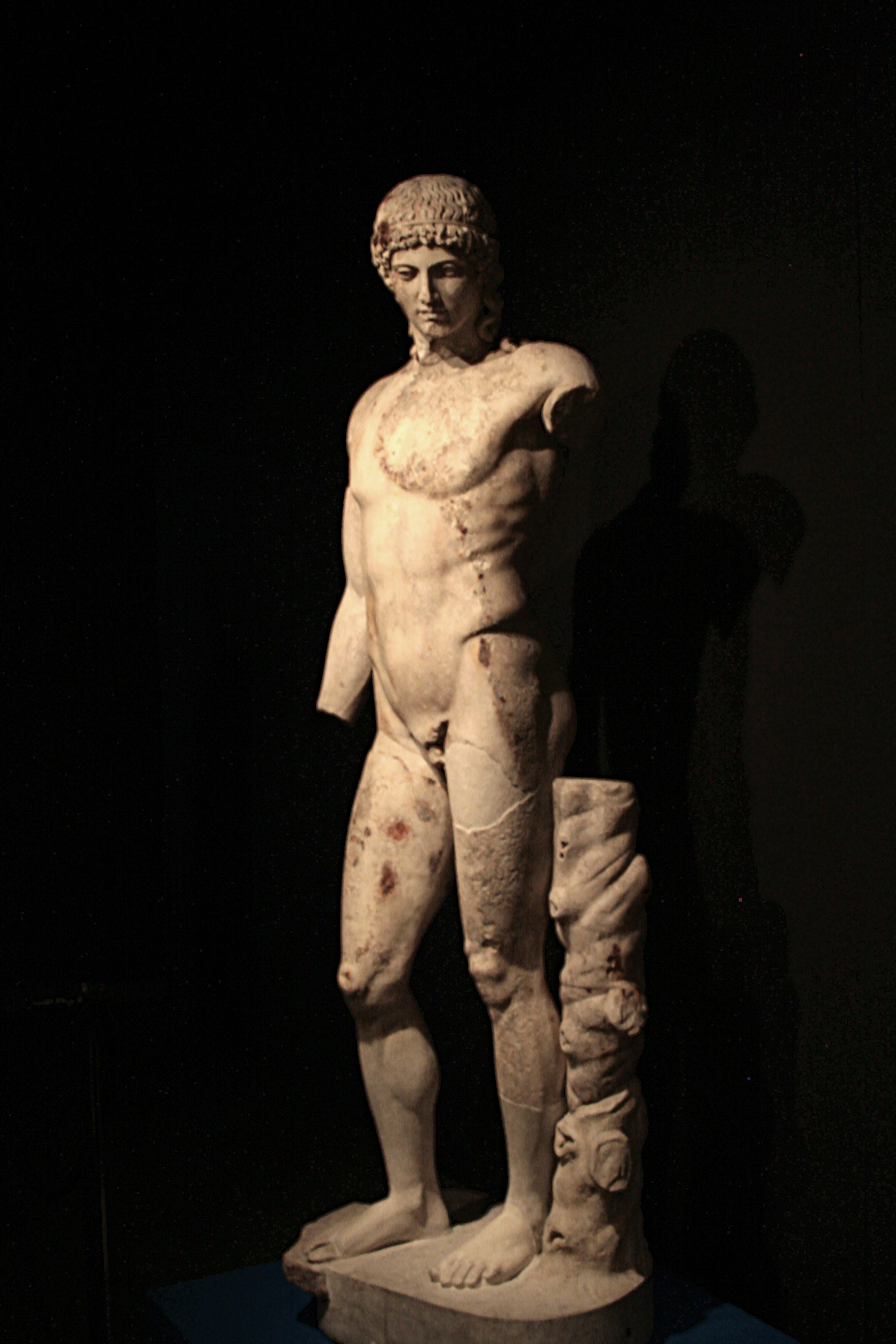
l'Apollo del Tevere (rinvenuto nel 1891; inv. 608; altezza 204 cm)
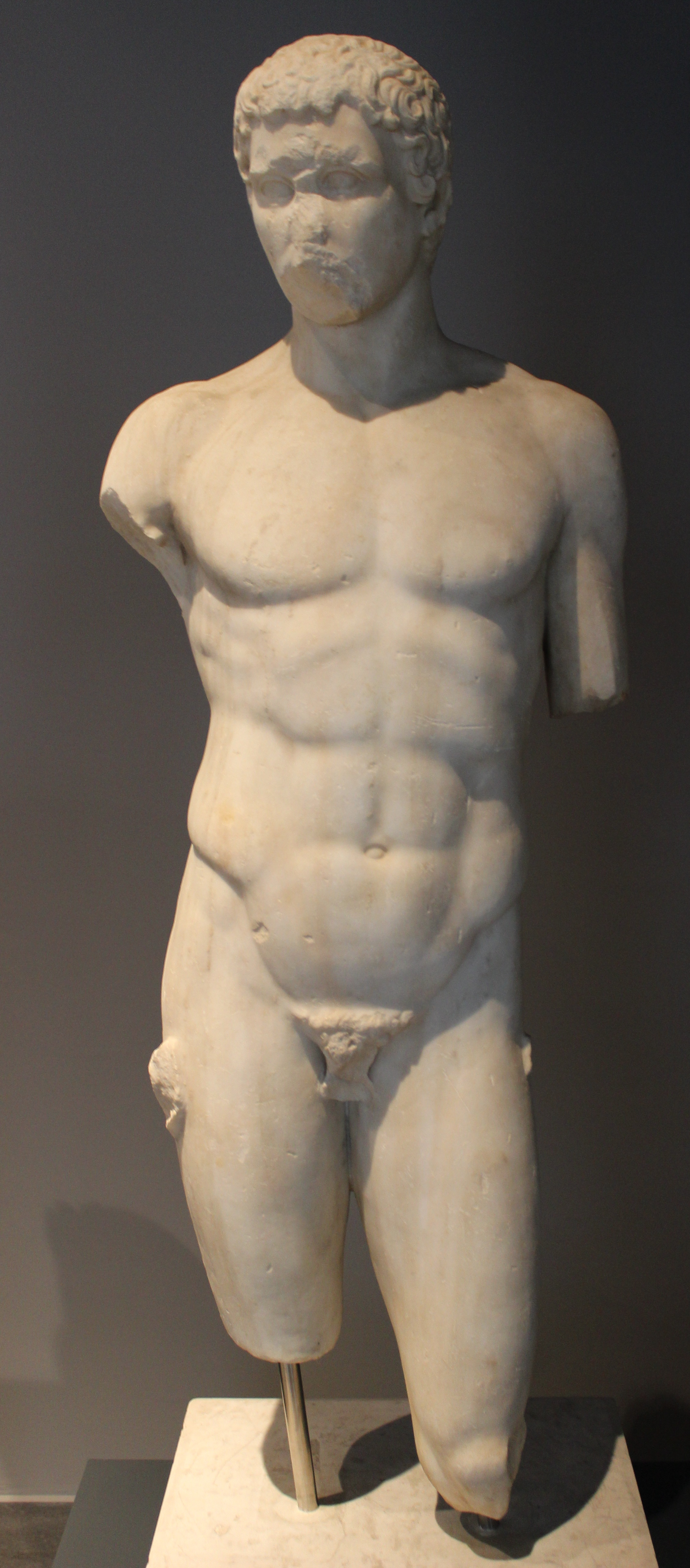
Atleta efebo tipo Monteverdi (altezza 130 cm; inv. 75.219)
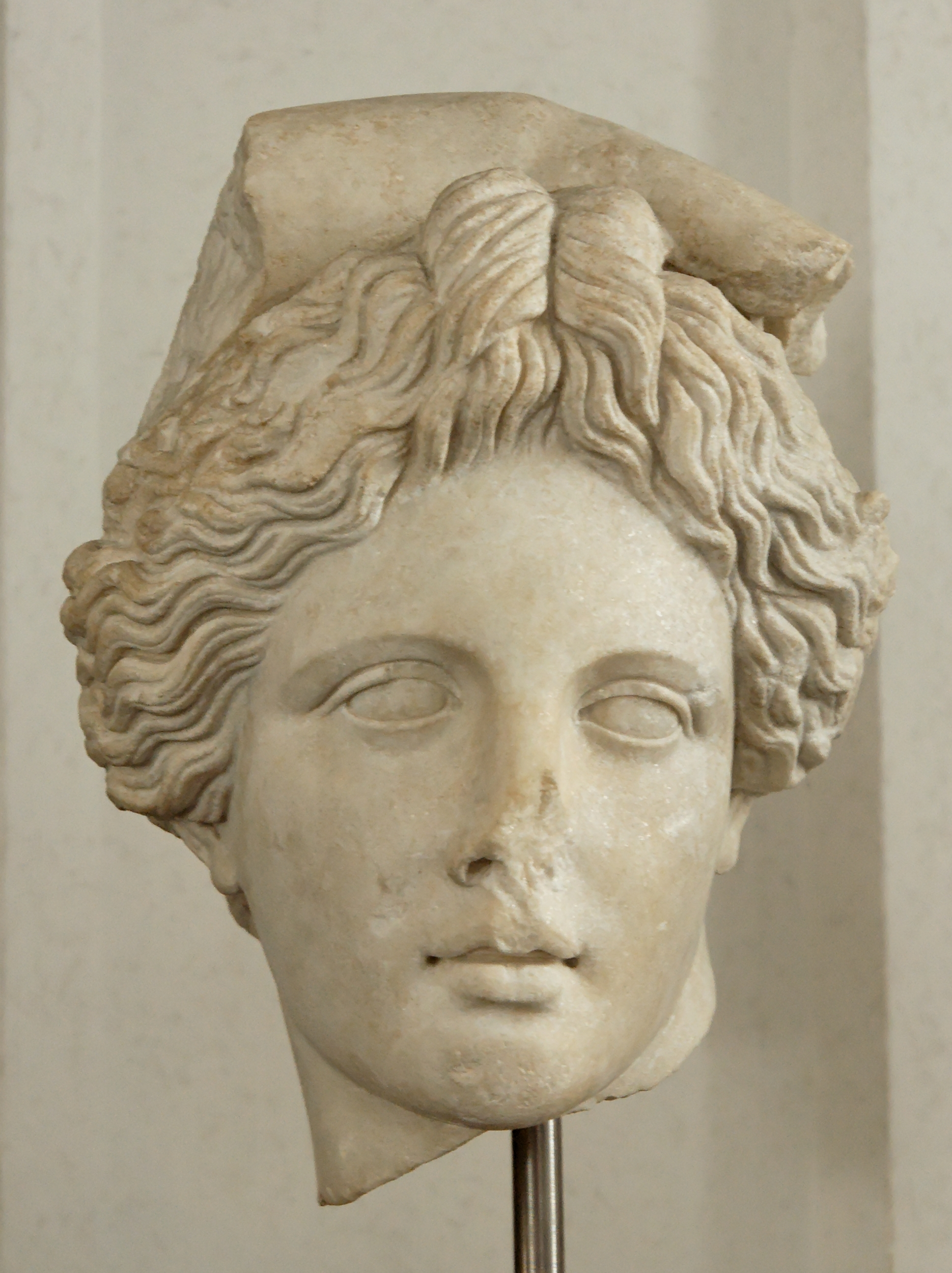
Testa di Apollo, tipo Liceo di Prassitele (altezza 30 cm; inv. 55.336; proveniente da Roma, Via Giolitti; inizi II secolo)

### Sala VII (piano primo)
La "sala VII" è un ambiente dedicato alle figure divine che, sempre utilizzate nelle ville e abitazioni cittadine, erano atte ad illustrare i valori culturali e del pantheon di dèi dell'antica Grecia, ma anche la gioia di vivere, come nel caso dell'Acrobata africano, del Satiro Flautista, di un Apollo nudo e uno in costume da citaredo, dell'Artemide armata di faretra acefala, di Dioniso in veste di Sardanapalo (proveniente dalla Via Appia e deriva probabilmente da un originale della fine del IV secolo a.C.) e di uno giovane in bronzo (proveniente dagli argini del Tevere, di età adrianea che si ispirava a modelli del IV secolo a.C.), Atena, Pan, Afrodite accovacciata (copia in marmo dall'originale bronzeo di Doidalsa), dell'Eros arciere di Lisippo (Villa dei Quintili sulla Via Appia), di una Teti con un tritone e infine dell'Ermafrodito dormiente.
Riguardo all'Ermafrodito dormiente, esso rappresenta un giovane, che dorme sul proprio mantello, con la testa appoggiata sul braccio destro che fa da cuscino. Il corpo giace sul fianco. La veduta posteriore, con i glutei in primo piano in modo provocante, suggerisce la bellezza di un corpo femminile. La parte anteriore mostra invece l'organo sessuale maschile eretto, che mostrano l'identità dell'Ermafrodito. Secondo il poeta latino Publio Ovidio Nasone era un ragazzo di grande bellezza che venne trasformato in un essere androgino dalla doppia identità sessuale, grazie all'unione soprannaturale con la ninfa Salmace.

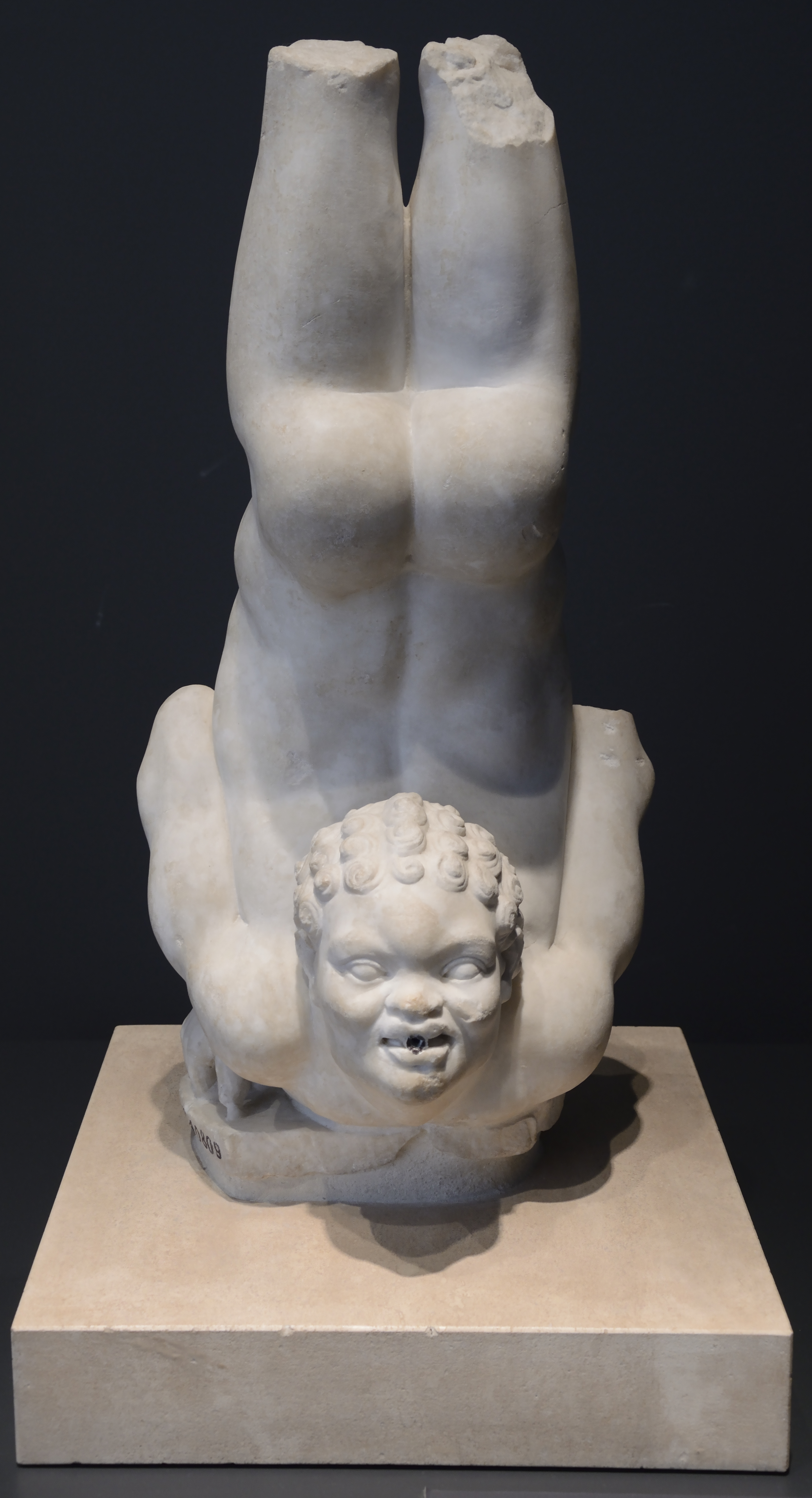
Statua di acrobata africano
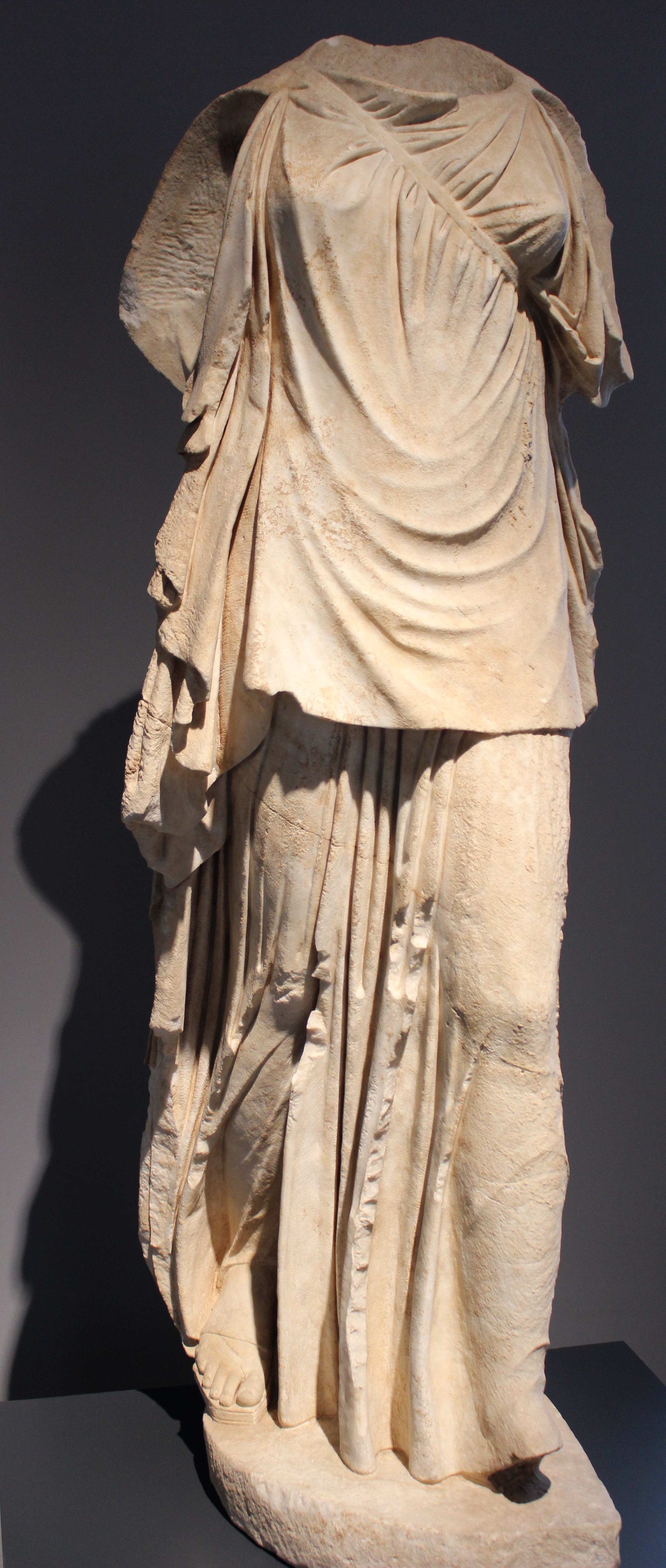
Statua acefala di Artemide (Villa dei Quintili; altezza 159 cm; inv. 107.682)
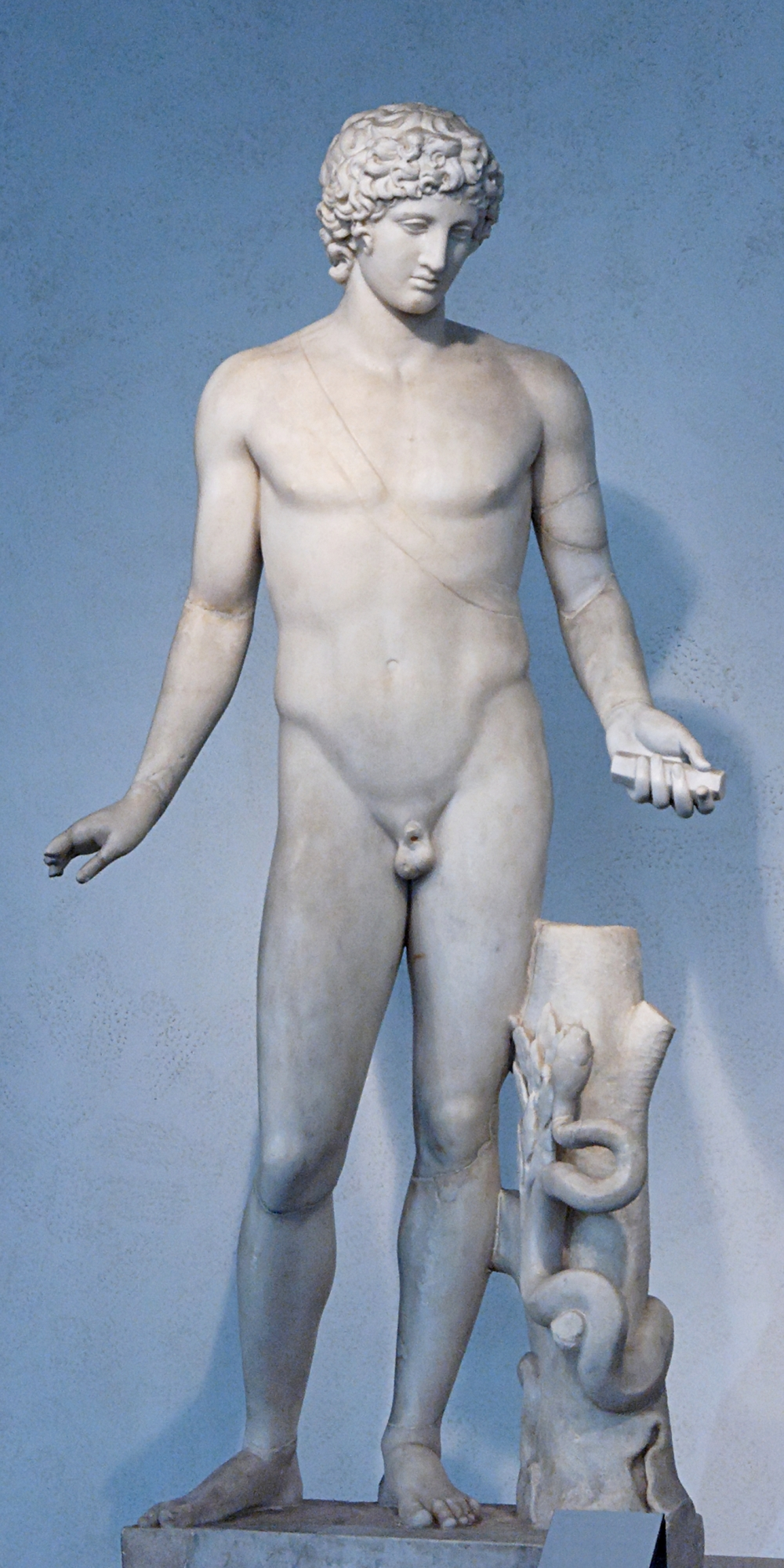
L’Apollo di Castelporziano (marmo bianco; altezza 170 cm; inv. 75.675)
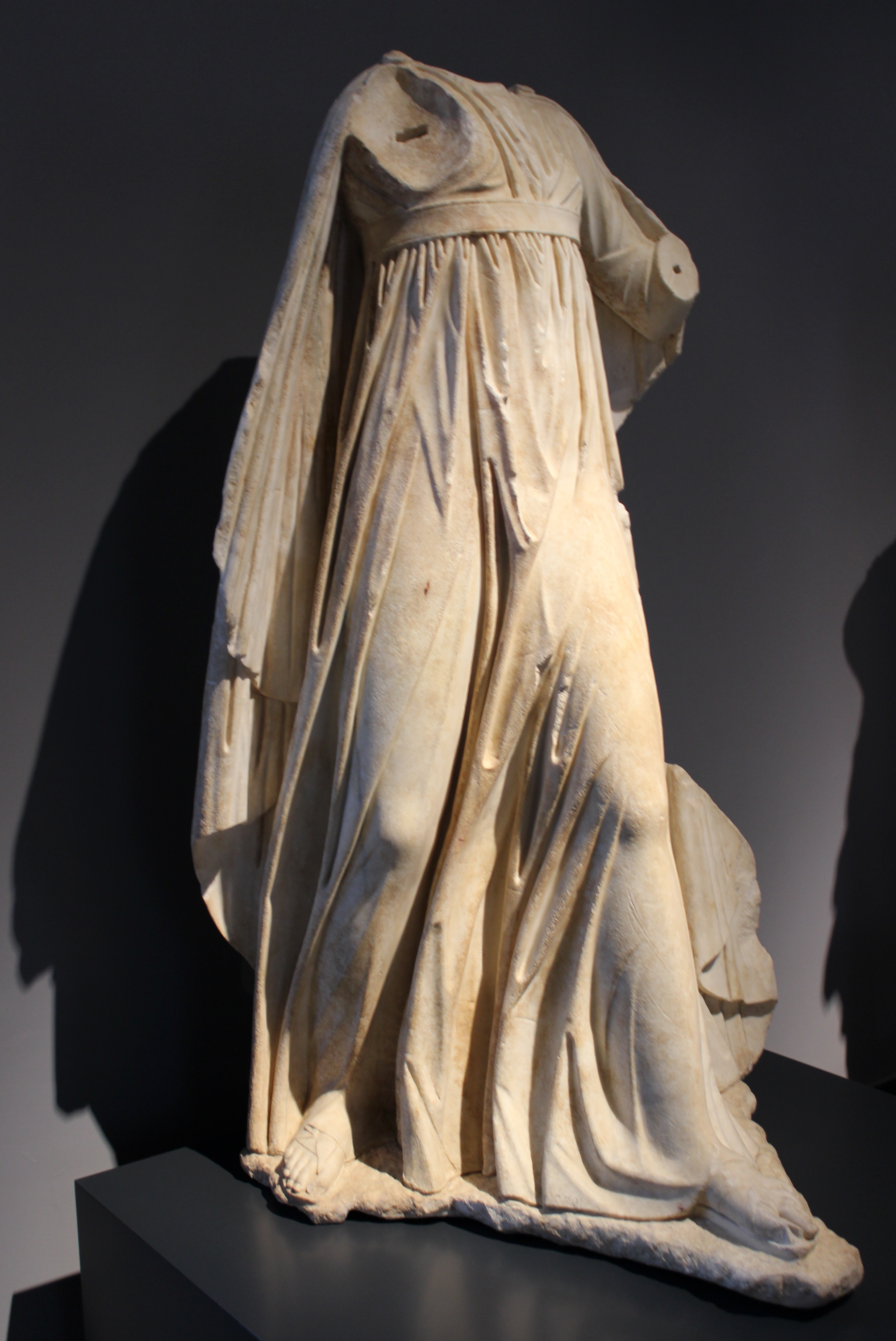
Un Apollo citaredo da Villa dei Quintili
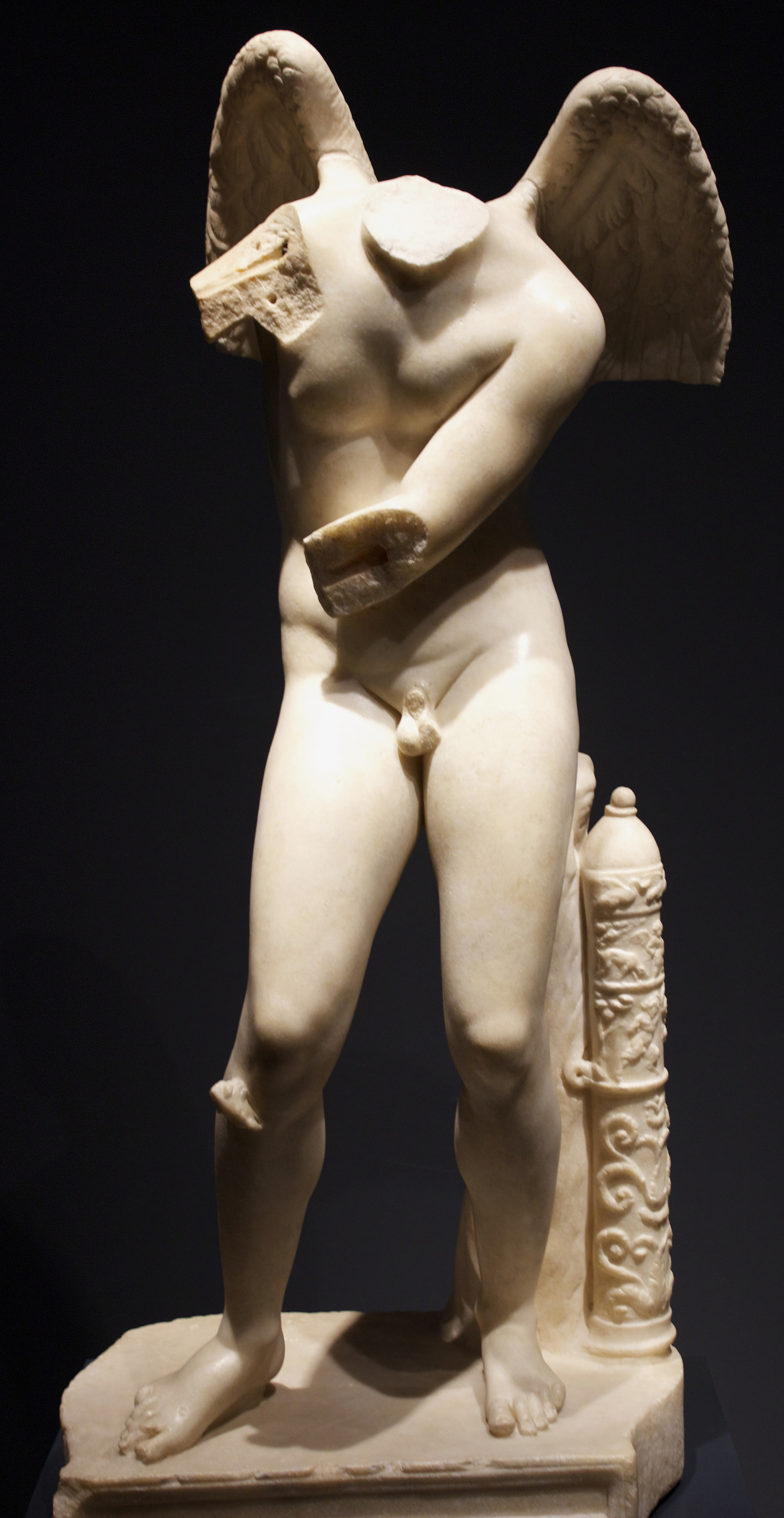
Eros arciere di Lisippo (altezza 120 cm; inv. 129.185)
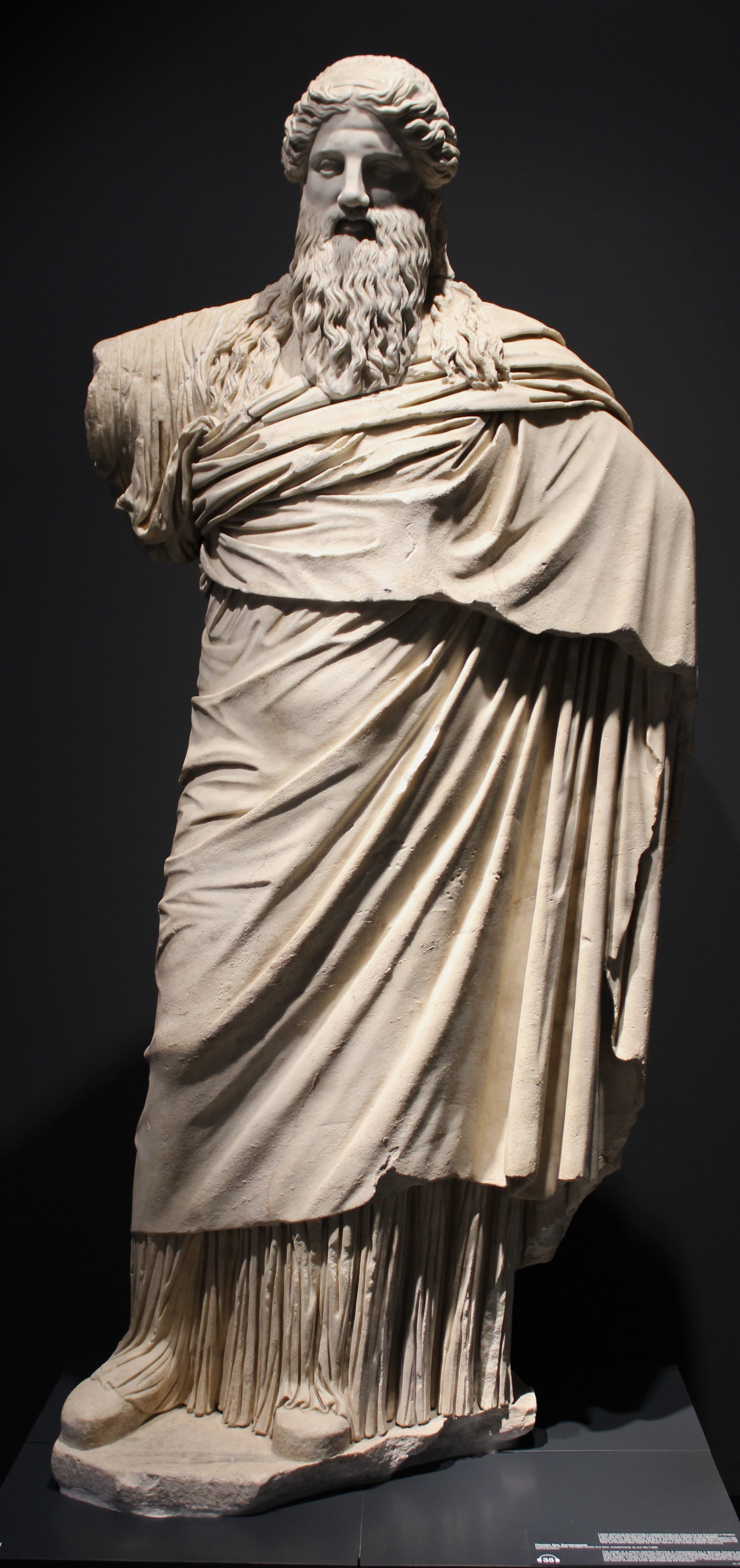
Dioniso in veste di Sardanapalo
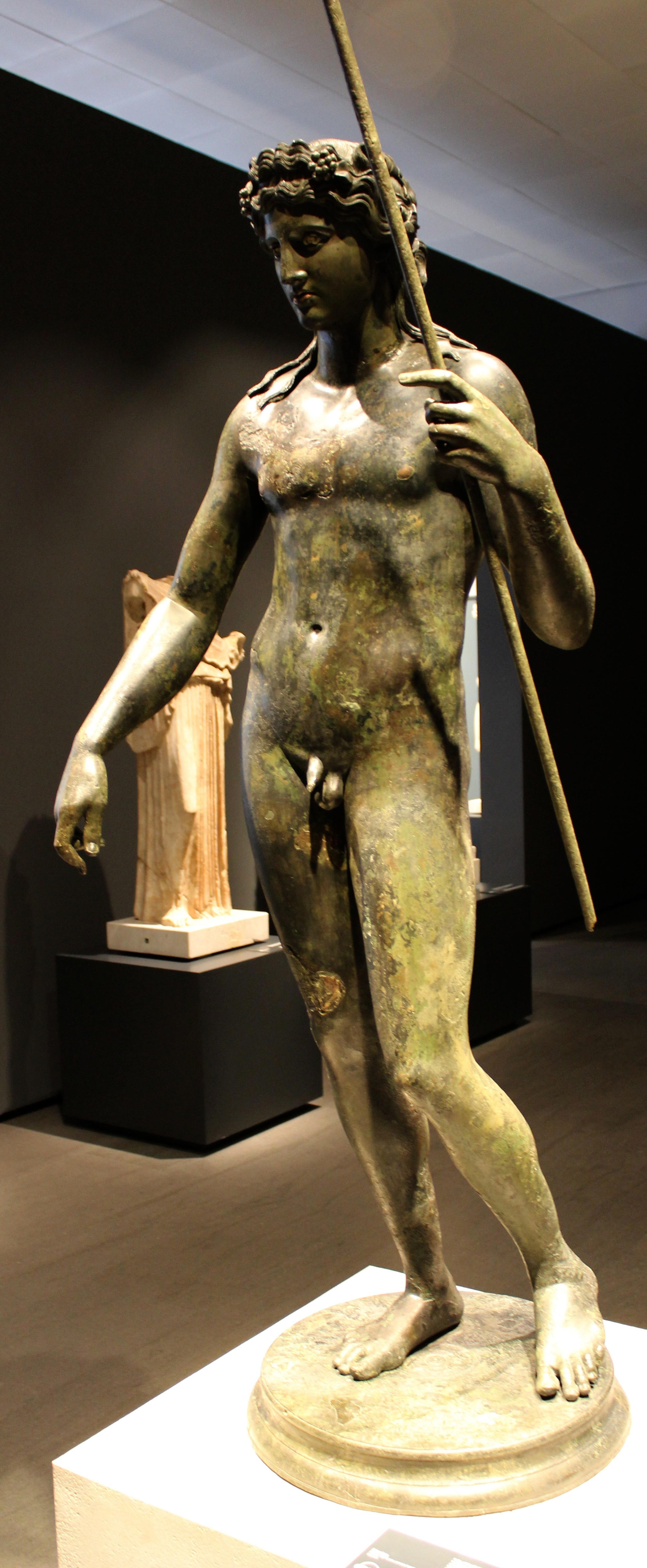
Dioniso in bronzo (dall'alveo del Tevere; altezza 158 cm; inv. 1.060)
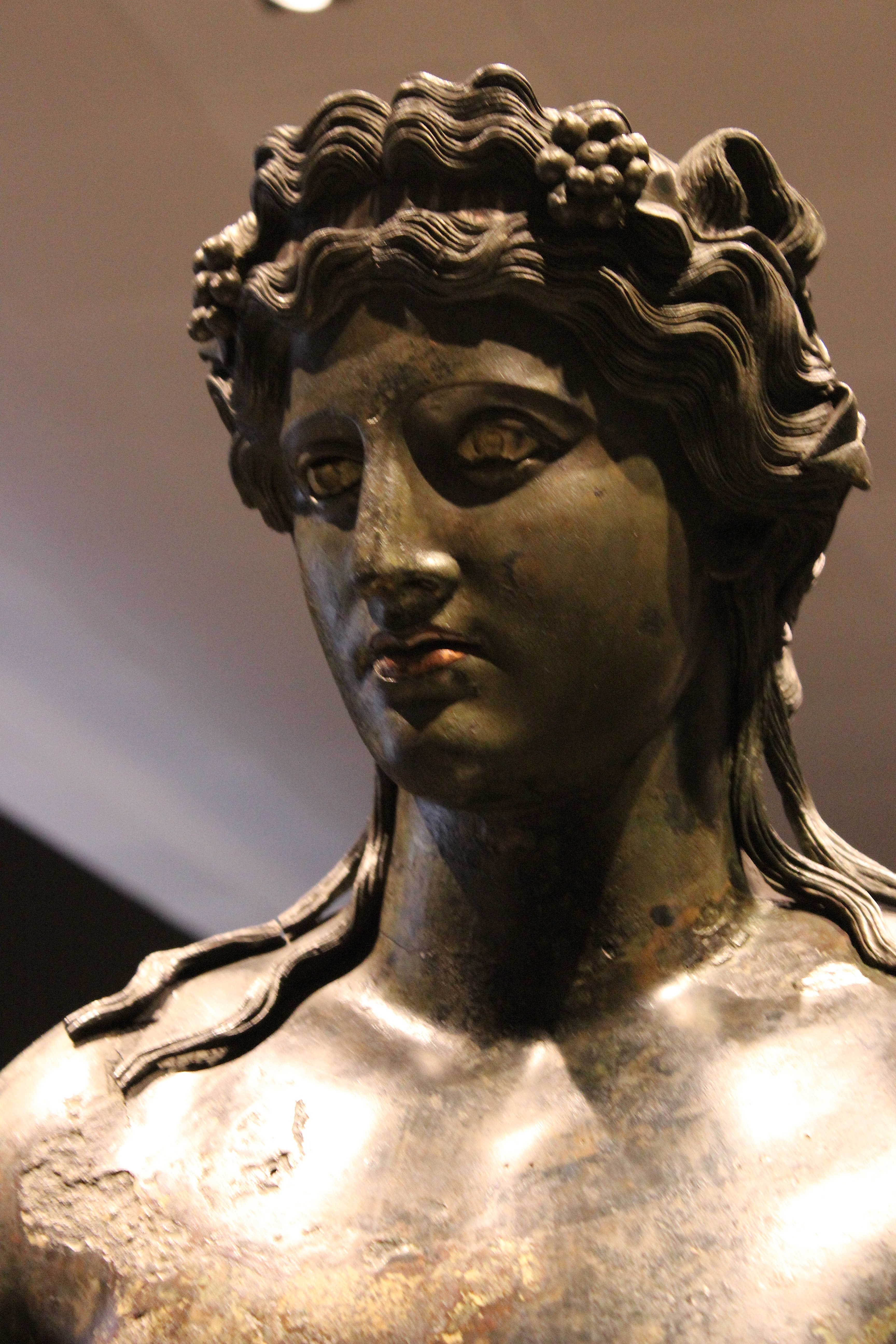
Dettaglio del viso del Dioniso in bronzo
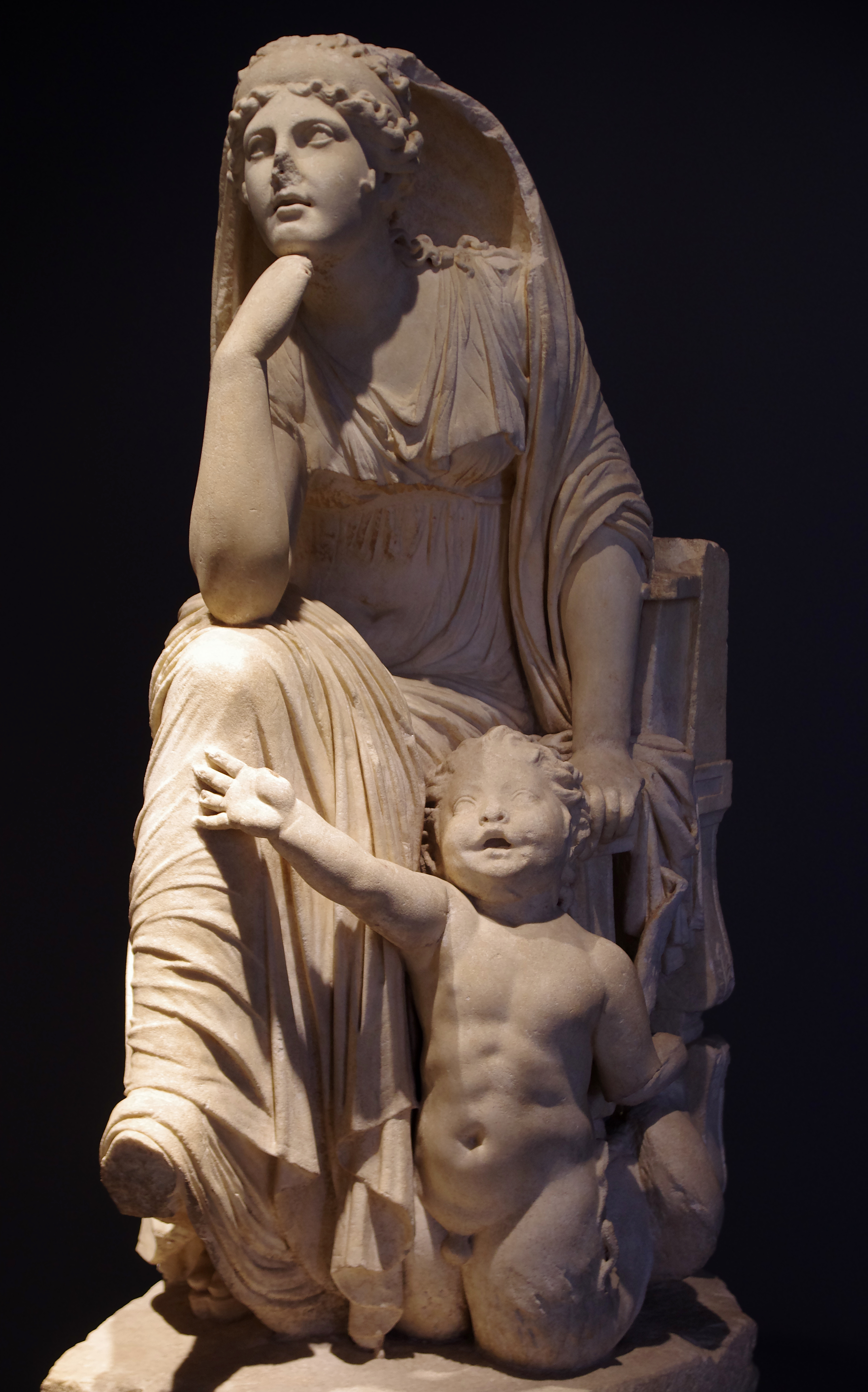
Statua di Teti con un tritone (copia romana da un originale greco del II secolo a.C.)
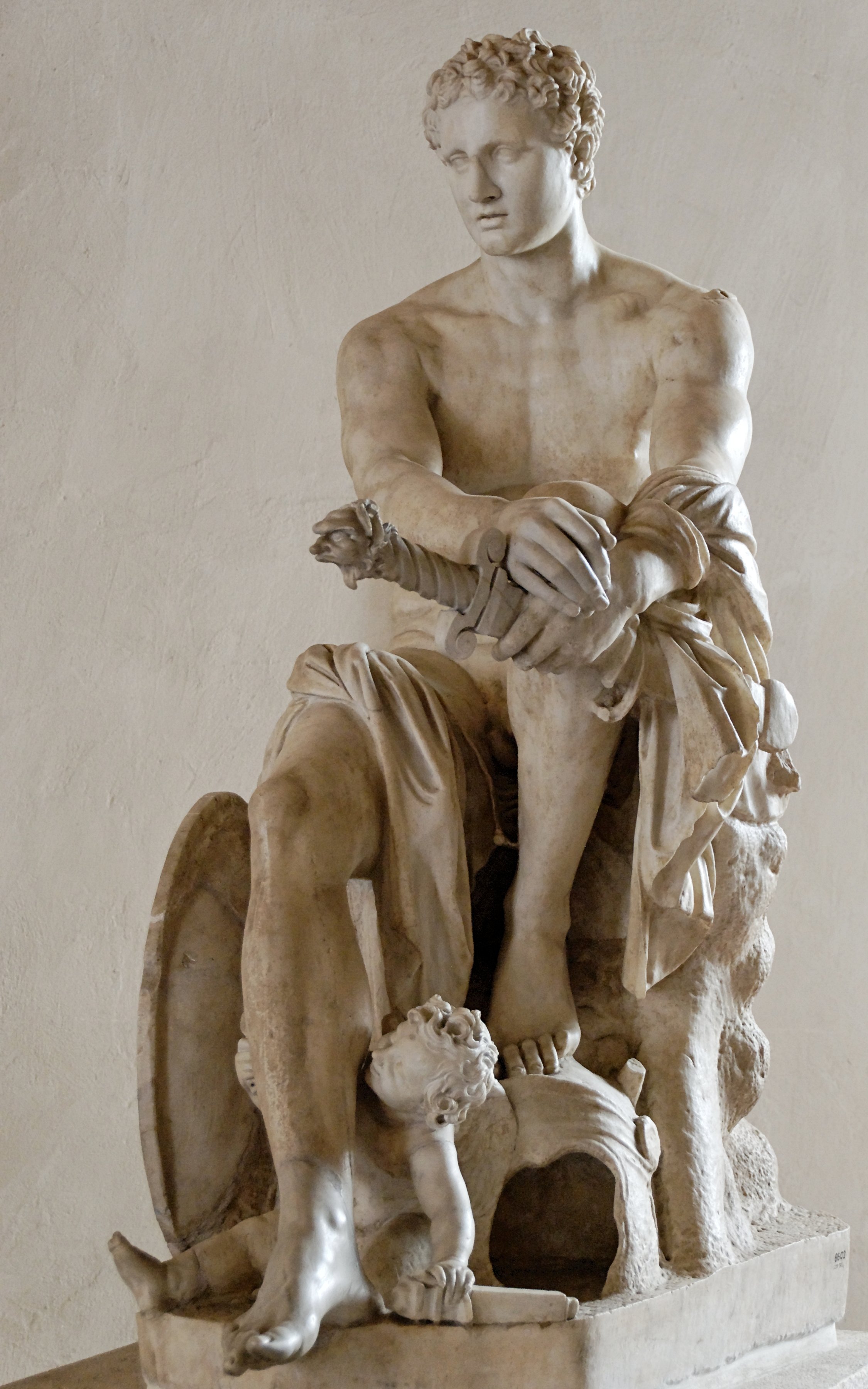
Il cosiddetto "Ares Ludovisi" (oggi a palazzo Altemps), che potrebbe rappresentare Achille e far parte del gruppo scultoreo insieme a Teti
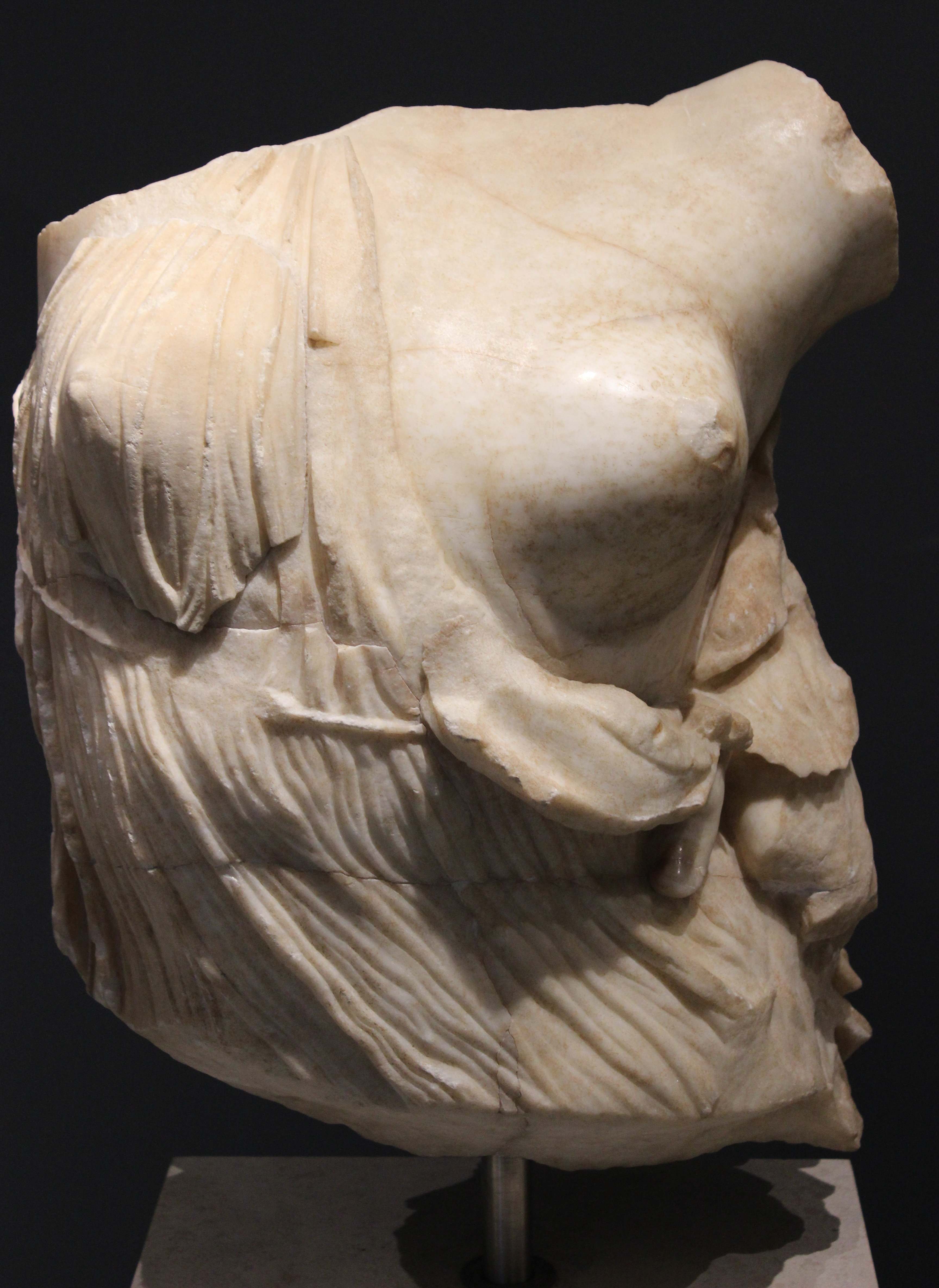
Pentesilea, figura della mitologia greca, figlia di Ares e di Otrera,[65] e sorella di Ippolita, Antiope e Melanippa.
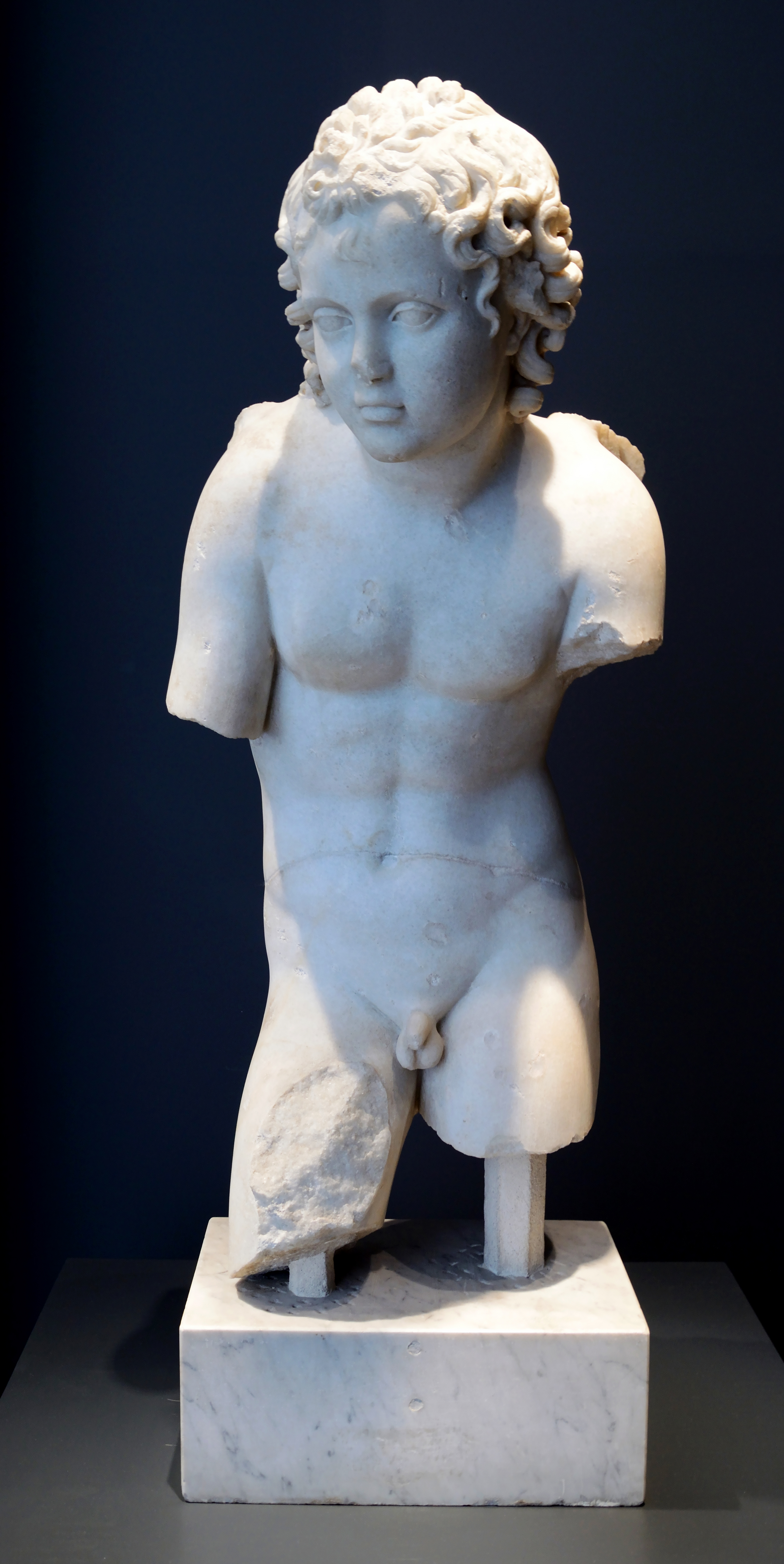
Eros arciere (dal Lungotevere in Sassia; copia romana del II secolo d.C. da originale greco di Lisippo)

### Sala VIII (piano primo)
Nella "Sala VIII" la tematica dominante è quella della rappresentazione scultorea di importanti gruppi mitologici che nell'arredo erano utilizzati come exempla virtutis. In questa sala troviamo esempi come: una testa di Eracle da Nemi, un torso di Minotauro (rinvenuto a Roma insieme ad uno maschile, forse appartenente a Teseo), un torso di Ulisse (facente parte di un gruppo in cui l'eroe greco, insieme a Diomede, dopo aver sottratto il Palladium da Troia, una statua del Pedagogo insieme ai figli minori di Niobe.

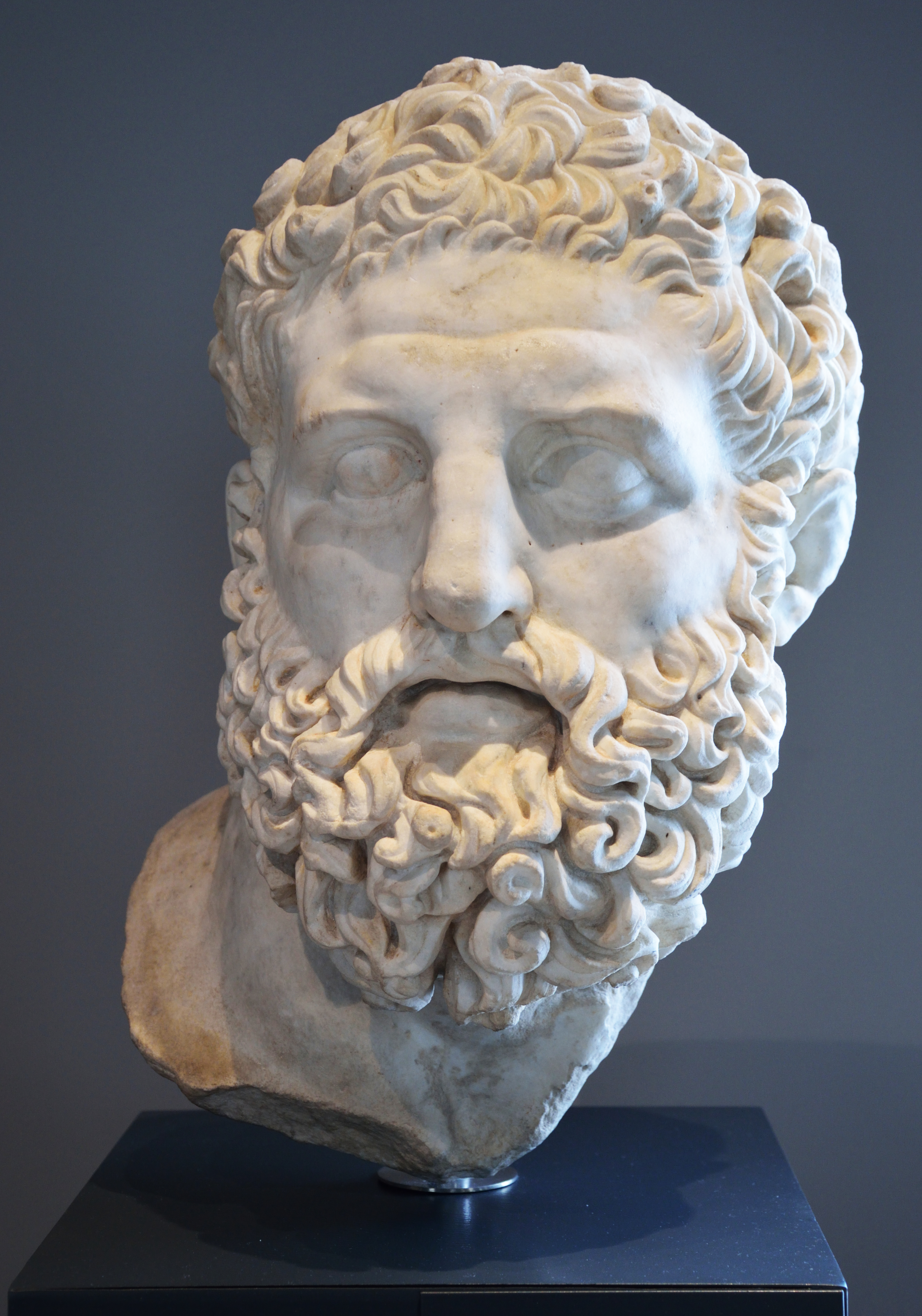
Ritratto di Ercole (fine II secolo d.C.; teatro antico di Nemi)
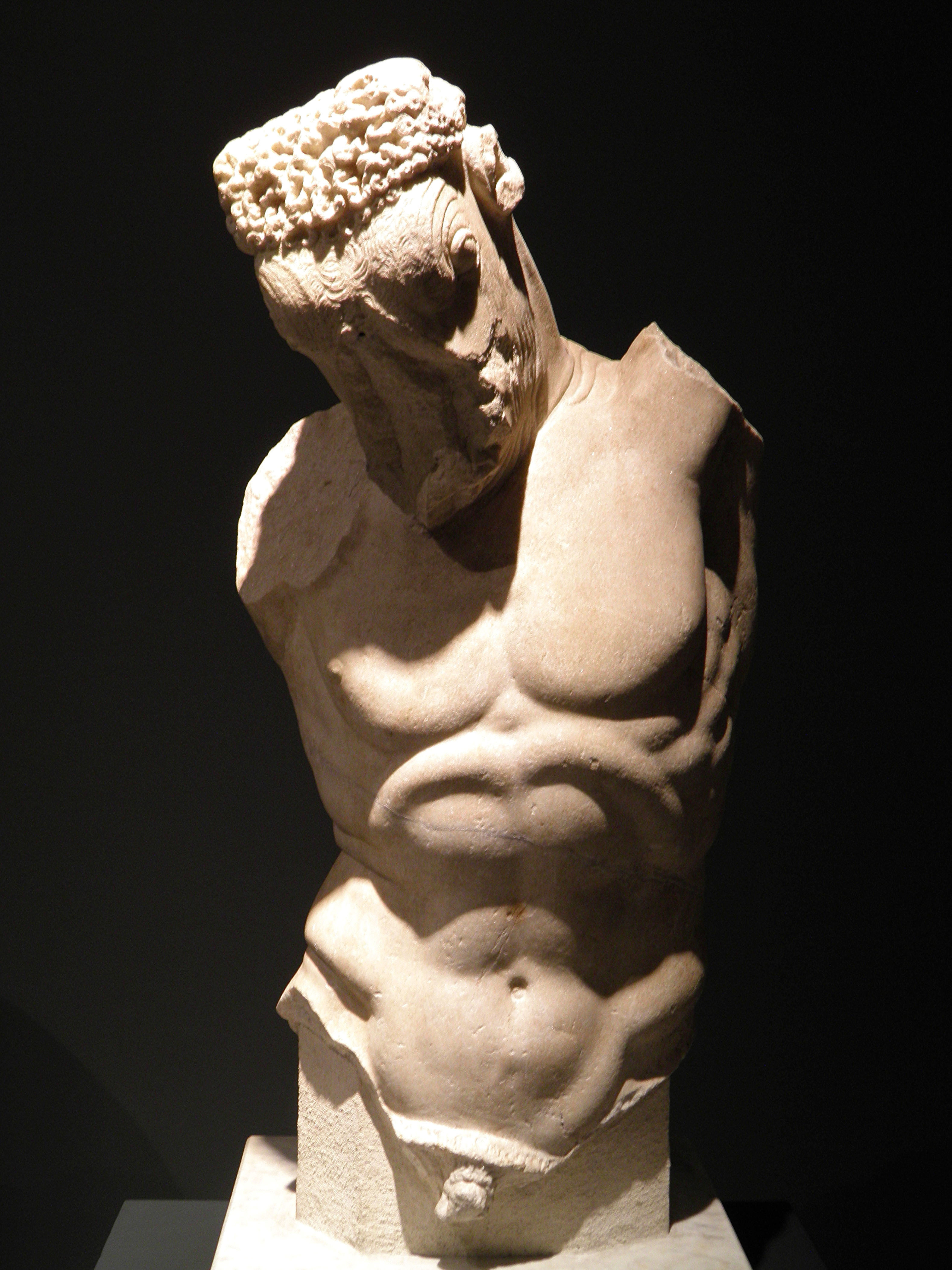
Torso di Minotauro
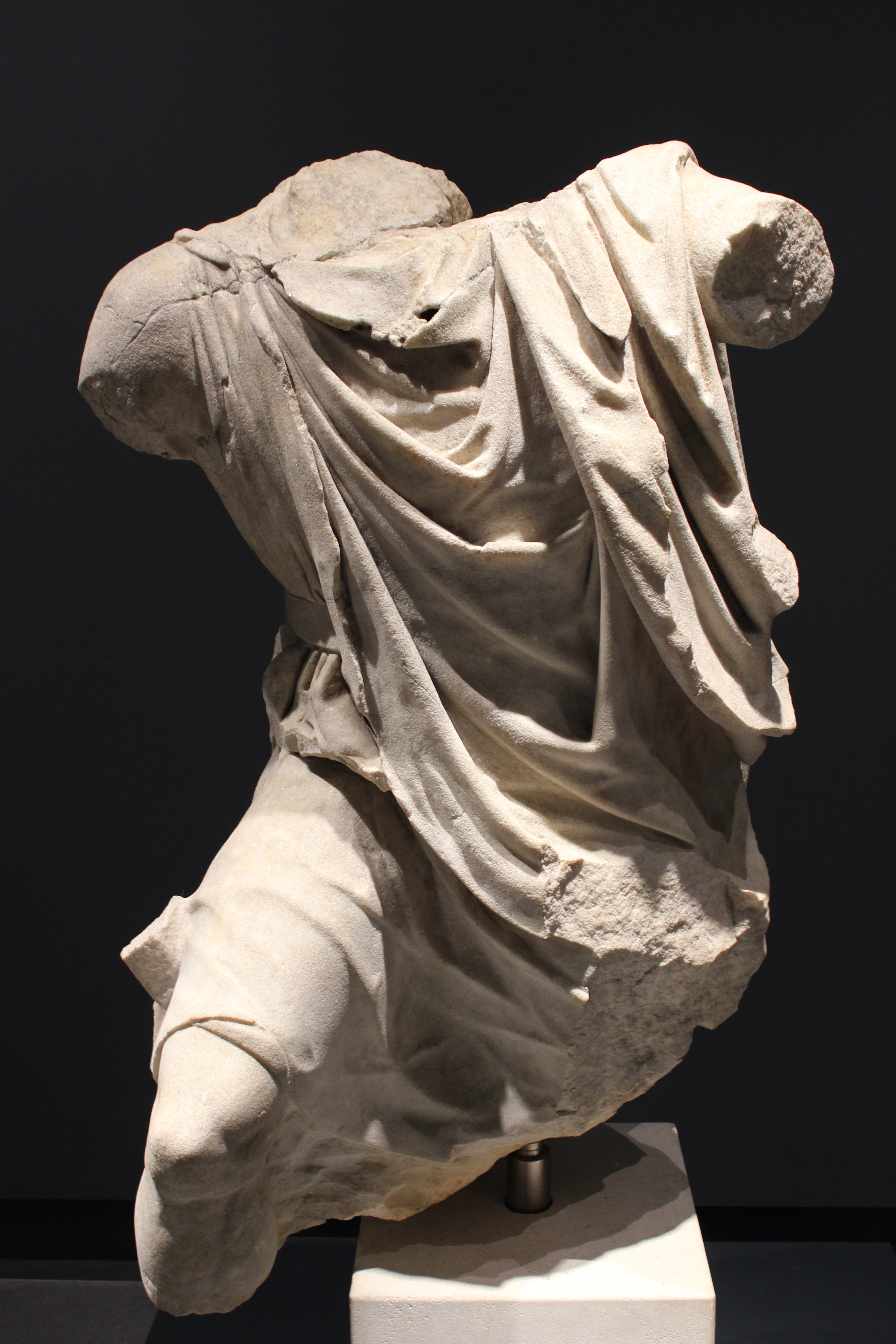
Torso di Pedagogo

### Sala IX (piano primo)

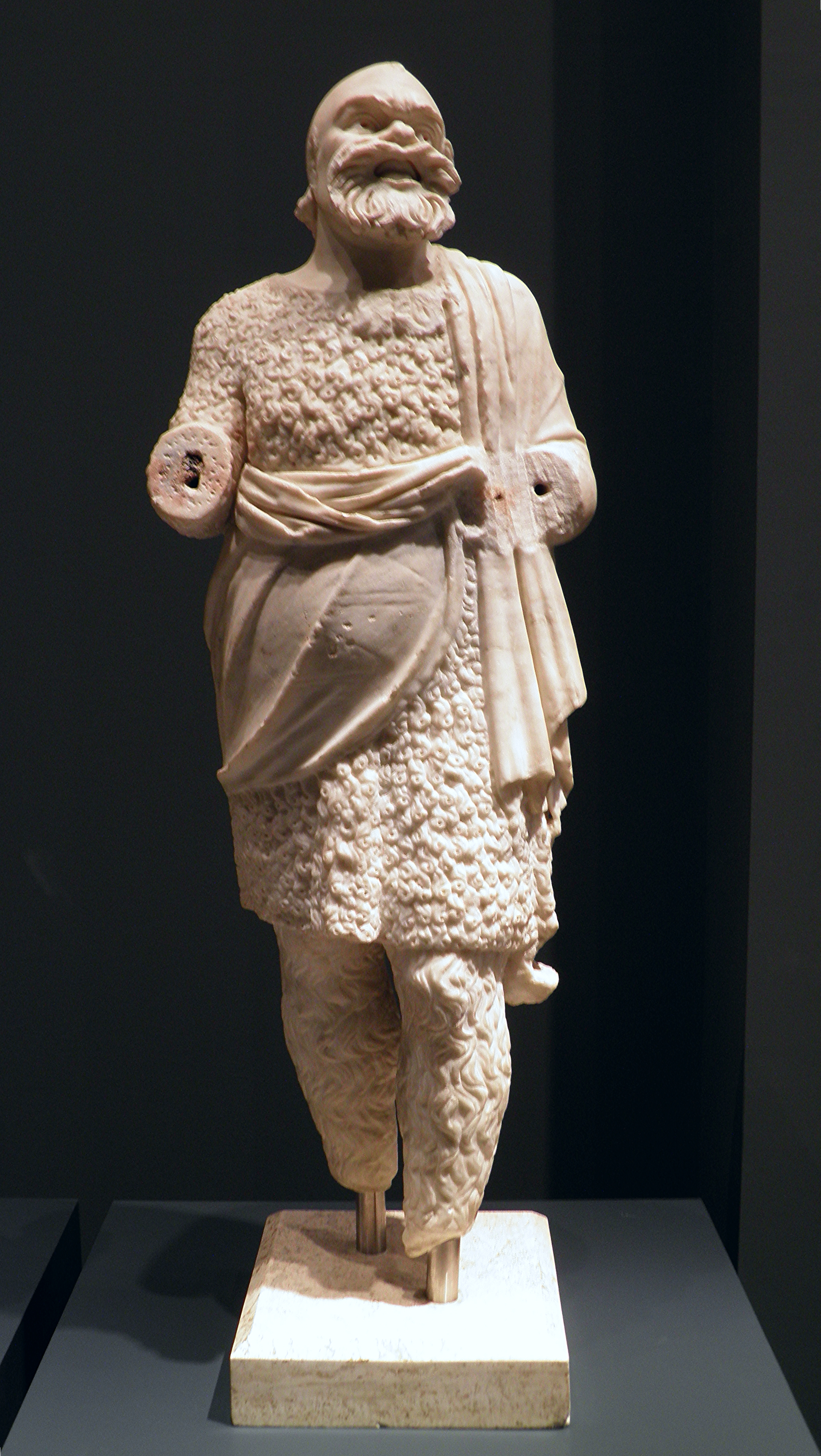
La figura di Papposileno, che fu maestro di un giovane Dioniso e che interpretava nella tragedia il ruolo di satiro. È qui rappresentato con una maschera da teatro, un abito che simula il mantello d'agnello e indossa delle calze pelose. Questa statuetta apparteneva alle decorazioni scultoree della villa di Torre Astura.

Nella "sala IX" sono esposte una serie di busti, statue che rappresentano l'amore per il teatro. Si tratta di sculture di divinità "teatrali", come le erme che rappresentano Hermes e Dioniso, oppure Omero e Menandro, e di maschere teatrali. Un esempio proviene dalla villa di Torre Astura, la cui statua rappresenta un attore mascherato da Papposileno, il padre dei Satiri, guida nel teatro (nel dramma satiresco). Il costume indossato è composto da una maschera, una calzamaglia pelosa, una clamide e un chitone con le maniche di pelo d'agnello.

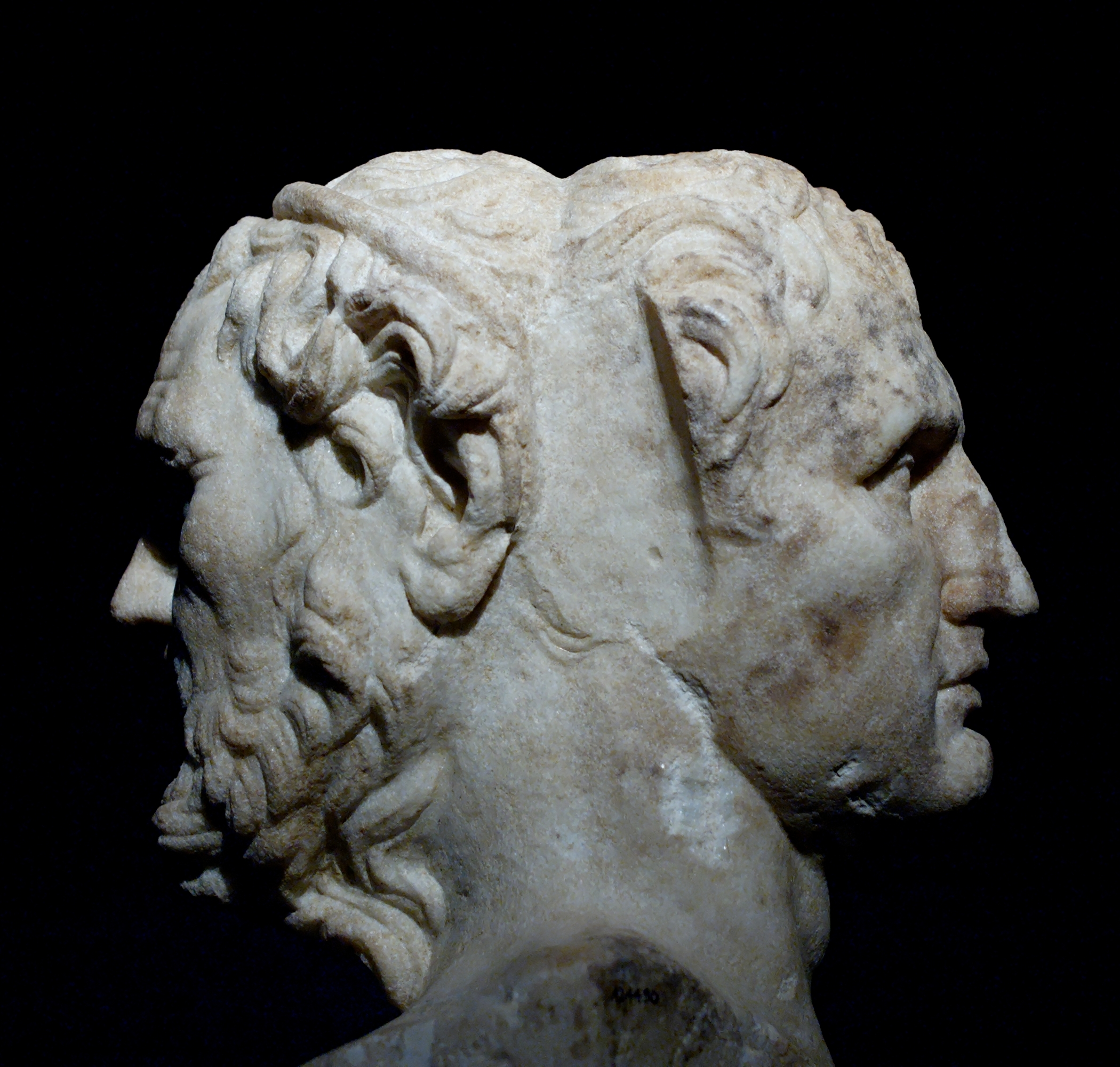
Erma di Omero e Menandro (marmo pentelico; copia romana dell'età di Nerone o Flavia da un originale ellenistico; ritrovata in zona Barbuta a Roma).
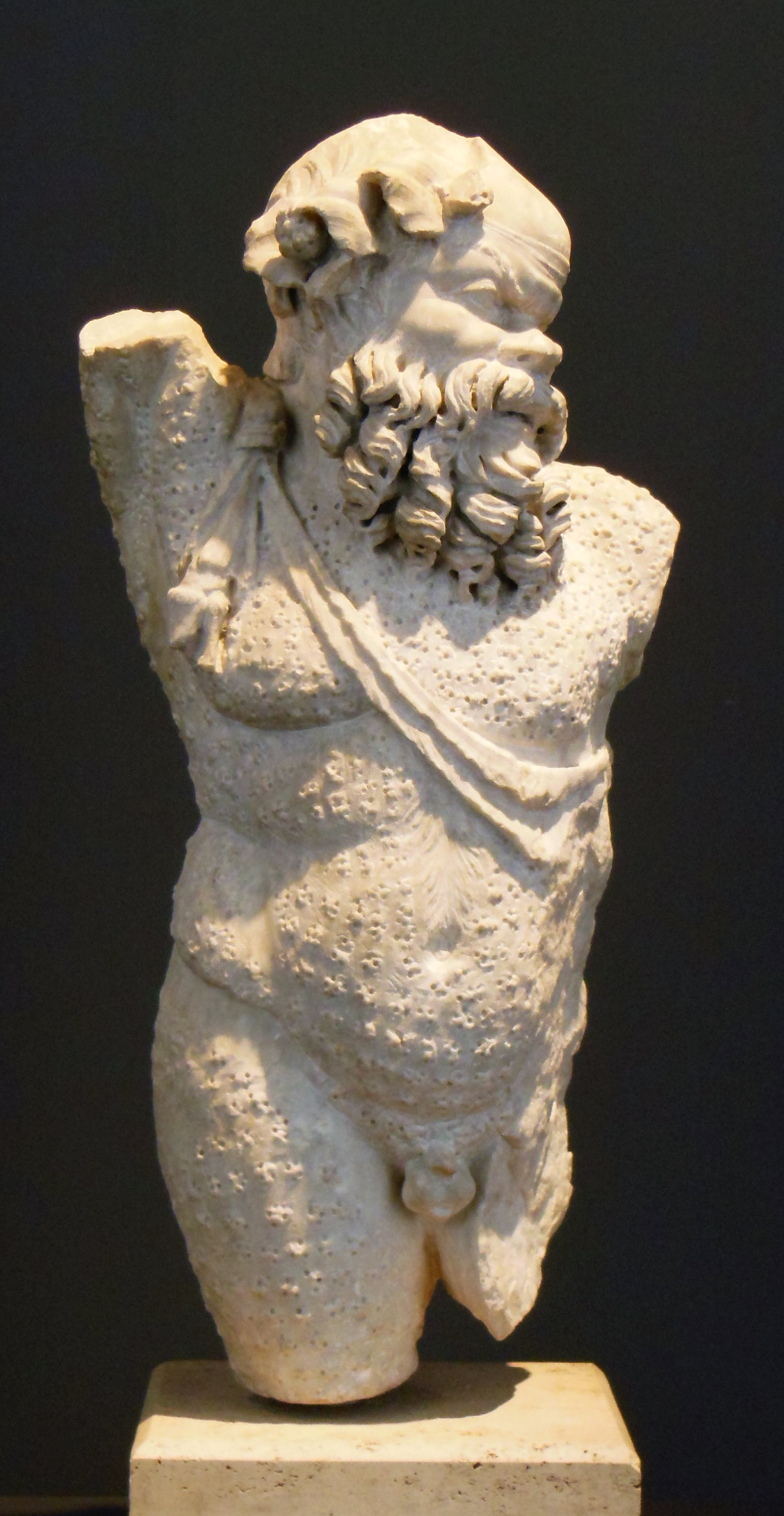
Papposileno da via Flavia (villa Spithoever), 1906. Marmo lunense. Copia romana di II secolo d.C. da originale ellenistico del II secolo a.C.
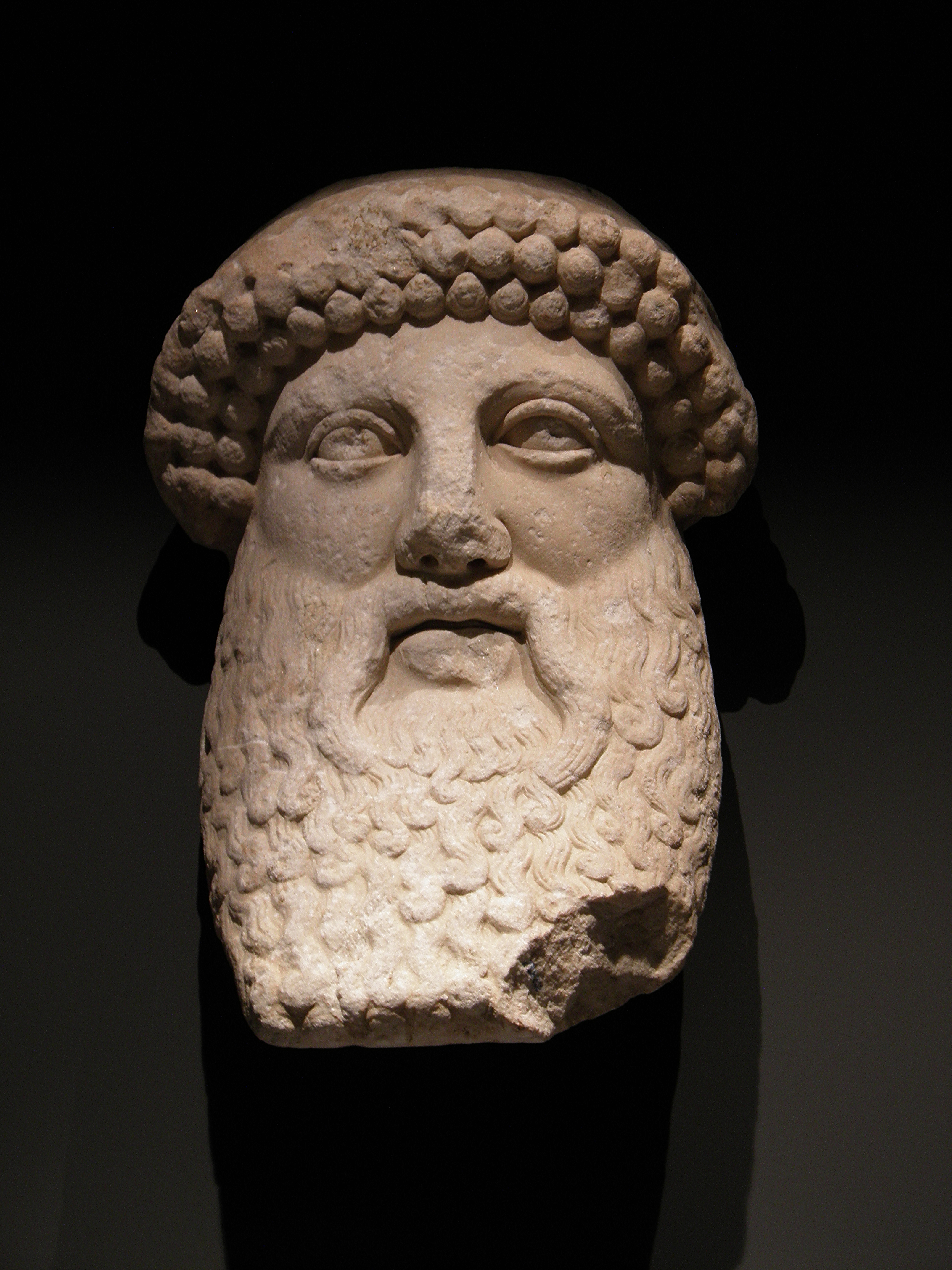
Protome di epoca adrianea, che rappresenta una maschera per adornare gli edifici teatrali; le maschere di divinità erano utilizzate come dedica per i Ludi scaenici (spettacoli teatrali).

### Sala X (piano primo)
Nella "Sala X" troviamo i bronzi delle navi appartenute all'imperatore Caligola e ritrovate nel lago di Nemi. Essi ornavano due grandi navi rinvenute tra il 1895 e il 1932 (rispettivamente di 71,30 x 20 metri e 73 x 24 metri), ma andate distrutte durante la seconda guerra mondiale. Erano utilizzate per le feste e i banchetti dell'imperatore, mostrando uno sfarzo sfrenato dell'epoca, ed erano collegate ad una villa che Caligola aveva sul lago (in precedenza appartenuta a Gaio Giulio Cesare), limitrofa al santuario laziale di Diana Nemorense (sede della lega latina sciolta nel 338 a.C.). Le navi si rifacevano alla tradizione ellenistica delle imbarcazioni da parata, come accadeva tra i Tolomei. Avevano una pavimentazione in marmo e mosaico, erano decorate con i bronzi esposti e rivestite di tegole dorate. Riguardo ai bronzi a noi sono giunti: una balaustra sostenuta da piccoli pilastri ornati da erme dionisiache, alcune teste di animali (quattro lupi, tre leoni e un leopardo) e una Medusa. Altri reperti sono andati dispersi tra collezioni private e Musei esteri.

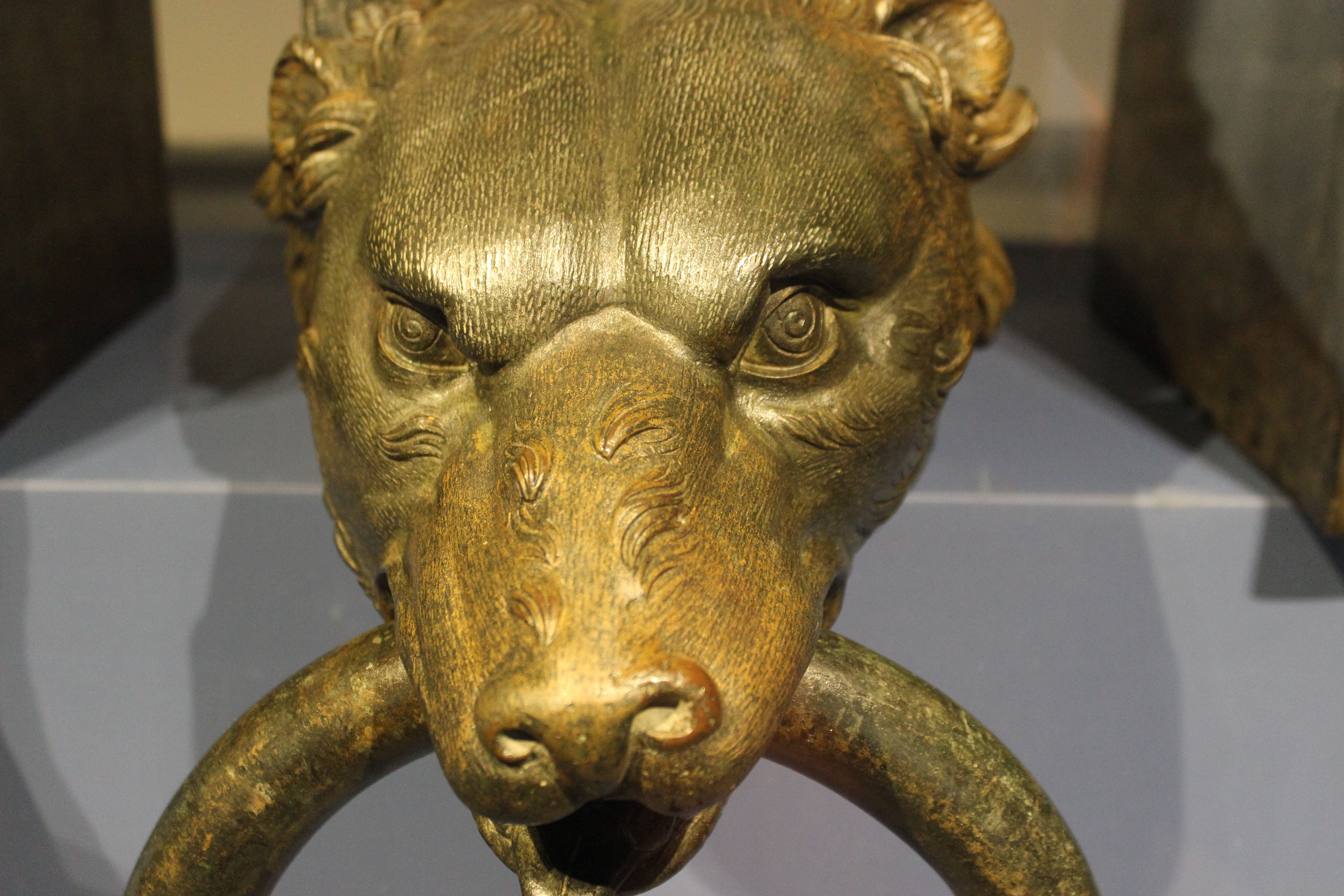
Bronzo a forma di lupo dalle (navi di Nemi; epoca di Caligola, 37-41 d.C.)
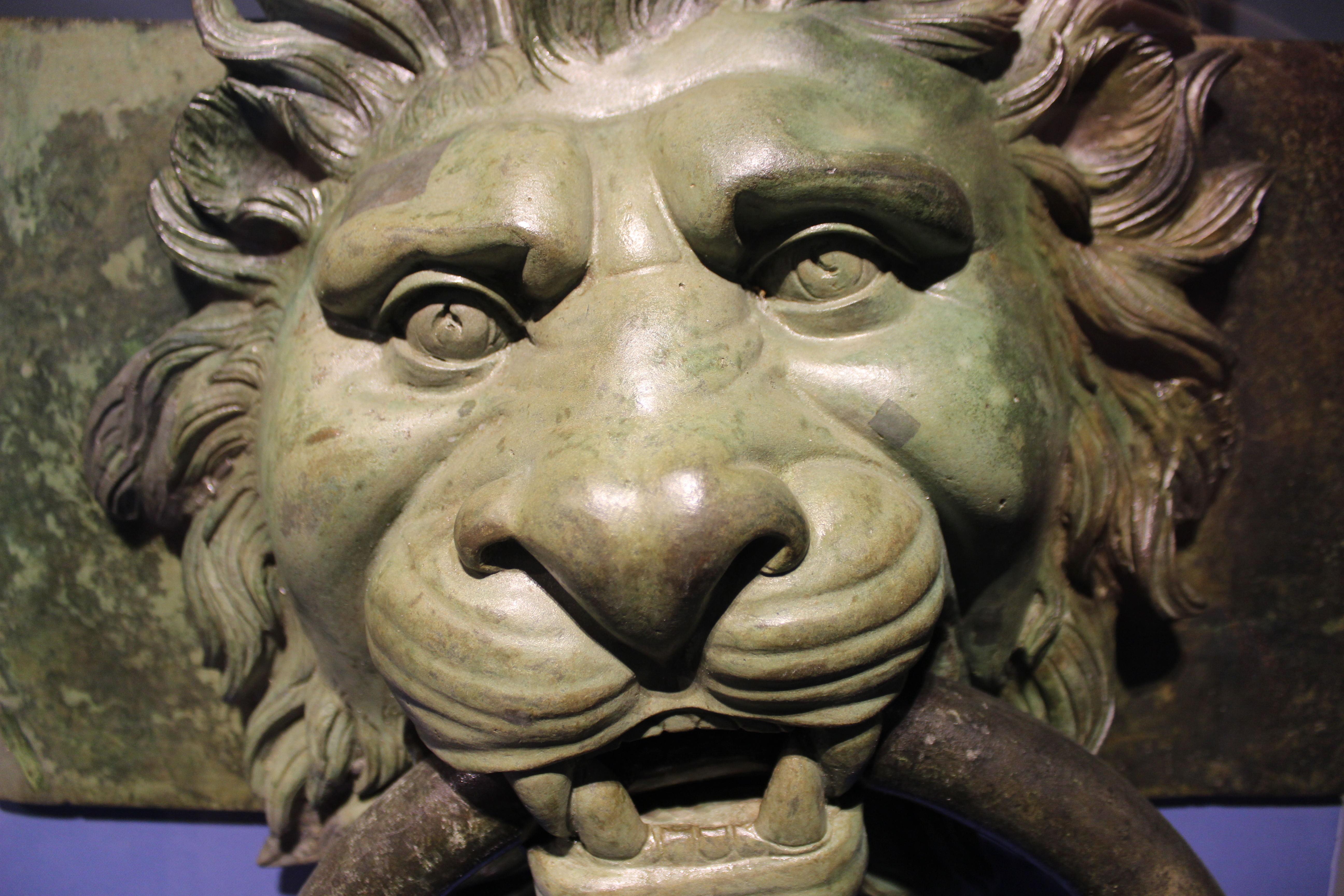
Bronzo a forma di leone (navi di Nemi)
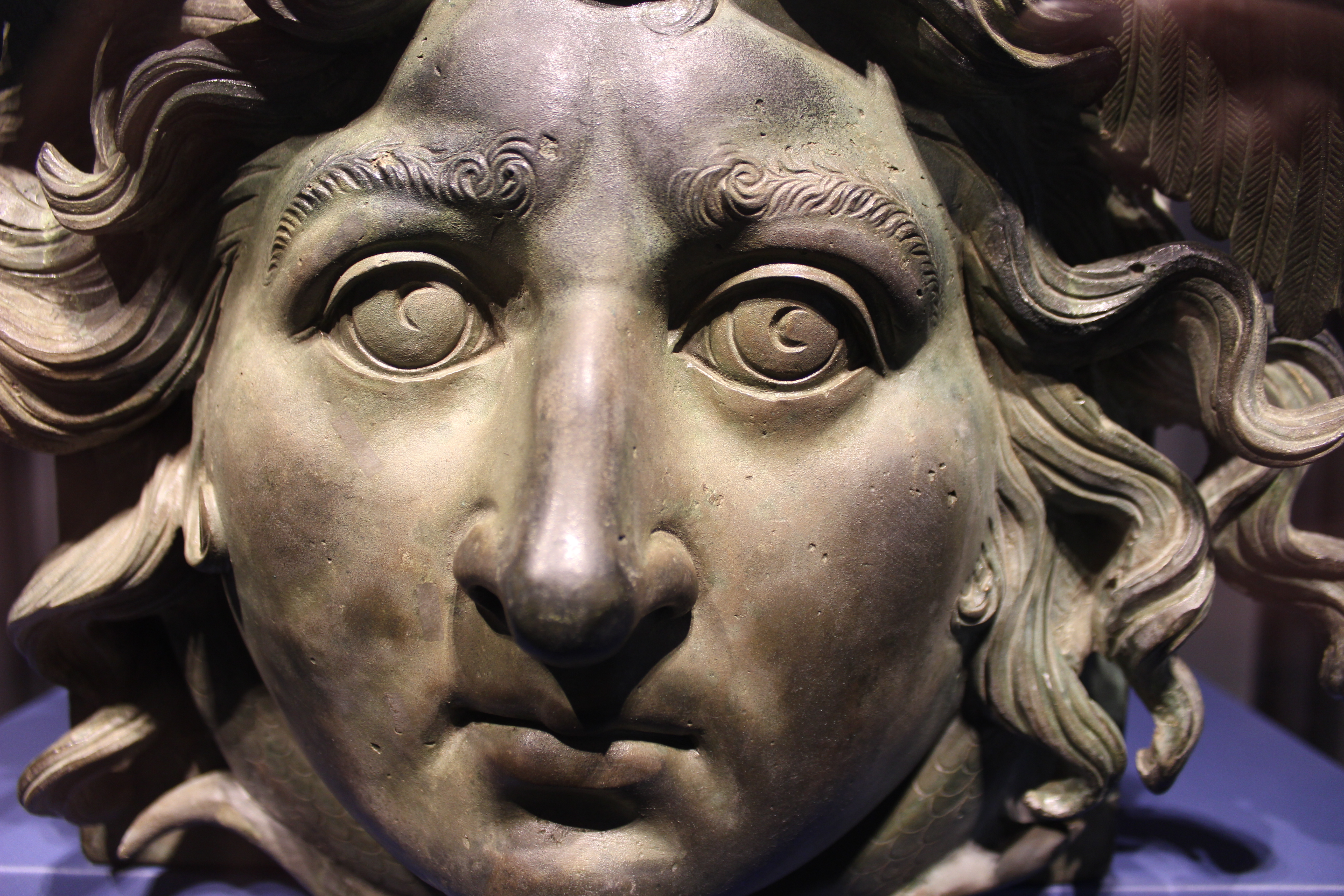
Bronzo a forma di medusa (navi di Nemi; rinvenuta nel 1895)
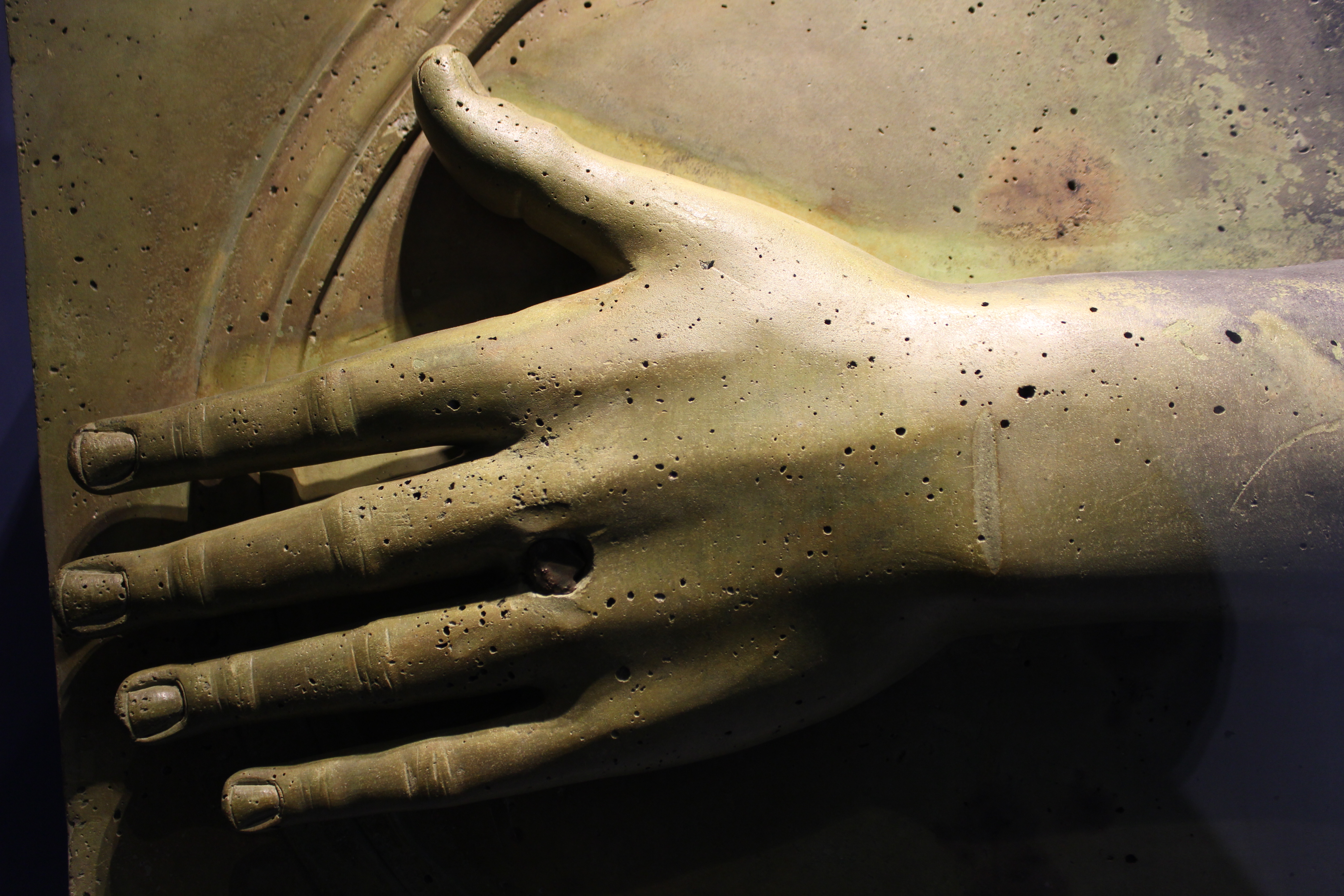
Bronzo a forma di mano (navi di Nemi)
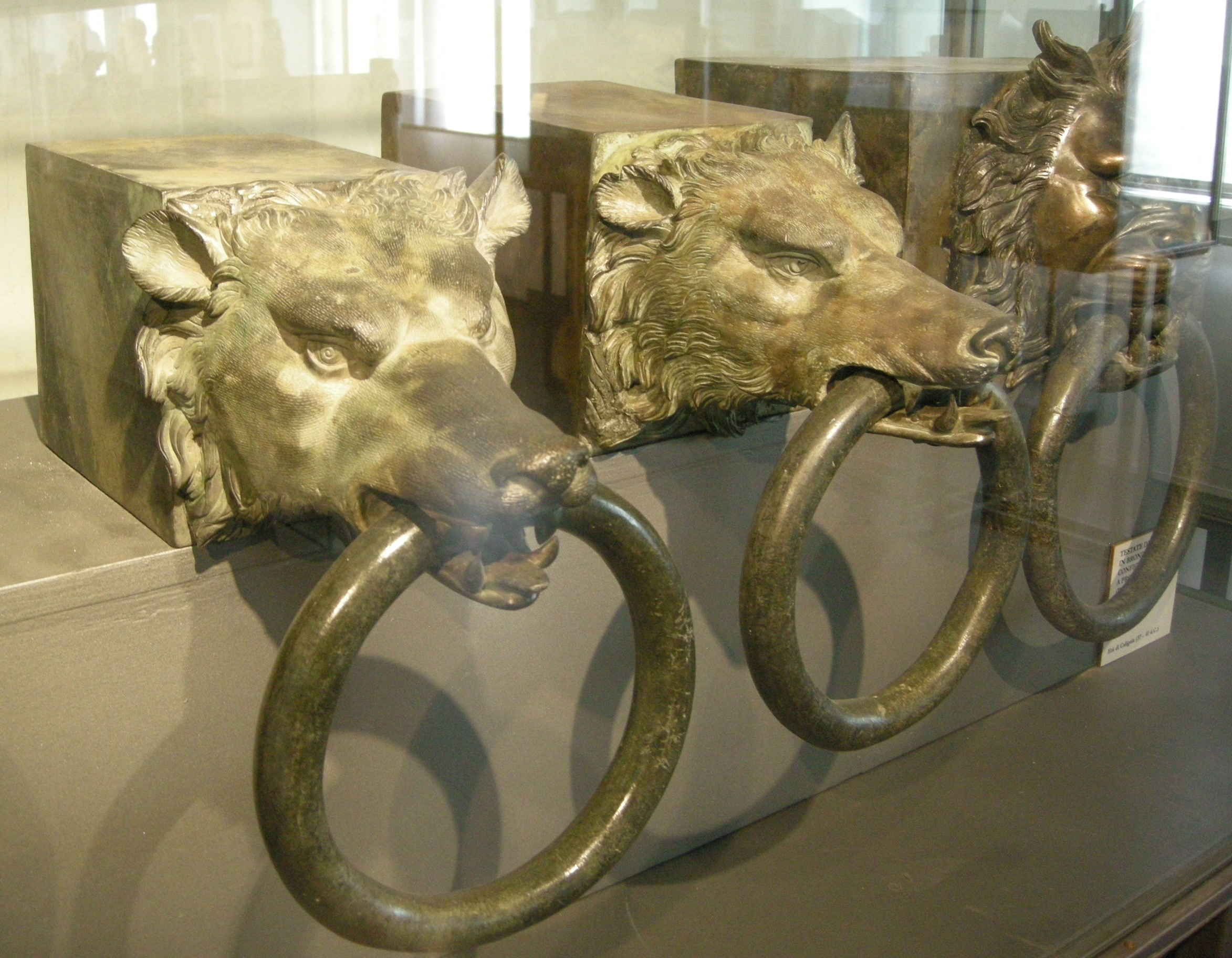
Bronzi a forma di teste di vari animali dalle (navi di Nemi)

### Sala XI (piano primo)
Nella "sala XI" troviamo un rilievo di età domizianea che rappresenta un tempio decastilo con il frontone decorato da un episodio del mito romano: il Lupercale e Rea Silvia. Questo rilievo sembra possa appartenere allo stesso frammento con scena di processione di togati oggi conservato presso i Musei Vaticani.

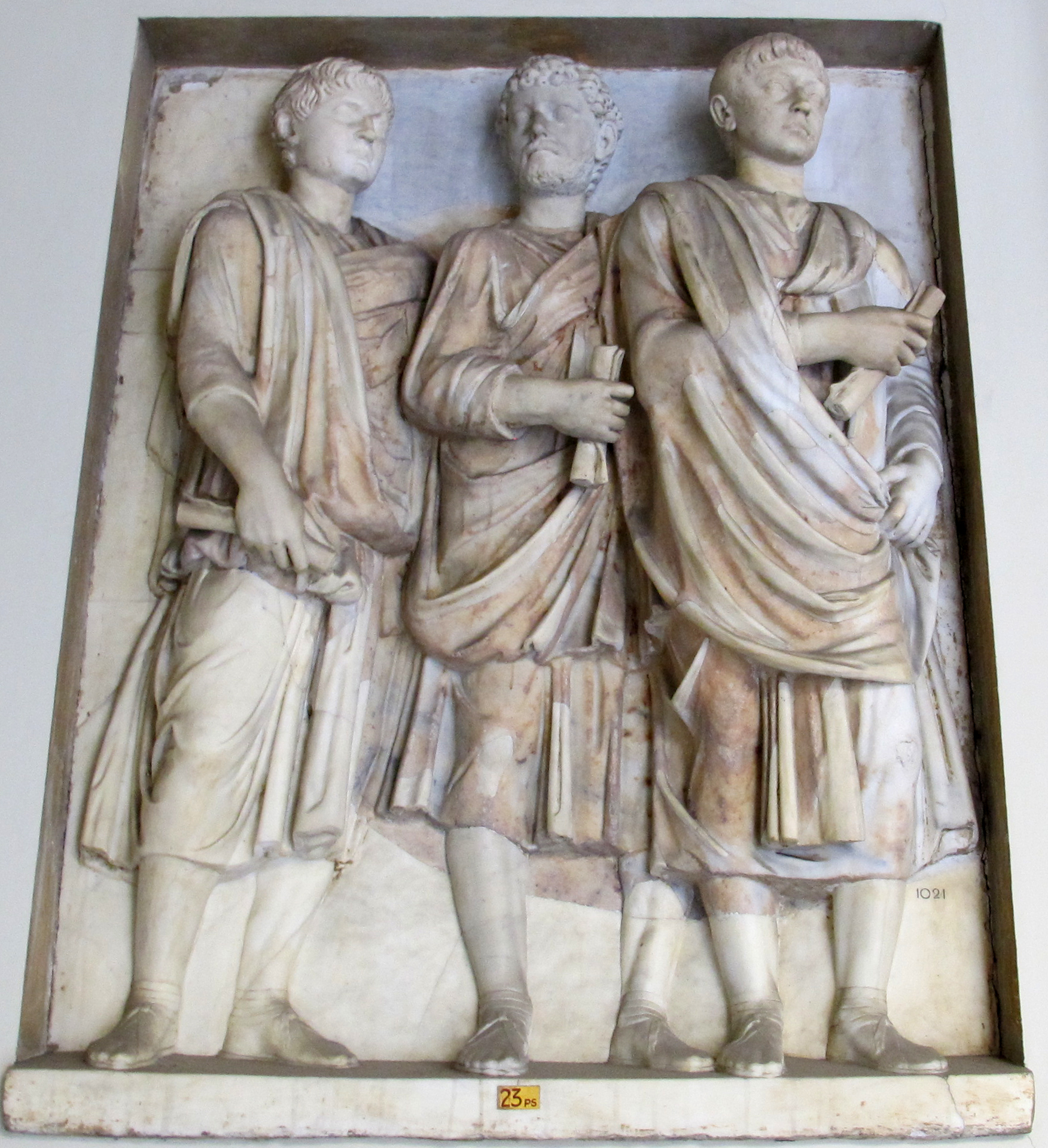
Processione di togati (Musei Vaticani)

Fin dell'epoca Flavia e poi per tutto il II secolo d.C. fino alla dinastia degli Antonini, uno dei temi principali dell'arte romana sono le vittorie ottenute dai suoi generali sulle genti barbare, lungo i confini imperiali (limes). Si sviluppano così in questo periodo una serie di rilievi storici che celebrano le campagne militari degli imperatori sia in ambito pubblico, dagli archi di trionfo, alle colonne (come la Colonna Traiana e quella di Marco Aurelio) e templi, a privato (come i rilievi funerari o i sarcofagi). È conservato un rilievo databile all'età dei Flavi o Traianea, in cui tre legionari romani avanzano in un canneto, probabilmente impegnati in una campagna militare. In un altro rilievo troviamo un barbaro e resti di altri personaggi (proveniente dal Campo Marzio), databile al I secolo, che apparteneva ad un fregio che celebrava qualche vittoria romana lungo i confini settentrionali.

### Sala XII (piano primo)

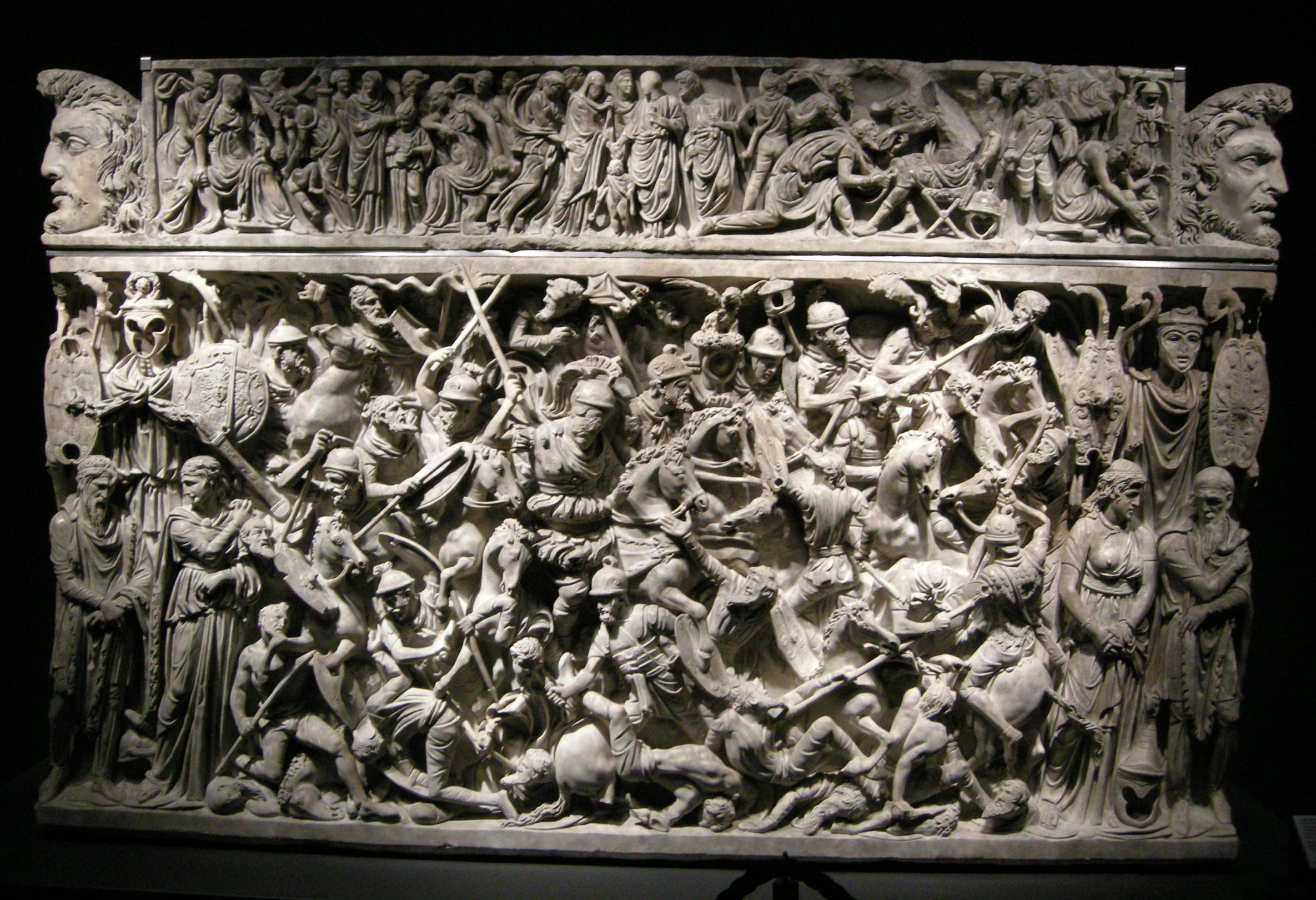
Il cosiddetto sarcofago di Portonaccio

La "sala XII" è stata allestita per il cosiddetto sarcofago di Portonaccio. Si tratta di un sarcofago romano rinvenuto nel 1931 in via delle Cave di Pietralata, nei pressi di Portonaccio, un quartiere di Roma lungo la Via Tiburtina. È databile attorno al 180 circa. Tutte le scene illustrano le virtutes del defunto (forse Aulo Giulio Pompilio Tito Vivio Levillo Pisone Bereniciano), che si trova al centro del sarcofago nell'atto di battagliare contro i barbari. Sull'alzata del coperchio sono invece incise quattro scene della vita del defunto che ne celebrano anche le sue virtù: la presentazione del neonato alla madre; la sua educazione e la sapientia (per la presenza delle Muse); il matrimonio e la concordia; la clementia riservata verso i barbari.
Il sarcofago doveva essere la tomba di un generale romano impegnato nelle campagne germano-sarmatiche di Marco Aurelio degli anni 172-175 ed è forse il più bell'esempio di scultura privata del II secolo, con influenze legate alle tendenze della Colonna aureliana. Il volto del defunto non è lavorato, forse perché le officine, dopo aver prodotto la scultura base, attendevano l'acquirente per poterlo ritrarre. Nel caso di Pompilio Bereniciano potrebbe essere mancato il tempo per ritrarlo oppure il suo volto non era noto allo scultore. Qualche studioso moderno ritiene che l'illustrazione delle vicende biografiche del protagonista fossero state riassunte in scene valide per chiunque.

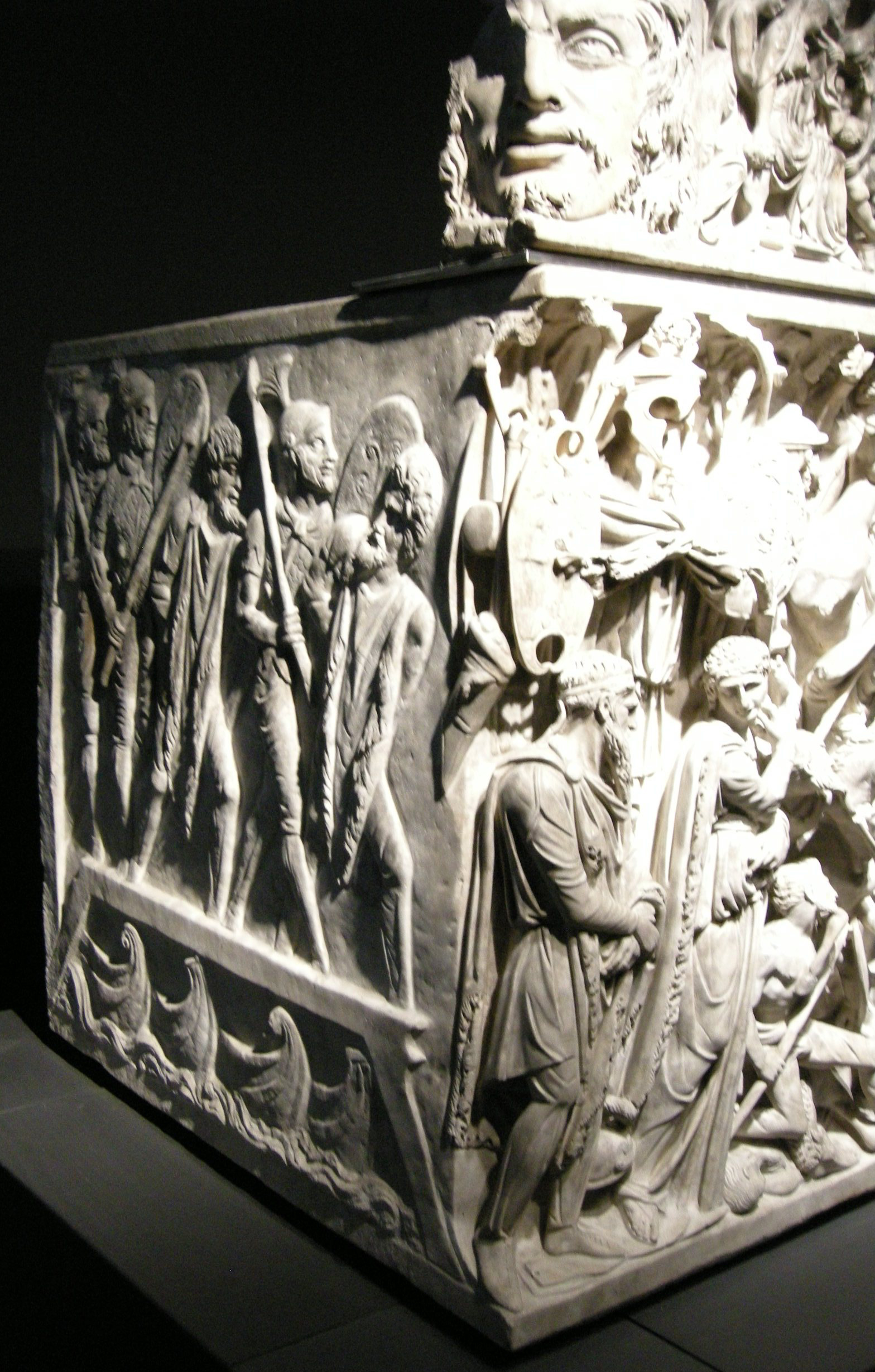
Soldati romani scortano due prigionieri barbari
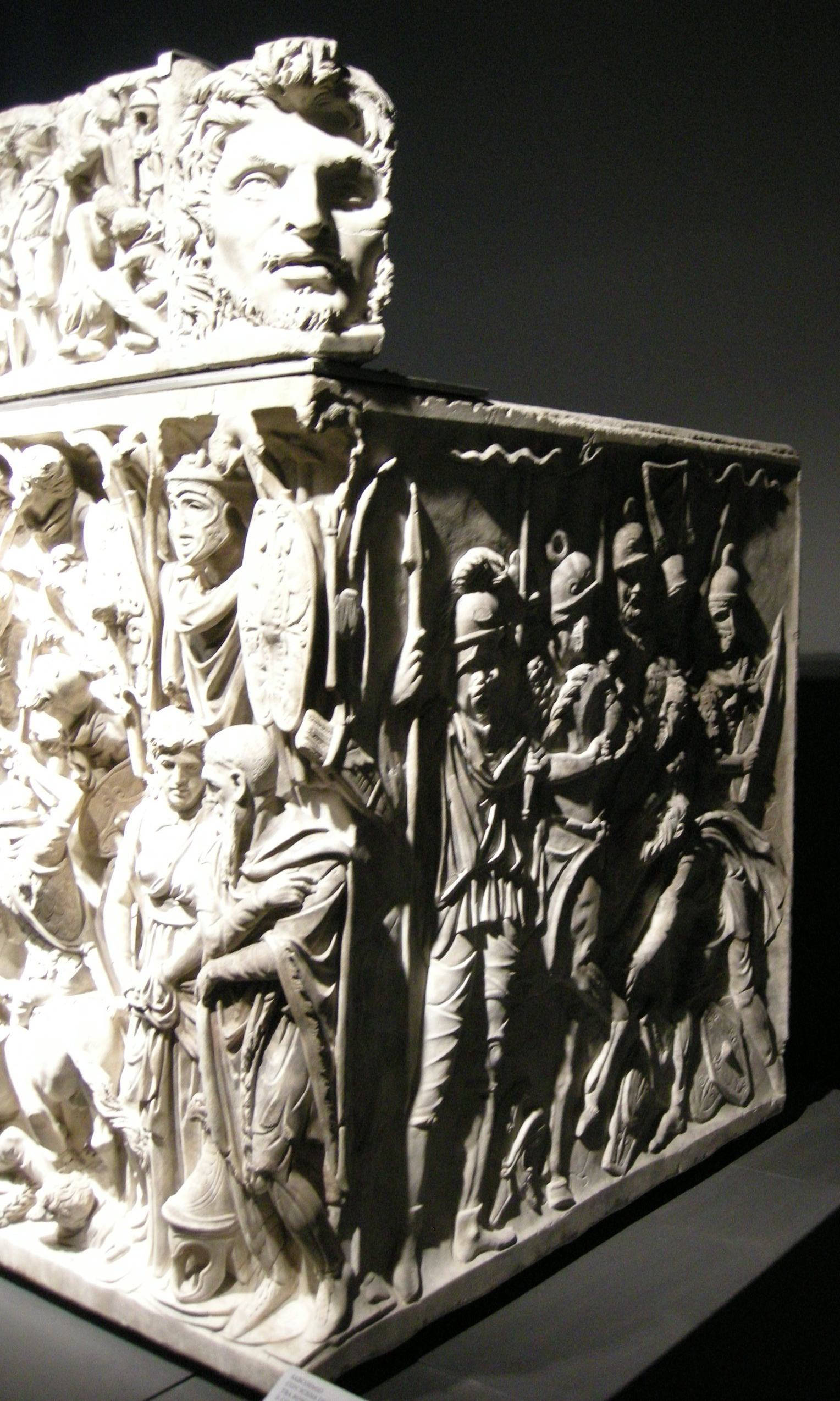
Due barbari si prostrano davanti al comandante romano, probabilmente il defunto
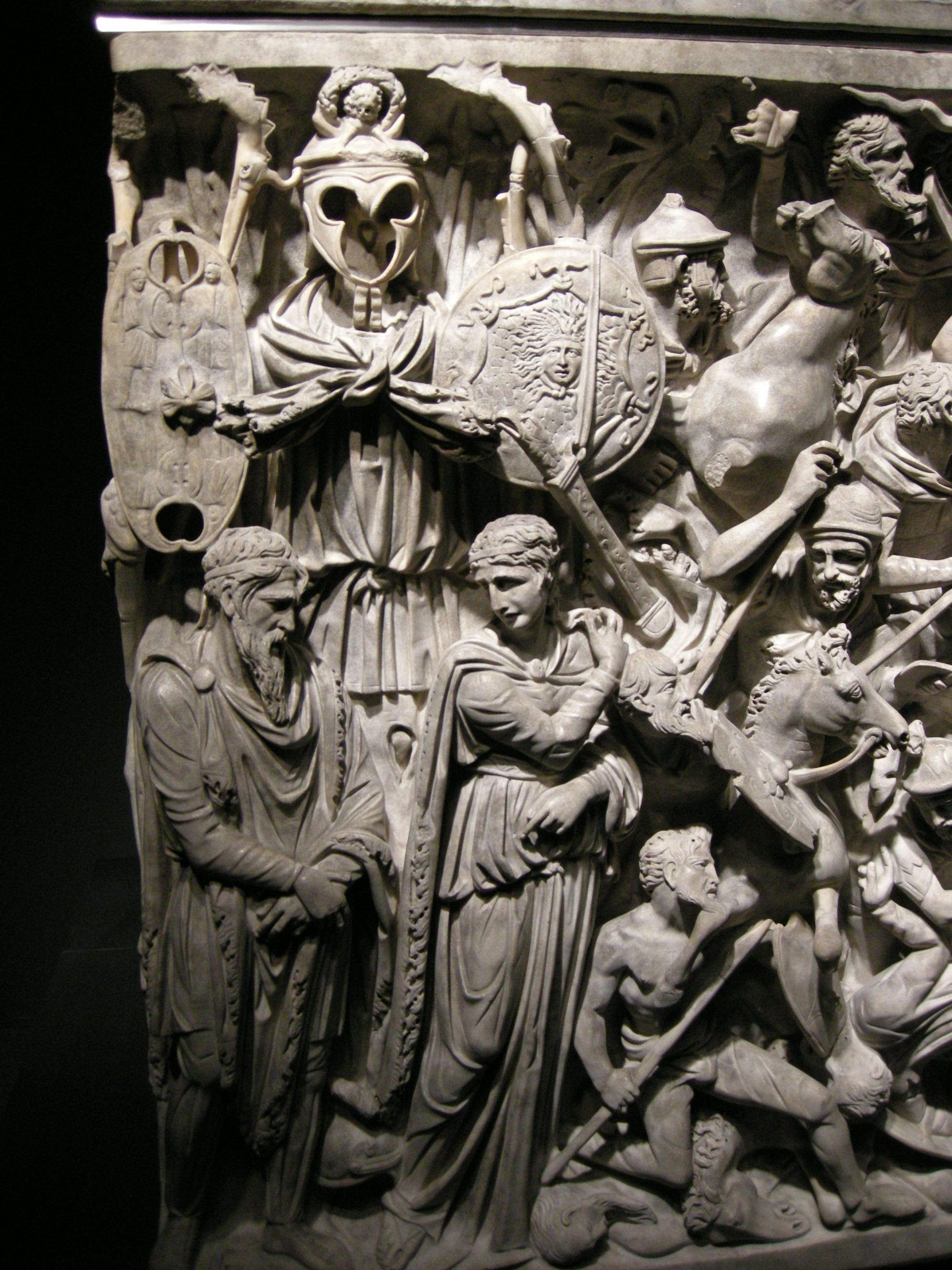
Dettaglio della parte frontale-sinistra: trofei, capo barbaro e presunta consorte.
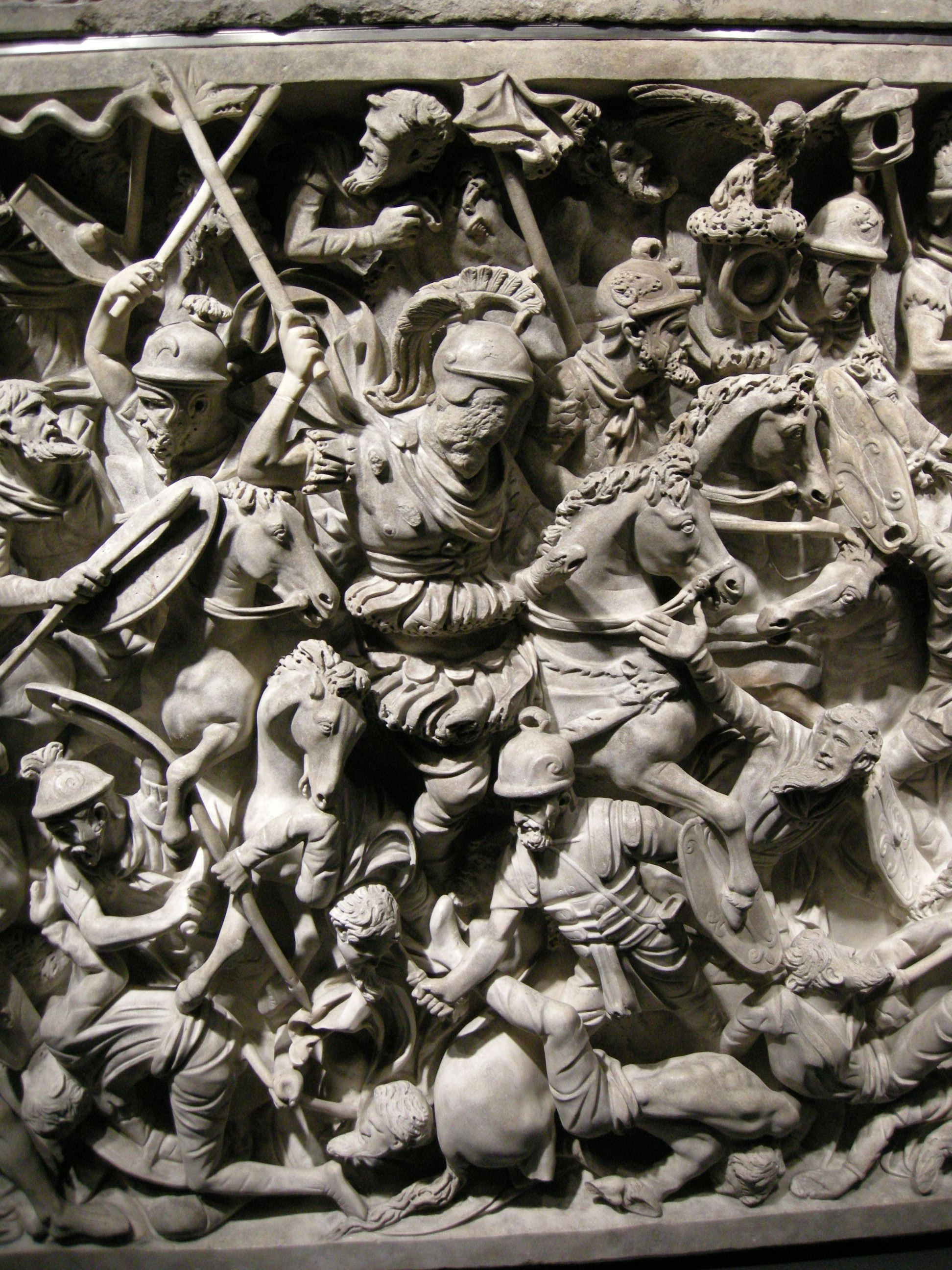
Dettaglio della parte centrale, dove si vede il defunto combattere contro i barbari.
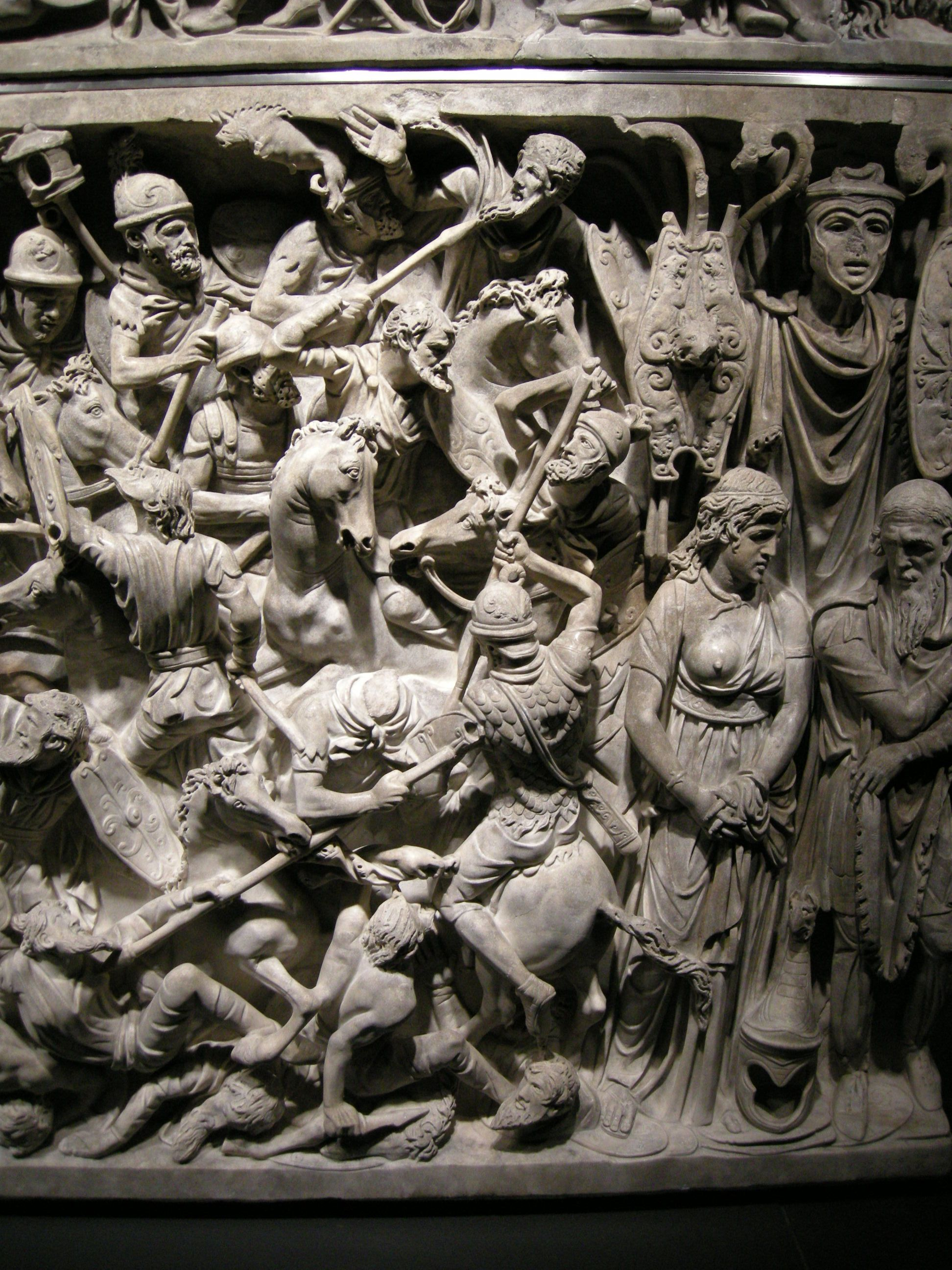
Dettaglio della parte frontale-destra: trofei, capo barbaro con nodo suebo (popolo dei Quadi o Marcomanni o Buri) e presunta consorte.
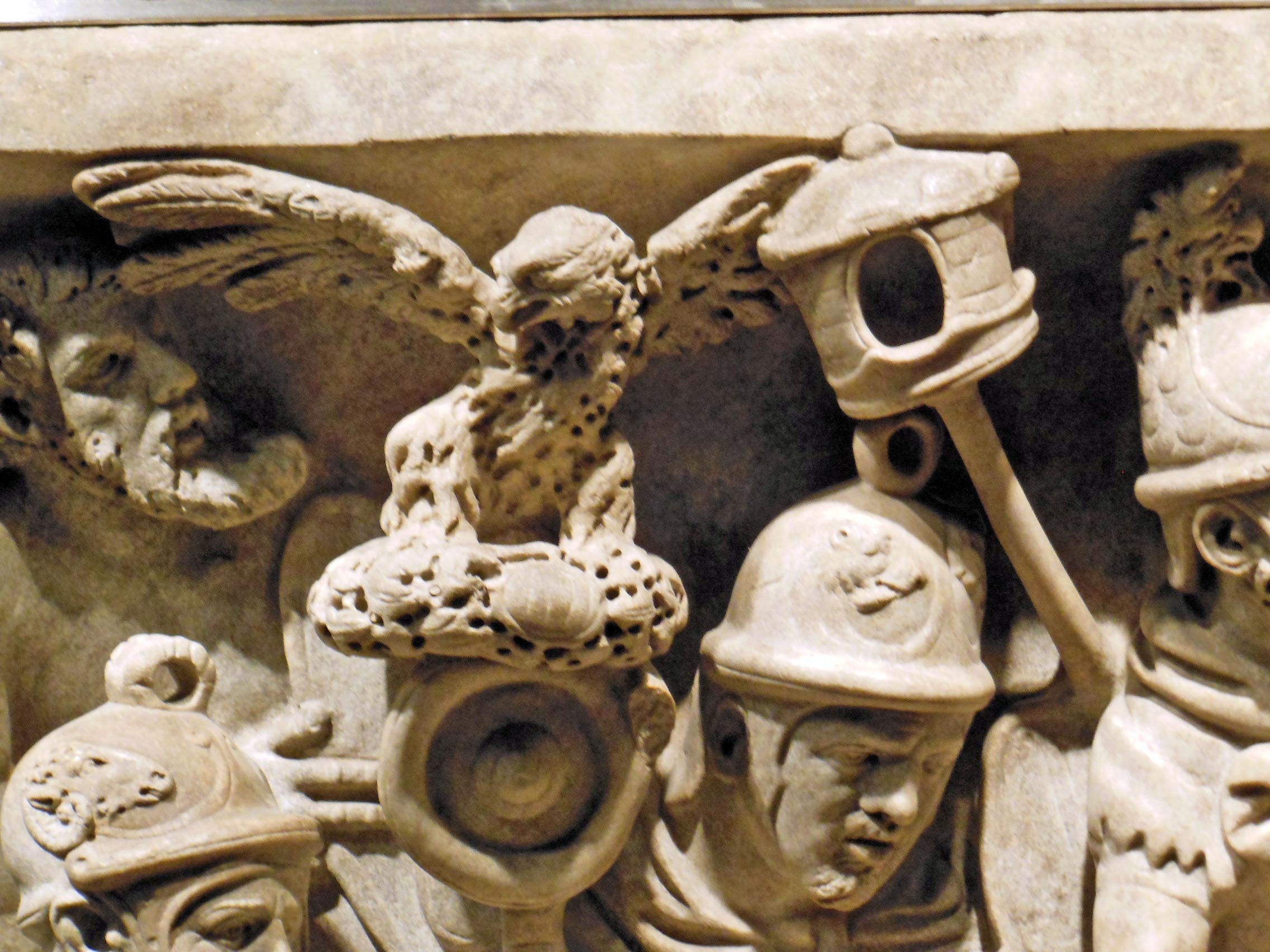
Particolare con insegna romana che riporta il numero romano "IIII" simbolo della legio IV Flavia Felix, di stanza in Moesia Superior (Singidunum).
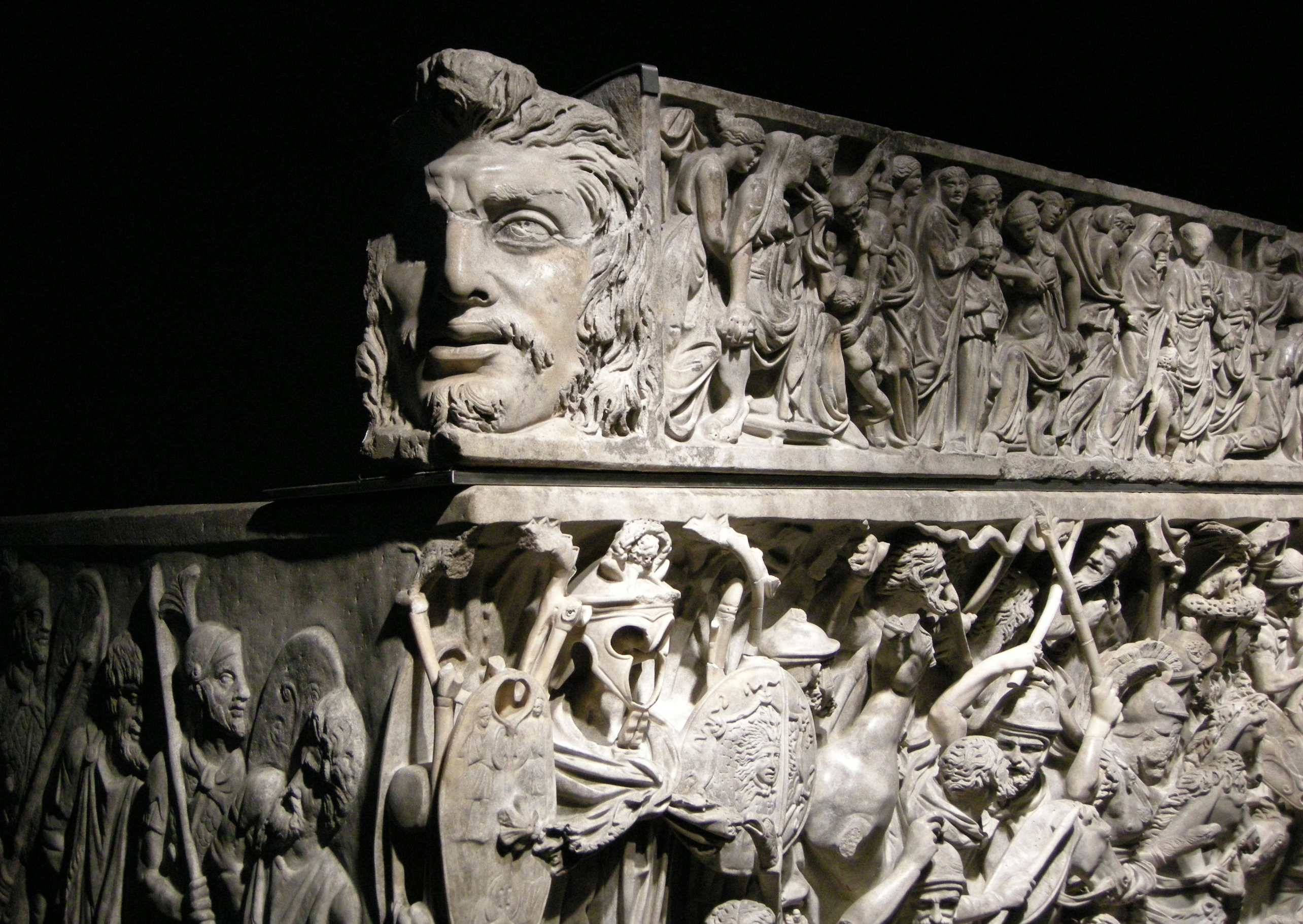
Dettaglio della parte superiore tra il lato sinistro e quello frontale.

### Galleria II (piano primo)
Lungo la "Galleria II" sono esposti alcuni busti delle consorti degli imperatori del III-IV secolo d.C., a partire dalla dinastia dei Severi fino al periodo detto dell'anarchia militare (cfr. crisi del III secolo). Tra questi troviamo quelli di Giulia Domna (moglie di Settimio Severo) e Fulvia Plautilla (moglie di Caracalla), caratterizzati da complesse acconciature; quelli di Etruscilla (moglie di Decio) e Salonina (moglie di Gallieno) contraddistinti da pettinature classicistiche; una testa coronata in stile particolarmente aulico ed elegante tipico della corte costantiniana.

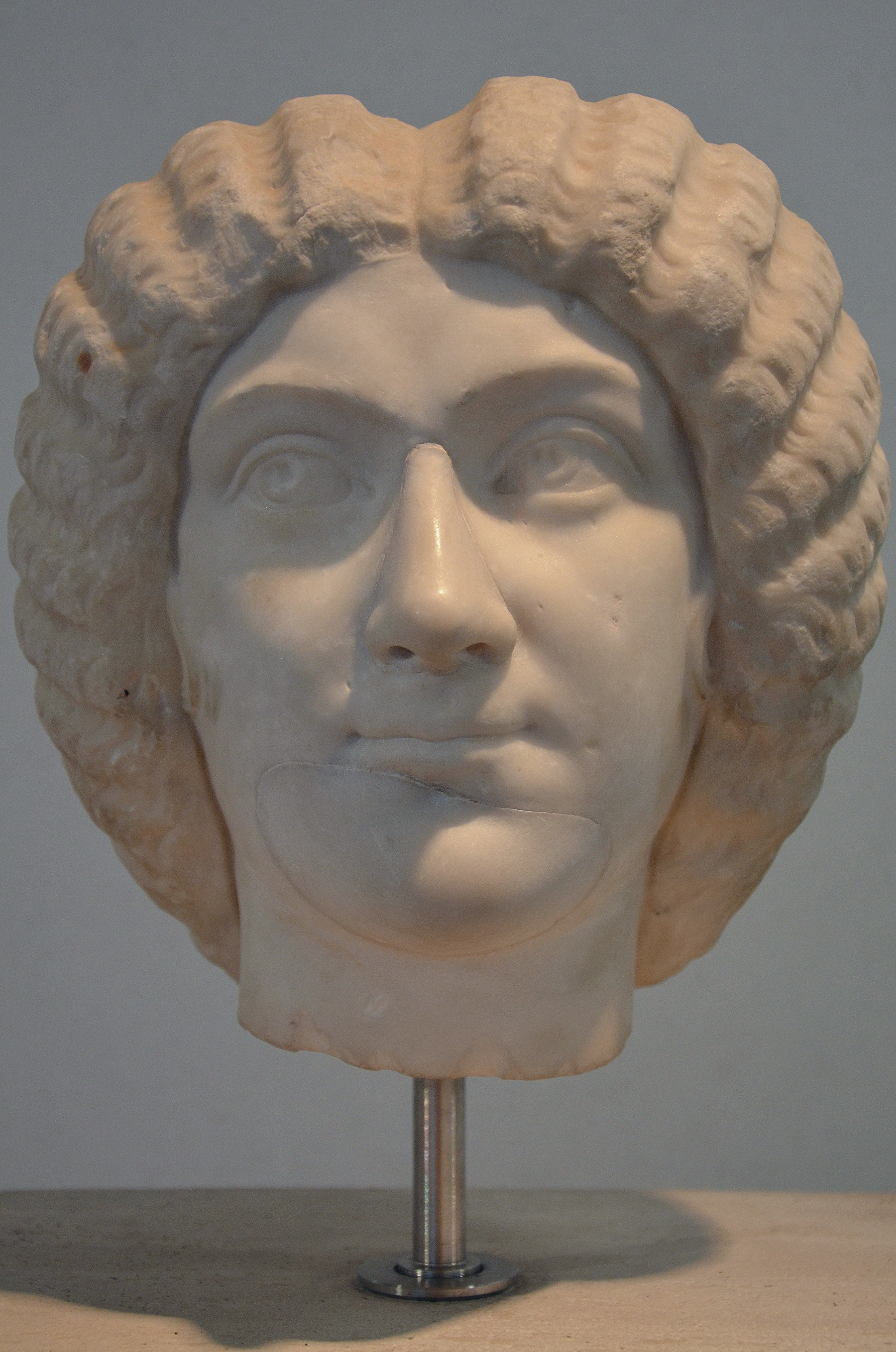
Giulia Domna, moglie dell'imperatore Settimio Severo (regno 193-211)
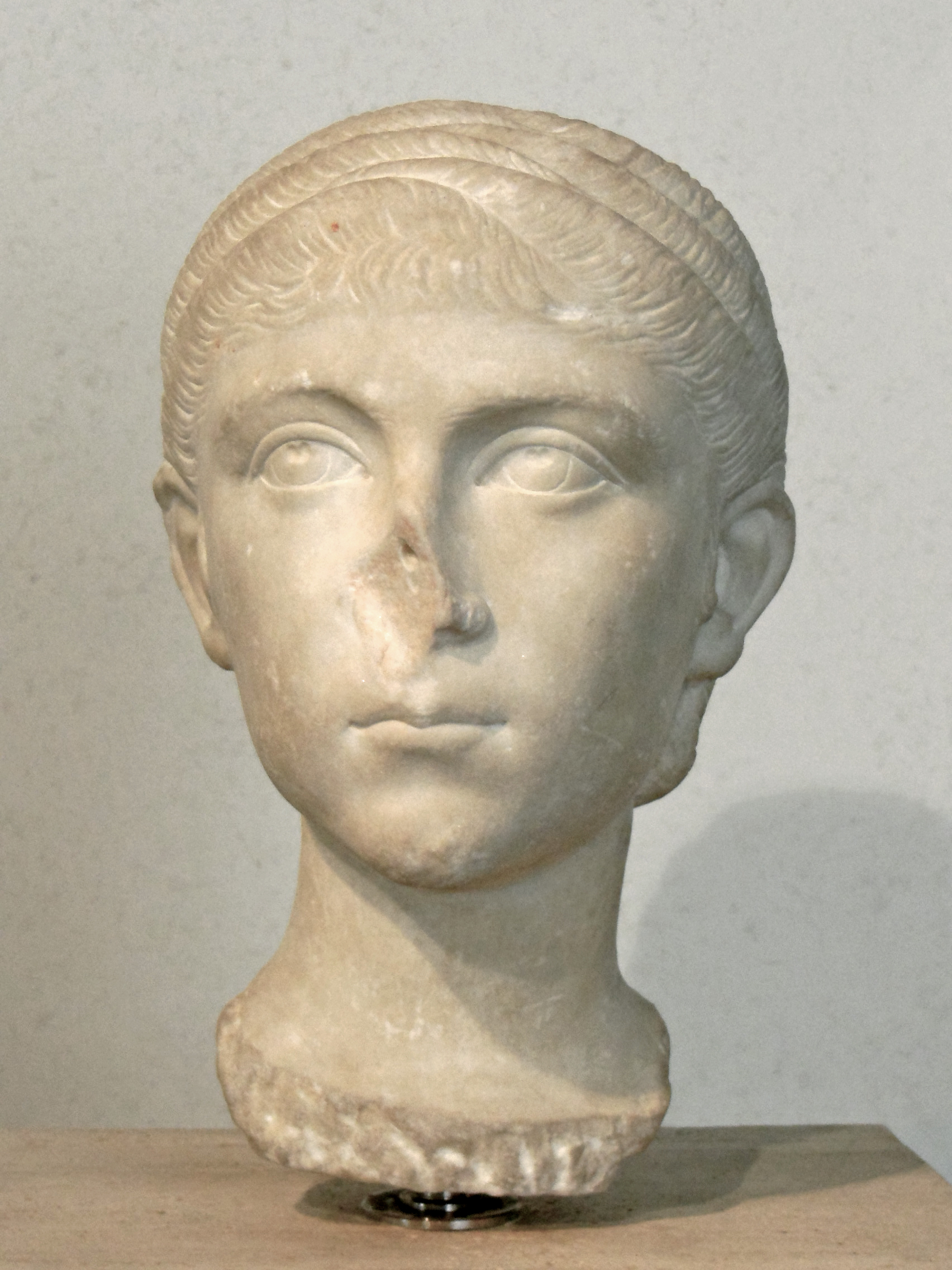
Fulvia Plautilla, moglie di Caracalla (regno 211-217), fu giustiziata nel 212
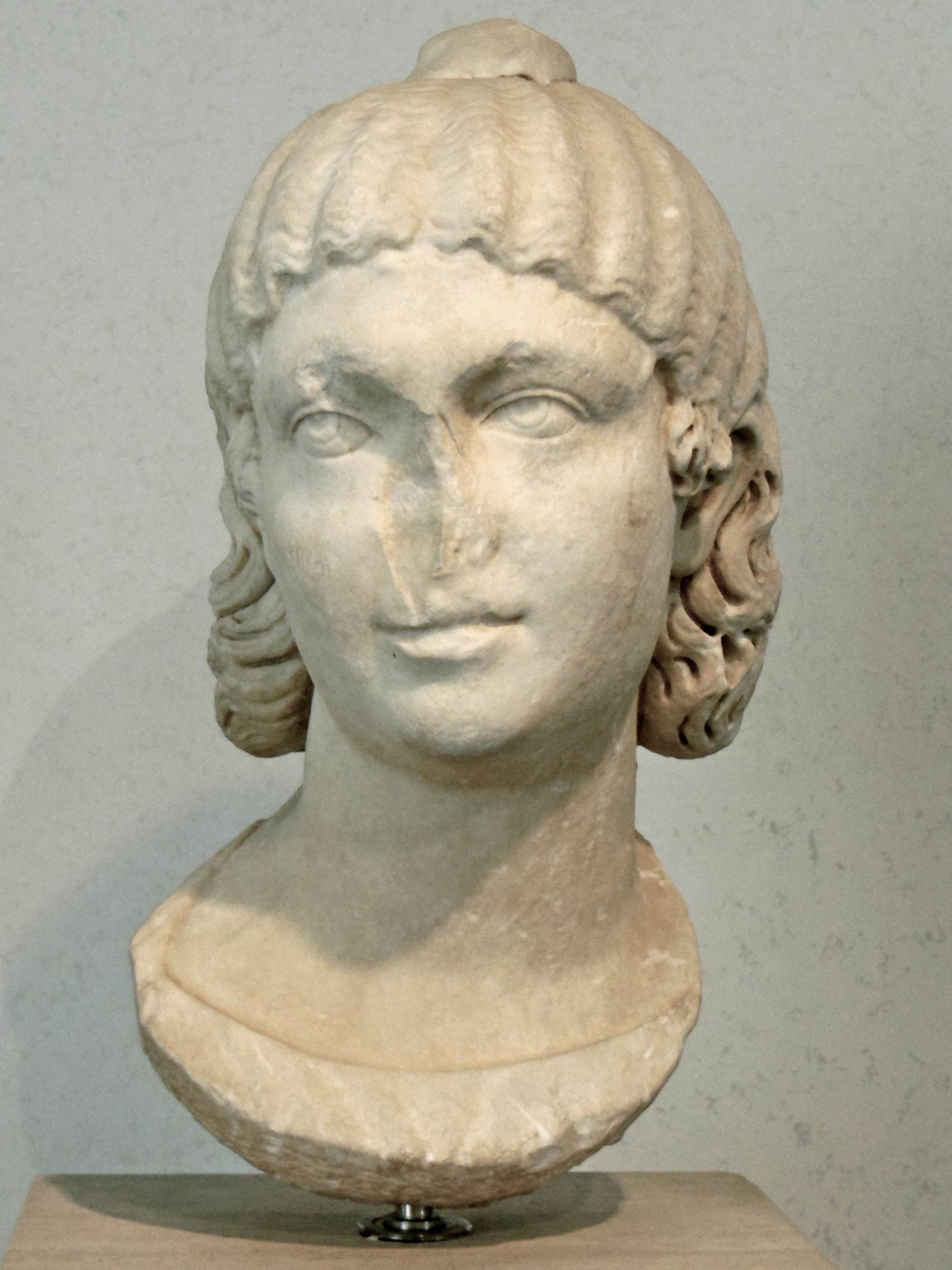
Furia Sabina Tranquillina, moglie di Gordiano III (238-244)
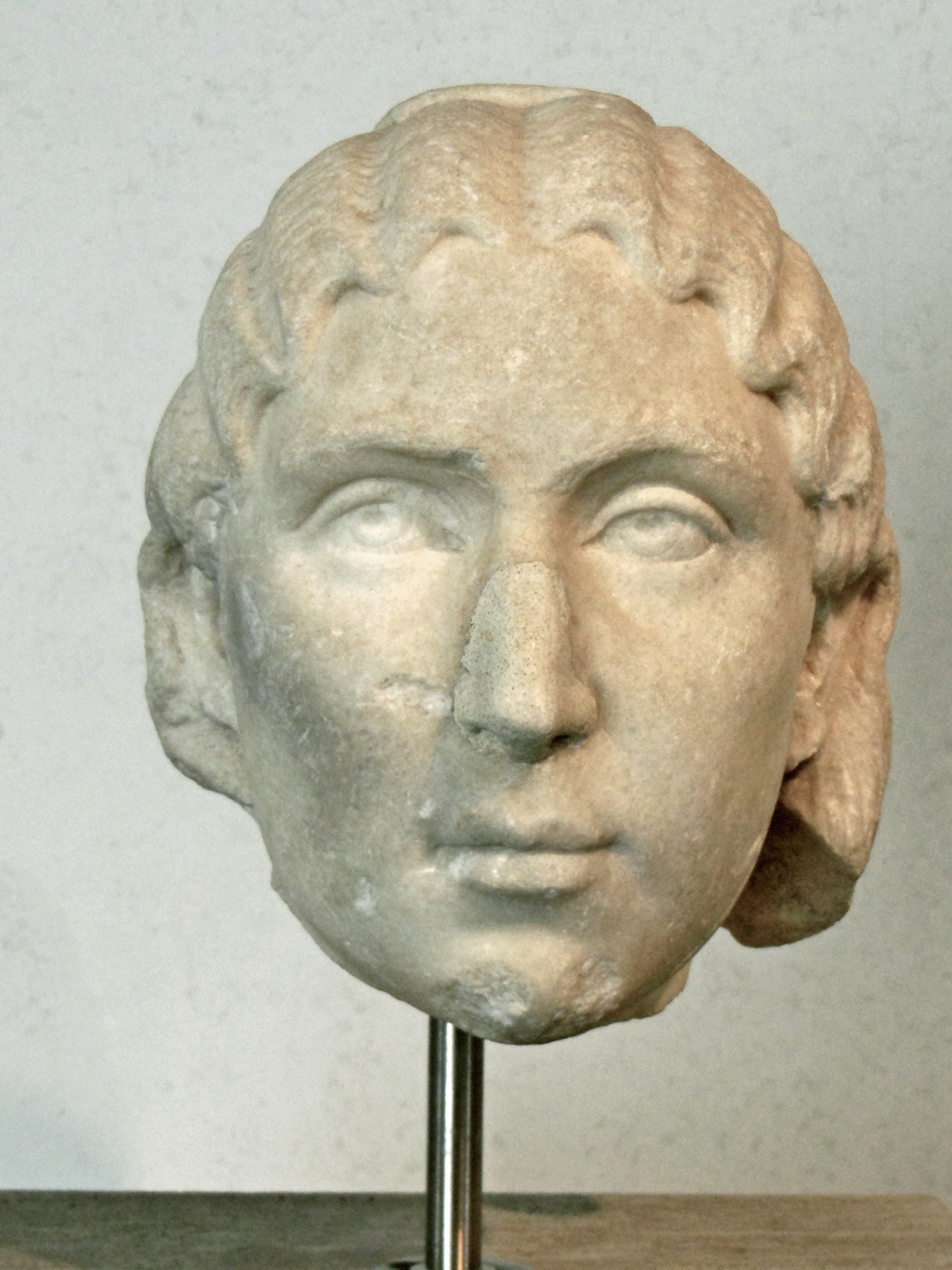
Marcia Otacilia Severa, moglie di Filippo l'Arabo (regno 244-249)
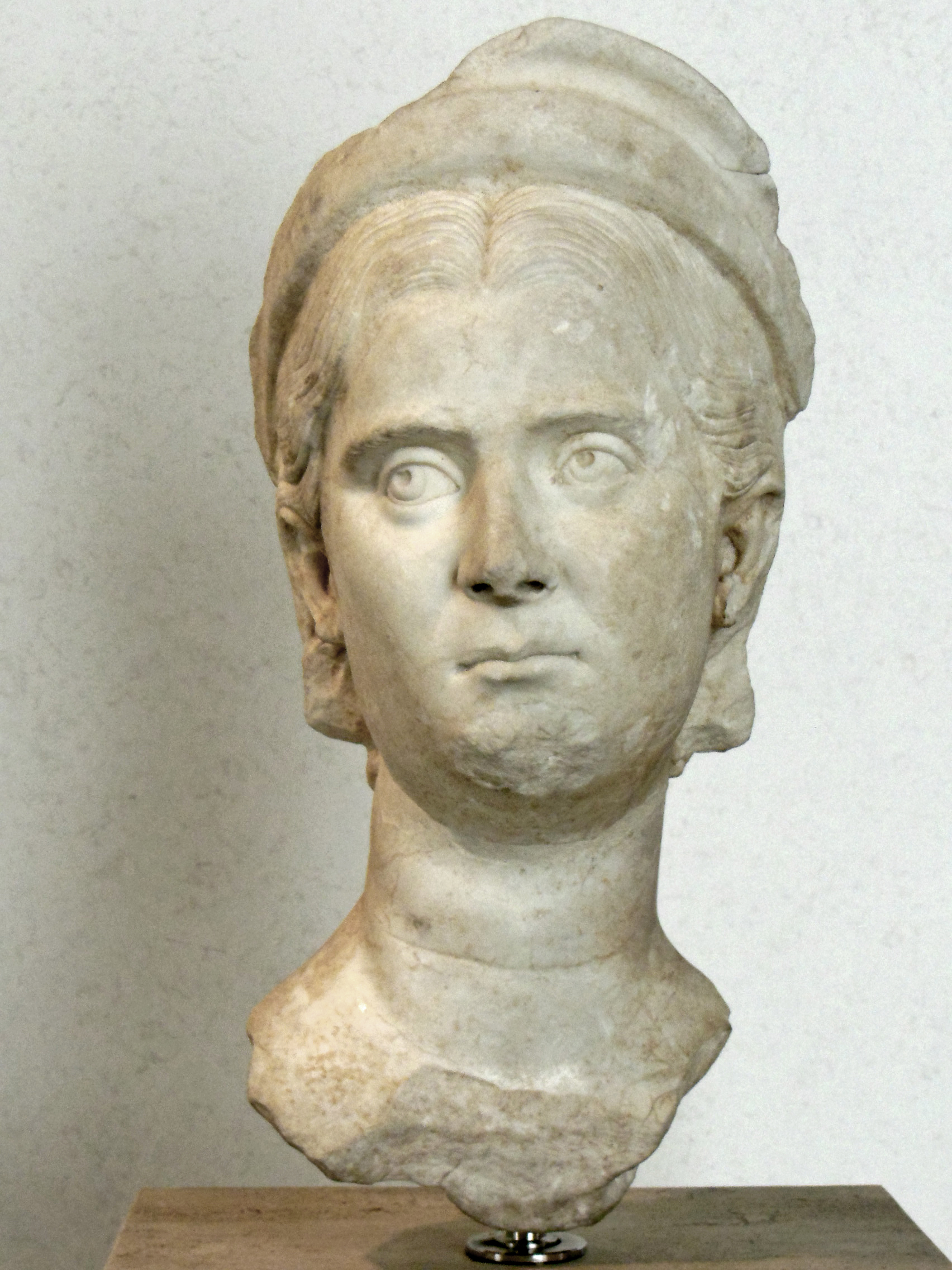
Riutratto di Erennia Cupressenia Etruscilla, moglie dell'imperatore Decio (regno 249-251)
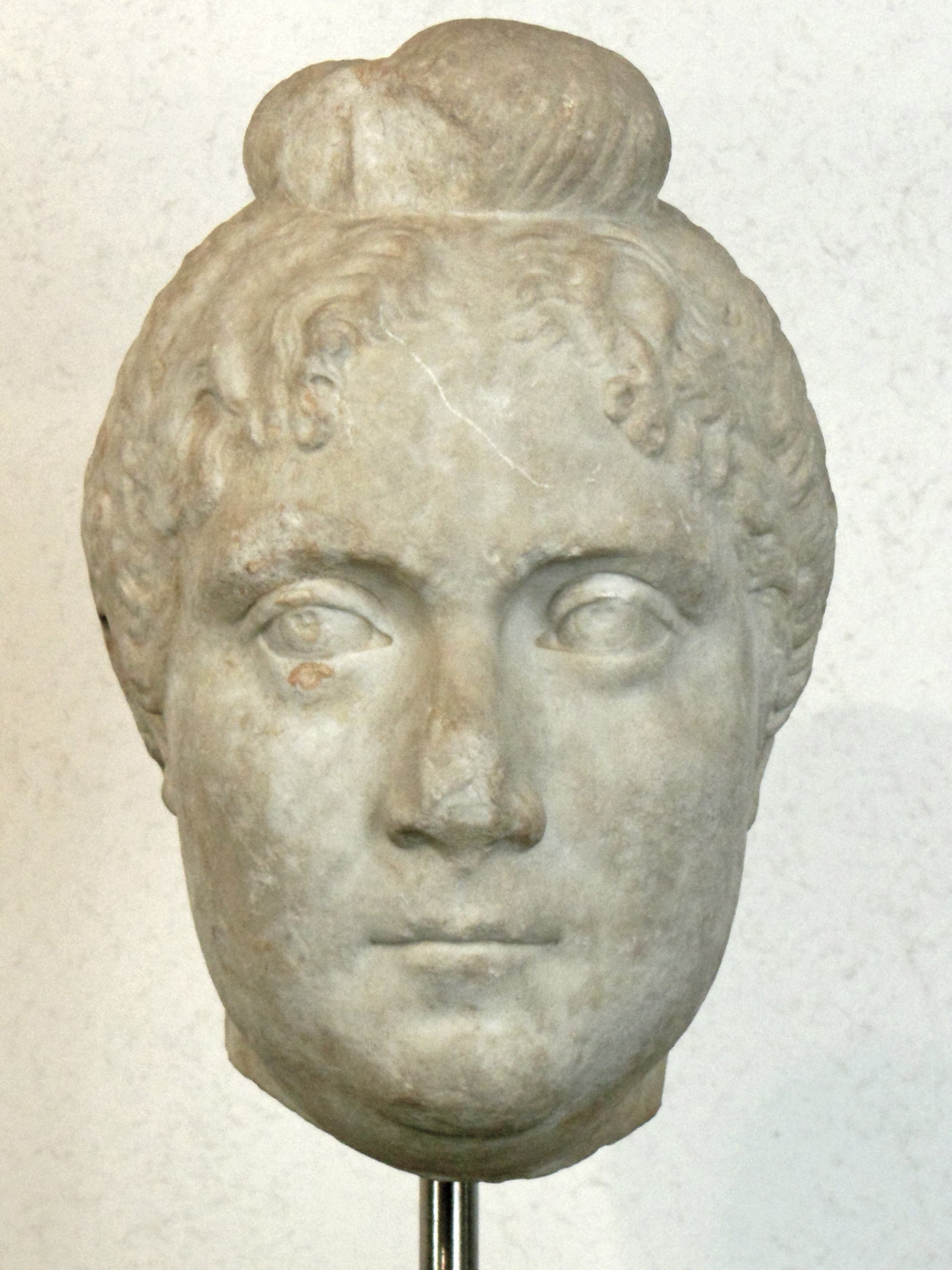
Testa di Cornelia Salonina, moglie dell'imperatore Gallieno (regno 253-268)

### Sala XIII (piano primo)

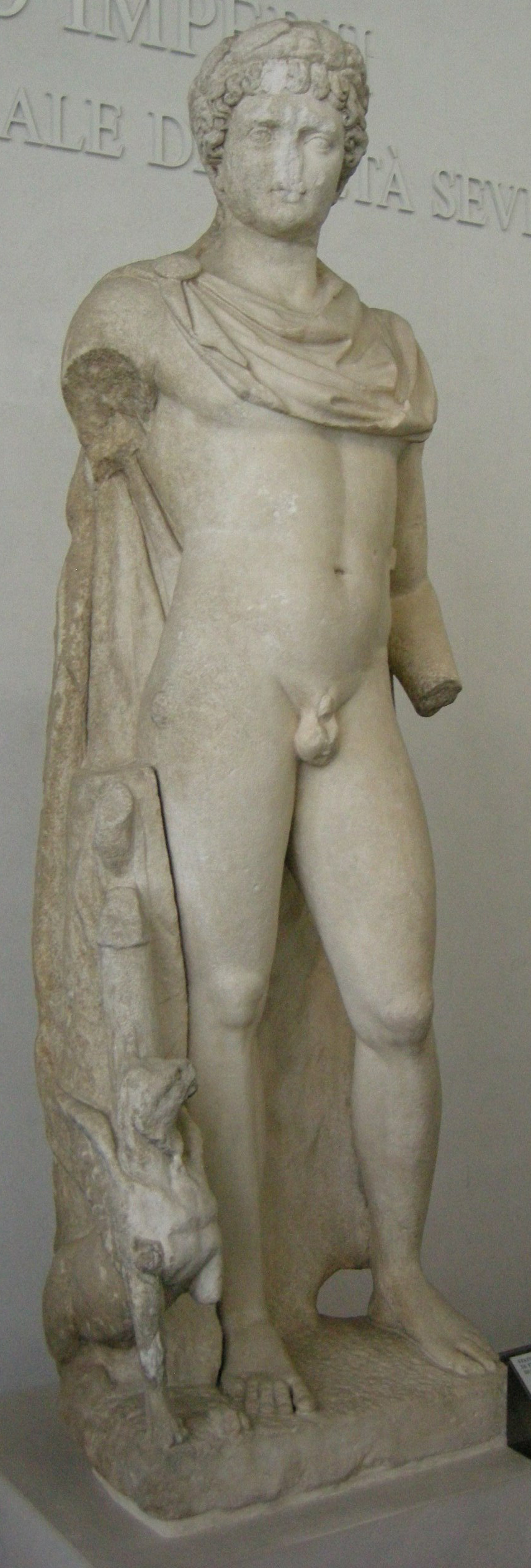
Statua di Geta, raffigurato come il dio Apollo in nudità eroica (Albano Laziale; 209-212)

La "Sala XIII" vede l'esposizione di sculture riservate alla dinastia di origine africana dei Severi (193-235), che ebbe in Settimio Severo il suo capostipite (regno 193-211), che continuò con il figlio Caracalla (regno 211-217) e si concluse con Alessandro Severo (regno 222-235), a cui fece seguito il periodo detto dell'anarchia militare.
Nella sala troviamo un busto loricato di Settimio Severo in marmo greco, proveniente da Ostia, che mostra una notevole continuità con l'immagine degli Antonini, dai quali dichiarava di discendere, per legittimare la propria investitura imperiale. La collezione continua con un ritratto di Caracalla in marmo greco, proveniente dalla via Cassia (rinvenuto nel 1948), che ha invece una barba cortissima e mostra un primo cambiamento verso quella che era l'immagine imperiale paterna. Il volto sembra voler suggerire un'intensa spiritualità, tipica del III secolo, ma anche una recalcitranza iraconda, schiva, non benevola.
Vi sono poi alcuni ritratti del fratello Geta, tra cui spicca una statua nella quale è raffigurato come un giovane Apollo. Geta era stato inizialmente associato al trono dal fratello nel 211 alla morte del padre, e poi nel 212 era stato fatto assassinare, mentre le sue statue ne subivano la damnatio memoriae. Altra immagine che mostra l'evoluzione del ritratto imperiale è una testa colossale di Severo Alessandro, che appare frontale e di una compostezza solenne.

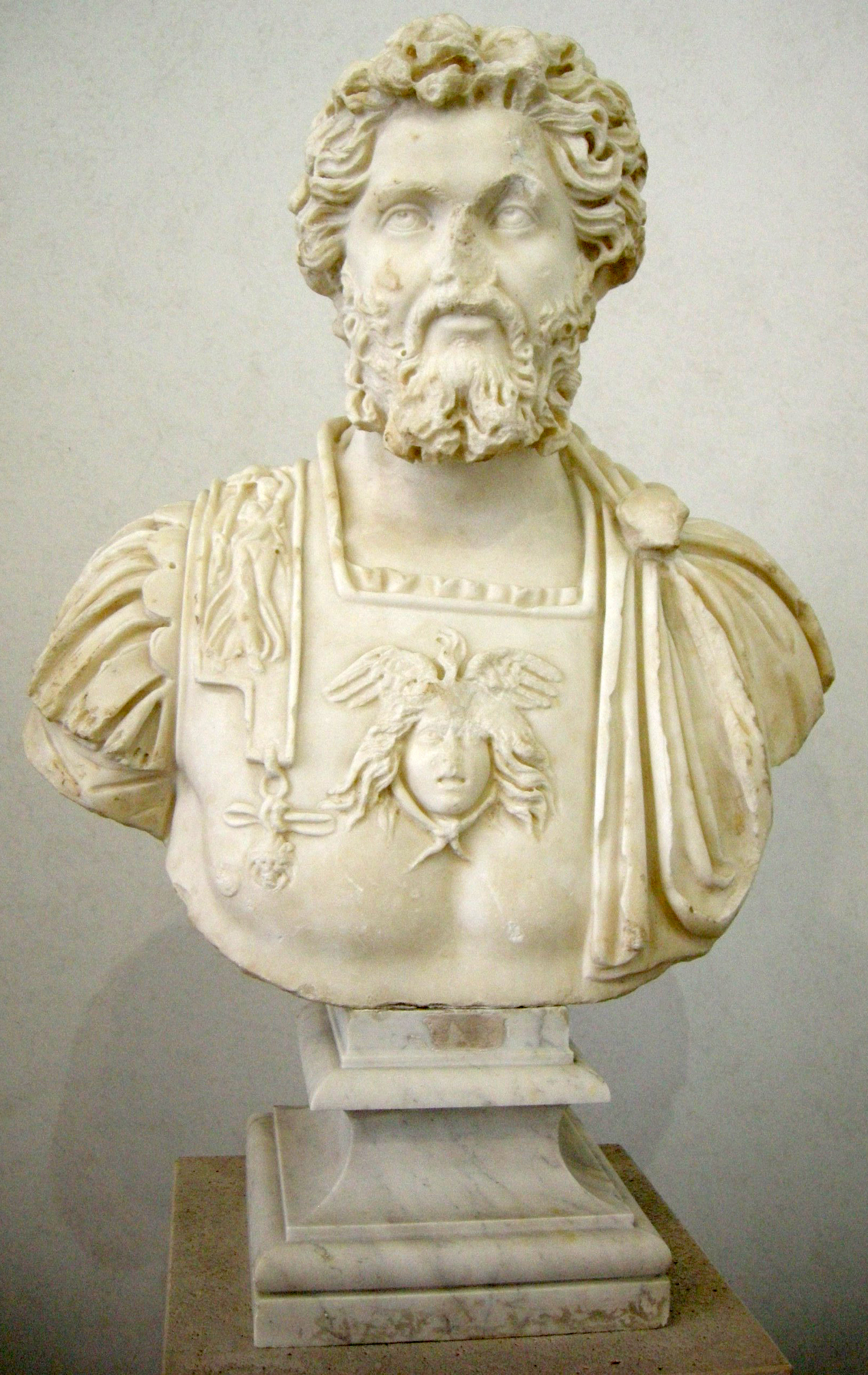
Busto di Settimio Severo da Ostia (regno 193-211; alt. 69 cm; inv. 345)
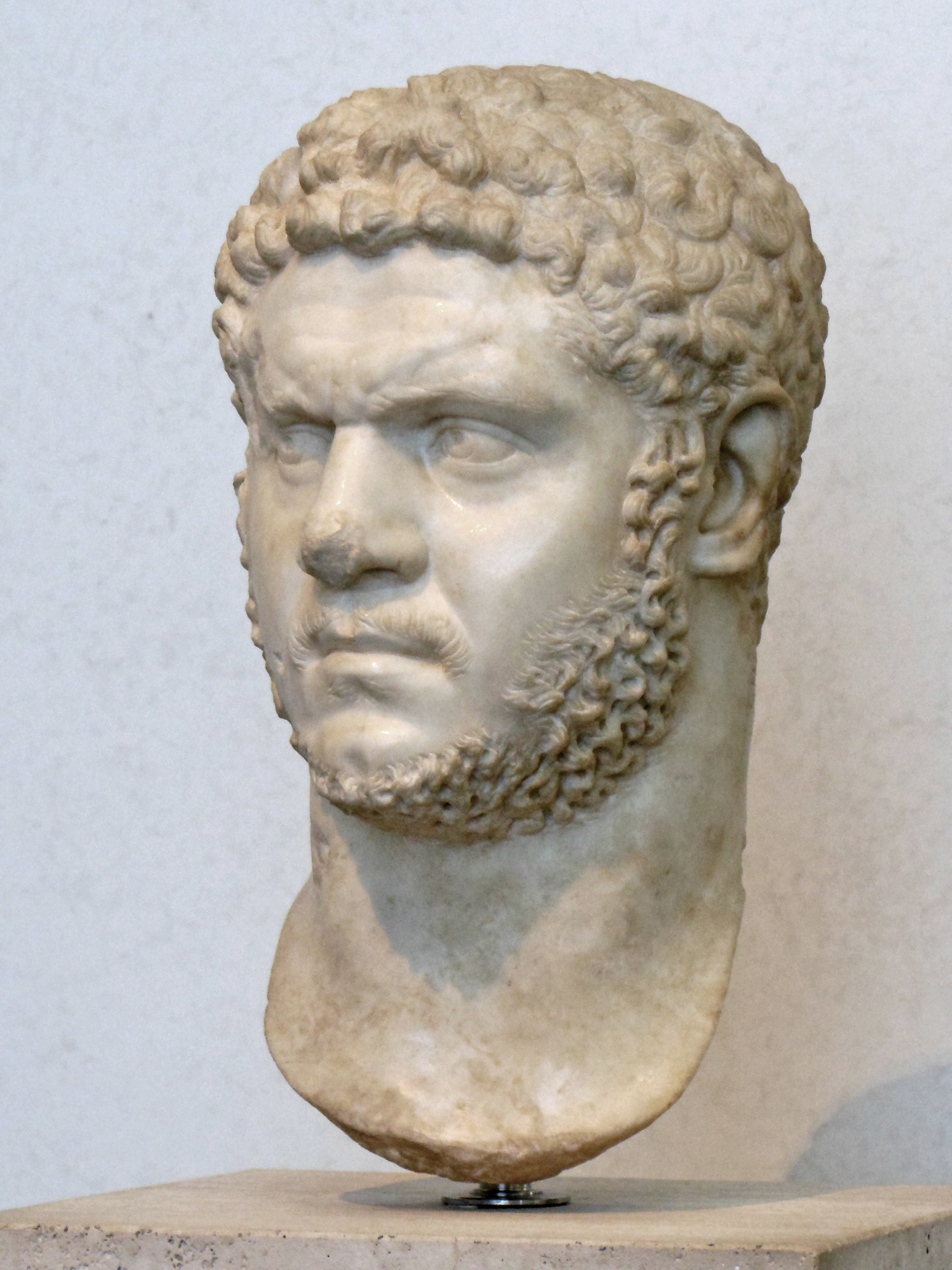
Busto di Caracalla (regno 211-217) dalla Via Cassia (alt. 35 cm; inv. 125.565)
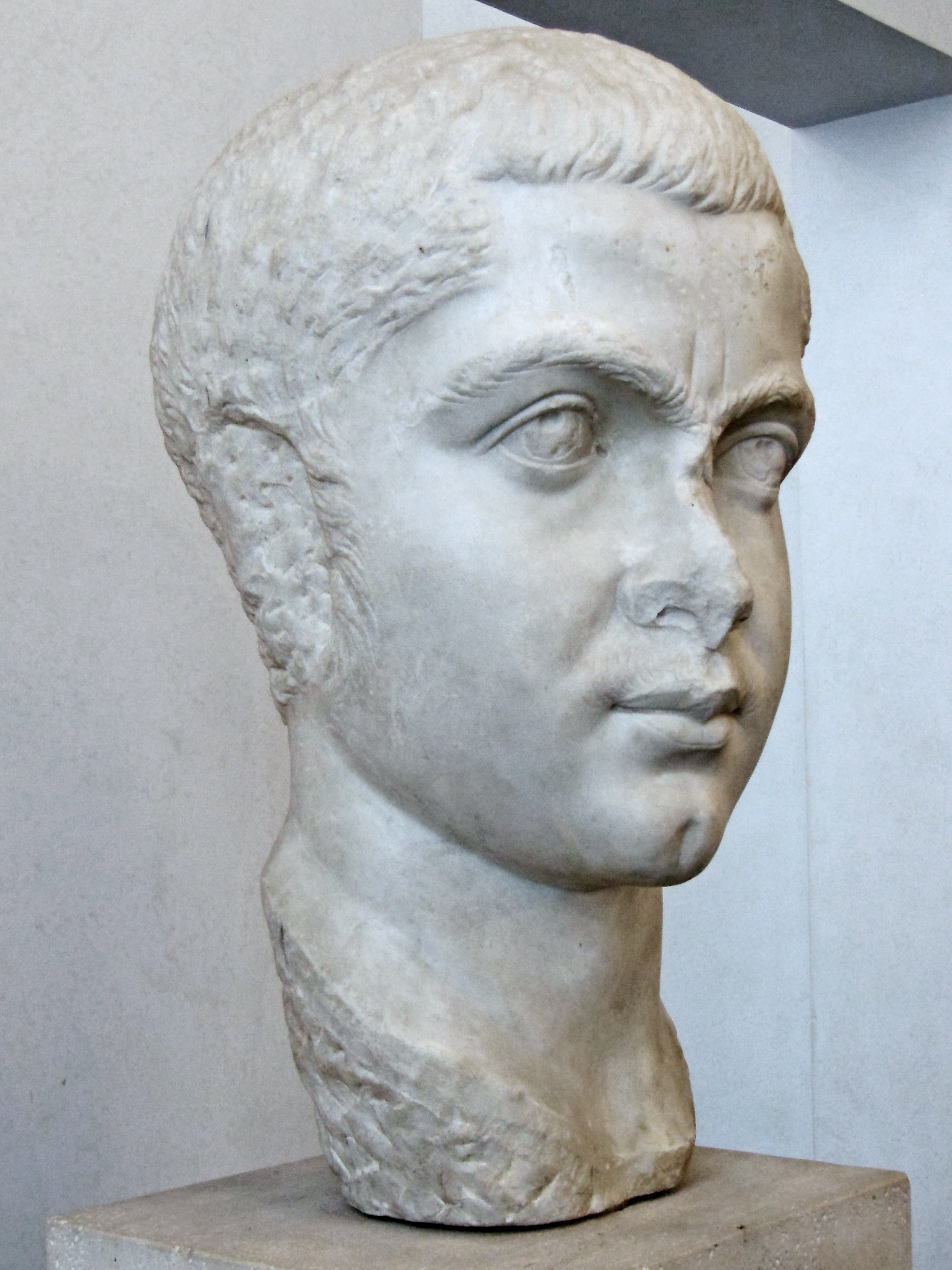
Ritratto di Geta, figlio di Settimio Severo
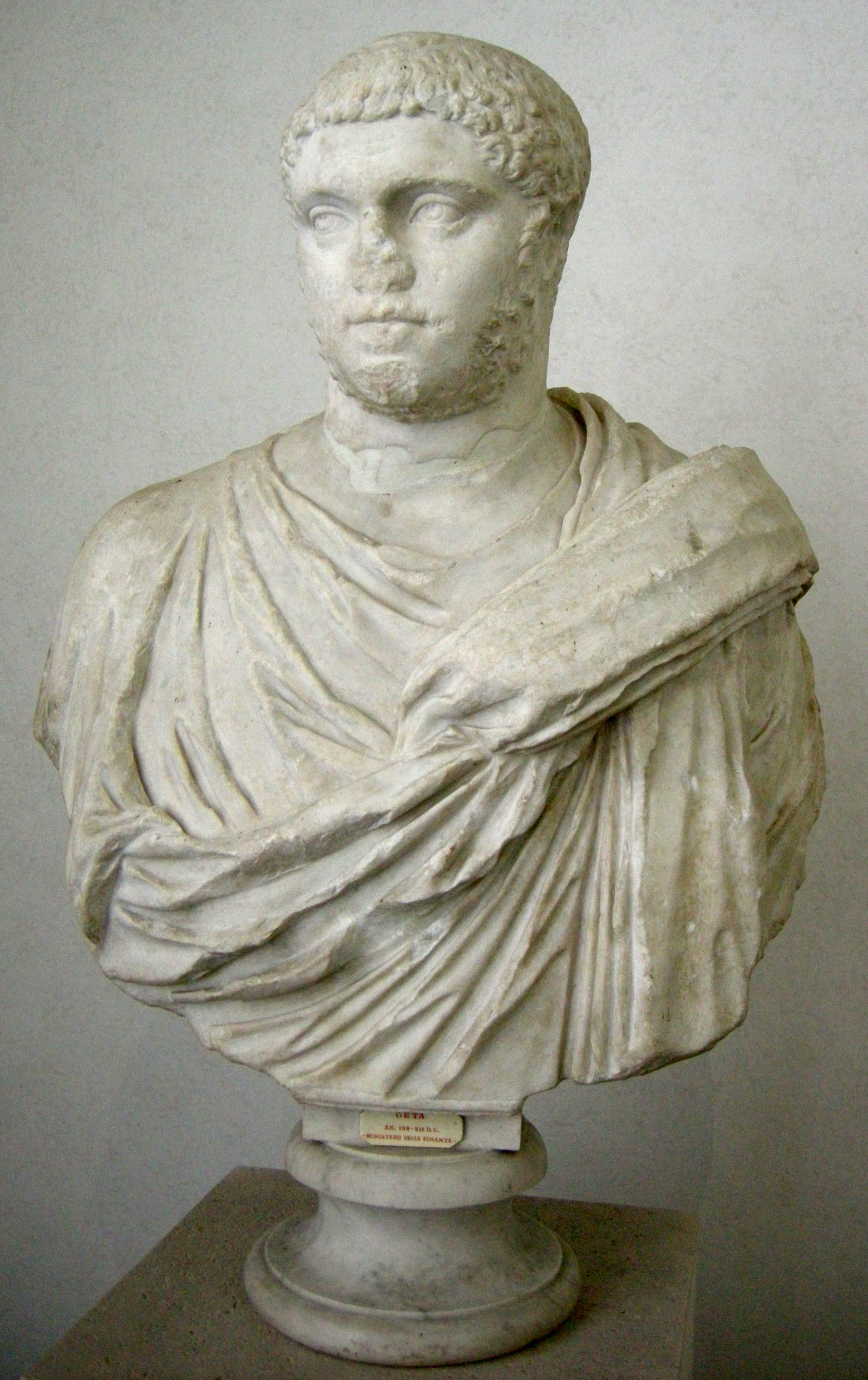
Busto di Geta (da Via XX Settembre a Roma)
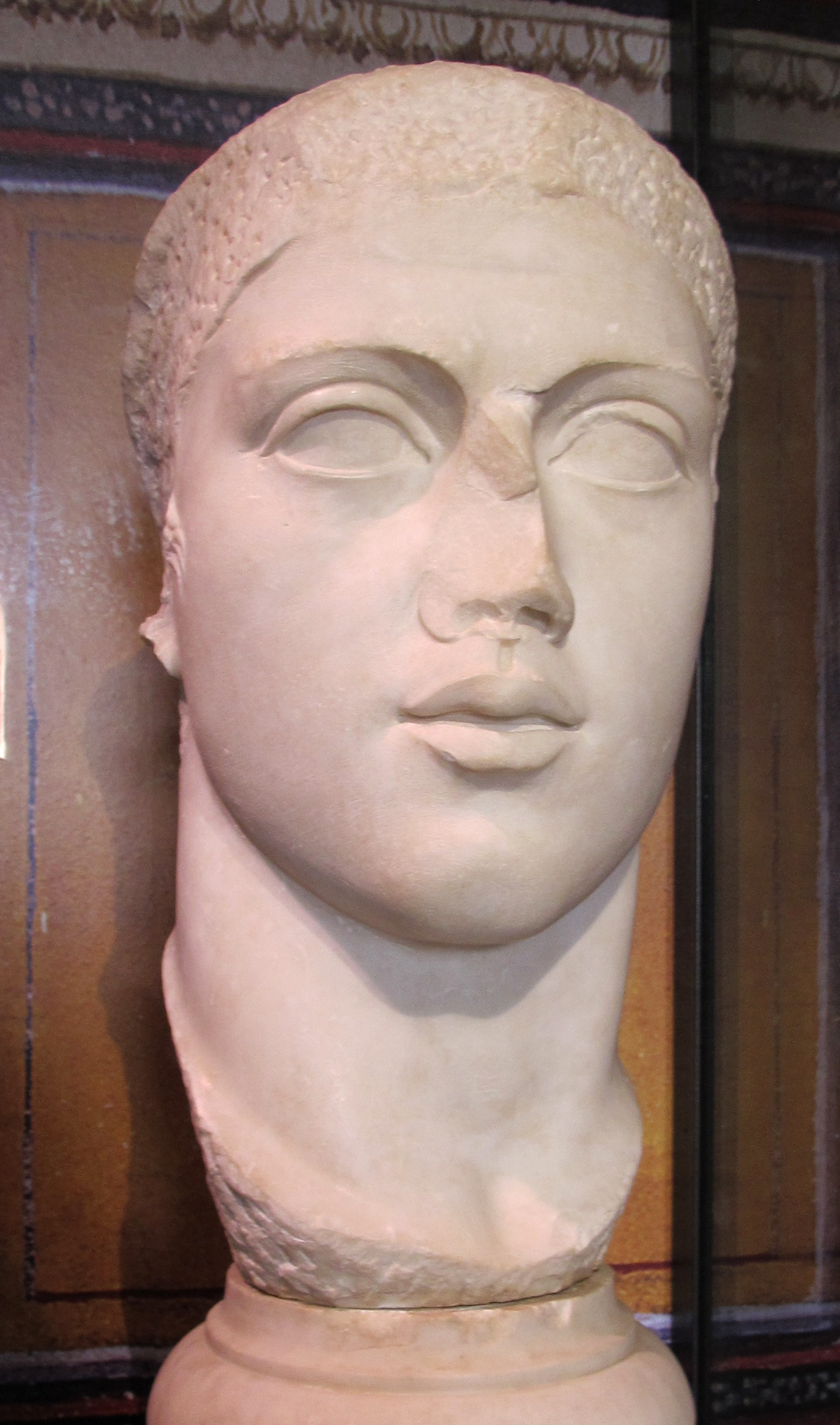
Ritratto colossale di Alessandro Severo da Ostia (regno 222-235)

### Sala XIV (piano primo)

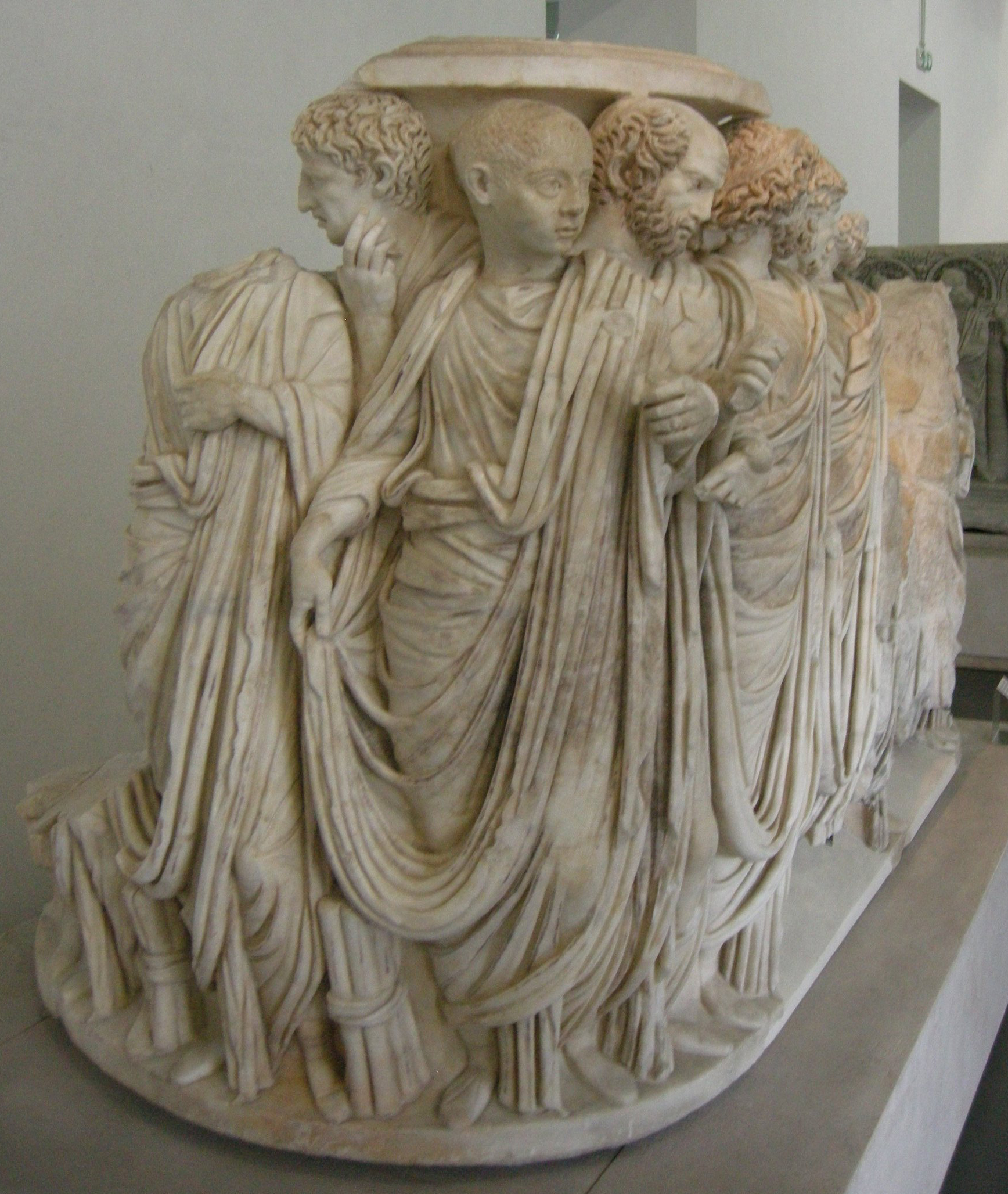
Sarcofago di Acilia

Nella grande "Sala XIV" sono esposte opere che vanno dal periodo della cosiddetta anarchia militare (che seguì alla morte di Alessandro Severo), fino ad un nuovo recupero della potenza imperiale con la riforma tetrarchica di Diocleziano (284-305) e l'affermazione di Costantino I (306-337), segnando quest'ultimo la nascita dell'impero cristiano. Matteo Cadario ritiene anche che vi furono importanti modifiche nella concezione artistica di questo periodo che così riassume:
(Guida al Museo Nazionale Romano, 2005, Matteo Cadario, Palazzo Massimo alle Terme, p. 47.)
Nella sala sono esposti una serie di sarcofagi del III secolo: il sarcofago delle Muse mostra l'eroizzazione del defunto attraverso la cultura, rappresentata dalle Muse racchiuse all'interno di piccole nicchie; il sarcofago dell'Annona è in stile popolare con la raffigurazione simbolica del commercio e la distribuzione del grano (alludono alla carica di praefectus annonae di Flavio Arabiano), decorata da otto figure a rilievo sullo sfondo di un parapetasma (tendaggio), con al centro due coniugi che celebrano la dextrarum iunctio, al di sopra di un piccolo altare; il sarcofago di Acilia che, nella figura-ritratto del giovinetto è stato riconosciuto l'imperatore Gordiano III (238-244), secondo l'identificazione di Ranuccio Bianchi Bandinelli, mentre altri studiosi, con argomenti meno persuasivi, riconoscono nel giovinetto Nigriniano, figlio dell'imperatore Marco Aurelio Carino, o una personificazione del processus consularis.
Con l'affermazione del Cristianesimo, vengono esposte nella sala una serie di opere del IV secolo, tra cui alcuni sarcofagi, un cratere in marmo bigio, una lastra con scene di miracoli e la statuetta del Cristo seduto che insegna, quale esempio di classicismo teodosiano. Il Cristo è rappresentato come un «ragazzo prodigio» che, con la destra sollevata, spiega il testo contenuto nel rotolo semiaperto.

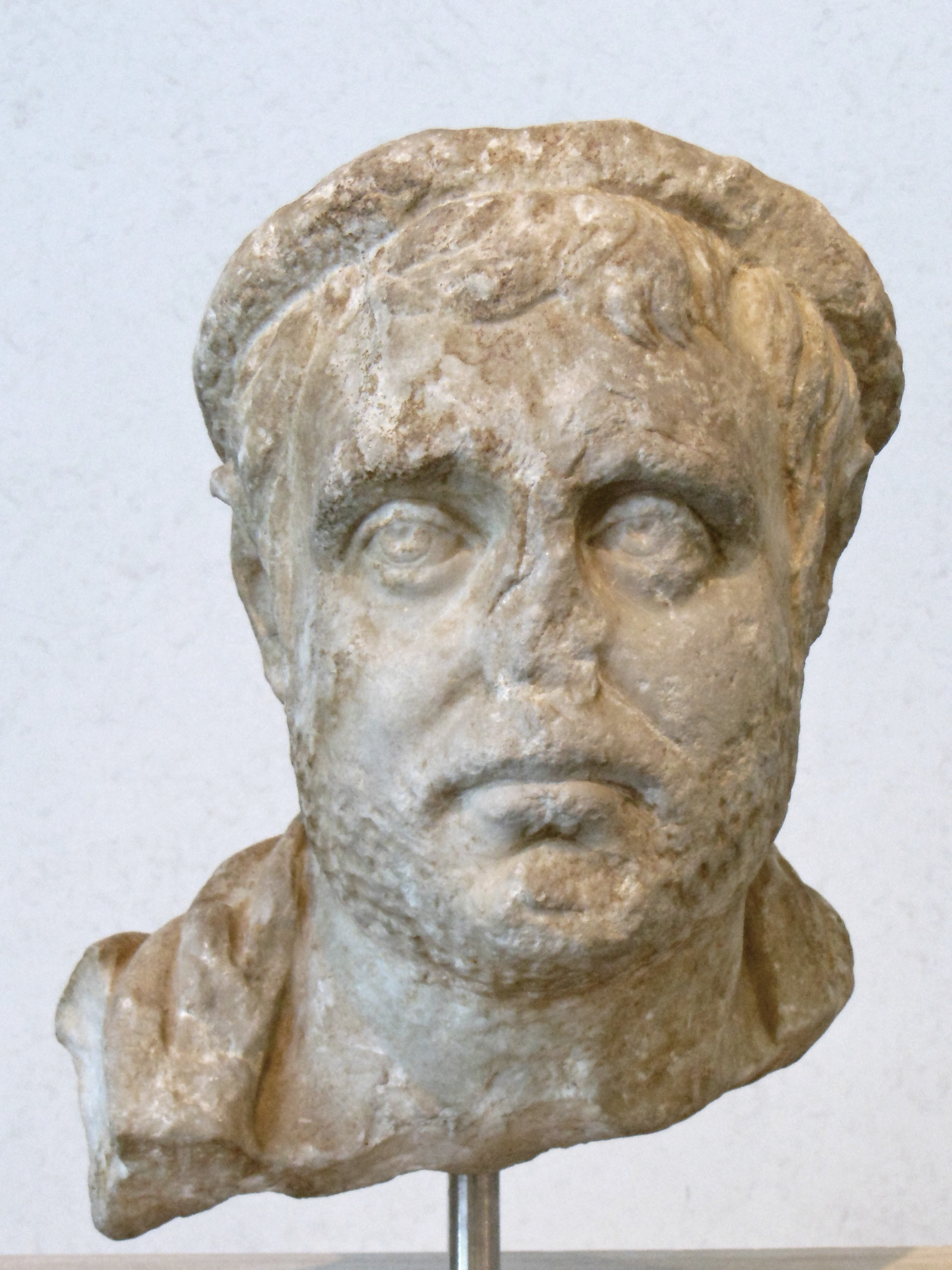
Ritratto di Decimo Celio Calvino Balbino (regno 238)
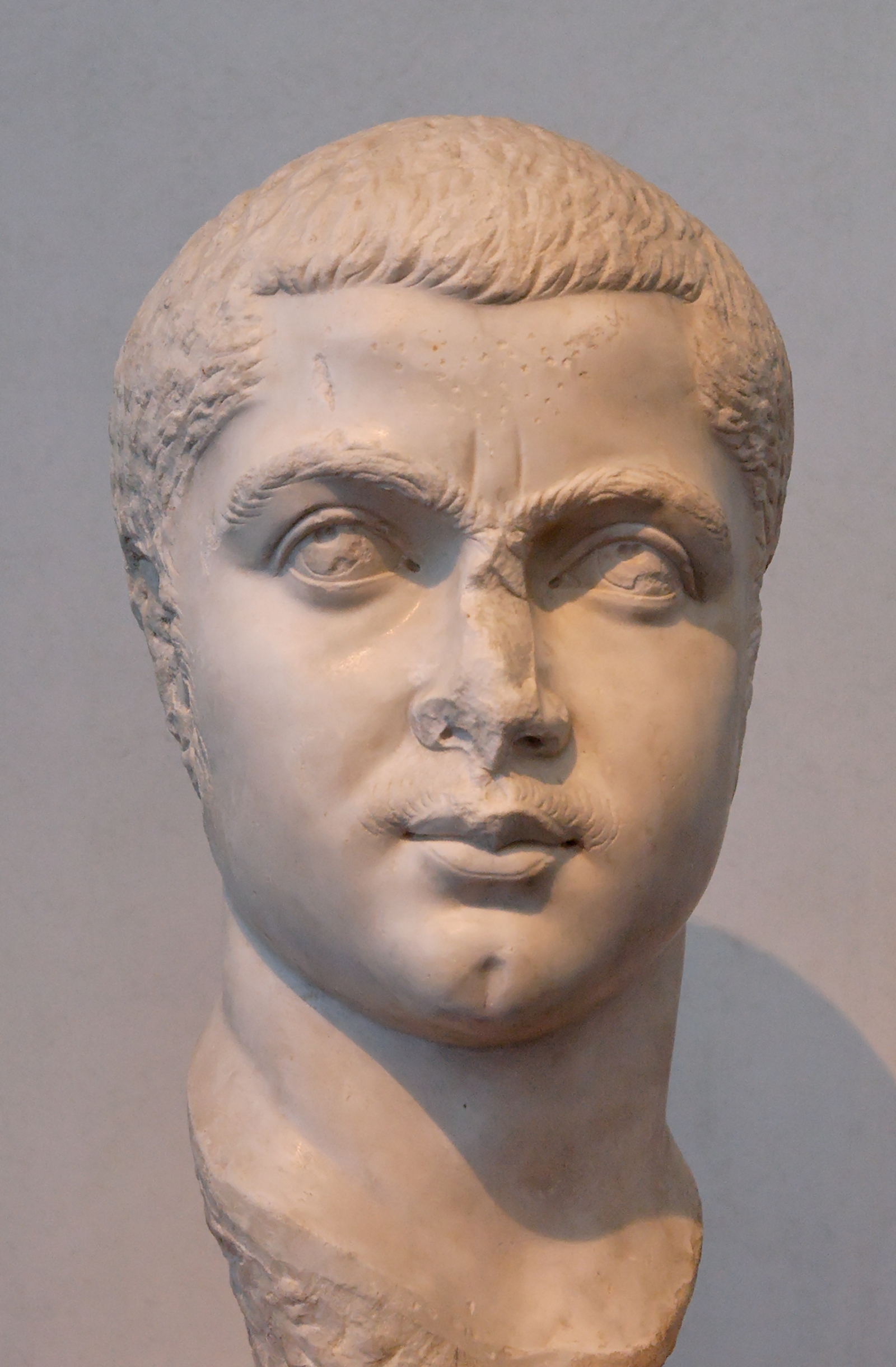
Ritratto di Gordiano III (regno 238-244)
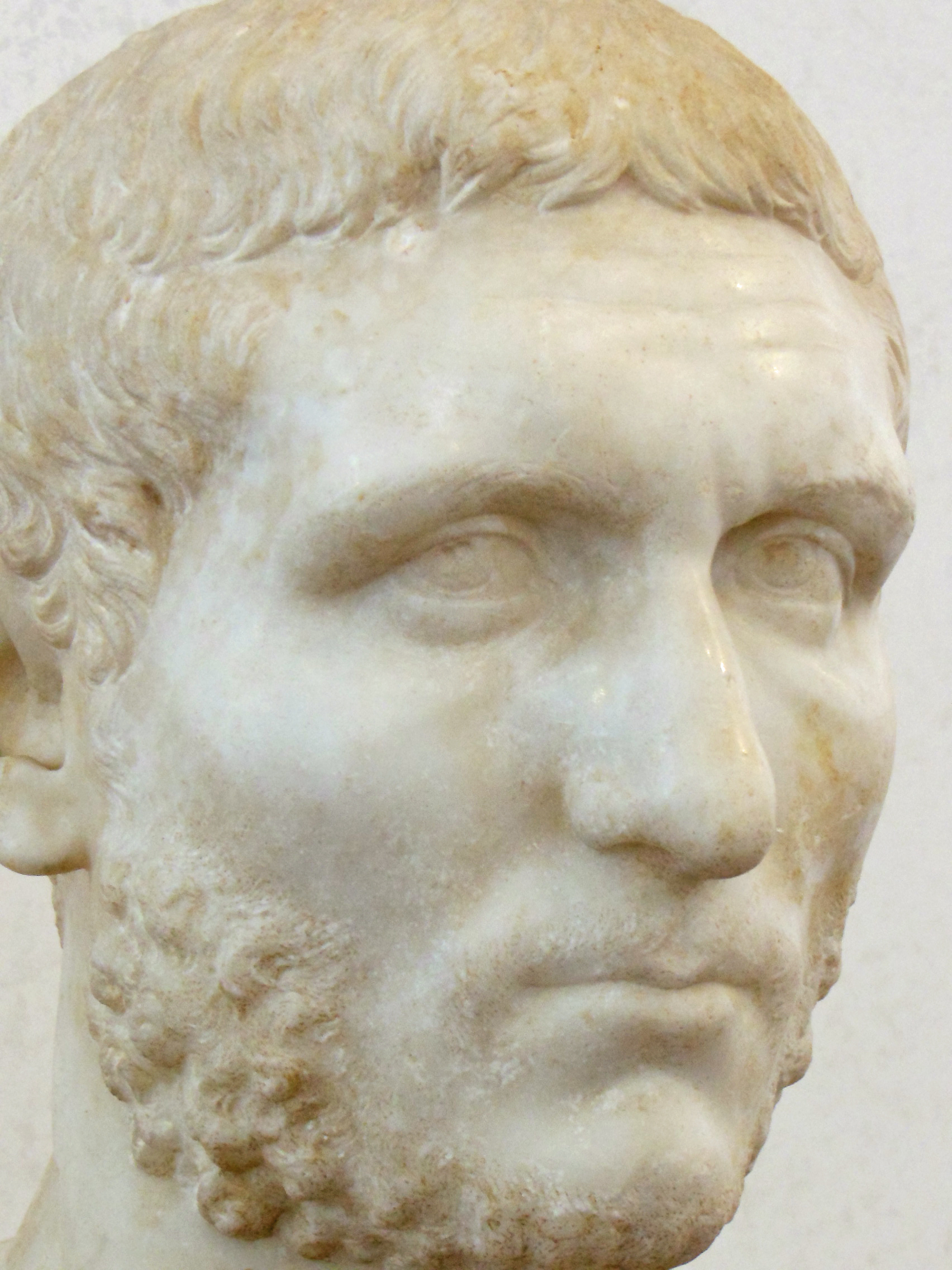
Auriga dell'età di Gallieno (da Piazza Chiesa Nuova, Roma)
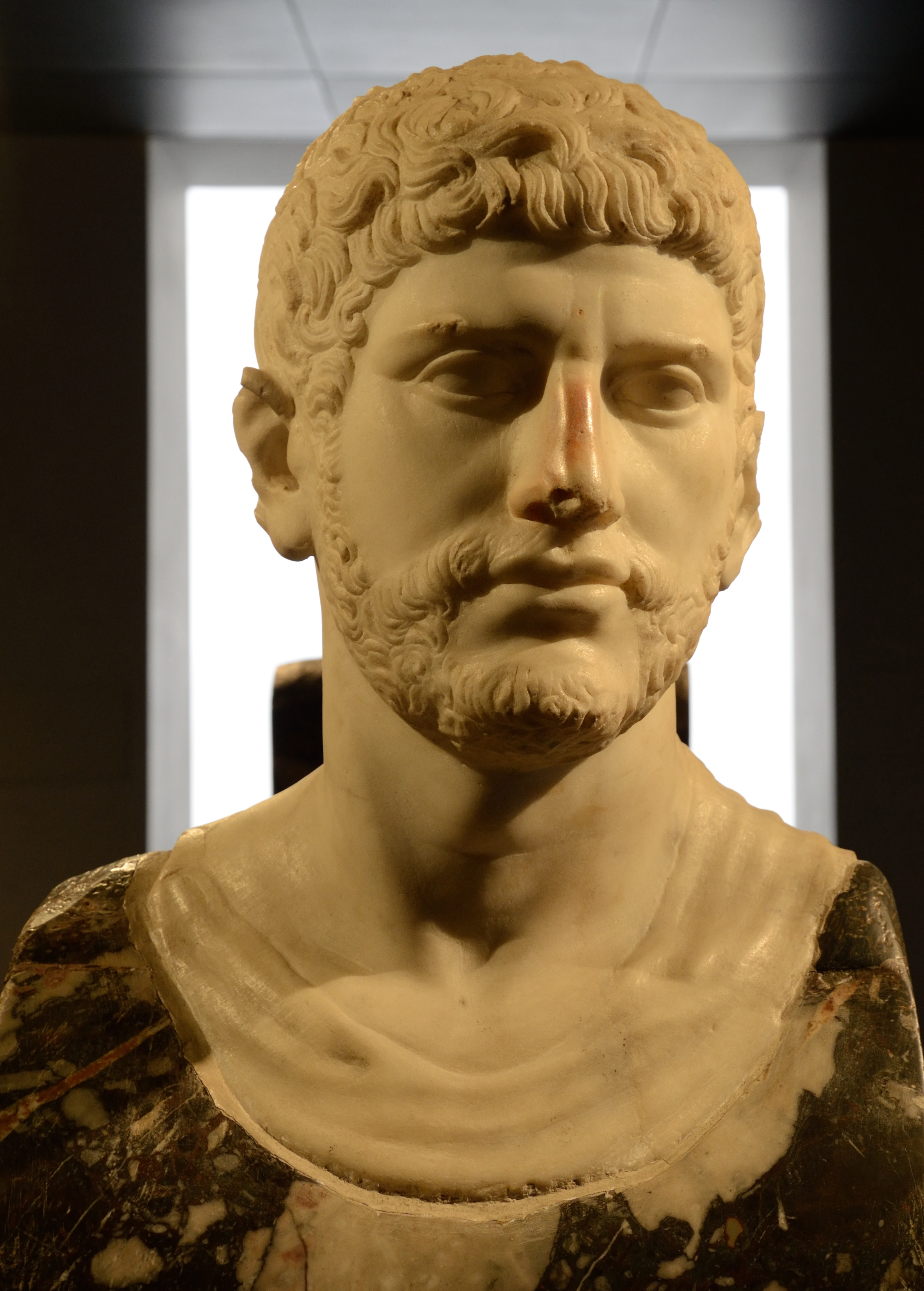
Testa di uomo con barba
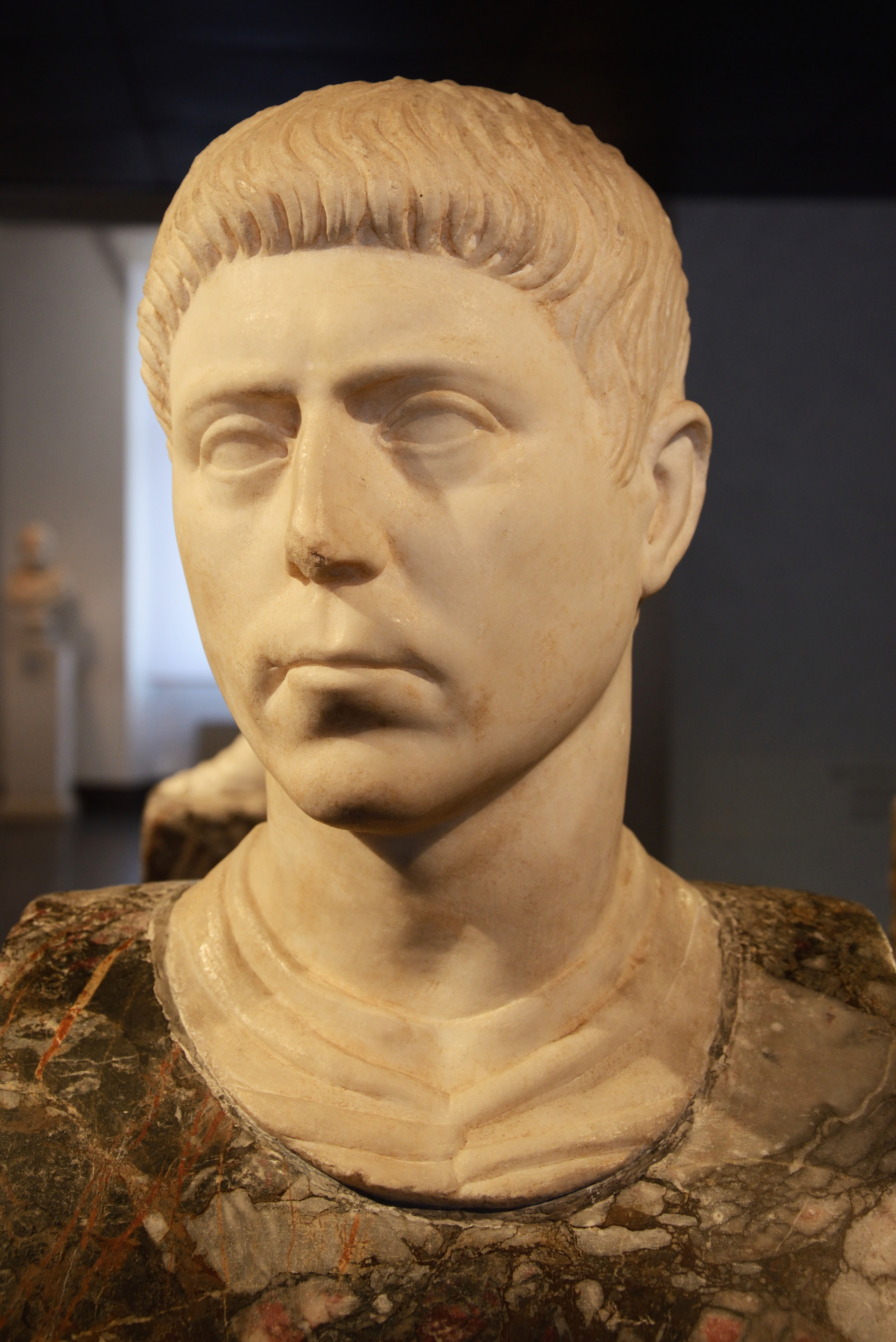
Testa di uomo

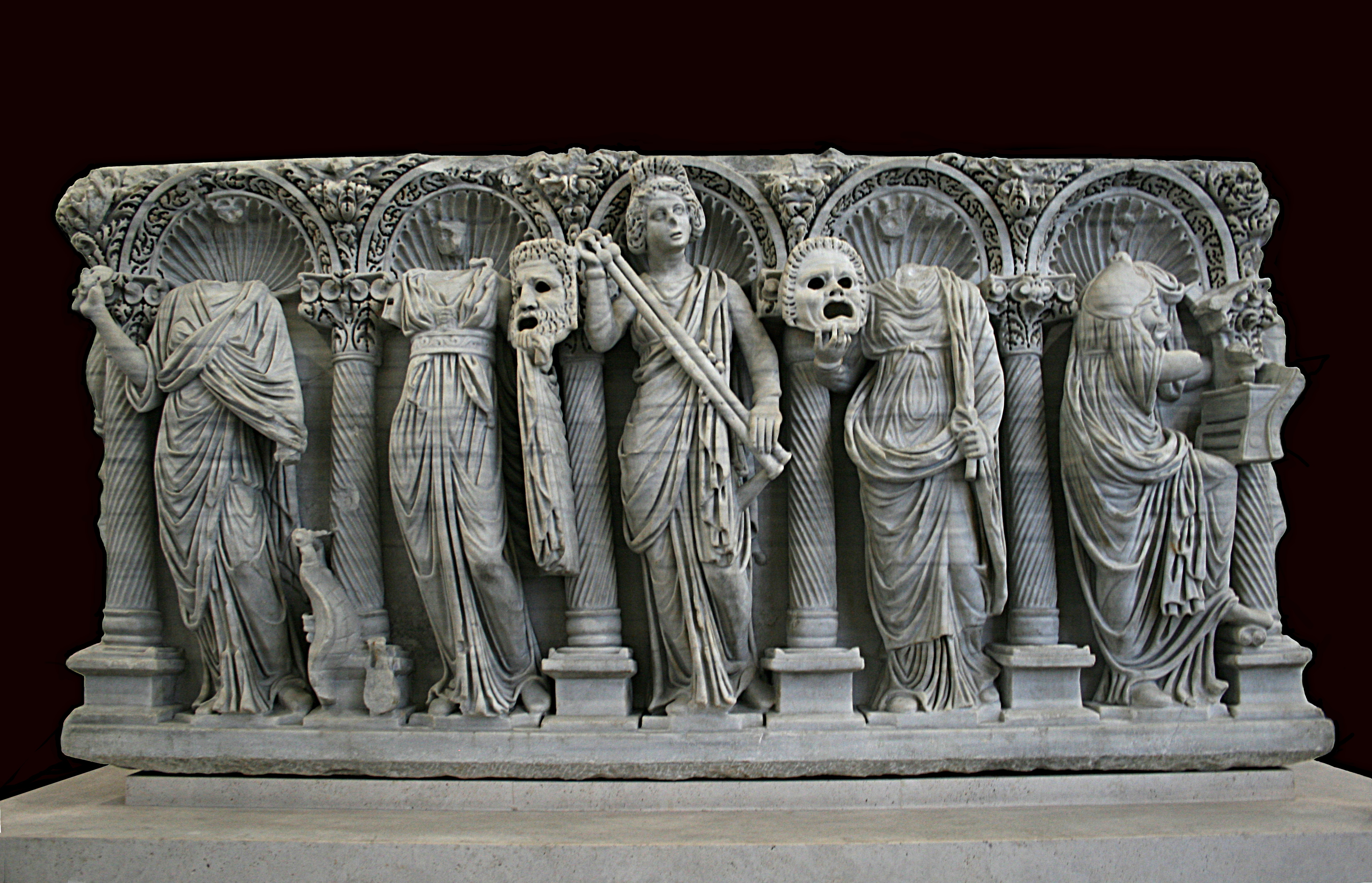
Sarcofago delle Muse (280-290 d.C.; Villa Celimontana, Roma)
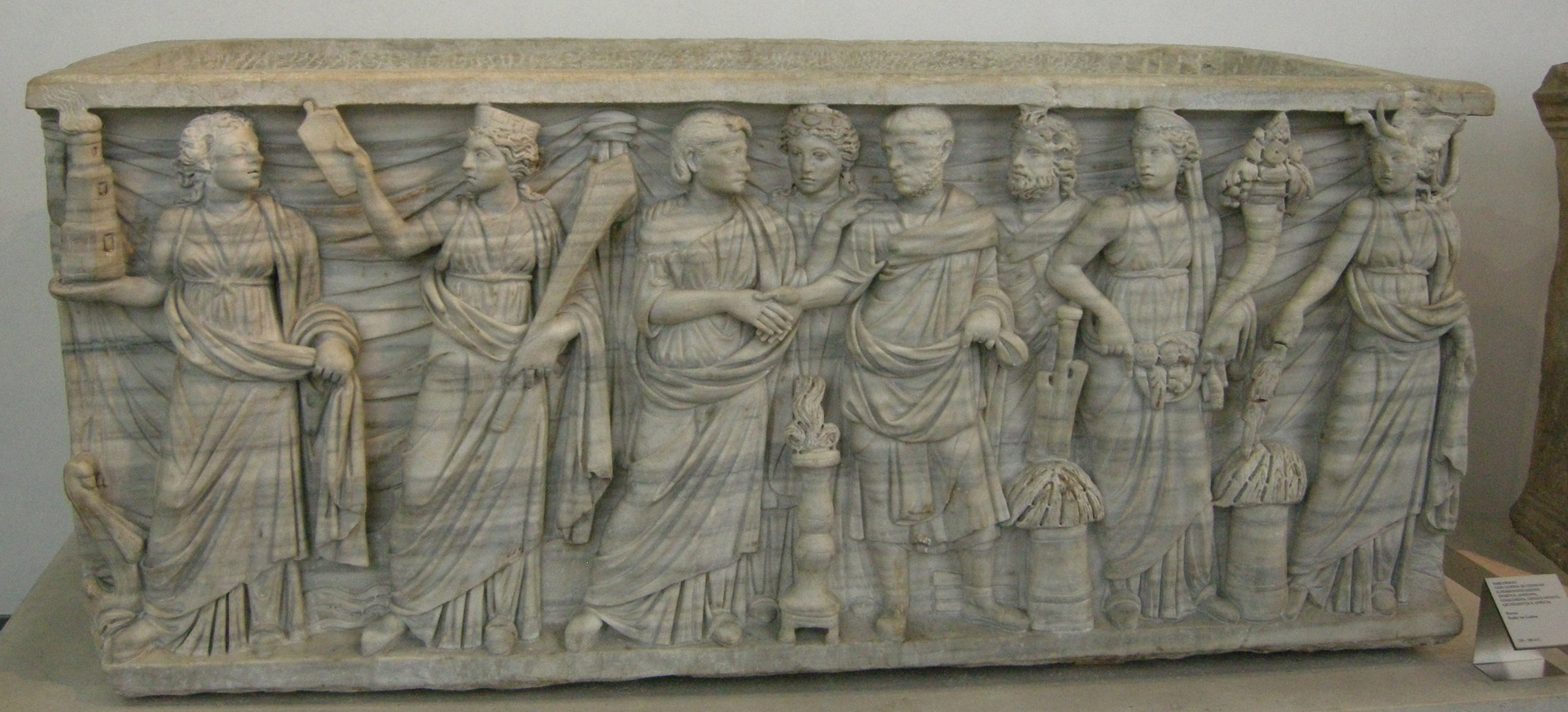
Sarcofago dell'Annona (270-280 d.C.; inv. 40.799)
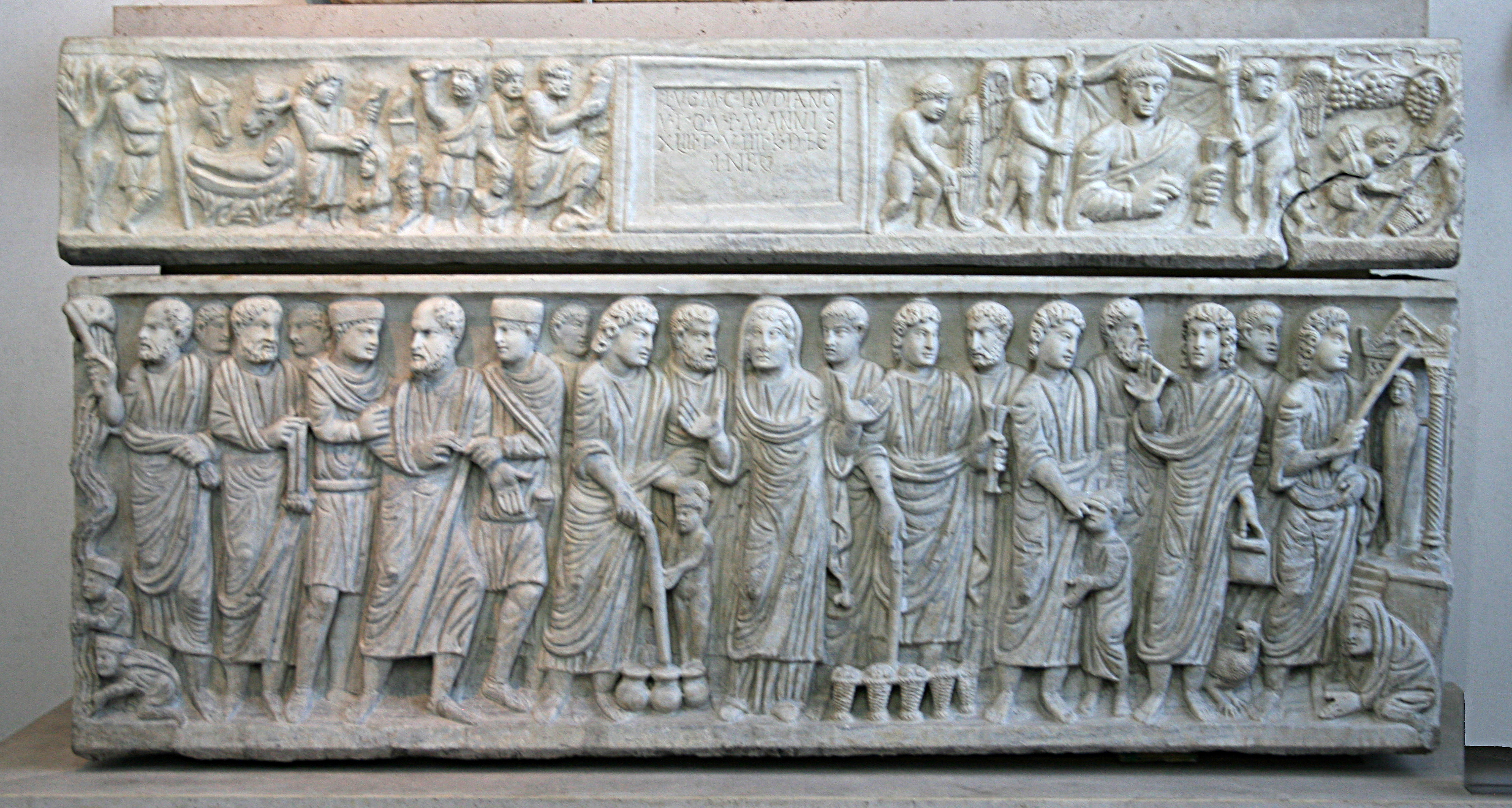
Sarcofago di Marcus Claudianus (330-335 d.C.)

## Piano secondo
Il secondo piano ospita gli affreschi del ninfeo sotterraneo della villa di Livia "ad Gallinas Albas", località presso Prima Porta, appartenuta a Livia Drusilla, imperatrice moglie di Augusto: un trompe-l'œil che riproduce un giardino con alberi da frutto e uccelli sui quattro lati.
Nelle altre sale vi sono una serie di mosaici, parietali e pavimentali, megalografie tardo-imperiali, i pannelli con pompa circensis e "Ila rapito dalle ninfe" provenienti dalla cosiddetta basilica di Giunio Basso, gli affreschi provenienti dal "porto fluviale di San Paolo" e la sezione degli affreschi ritrovati nei locali ipogei della "villa o casa della Farnesina" (poiché ubicata in quelli che erano i giardini della villa Farnesina costruita da Baldassarre Peruzzi per Agostino Chigi e successivamente sbancati, a fine Ottocento, per permettere l'apertura del Lungotevere). Gli ambienti affrescati sono stati recentemente restaurati, riallestiti e inaugurati il 30 giugno 2010.

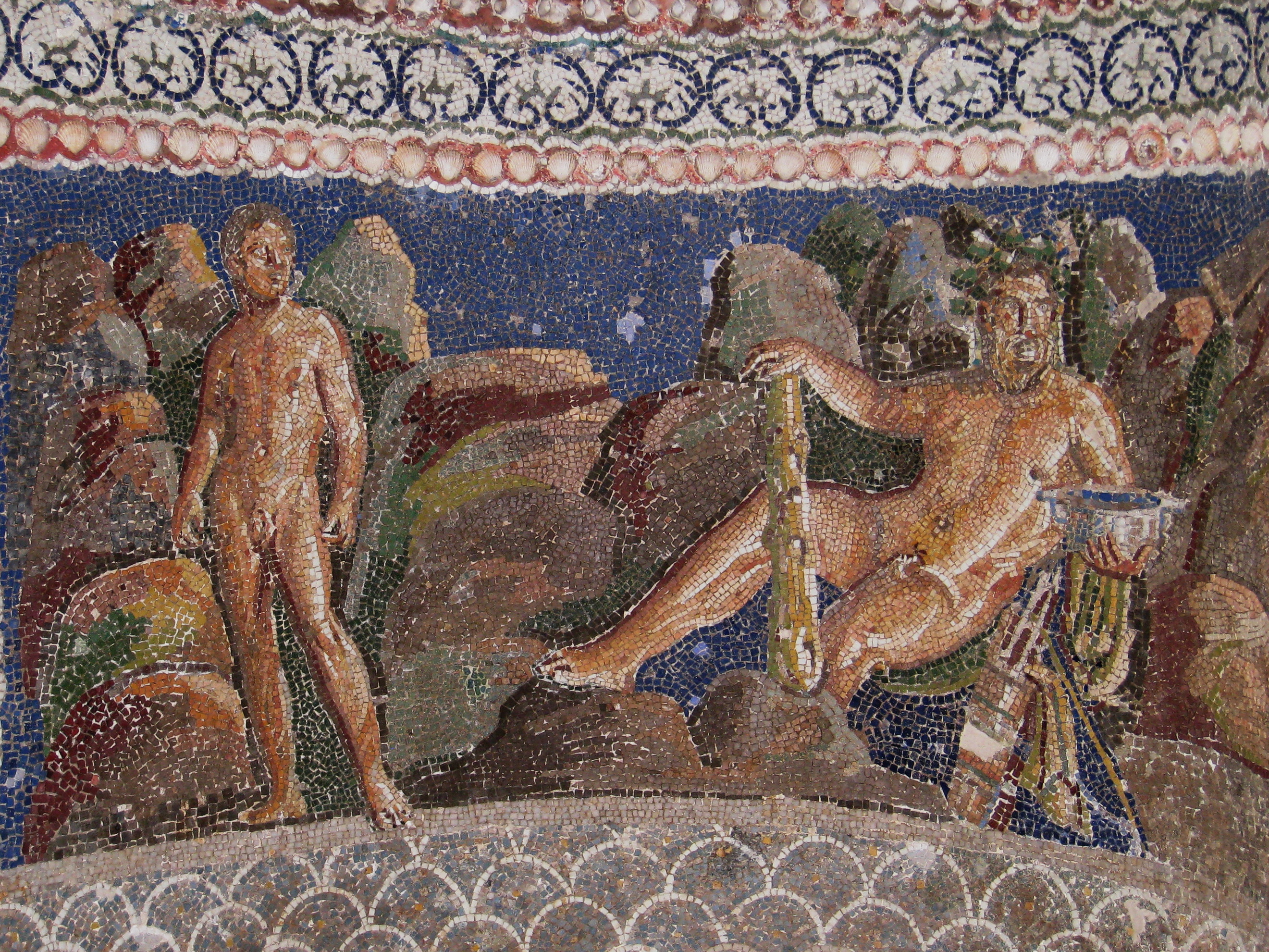
Mosaico
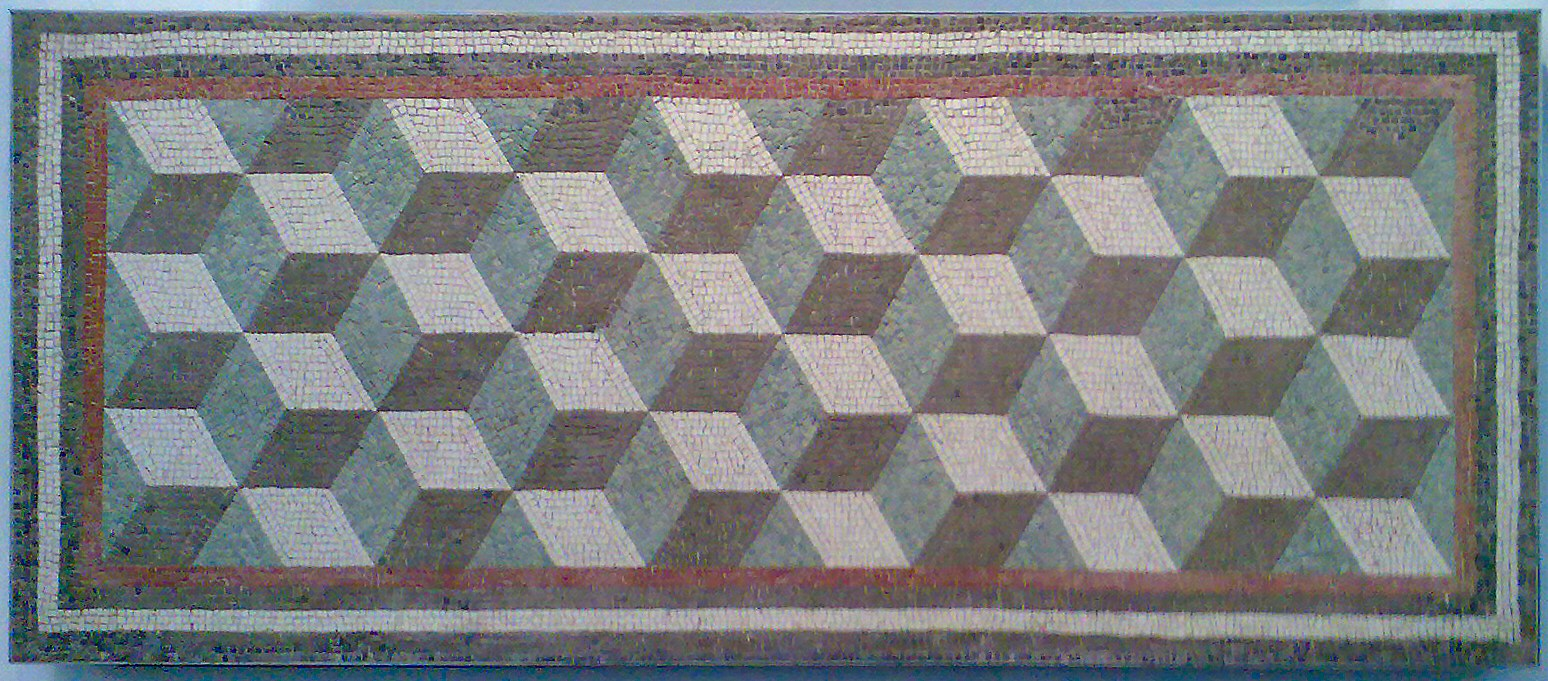
Mosaico romano con disegno a cubi che produce un'illusione ottica "alla Cubo di Necker".

## Piano interrato (medagliere)
Presenta una sezione dedicata all'oreficeria e una ricca collezione di numismatica, una volta appartenuta a Vittorio Emanuele III di Savoia.
Vi si conserva inoltre la mummia di una bambina di circa otto anni, la cosiddetta mummia di Grottarossa, risalente al II secolo d.C. circa; ritrovata sulla via Cassia all'interno di un sarcofago assieme al suo corredo funerario, anch'esso esposto; è l'unica mummia di età romana mai rinvenuta.

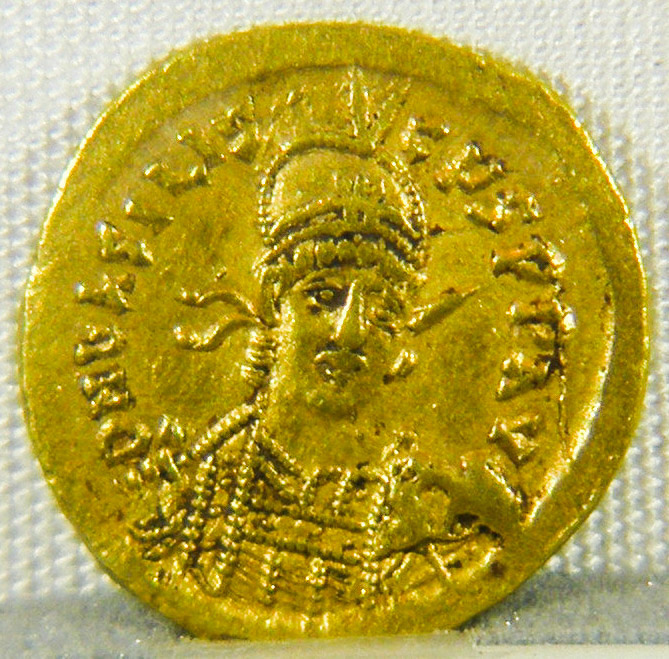
Moneta di Basilisco